# Schwäbische Alb
Die Schwäbische Alb, früher auch Schwäbischer Jura oder Schwabenalb genannt, ist ein Mittelgebirge in Süddeutschland und – mit einem kleinen Flächenanteil – in der Schweiz. Die Schwäbische Alb ist etwa 200 bis 220 km lang, 20 bis 40 km breit, inklusive des kleinen Schweizer Anteils 5887,35 km² groß und bis 1015,7 m ü. NHN hoch. Das Gebirge besteht aus mesozoischen Sedimentgesteinen, vor allem Kalkstein, aus der Zeit des Jura und gilt als eines der größten zusammenhängenden Karstgebiete in Deutschland.
Neben dem Schwarzwald und dem Bodensee gilt die Schwäbische Alb als eine der touristischen Hauptattraktionen im Südwesten Deutschlands. Bedeutend ist sie vor allem als Wander-, Kletter- und Wintersportregion. Bekannt ist sie auch aufgrund ihrer erdgeschichtlichen Besonderheiten und der damit in Zusammenhang stehenden naturräumlichen Charakteristika. Durch die lange menschliche Besiedlungsgeschichte seit der Steinzeit mit zahlreichen materiellen und konstruktiven Hinterlassenschaften aus allen Epochen zeichnet sie sich als Region mit reichem kulturellem Erbe aus.

## Bezeichnung
Schwäbisch bezieht sich auf die Region Schwaben, in welcher das Gebirge überwiegend liegt.

### Alb
Die Bezeichnung Schwabenalb oder Schwäbische Alb stammt vermutlich vom Mittelhochdeutschen albe bzw. vom Althochdeutschen alpâ ab. „Alpe“ und „Alb“ bezeichnet im alemannisch-schwäbischen Raum eine Bergwiese oder Höhenweide. In diesem Sinne ist die Abstammung des Wortes vergleichbar mit der der Alpen. Eine zweite, weniger wahrscheinliche Herkunft der Bezeichnung wäre das lateinische Farbadjektiv albus, mit der Bedeutung „weiß“ oder „hell“, aufgrund der hellen Kalkfelsen am Albtrauf. Schwabenalb bezeichnet entweder das gesamte Gebirge oder wird als Kurzbezeichnung für die Hohe Schwabenalb genutzt, ein Naturraum der Westalb.
Die Rauhe Alb bezeichnet ein Gebiet der Flächenalb zwischen Engstingen, Bernloch bis Laichingen, Feldstetten bis Blaubeuren und wird fälschlicherweise ebenfalls als Begriff für das gesamte Gebirge genutzt. Im Jahr 1933 wurde durch Eugen Nägele, Schriftleiter der Blätter des Schwäbischen Albvereins, gefordert, auf den angeblich herabwürdigenden Begriff Rauhe Alb zu verzichten, woraufhin der württembergische Kultminister Christian Mergenthaler (NSDAP) den Begriff verbot.

### Jura
Die Bezeichnung Schwabenjura oder Schwäbischer Jura bezieht sich wie der angrenzende Fränkische Jura im Nordosten auf das erdgeschichtliche System Jura. Diese Bezeichnung wurde von Alexander von Humboldt 1795 für Gesteinsschichten des im Südwesten liegenden Jura-Gebirges eingeführt. Alle drei Jura-Gebirge haben ihren Ursprung in einem übergreifenden jurassischen Meer, sodass die Unterteilung nicht geologisch, sondern kulturell anhand von Hochrhein und Nördlinger Ries erfolgt. Der Begriff Jura wird heute touristisch genutzt, auch durch den Erfolg der Jurassic Park-Filmreihe. So gibt es beispielsweise in Gosheim ein Jurabad, eine Juraschule und eine Jurahalle.

## Geographie

### Lage, Begrenzung und Höhenlage
Die Schwäbische Alb liegt großteils in Baden-Württemberg, zieht aber mit ihren Nordost-Ausläufern auch nach Bayern und mit den Südwestausläufern in die Schweiz (in die Kantone Aargau und Schaffhausen). Die Alb ist eine durch Erosionseinflüsse zerteilte Hochebene, die nach Nordwesten durch einen sehr markanten Steilabfall begrenzt wird, nach Südosten hingegen sanft abdacht und dort größtenteils jenseits des oberen Donautals ins Alpenvorland übergeht.
Der nordwestliche Steilabfall wird Albtrauf genannt und trennt die Albhochfläche vom Albvorland. Im Nordosten endet das Mittelgebirge am Nördlinger Ries. Nach Südwesten kann es kulturräumlich mit der schwäbisch-niederalemannischen Dialektgrenze bei Tuttlingen und Spaichingen abgegrenzt werden, oft sind aber weitere Gebiete Gegenstand der Betrachtung (vgl. die deutlich weitergehendere Naturräumliche Gliederung).
Die Höhenwerte liegen zwischen 500 m ü. NHN im Nordosten bis knapp über 1000 m ü. NHN im Südwesten, mit ihren zwölf Eintausendern gehört sie zu den höchsten Mittelgebirgen der Bundesrepublik.

### Teillandschaften der Schwäbischen Alb
Manche, aber nicht alle Gebiete der Schwäbischen Alb haben traditionelle Eigennamen. Daneben gibt es neuere, durch Geographen vergebene Bezeichnungen. Die Regionen des Tafeljura ab Baaralb (zum Teil) bis zum Basler Tafeljura gehören streng genommen nicht mehr zur Alb (alemannisch-schwäbische Dialektgrenze bei Spaichingen und Tuttlingen), dennoch werden vor allem Gebiete nördlich des Hochrheins oft aus geologischen Gründen zu ihr gezählt.

Galerie zu den Teillandschaften der Schwäbischen Alb, von Nordosten nach Südwesten
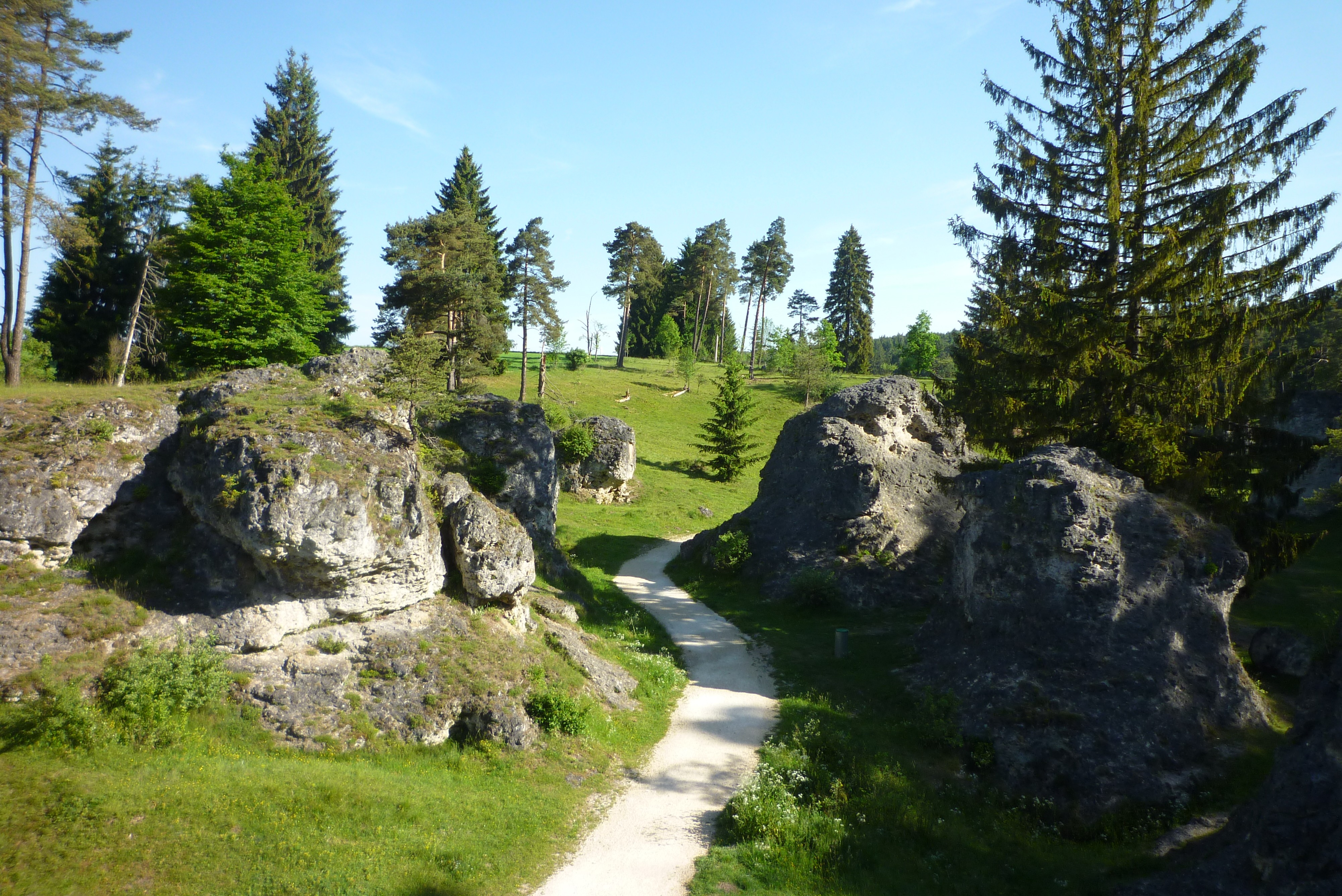
Landschaft des Albuch bzw. der östlichen Schwäbischen Alb: Das Wental, ein typisches Trockental nordwestlich von Steinheim am Albuch
Albtrauf der östlichen Schwäbischen Alb: Blick vom Hornberg auf die Drei Kaiserberge Stuifen (757 m), Hohenstaufen (684 m) und Rechberg (708 m Höhe).
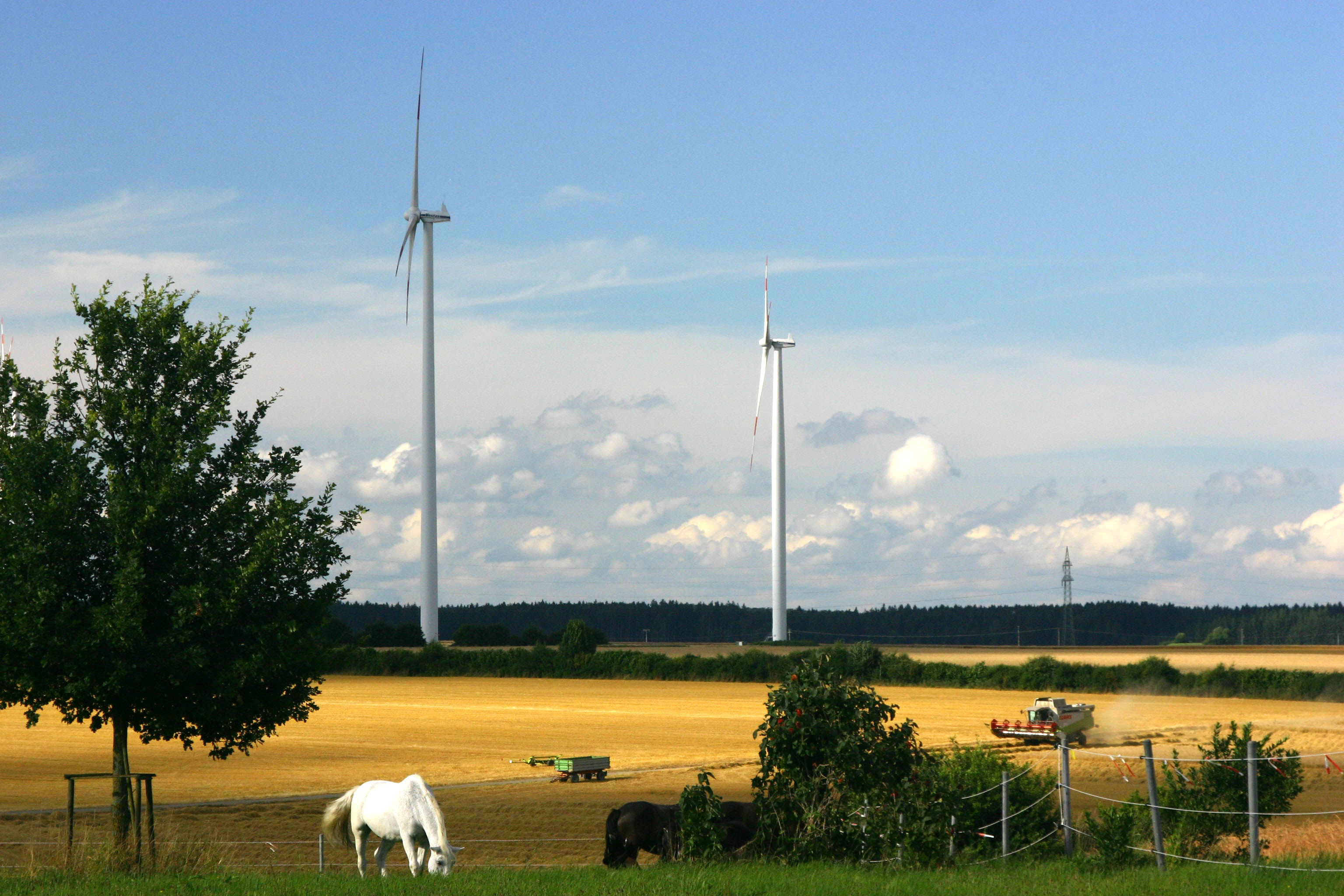
Typisches Erscheinungsbild der Mittleren Flächenalb: Großflächiger Ackerbau auf über 600 m im Bereich der Ulmer Alb
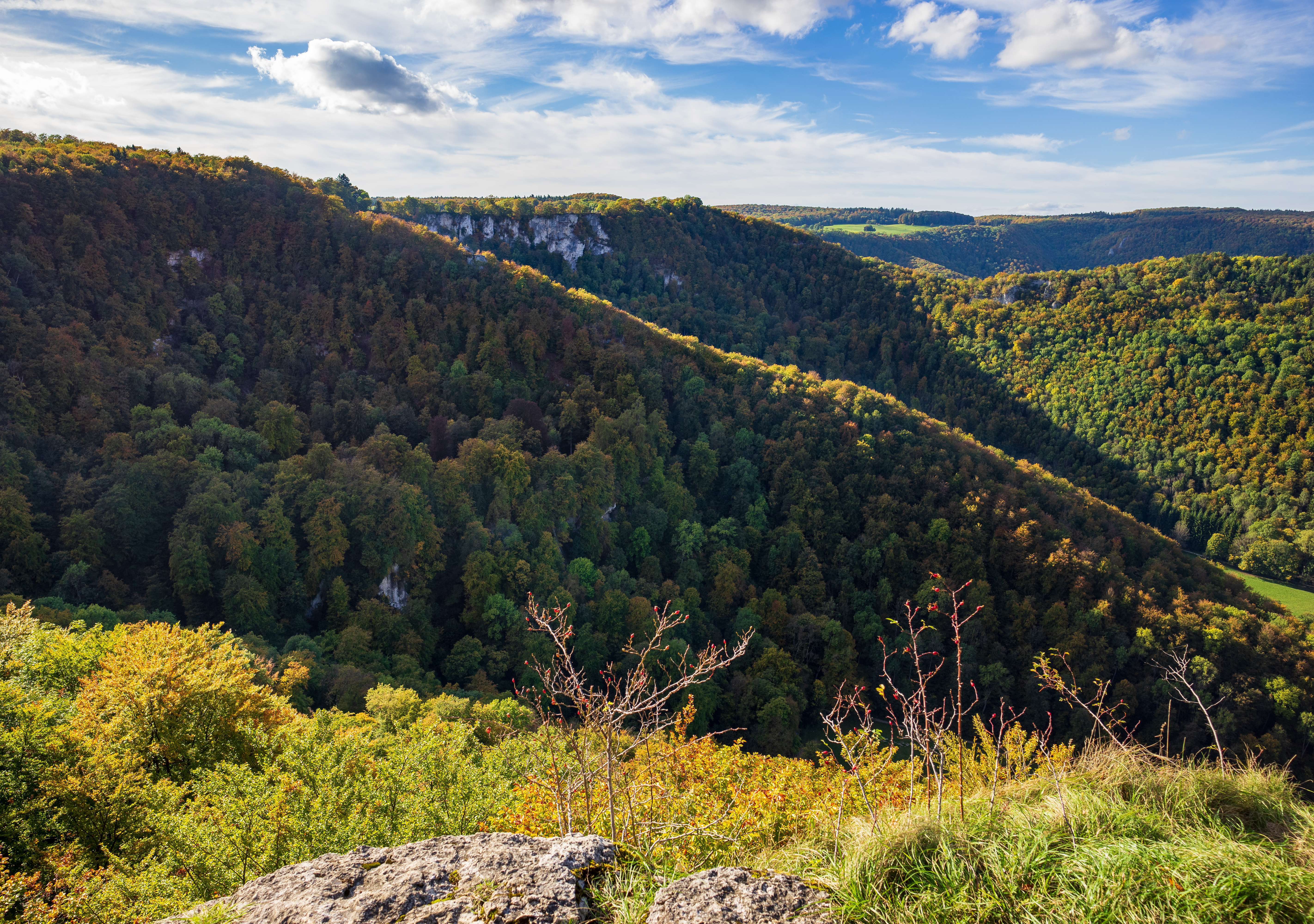
Landschaft der Uracher Alb: Blick vom Eppenzillfelsen (757 m) auf die Talhänge der Uracher Talspinne mit typischen Kalkbuchen- und Hangschluchtwäldern
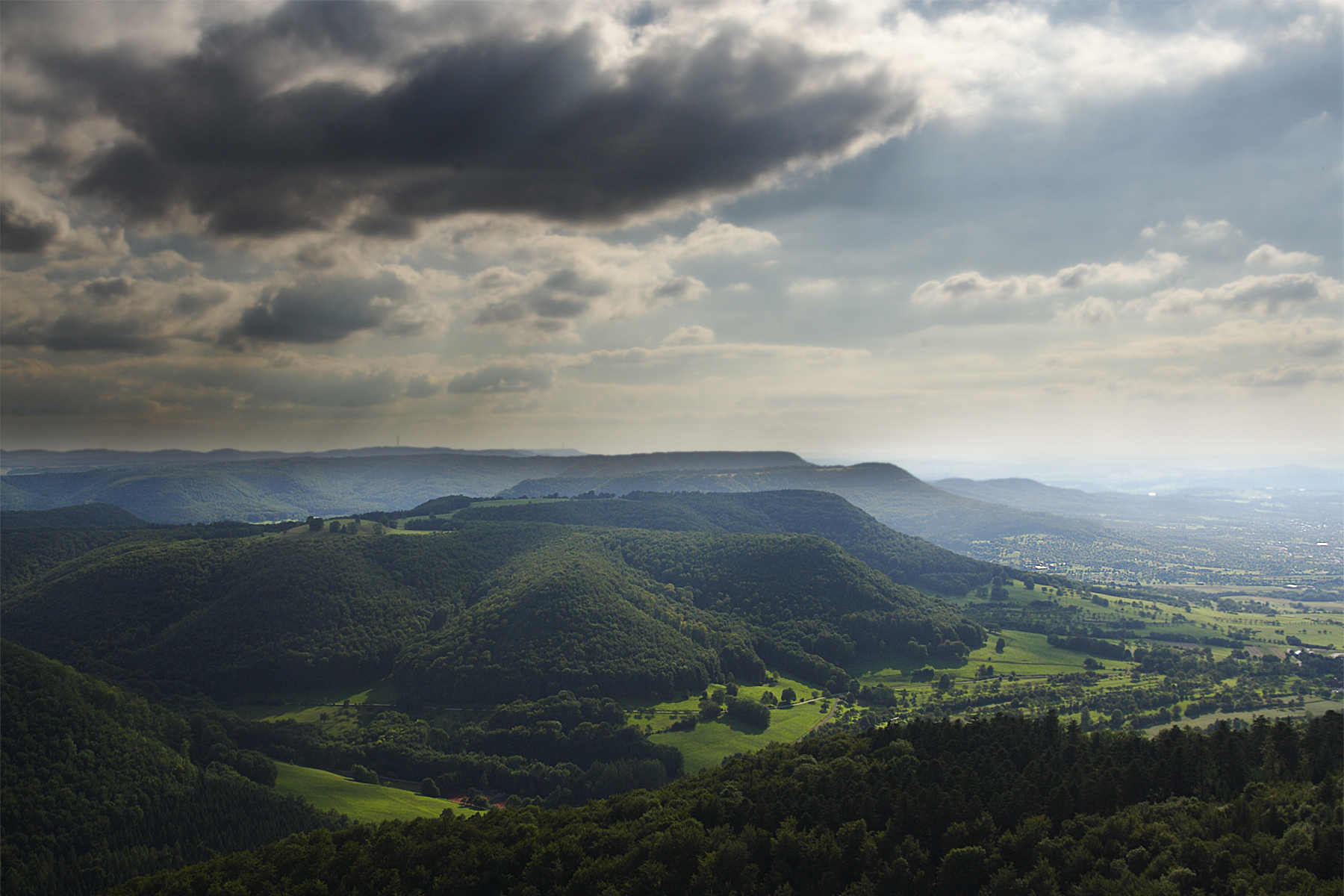
Albtrauf der Mittleren Schwäbischen Alb: Aussicht vom Roßbergturm (897 m) am Albtrauf entlang Richtung Südwesten
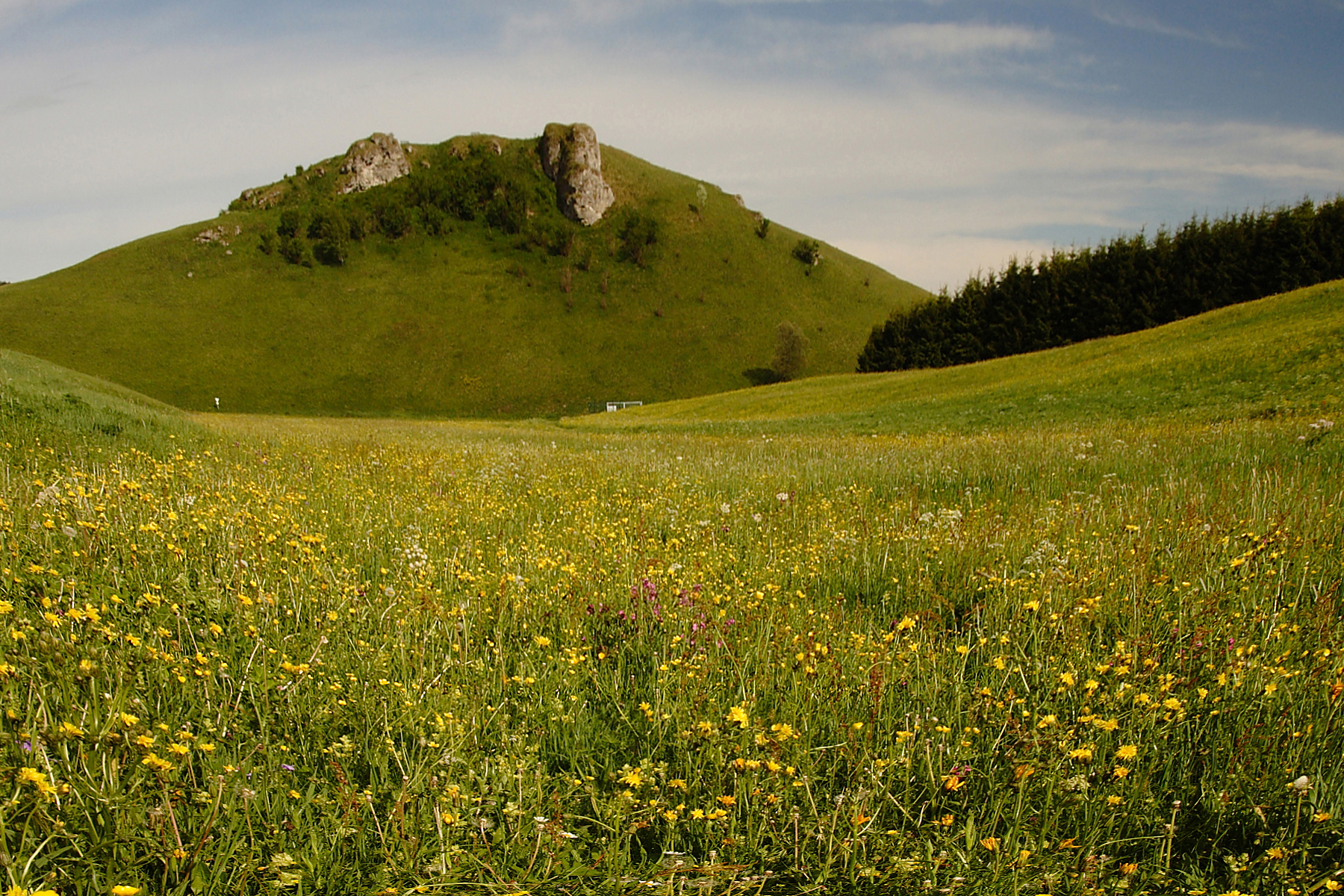
Typisches Erscheinungsbild der Mittleren Kuppenalb: Das Wiesental (ca. 780 m), ein Trockental bei Sonnenbühl
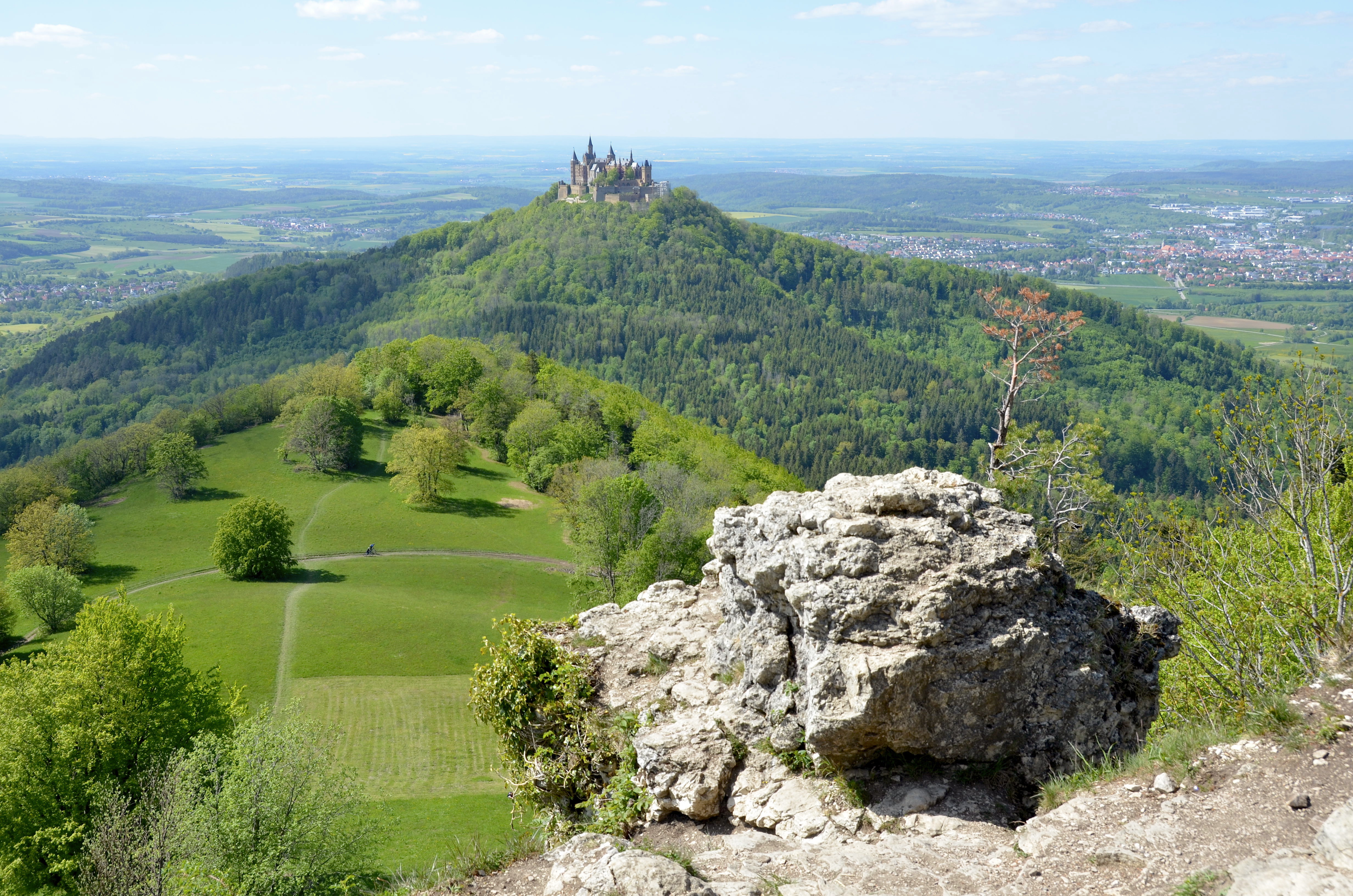
Albtrauf und Vorbergzone der Zollernalb: Blick vom Zeller Horn (913 m), auf den Zollerberg (858 m), mit Burg Hohenzollern. Im Vordergrund die Zellerhornwiese
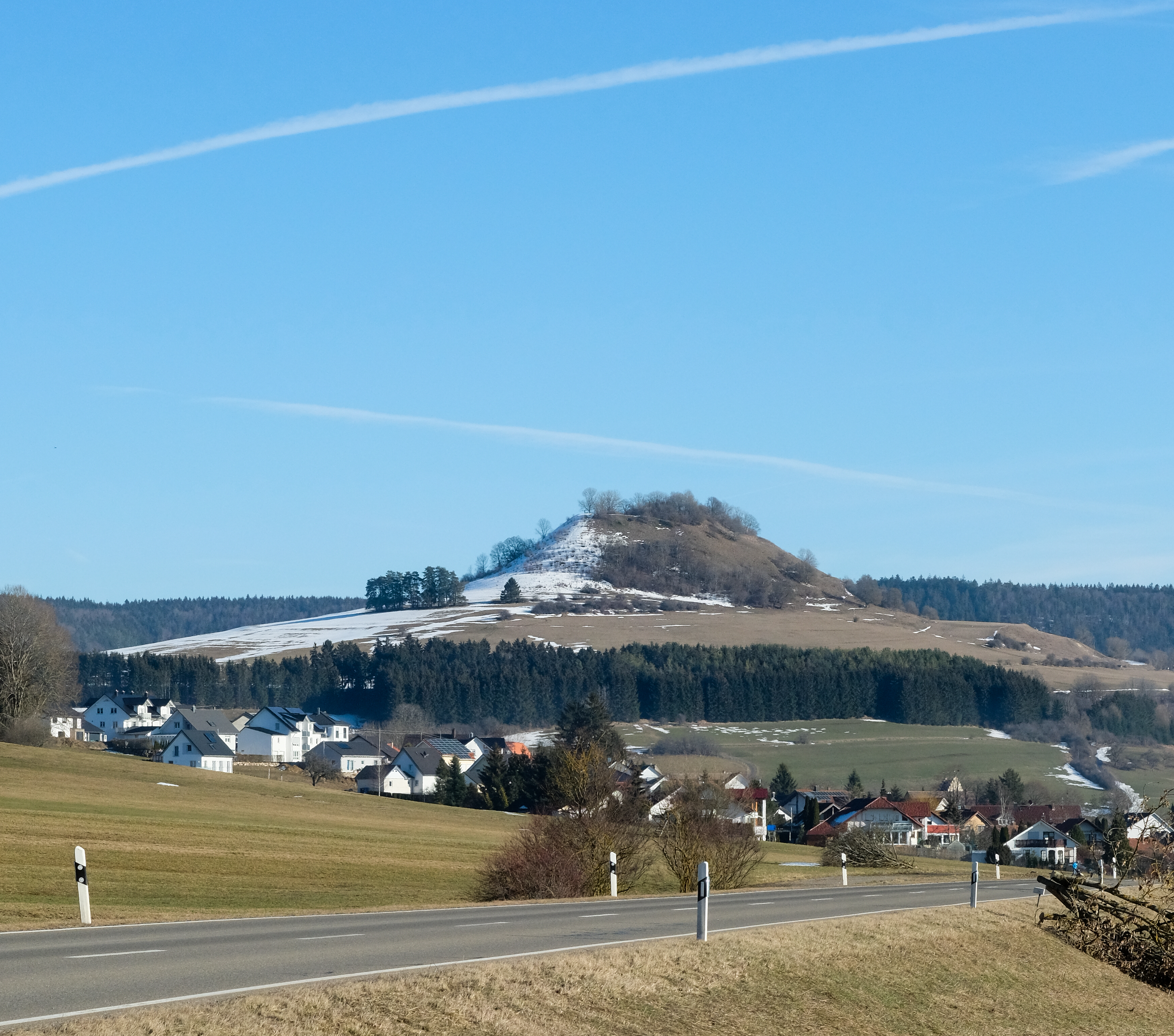
Landschaft auf der Baaralb: Hohenkarpfen (912 m) bei Hausen ob Verena
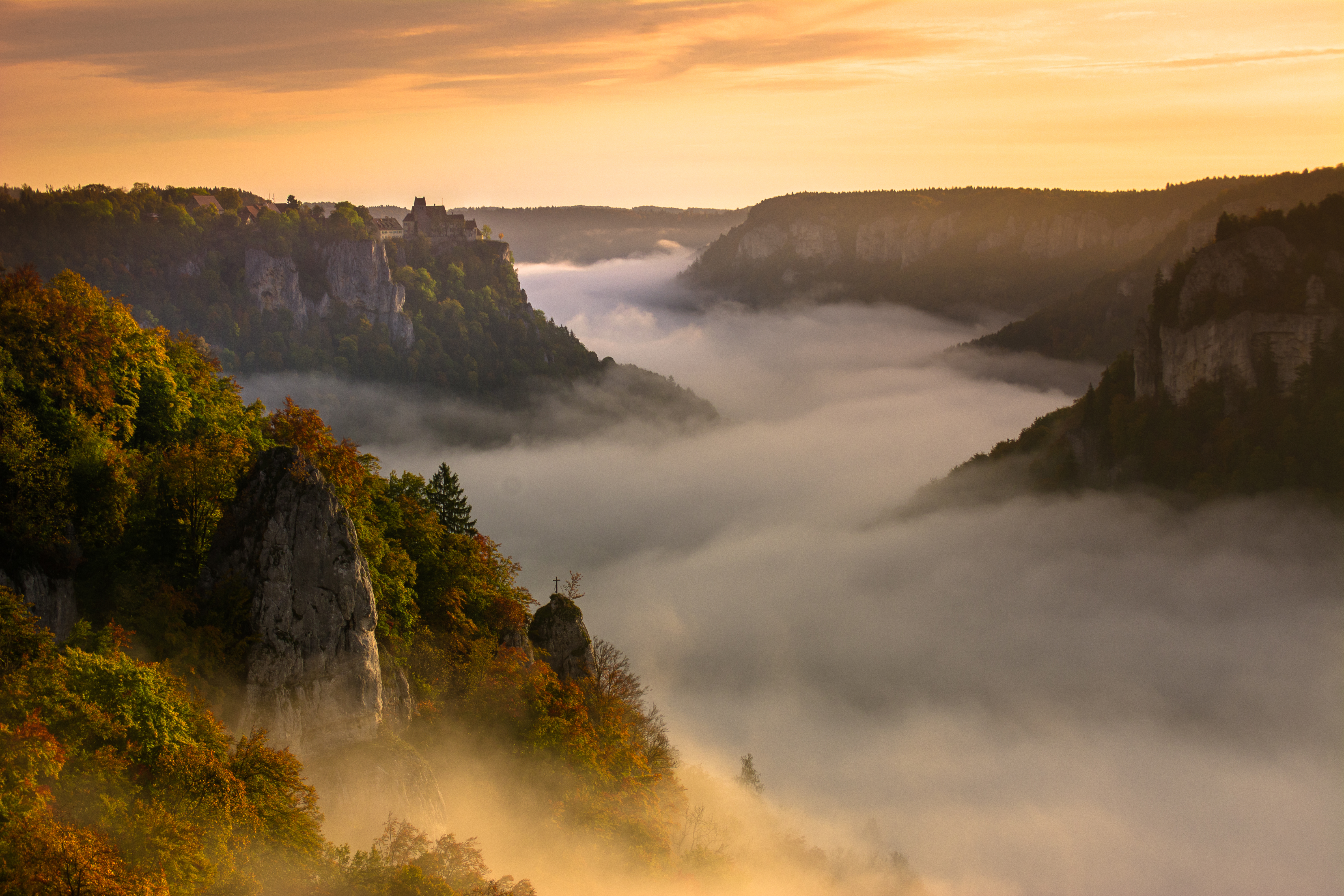
Das Obere Donautal trennt den Großen Heuberg (links) vom Badischen Heuberg bzw. von der Hegaualb (rechts). Auf dem Felsen thront Schloss Werenwag
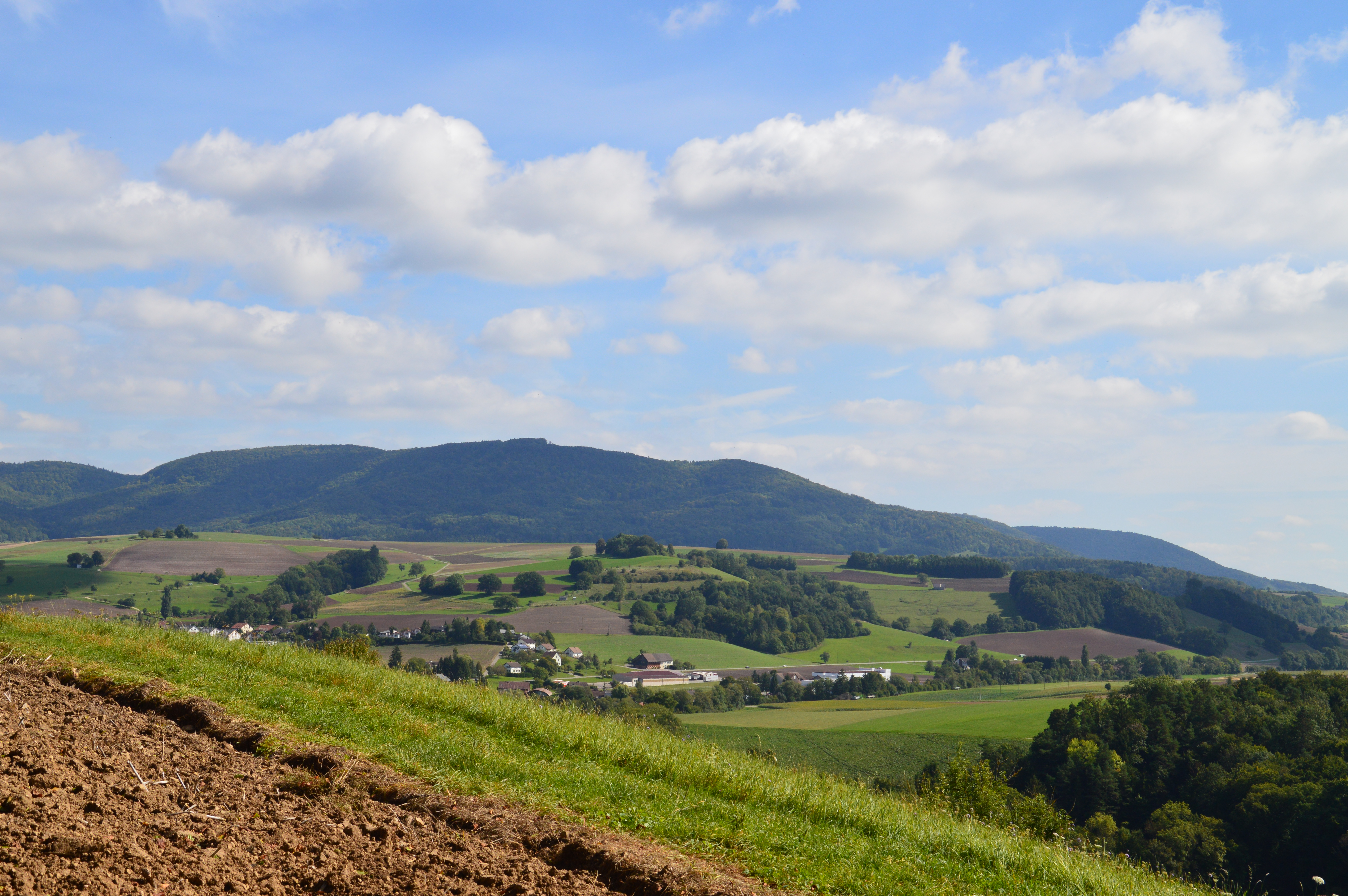
Landschaft des Randen im schweizerischen Teil der Schwäbischen Alb: Der Lange Randen (900 m) zwischen Siblingen und Schleitheim
Blick über die Schwäbische Alb vom Aussichtsturm auf dem Roßberg mit Blick nach Osten

#### Traditionelle Teilregionen im engeren Sinne
etwa von Nordost nach Südwest:
| - Riesalb - Härtsfeld - Albuch - Heidenheimer Alb - Niedere Alb - Stubersheimer Alb | - Ulmer Alb - Hochsträß - Blaubeurer Alb - Uracher Alb (Vordere Alb und Hintere Alb) - Münsinger Alb - Lutherische Berge | - Landgericht - Reutlinger Alb - Zwiefalter Alb - Tautschbuch - Zollernalb - Großer Heuberg |

#### Naturräumliche Teilregionen im alemannischen Raum
etwa von Nordost nach Südwest:
| - Baaralb - Hegaualb - Randen | - Klettgaujura - Aargauer Tafeljura - Tafeljura um Basel |

### Naturräumliche Gliederung

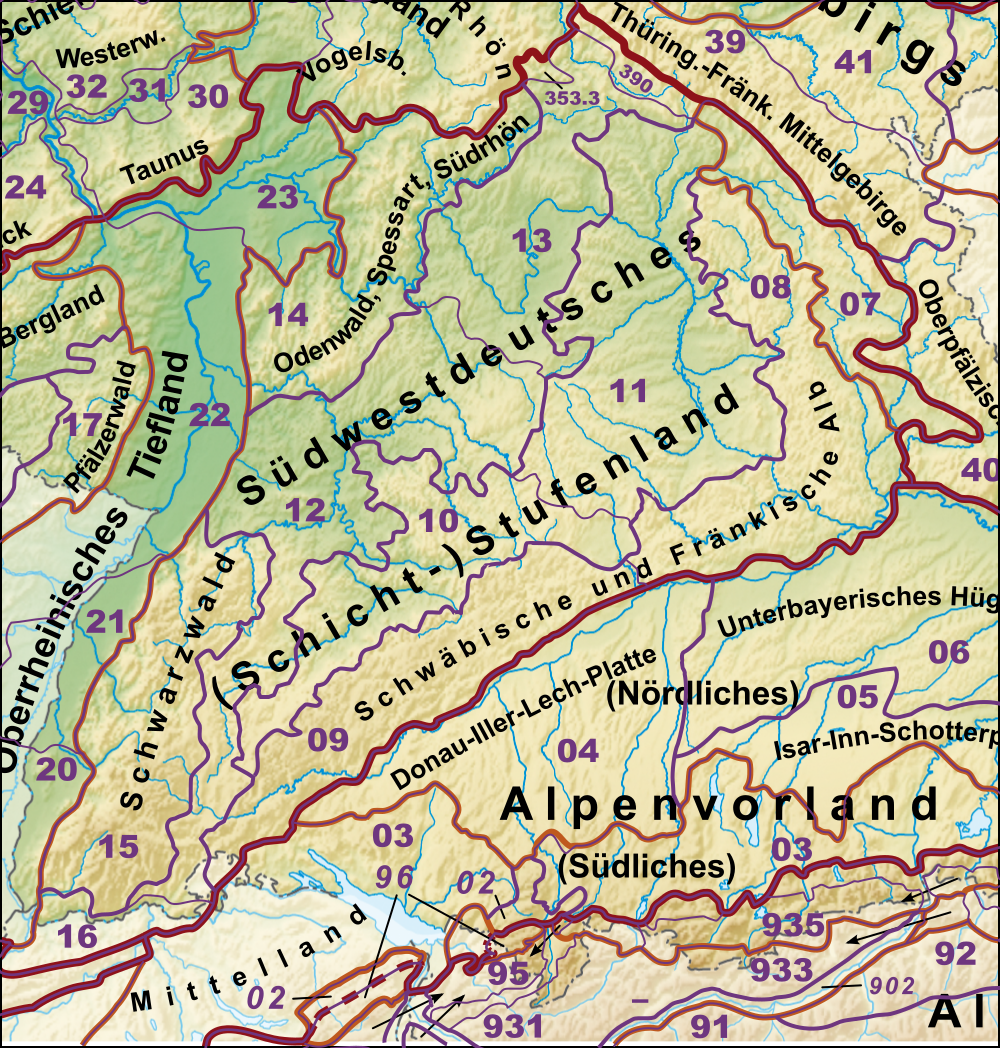
Die Haupteinheitengruppen (zweistellig) und Großregionen 3. Ordnung (dickere Trennlinien) des südwestdeutschen Stufenlandes

Die Bundesanstalt für Landeskunde hat im zwischen 1953 und 1962 erarbeiteten Handbuch der naturräumlichen Gliederung Deutschlands und in den nachfolgend erschienenen Einzelblättern 1:200.000 Deutschland in naturräumliche Teillandschaften gegliedert. Die Schwäbische Alb bildet, zusammen mit der sie nach Nordosten fortsetzenden Fränkischen Alb, hiernach eine Großregion 3. Ordnung des Südwestdeutschen Stufenlandes (Großregion 2. Ordnung).
Wie auch bei den Gäuen (Muschelkalk, 12–13) und Keuper-Lias-Ländern (10–11) wurden die Jura- bzw. Dogger-Malm-Landschaften in eine Schwäbische (09) und eine Fränkische (08) Haupteinheitengruppe unterteilt, deren Trennlinie sich eher nach physischen denn nach kulturellen Gesichtspunkten richtet. Speziell bei Schwäbischer und Fränkischer Alb entspricht die Trennlinie südlich des Nördlinger Ries auch der landläufigen Aufteilung.
Nach der Naturräumlichen Gliederung Deutschlands untergliedert sich die Schwäbische Alb in diese dreistelligen Haupteinheiten:
- 09 [=D60] Schwäbische Alb
  - 090 (Schweizer[11]) Randen (Klettgau- und Randenalb)
  - 091 Hegaualb
  - 092 Baaralb und Oberes Donautal
  - 093 Hohe Schwabenalb
  - 094 Mittlere Kuppenalb
  - 095 Mittlere Flächenalb
  - 096 Albuch und Härtsfeld
  - 097 Lonetal-Flächenalb (Niedere Flächenalb[12])
  - 098 Riesalb

### Topographie

#### Relief, Zertalung und Bergformen

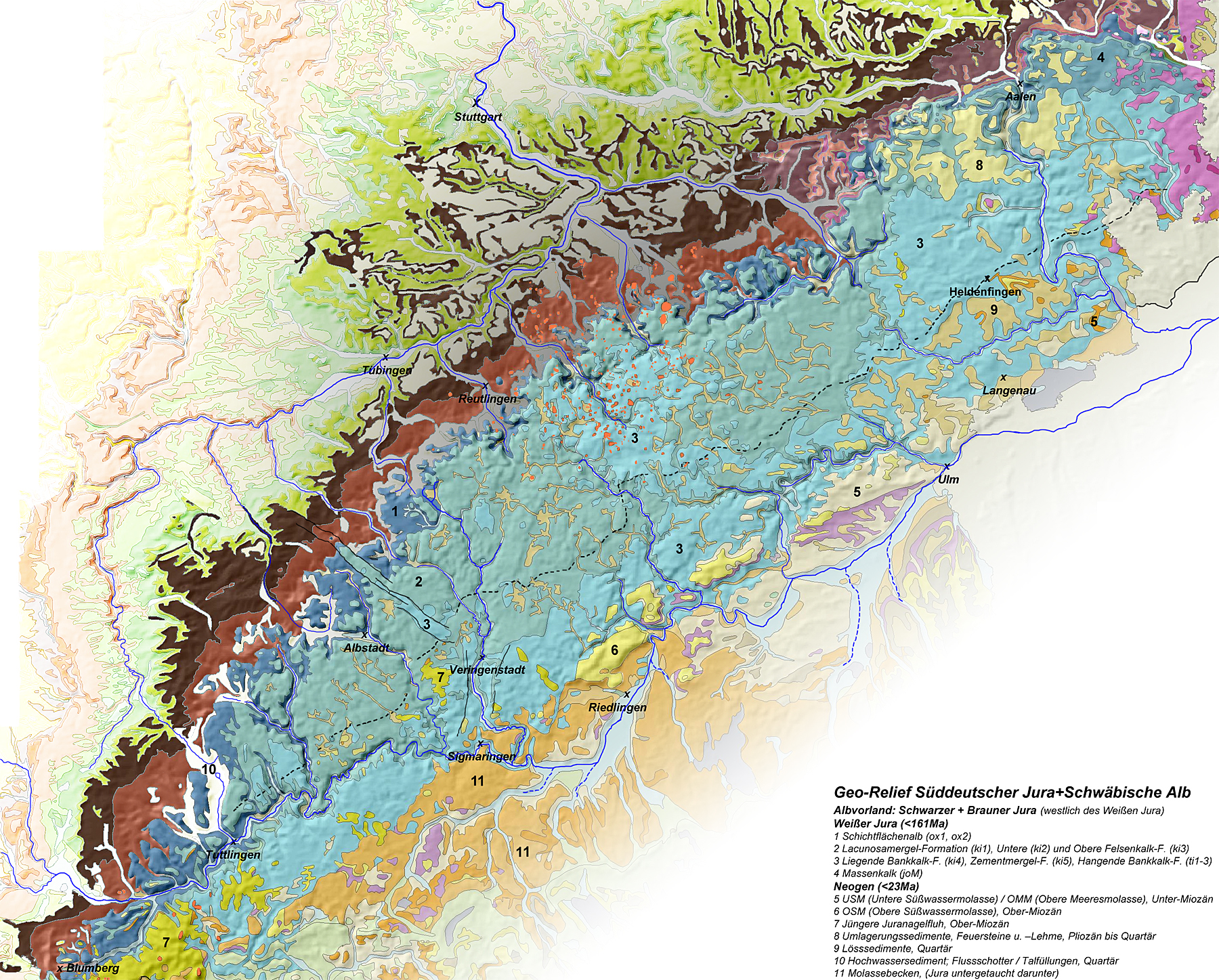
Georelief der Schwäbischen Alb, von Nordwesten nach Südosten: stark zertalter Albtrauf, die zentrale, hochgelegene Kuppenalb nördlich der Klifflinie und die Flächenalb

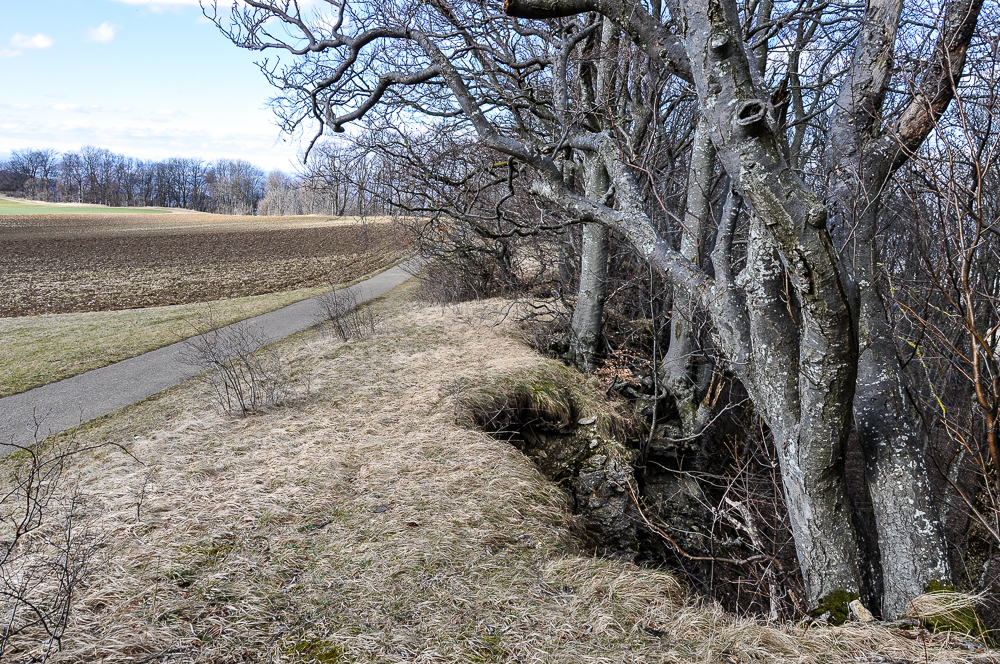
Typische Situation an der Kante des Albtraufs: Die relativ ebene, oft landwirtschaftlich genutzte Albhochfläche geht unmittelbar in den meist bewaldeten Steilhang über.

Die die Schwäbische Alb aufbauenden Schichten sind ungefaltet und schräggestellt. Das „Einfallen“ der Schichtfläche erfolgt von Nordwest nach Südost. Das hat zur Folge, dass die höchsten Punkte sich zum größten Teil entlang des Albtraufs befinden. Die durchschnittlichen Höhenlagen nehmen nicht nur nach Südost ab, auch vom Großen Heuberg ausgehend werden die Höhenwerte nach Südwest und Nordost geringer.
Der Albtrauf, der Nordwestrand des Gebirges, stellt eine über 200 Kilometer lange und bis zu 400 Meter hohe, meist steil abfallende Schichtstufe dar. Von der Neckarseite aus erscheint der Albtrauf als zerklüftete, mauerartige Wand, welche mit Wald und Felsformationen durchsetzt ist und ihr dadurch aus der Ferne einen bläulichen Schimmer verleiht. Aufgrund dieses Erscheinungsbildes prägte beispielsweise Eduard Mörike in seinem Werk des Stuttgarter Hutzelmännleins (1852) den poetischen Alternativnamen einer „wundersamen blauen Mauer“ für den Albtrauf.
Der hingegen geomorphologisch weniger prägnant fassbare Südostrand kann geologisch durch das Abtauchen der jurassischen Schichten unter die Molasseschichten des Alpenvorlandes markiert werden. Als Ausnahmen sind Tautschbuch, Landgericht und Lutherische Berge als Teil des sogenannten albnahen Tertiärhügellands zu nennen, deren Bergrücken sich durchaus bis zu 300 Meter über die Donauniederung erheben können.
Ausgeprägte Gipfelberge sind nicht typisch für die Albhochfläche, sie sind eher ein Phänomen des Albtraufs. Die Erosion hat vor und am Steilabfall zahlreiche Auslieger, Berghalbinseln und Zeugenberge geschaffen, deren Gesteinsschichten der Gliederung des Albkörpers entsprechen. Vor allem die Balinger Berge, der Lemberg und der Oberhohenberg sind markant herausmodellierte Bergformen. Die größte Reliefenergie findet sich in den schroffen Balinger Bergen, mit lokalen Höhenunterschieden von über 400 Metern entlang des Albtraufs und des Eyachtals, und in Teilen der Mittleren Alb.
Eine ausgeprägte Zertalung findet sich sowohl im Bereich des Albtraufs als auch im Binnenbereich. Der vielzitierte Begriff der „Albhochfläche“ gilt daher nur für die Gebiete zwischen den Tälern, wo die Reliefenergie relativ gering ist. Diese Hochflächen lassen sich in die nordwestliche Kuppenalb mit kleinräumig-unruhigem Relief und hohen Anteilen an Wald und Grünland sowie die südöstliche, stärker ackerbaulich genutzte Flächenalb gliedern. Diese Unterteilung geht darauf zurück, dass im Miozän das obere Molassemeer des Alpenvorlands die Alb teilweise überschwemmte und ein stellenweise bis heute gut erhaltenes Kliff (zum Beispiel Heldenfinger Kliff) entstand. Diese Klifflinie verläuft von Tuttlingen im Südwesten bis Donauwörth im Nordosten.
Besondere Täler auf der Schwäbischen Alb sind:
- Donaudurchbruch bei Beuron mit Felsformationen von alpinem Ausmaß in einem Naturpark
- Eselsburger Tal mit den Steinernen Jungfrauen
- Fehlatal als Naturschutzgebiet
- Glastal
- Großes Lautertal
- Lonetal mit Versickerungsstellen
- Oberes Schlichemtal
- Wental mit Felsenmeer

#### Eintausender
Die höchsten Erhebungen des Albkörpers reichen bis knapp über 1000 Meter Meereshöhe; sie sind alle im südwestlichen Teil der Alb zu finden, also in der Hohen Schwabenalb und auf dem Großen Heuberg. Die Schwäbische Alb weist insgesamt zwölf Eintausender auf:
1. Lemberg (1015,7 m, höchster Punkt der Schwäbischen Alb)
2. Oberhohenberg (1010 m)
3. Hochberg (1009 m)
4. Wandbühl (1007 m)
5. Rainen (1006 m)
6. Montschenloch (1004 m)
7. Hochwald (1003 m)
8. Bol (1002 m)
9. Hummelsberg (1002 m)
10. Plettenberg (1002 m)
11. Kehlen (1001 m)
12. Schafberg (1000 m).

Touristisch beworben werden seit 2014 nur zehn Eintausender als Region der 10 Tausender. Die zwei nördlich gelegenen Tausender Plettenberg und Schafberg werden stattdessen zu den Balinger Bergen der Zollernalb gezählt. Nach dem strengeren Kriterium der Schartenhöhe sind nur wenige dieser Gipfel tatsächlich eigenständige Berge, vielmehr handelt es sich um drei Bergmassive mit Haupt- und Nebengipfeln.
Dabei bilden
- Lemberg, Hochberg, Oberhohenberg
- Hochwald, Kehlen, Hummelsberg
- Wandbühl, Montschenloch, Bol, Rainen

jeweils etwa einheitlich hohe und zusammenhängende Bergketten, was es für Ortsunkundige schwierig macht, die jeweiligen Gipfel zu identifizieren.

#### Härtlinge
Als Härtlinge gelten markante Erhebungen wie der Sternberg (844,3 m) oder der Kornbühl (886,5 m). Härtlinge sind aufgrund der Widerstandsfähigkeit (Härte) ihres Gesteins gegenüber Verwitterung und Abtragung herausragende Einzelberge, die gegenüber der aus weniger verwitterungsresistenten Gesteinen bestehenden Umgebung weniger stark abgetragen wurde.

#### Zeugenberge
Zeugenberge sind auf Höhe der stufenbildenden Gesteinsschicht mit der Schichtstufe nicht mehr verbunden und stehen meist freierodiert vor dem Albtrauf. Die vor dem Albtrauf stehenden Berge vulkanischen Ursprungs sind, geologisch gesehen, „Pseudo-Zeugenberge“. Im Folgenden eine Auflistung von Zeugenbergen, mit und ohne Schichtflächenrest, sortiert von Nordost nach Südwest. Die mit „(V)“ markierten Berge haben einen vulkanischen Kern, der in entscheidendem Maße mitverantwortlich für ihr Entstehen ist.

##### Zeugenberge ohne Schichtfläche

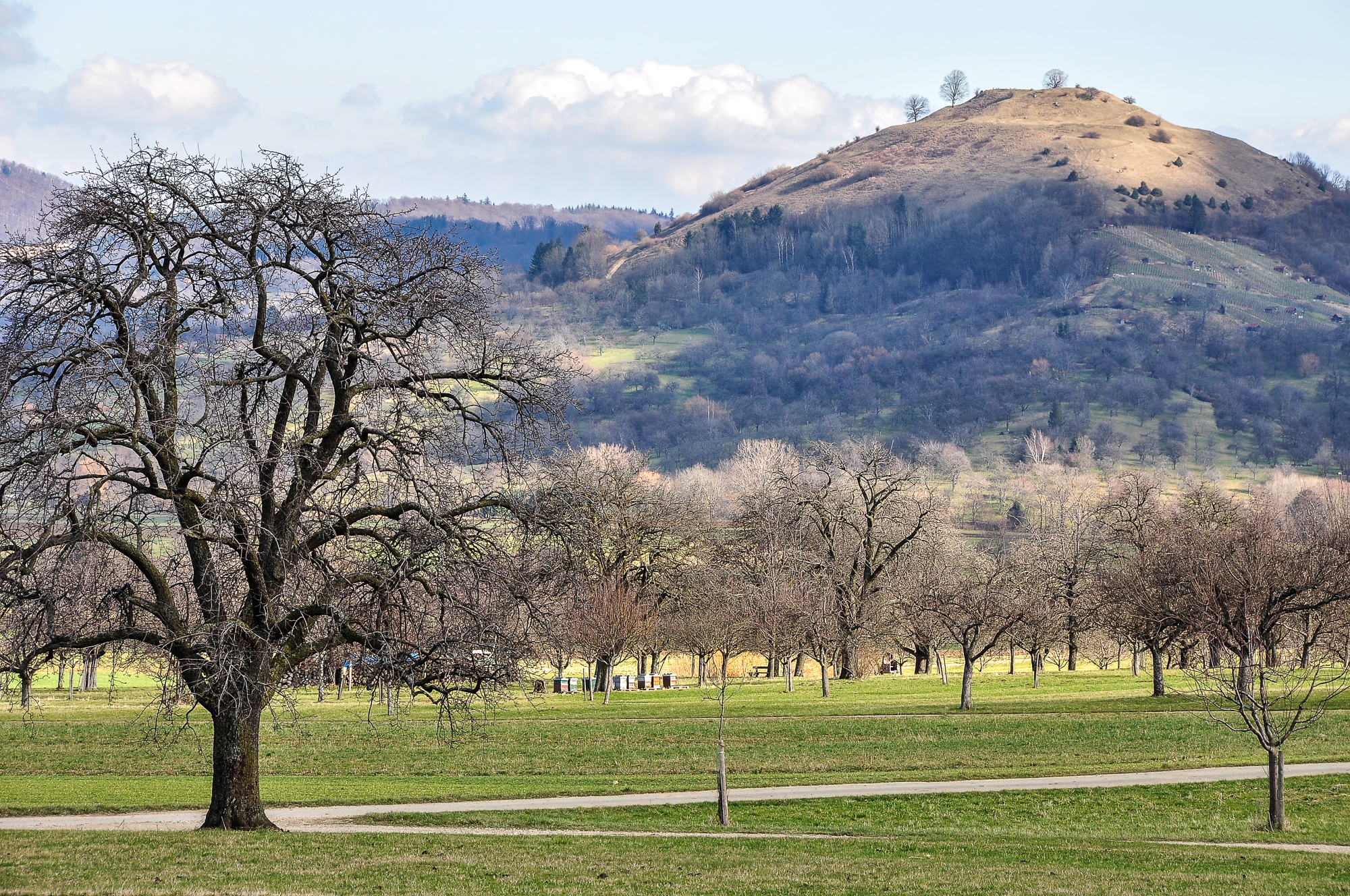
Freistehender Pseudo-Zeugenberg vulkanischen Ursprungs: Die Limburg bei Kirchheim unter Teck

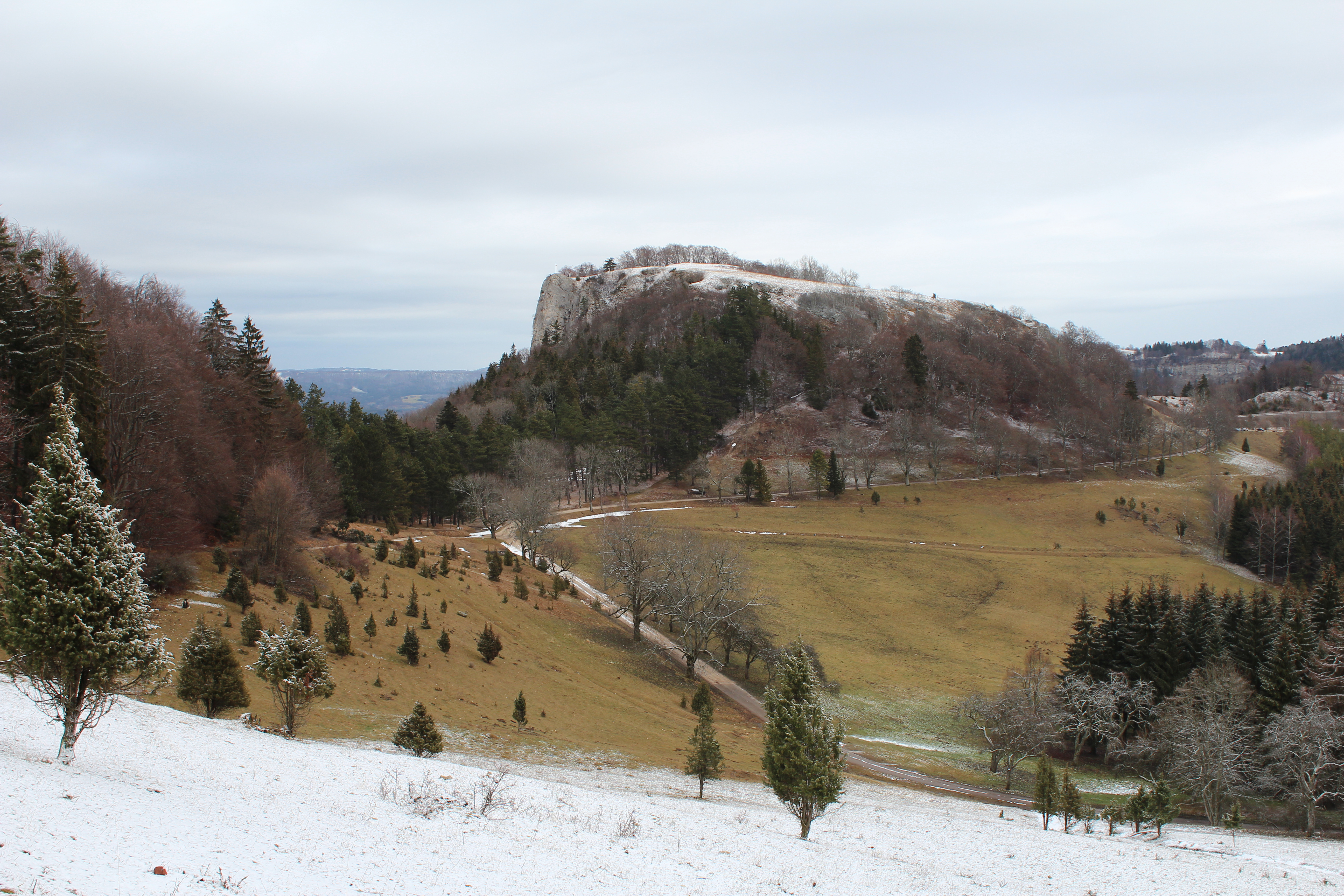
Zeugenberg mit Schichtfläche: Der Lochenstein bei Balingen vom Nordhang des Schafbergs aus gesehen

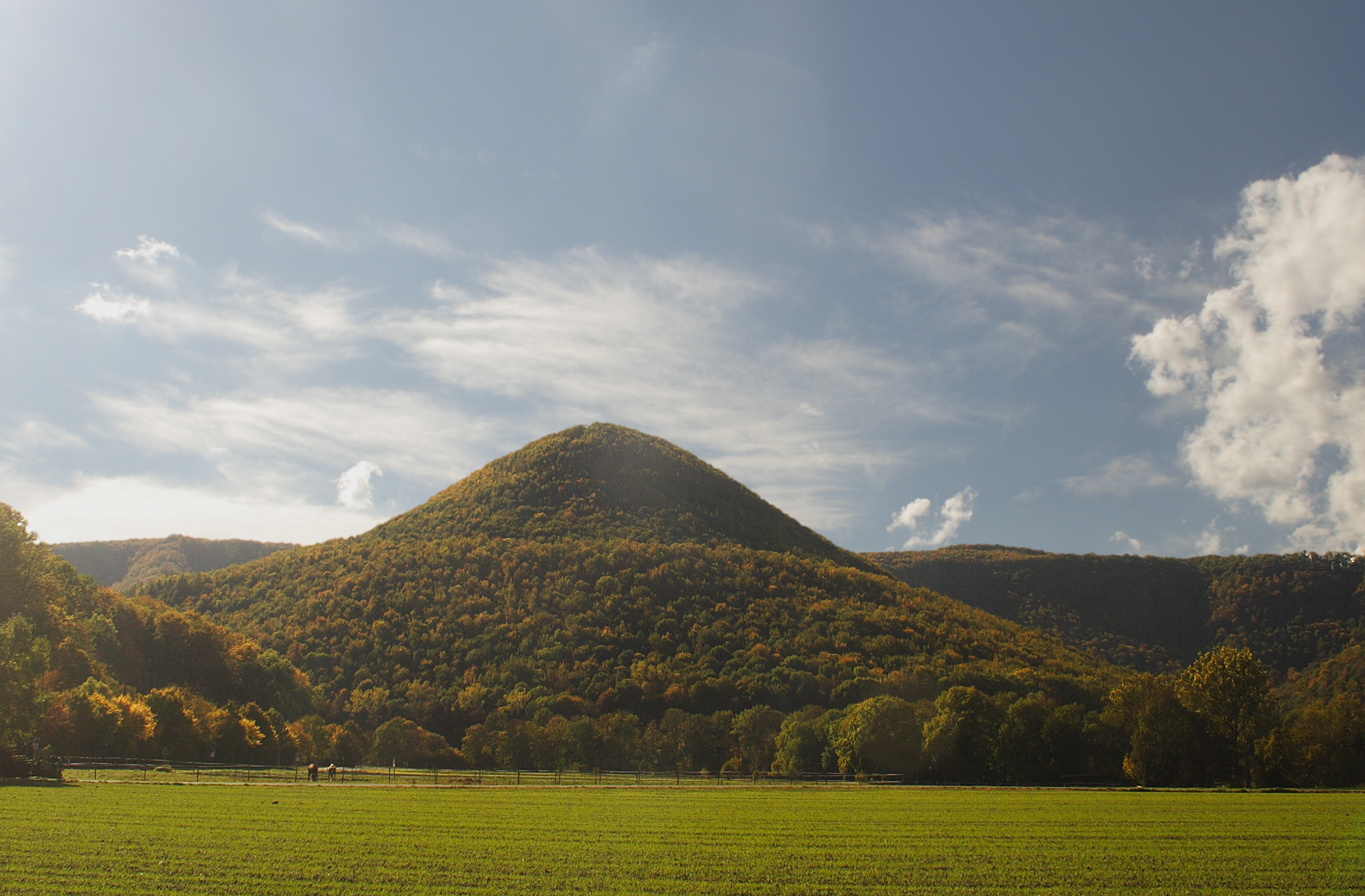
Ausliegerberg ohne Schichtfläche: Der Runde Berg bei Bad Urach

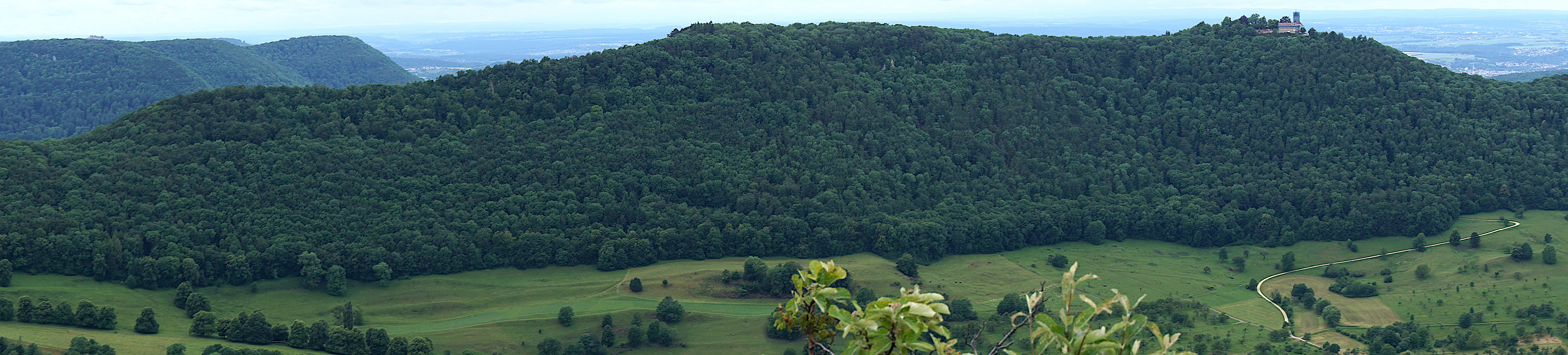
Ausliegerberg mit Schichtfläche: Der Teckberg von Osten aus gesehen

Freistehende Zeugenberge ohne Schichtflächen sind:
- Ipf (668,2 m)
- Stuifen (757 m)
- Rechberg (708,1 m)
- Hohenstaufen (684 m)
- Limburg (597,6 m) (V)
- Achalm (706,5 m)
- Hohenzollern (858,3 m)
- Hohenkarpfen (911,5 m)
- Lupfen (975,5 m)

##### Zeugenberge mit Schichtfläche
- Hesselberg (689,4 m)
- Kaltes Feld (781,1 m)
- Filsenberg (805,4 m)
- Farrenberg (820,8 m)
- Hundsrücken (931,4 m)
- Plateauscholle von Burgfelden mit Heersberg (964,9 m)
- Lochenstein (963,6 m)
- Schafberg (1000,1 m)
- Plettenberg (1001,7 m)
- Lembergmassiv mit Lemberg, Oberhohenberg und Hochberg (1015,7 m)

Der Hesselberg gehört naturräumlich gesehen zwar eher zur Fränkischen Alb, liegt aber dialektgeographisch im vorschwäbischen Gebiet (schwäbisch-ostfränkischer Übergangsbereich mit Überwiegen schwäbischer Merkmale). Auch andere Gebiete der westlichsten Fränkischen Alb am Ostrand des Ries befinden sich im schwäbischen, schwäbisch-ostfränkischen oder schwäbisch-bairischen Mundartraum.
Im Gegensatz zu Zeugenbergen sind Ausliegerberge noch wesentlich mit der Schichtstufe verbunden. Im Folgenden eine Auflistung von Ausliegern, mit und ohne Schichtflächenrest, wiederum sortiert von Nordost nach Südwest. Die mit „(V)“ markierten Berge haben einen vulkanischen Kern, der in entscheidendem Maße mitverantwortlich für ihr Entstehen ist.

##### Auslieger ohne Schichtfläche
- Hohenneuffen (745,4 m)
- Jusi (672,6 m) (V), mit Hörnle (706,6 m)
- Uracher Schlossberg (692 m)
- Runder Berg (711,2 m)

##### Auslieger mit Schichtfläche
- Teckberg (774,8 m)
- Gräbelesberg (913,2 m).

## Geologie

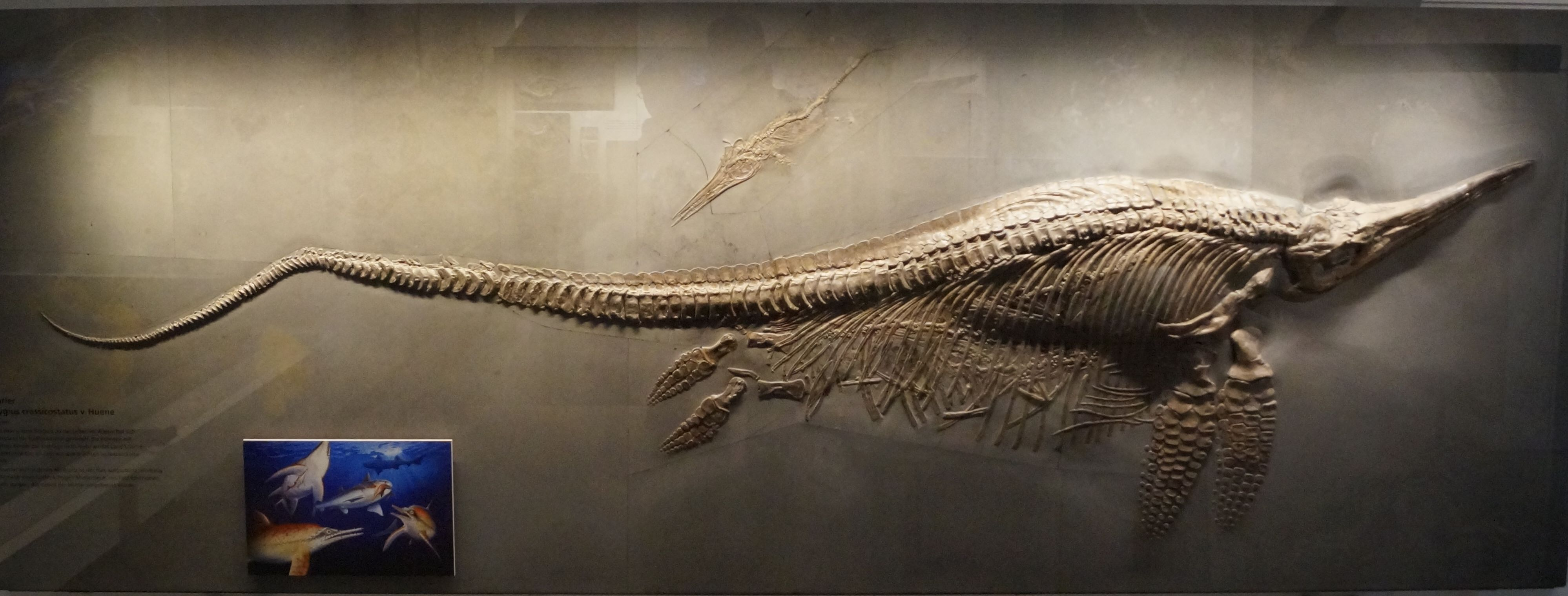
Der Ichthyosaurier Stenopterygius crassicostatus mit fünf Embryonen aus der Formation des Posidonienschiefers, Urwelt-Museum Hauff in Holzmaden

Geologisch gesehen ist die Schwäbische Alb eine Schichtstufe im Südwestdeutschen Schichtstufenland. Wie die sie nordöstlich fortsetzende Fränkische Alb ist sie ein Tafeljura-Gebirge. Zusammen mit dem Faltenjura, der im Südwesten anschließt, ist sie Bestandteil der Juragebirgszüge zwischen Genf und Coburg.

### Entstehung im Jurameer

#### Schichten
Die Schwäbische Alb besteht aus sedimentären marinen Ablagerungen in Form mächtiger Schichten aus Ton, Kalk und Mergel. Diese Gesteine entstanden während der Jurazeit am Boden eines tropischen, eher flachen Meeres, das vor etwa 200 bis 150 Millionen Jahren große Teile Europas bedeckte. Die jurassischen Gesteine bilden drei Hauptformationen. Nach ihrer Farbe unterscheidet man lokal von unten nach oben Schwarzer, Brauner und Weißer Jura.
Man findet heute dort in einigen Schichten Fossilien von Meeressauriern, aber auch von Flugsauriern, die von der Küste auf das Jurameer hinausflogen, um dort Fische und andere Lebewesen zu fangen.

##### Schwarzer Jura

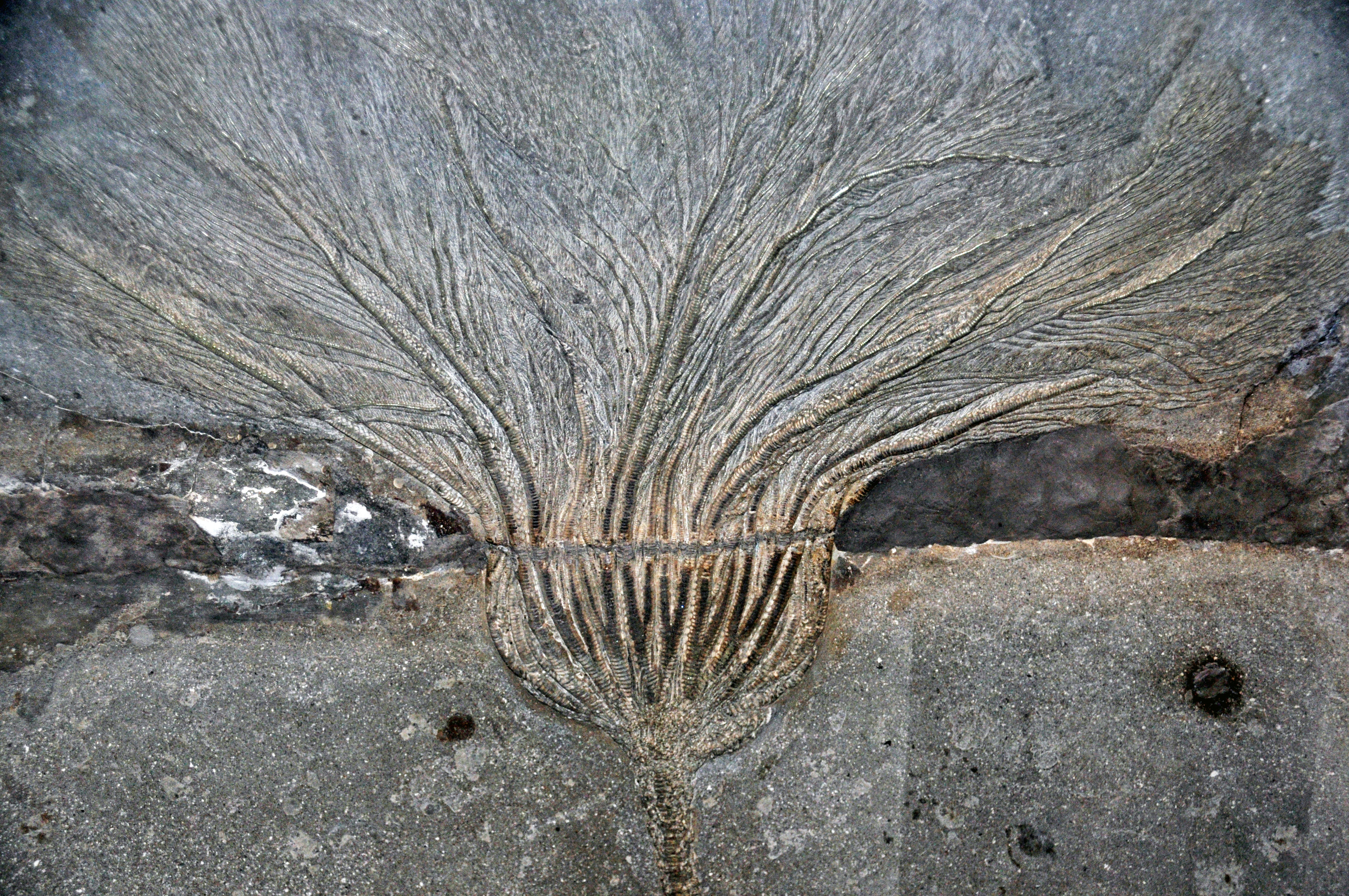
Versteinerte Seelilie aus dem Schwarzen Jura bei Holzmaden

Die Gesteine des Schwarzen Jura sind Tonschiefer und werden durch einen hohen Gehalt an Bitumen und Pyrit dunkler gefärbt. Man spricht auch (fälschlich) von Ölschiefer. Dieses Gestein tritt am Fuß des Albtraufs auf und ist berühmt für seine Funde von Ichthyosauriern. Am besten kann man diese im Urwelt-Museum Hauff in Holzmaden oder im Fossilienmuseum des Holcim-Werkforums in Dotternhausen betrachten. Das Fossilienmuseum in Dotternhausen beherbergt über 1.000 Exponate von Jurafossilien der Westalb.

##### Brauner Jura
Die Schichten des Braunen Jura, sandig-tonige Mergel, erhalten ihre braune Farbe durch einen recht hohen Gehalt an Eisen. Dieses Eisen wurde in Wasseralfingen bei Aalen auch als oolithisches Eisenerz abgebaut. Zu dieser Schicht gehört das Aalenium, eine chronostratigraphische Stufe des Mitteljura und umfasst geochronologisch den Zeitraum von etwa 174,1 bis 170,3 Millionen Jahren. Die Stufe ist seit 1864 benannt nach der Stadt Aalen. Die ersten Fossilienfunde wurden unter anderem im Tiefen Stollen in Aalen gemacht. Hiervon ist ein großer Teil im städtischen Urweltmuseum Aalen ausgestellt.

##### Weißer Jura

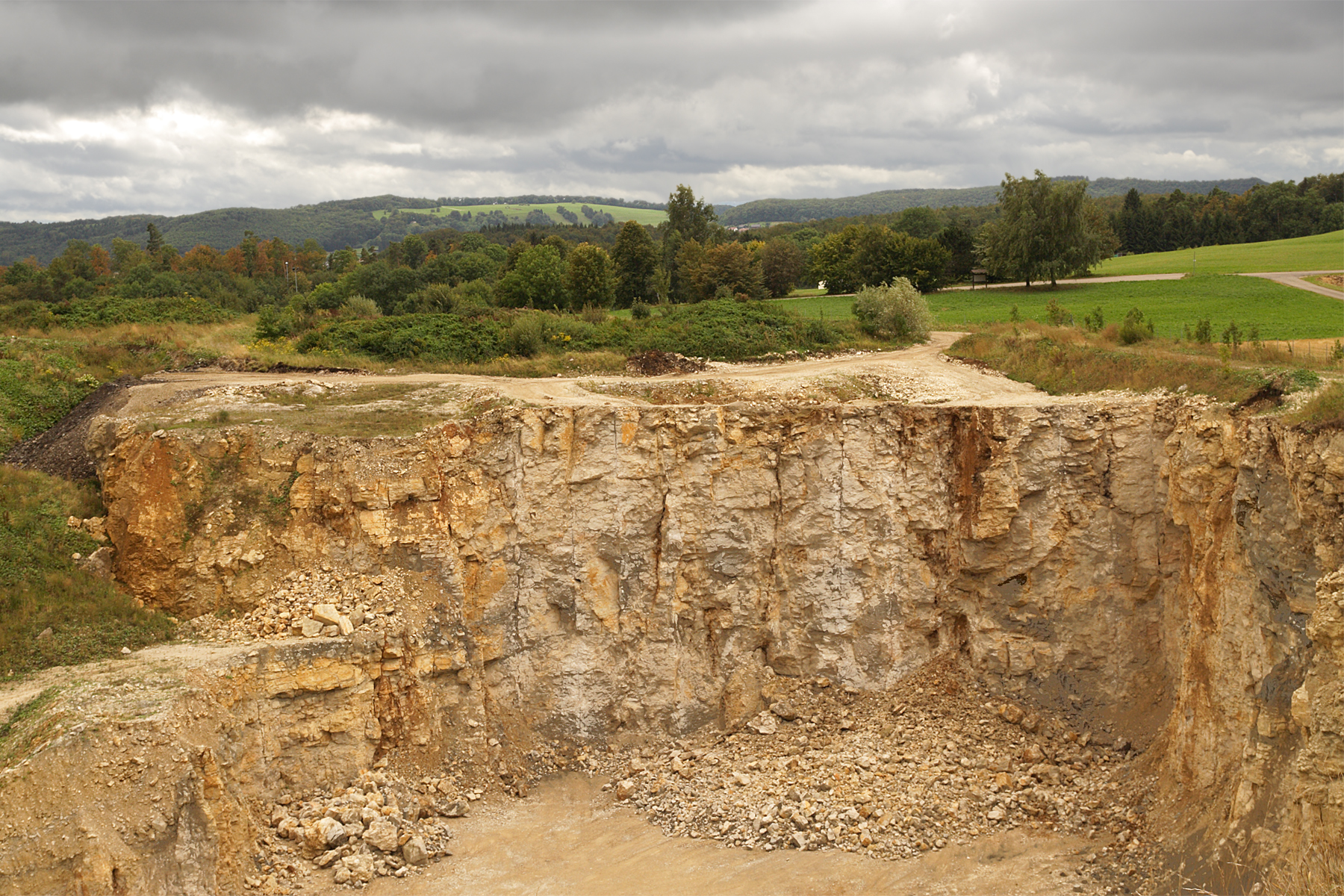
Kalksteinbruch bei Willmandingen/Sonnenbühl. Mittlere Kuppenalb. Gebankter Kalkstein der Unteren Felsenkalk-Formation (Kimmeridgium). Die Steinbruchwand lässt Klüfte erkennen, die durch Verkarstung akzentuiert und teilweise zu relativ breiten Spalten geweitet sind. Zahlreiche Klüfte und Spalten sind verfüllt mit tropisch verwittertem, rot-braunem Bohnerzlehm des Känozoikums. Verteilt im Kalkstein liegen zementgraue Mergeleinschlüsse vor. Wie häufig (außer in Schwemmtälern), ist die Mutterbodenschicht über dem festen Karbonatgestein äußerst dünn.

Der Weiße Jura, der die Steilstufe des Albtraufs bildet, besteht aus fast reinem Calcit, der in einem sauerstoffreichen und lebendigen Meer abgelagert wurde. Er ist charakterisiert durch eine wechselnde Folge von Mergeln, Kalkbänken und Massenkalken (Riffen). Der in einer Reihe großer Steinbrüche – beispielsweise am Plettenberg nahe Dotternhausen, bei Schelklingen und bei Grabenstetten – abgebaute Kalkstein wird zur Zementherstellung und als Straßenschotter verwendet. Hochreine Kalksteine – der CaCO3-Gehalt beträgt teilweise über 99 % – werden im Blautal bei Ulm gewonnen und als Ulmer Weiß an die chemische Industrie in alle Welt verkauft.
Wirtschaftlich spielte auf der Schwäbischen Alb auch der Abbau von Kalktuff eine große Rolle, der indirekt als sekundäres Sediment dem weißen Jura zugeordnet werden kann. Typlokalitäten wie etwa der Seeburger und der Gönninger Kalktuff werden unterschieden. Wegen seiner materialspezifischen Belastbarkeit und Witterungsbeständigkeit wurde Kalktuff aus Seeburg an vielen repräsentativen Gebäuden wie etwa dem Ulmer Münster verwendet. Voraussetzung für die Entstehung von Kalktuff sind aber Verkarstungsprozesse.

#### Fossilien
In allen Jurasedimenten sind vielfältige Fossilien enthalten, die man auf einer Wanderung leicht selbst finden kann. Anhand der für die jeweilige Schicht typischen Leitfossilien erstellte der Geologe Friedrich August von Quenstedt die nach ihm benannte Gliederung des süddeutschen Juras.
Manche Fossilien finden sich über die ganze Schwäbische Alb hinweg, andere wiederum sind Unikate oder Fundstücke einer bestimmten Region. In vielen Museen der Welt sind aufgrund ihrer filigranen Ästhetik die fossilien Korallen der Schwäbischen Alb ausgestellt. Ein wichtiger Fundort von Fossilien aus dem Weißen Jura stellt die Nusplinger Platte dar mit den dort natürlich vorkommenden dünnen Kalkplatten. Meerengel tummeln sich in versteinerter Form neben Riesenlibellen und fossilien Meereskrokodilen.

##### Erminger Turritellenplatte
Am Südrand der Schwäbischen Alb treten tertiäre Ablagerungen auf, die die Oberfläche bilden. Besonders bekannt durch ihren marinen Fossilreichtum ist die Erminger Turritellenplatte bei Ulm.

##### Heldenfinger Kliff

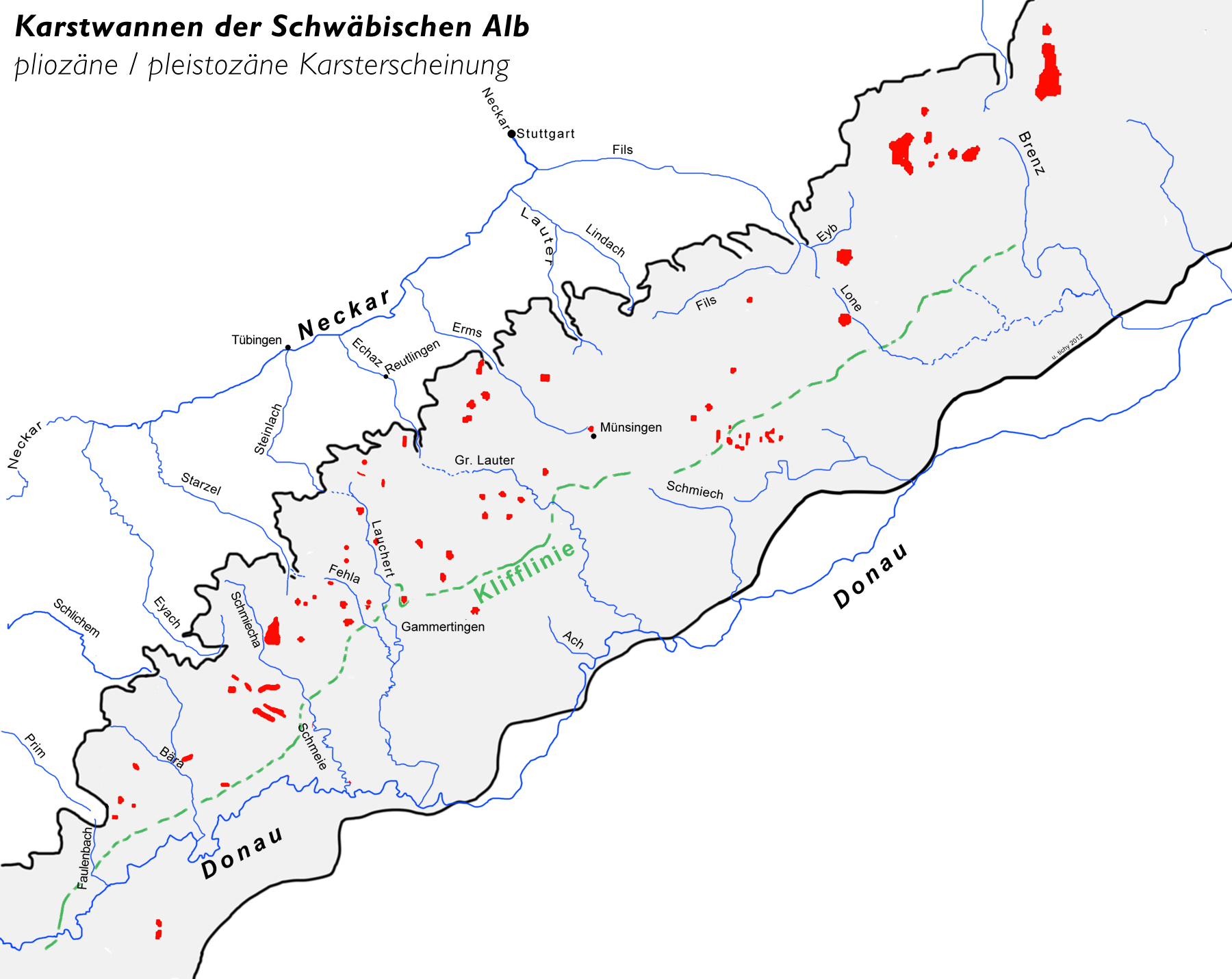
Die Klifflinie (grün gestrichelt) entlang des Südrandes der Schwäbischen Alb zwischen den Landkreisen Heidenheim (rechts oben) und Tuttlingen (links unten)

Das Heldenfinger Kliff war Teil der Felsküste des tertiären Meeres (Obere Meeresmolasse) vor 15 Millionen Jahren. Der lang andauernde Anprall der Wellen hat auf der Südseite der Schwäbischen Alb eine typische Hohlkehle mit Löchern von Bohrmuscheln und Bohrschwämmen aus dem Weißjurafels herausgearbeitet. Das Heldenfinger Kliff wird von Geologen als besterhaltener fossiler Strand bezeichnet, deshalb ist diese Klifflinie auch zu wissenschaftlicher Bedeutung gelangt und als Naturdenkmal und als Geotop geschützt.

##### Steinheimer Schneckensand
Als Steinheimer Schneckensand wird der mit fossilen Schneckengehäusen durchmischte Sand bezeichnet, der an vielen Stellen im Steinheimer Becken zutage tritt. Der Paläontologe Franz Hilgendorf stellte in den 1860er Jahren fest, dass die Schneckengehäuse von Schicht zu Schicht ihre Gestalt langsam verändern; dies war der erste paläontologische Beleg für die Evolutionstheorie Charles Darwins.

##### Grimmelfinger Graupensande
Am Südrand der Schwäbischen Alb werden Grimmelfinger Graupensande abgebaut, die der Graupensandrinne zugehören. Diese Rinne erhielt ihren Namen nach dem Basiskonglomerat, dem Graupensand (enthält Kleingerölle in der Größe von Graupen), das erosionsdiskordant Schichten der Oberen Meeresmolasse und Unteren Süßwassermolasse, teilweise auch direkt Jura-Kalken auflagert. Darin werden Fossilien gefunden. Diese Rinne verläuft von Nordost nach Südwest annähernd entlang des Südrands des Schwäbischen und Fränkischen Jura.

### Böden

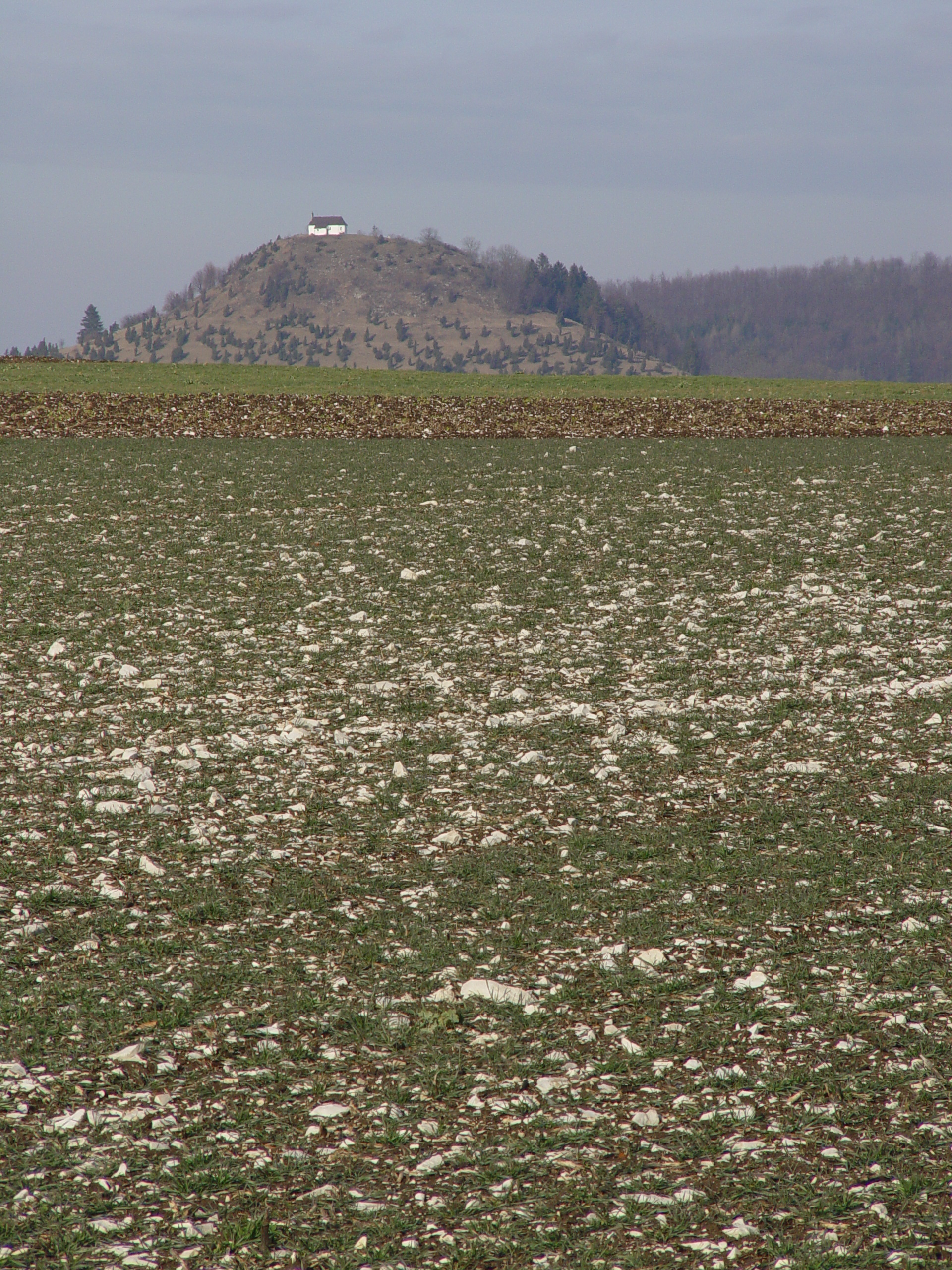
Steinacker auf der Mittleren Kuppenalb, im Hintergrund der Kornbühl bei Salmendingen, ein typischer Härtling

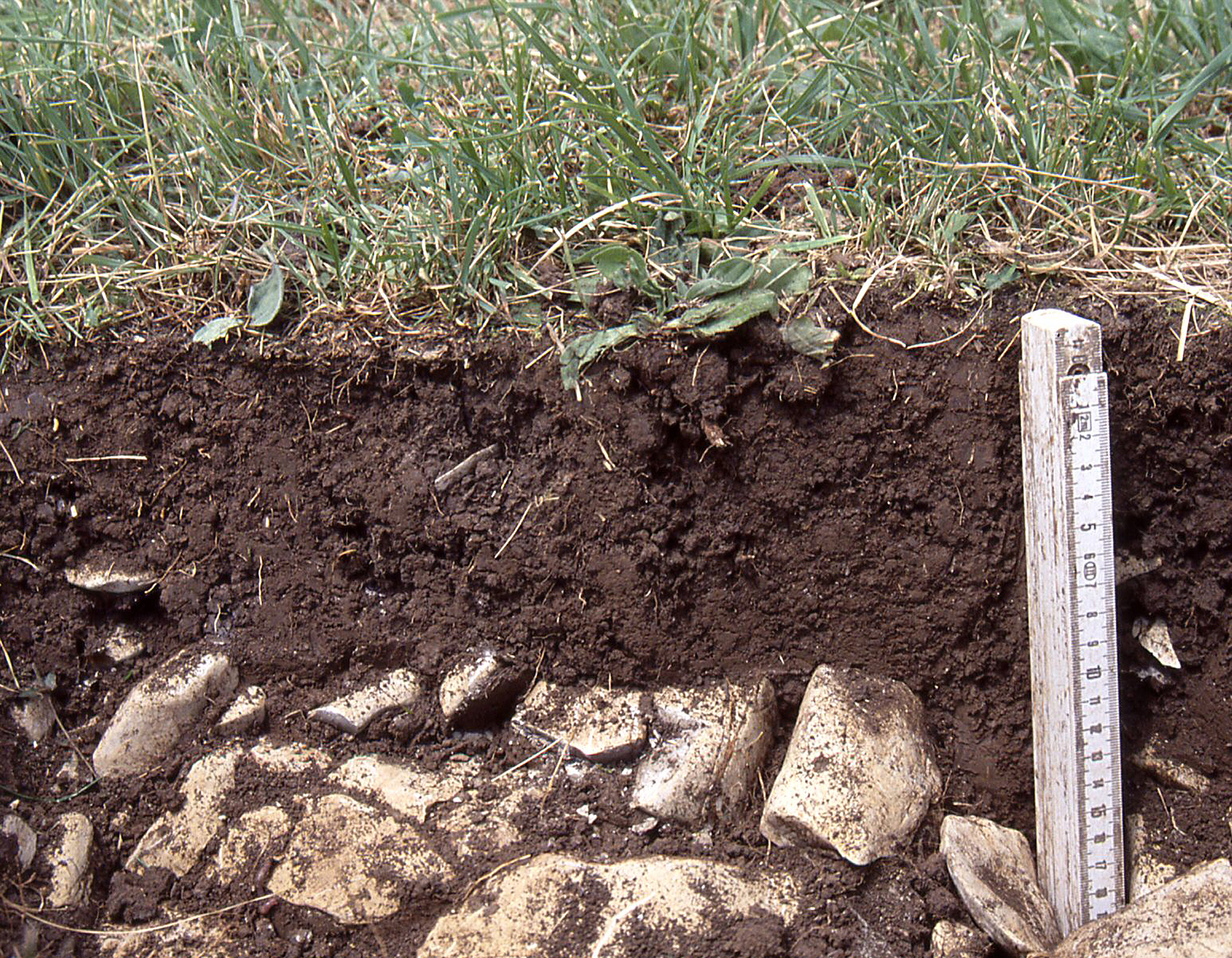
Flachgründiger Rendzina auf der Ebene des „Heufeldes“ bei Salmendingen, ein typischer, weit verbreiteter Bodentyp der Mittleren Alb

Die Böden der Schwäbischen Alb gelten als karg, trocken und steinig. Sogenannte Steinäcker prägen das landwirtschaftliche Bild vor allem auf den Hochebenen. Die aus dem Weißjura entstandenen Böden sind überwiegend schwer und lehmig, örtlich auch locker und krümelig. Neben tiefgründigen Böden finden sich auch Standorte mit sehr geringer Bodenauflage. Das Schopflocher Torfmoor ist das einzige größere Hochmoor der Alb mit Moorböden.
Zu den typischen Böden der Alb zählen: Rendzina, Terra fusca und Braunerde-Pelosol.

### Karst
Die Schwäbische Alb ist eines der größten zusammenhängenden Karstgebiete in Deutschland. In vor allem kohlensauerem Wasser gut löslicher Kalkstein wird ausgewaschen, wodurch Höhlen, Dolinen und Trockentäler entstehen. Trockentäler sind Vorzeitformen. Sie entstehen etwa, wenn in einem Gebiet mit wasserdurchlässigem Gestein die Erosionsbasis tiefergelegt wird und der Grundwasserspiegel sinkt – die Flüsse verlassen dann die Oberfläche und laufen nun tiefer im Gestein. Die Täler können auch in Kaltzeiten entstanden sein, indem Dauerfrostböden im Prinzip wasserdurchlässiges Gestein gegen Abfluss nach unten versiegeln.
Wegen ihrer Verkarstung gibt es auf der Alb nur sehr wenige Oberflächengewässer. Niederschläge verschwinden schnell im Untergrund, wo sie über Klüfte und Höhlen etwa 150 bis 200 m unter der Oberfläche abfließen. Im geologischen Schichtenpaket der Alb wechseln wasserdurchlässige Kalksteine und stauende tonige Mergel, weshalb sich im Albkörper zwei Karststockwerke gebildet haben.
Erst mit dem sukzessiven Auf- und Ausbau der Albwasserversorgung konnte gegen Ende des 19. Jahrhunderts auch für die Bewohner der wasserarmen Hochfläche der Alb die Versorgung mit sauberem Trinkwasser sichergestellt werden.

#### Höhlen

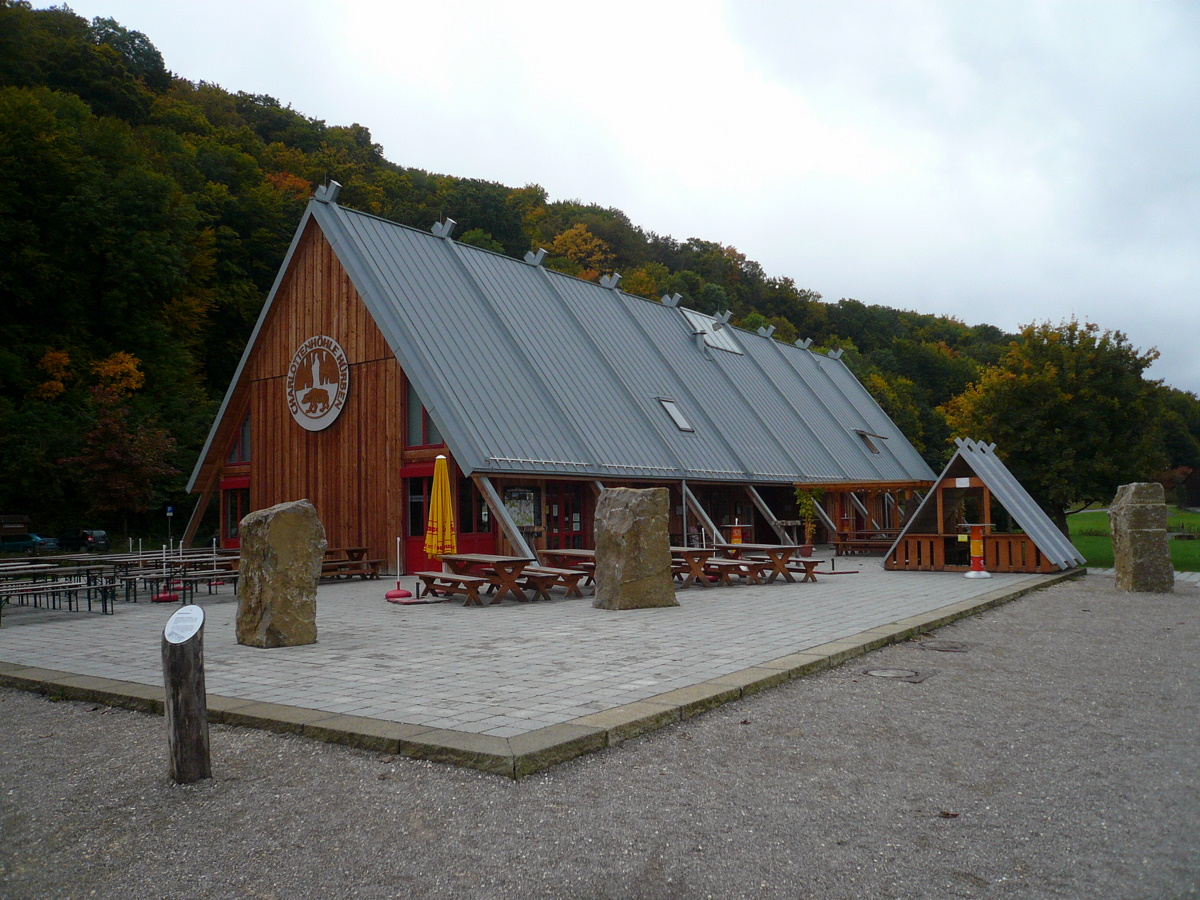
Immer mehr Schauhöhlen der Schwäbischen Alb wurden zu Beginn des 21. Jahrhunderts durch Einrichtungen ergänzt, in denen grundsätzliche Informationen zu Karsthöhlen in didaktisch geeigneter Weise vermittelt werden. Höhlenvereine leisten auf dem Gebiet große pädagogische Arbeit bei der öffentlichen Vermittlung naturkundlicher Fakten rund um die verschiedenen Albhöhlen. An der Charlottenhöhle südlich von Hürben befindet sich das HöhlenHaus, das ein Info- und Service-Zentrum bereitstellt, das Einblicke in die Erdgeschichte der Region bietet.

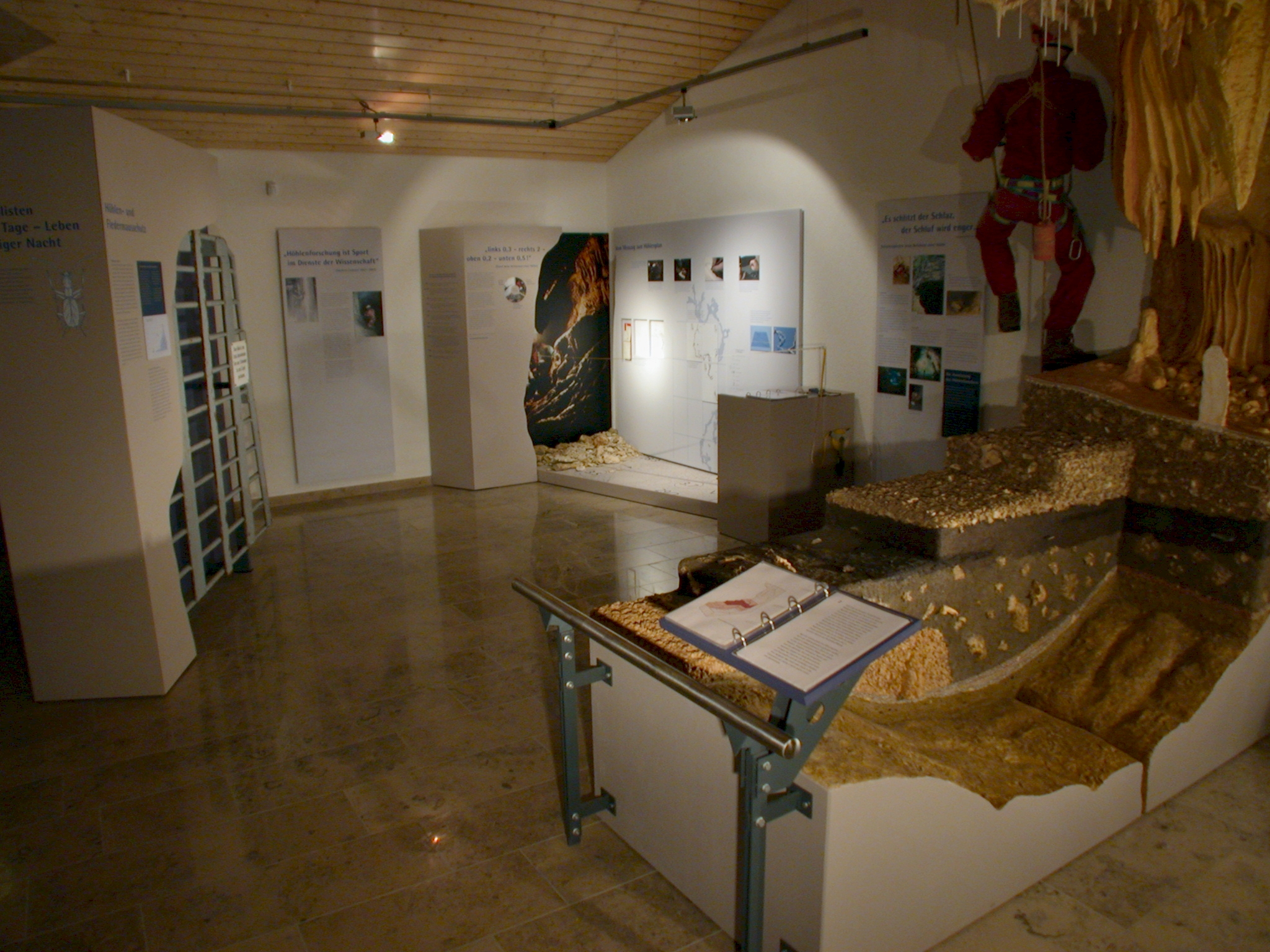
Der Laichinger Tiefenhöhle ist ein Höhlenmuseum angegliedert

Im Karst der Schwäbischen Alb sind rund 2500 Höhlen bekannt, eine der bekanntesten Höhlen davon ist die Blautopfhöhle, die zum Blautopf entwässert.
Auf der Alb liegt zudem mit der Laichinger Tiefenhöhle die tiefste begehbare Schachthöhle Deutschlands, und mit der Charlottenhöhle eine der längsten Schauhöhlen Süddeutschlands. Die Zwiefaltendorfer Tropfsteinhöhle gilt als die kleinste Schauhöhle Deutschlands. Der Steebschacht mit −161 m ist (Stand: 2021) die tiefste Höhle der Schwäbischen Alb. Die Wimsener Höhle ist die einzige mit einem Wassergefährt befahrbare Wasserhöhle in Deutschland.
Das Laucherttal im Bereich von Veringenstadt ist – neben dem Raum Bad Urach und dem Blautal – eines der drei wichtigsten Höhlengebiete auf der Alb. Das gilt sowohl für die Anzahl der Höhlen, deren Bedeutung für die frühgeschichtliche Forschung als auch für die Erforschung der Erdgeschichte.
Als Schauhöhlen ausgebaut sind:
- Charlottenhöhle
- Gußmannshöhle
- Gutenberger Höhle
- Hohler Fels
- Karls- und Bärenhöhle
- Kolbinger Höhle
- Laichinger Tiefenhöhle
- Nebelhöhle
- Olgahöhle
- Schertelshöhle
- Sontheimer Höhle
- Vogelherdhöhle
- Wimsener Höhle
- Zwiefaltendorfer Tropfsteinhöhle

Diese hier aufgeführten Höhlen können als zum Teil gut ausgebaute, gekieste, mit Treppen und Geländer gesicherte und beleuchtete Schauhöhlen außerhalb von Fledermaus-Schutzzeiten besichtigt werden. Örtliche Höhlenvereine kümmern sich um die didaktischen und touristischen Belange, errichten Höhlenmuseen und Informationshütte, bieten Führungen an, sorgen für Öffentlichkeitsarbeit und kümmern sich sowohl um wissenschaftliche als auch um populärwissenschaftliche Schriften zu den Karstphänomenen.
Jährliche Höhlenfeste, etwa das Nebelhöhlenfest bei der Nebelhöhle oder das Fest bei der Sontheimer Höhle, haben eine lange Tradition. Der Platz um die Olgahöhle war Austragungsort der Lichtensteinfestspiele. Über der Karls- und Bärenhöhle wurde 1974 sogar ein großer Freizeitpark Traumland auf der Bärenhöhle eröffnet.
Andere Höhlen können im Rahmen von Wanderungen auf eigene Faust besucht werden. Verschiedene geologische und karstkundliche Wanderwege erlauben es auch dem interessierten Laien, viele dieser Besonderheiten zu erkennen und zu verstehen.
Die Falkensteiner Höhle bei Grabenstetten ist keine Schauhöhle, sondern eine Naturhöhle oder wilde Höhle. Als aktive Wasserhöhle ist deren Befahrung nur auf Antrag zugelassen und birgt Gefahren, besonders bei Schneeschmelze und Starkregenereignissen; Rettungseinsätze waren und sind nicht selten. Sie ist seit 2019 als bedeutendes Geotop und Geopoint des UNESCO Geopark Schwäbische Alb ausgezeichnet.
Die Bocksteinhöhle, das Geißenklösterle, der Hohle Fels, der Hohlenstein-Stadel, die Sirgensteinhöhle und die Vogelherdhöhle wurden unter dem Titel „Höhlen und Eiszeitkunst der Schwäbischen Alb“ auf Vorschlag Baden-Württembergs auf die Tentativliste Deutschlands gesetzt und 2017 von der UNESCO als Welterbe bestätigt. Das Interesse an den sechs Höhlen besteht in diesem Fall mehr aus kultur- als aus erdgeschichtlichen Gründen.
Um die komplexe und teilweise mühsame Vermessung, Kartierung und sachgemäße Dokumentierung aller Höhlen kümmern sich auf der Schwäbischen Alb mit hohem Sachverstand die Ortsgruppen des Verbandes der deutschen Höhlen- und Karstforscher, die in den letzten Jahren an Bedeutung gewonnen haben. Den Höhlenforschern geht es nicht zuletzt auch darum, die in der Öffentlichkeit kaum bekannte zoologische Artenvielfalt in den unterirdischen Lebensräumen der Alb bekannt zu machen. So wird seit 2009 jährlich ein Höhlentier des Jahres bestimmt und präsentiert.

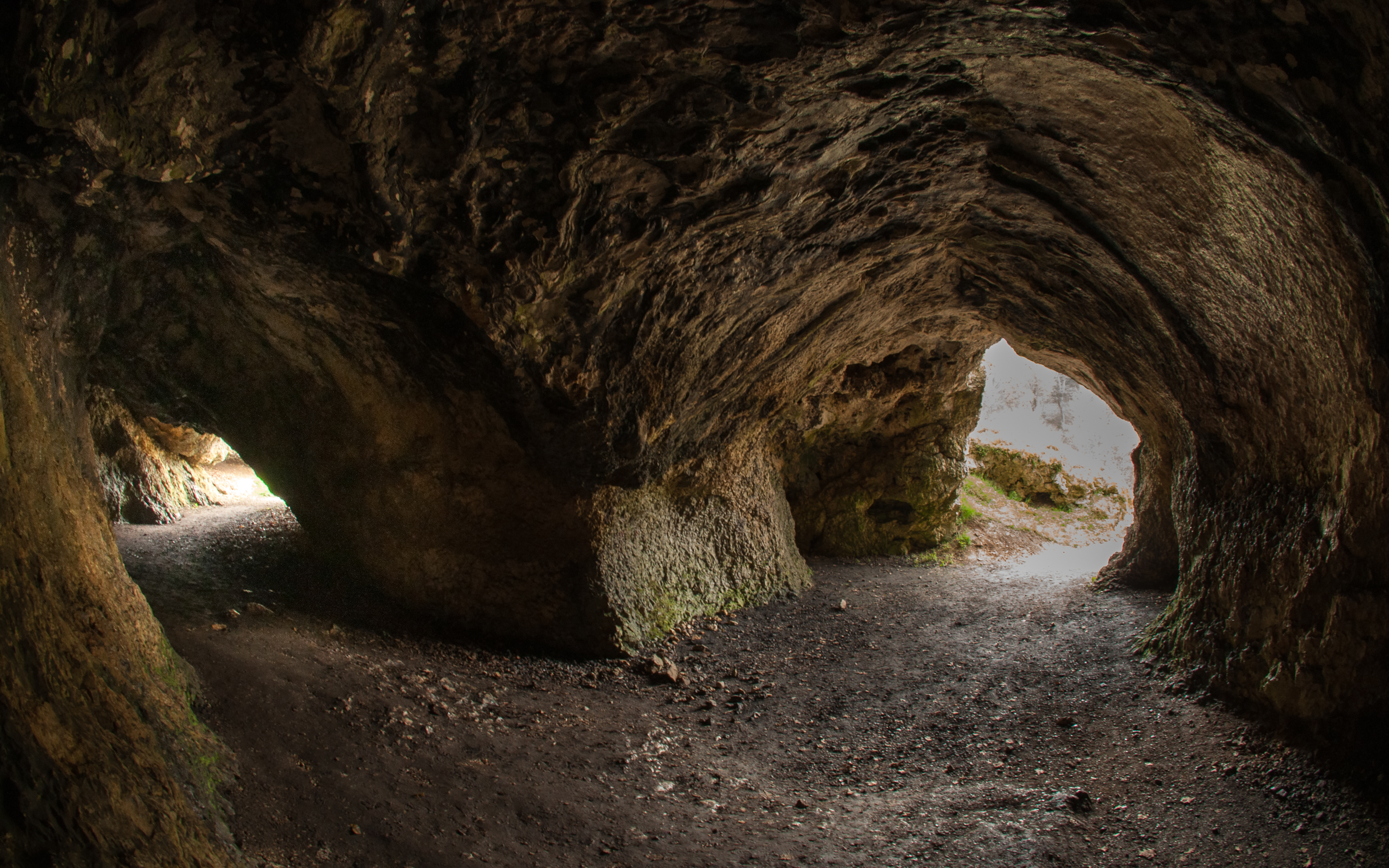
Vogelherdhöhle im Lonetal
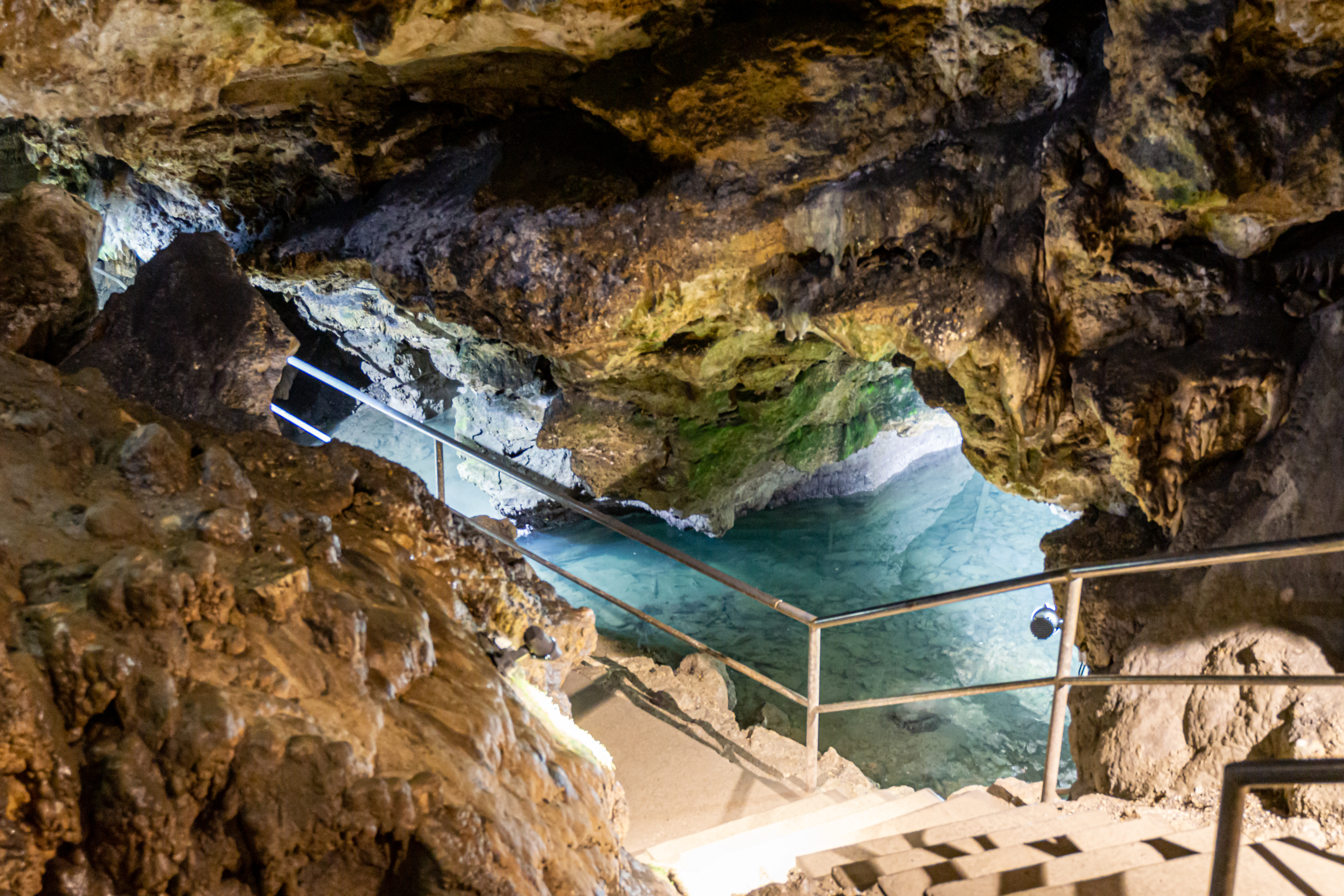
Nebelhöhle
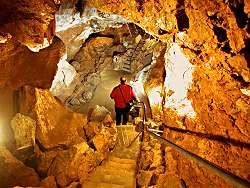
Laichinger Tiefenhöhle
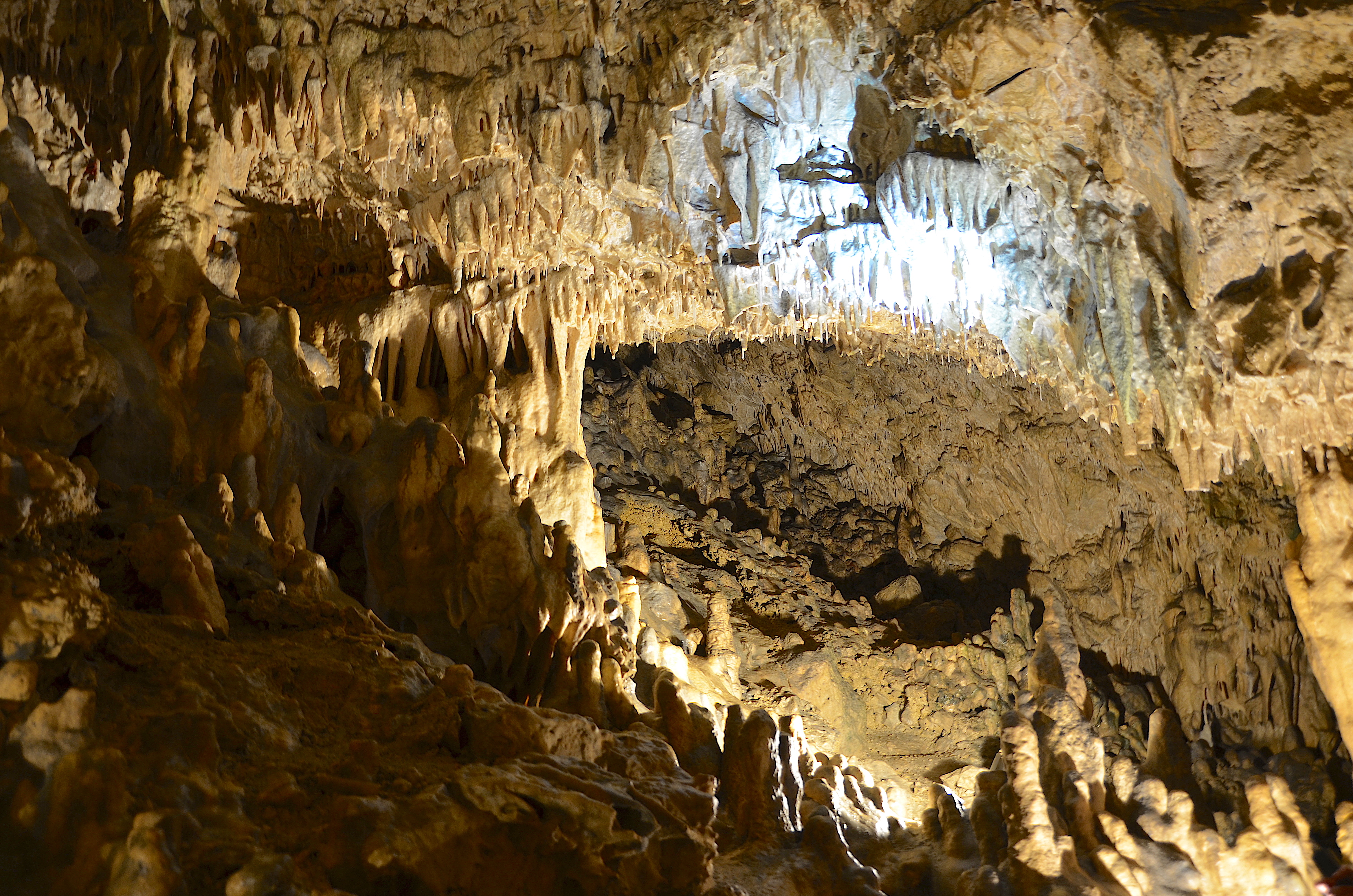
Tropfsteine in der Kolbinger Höhle
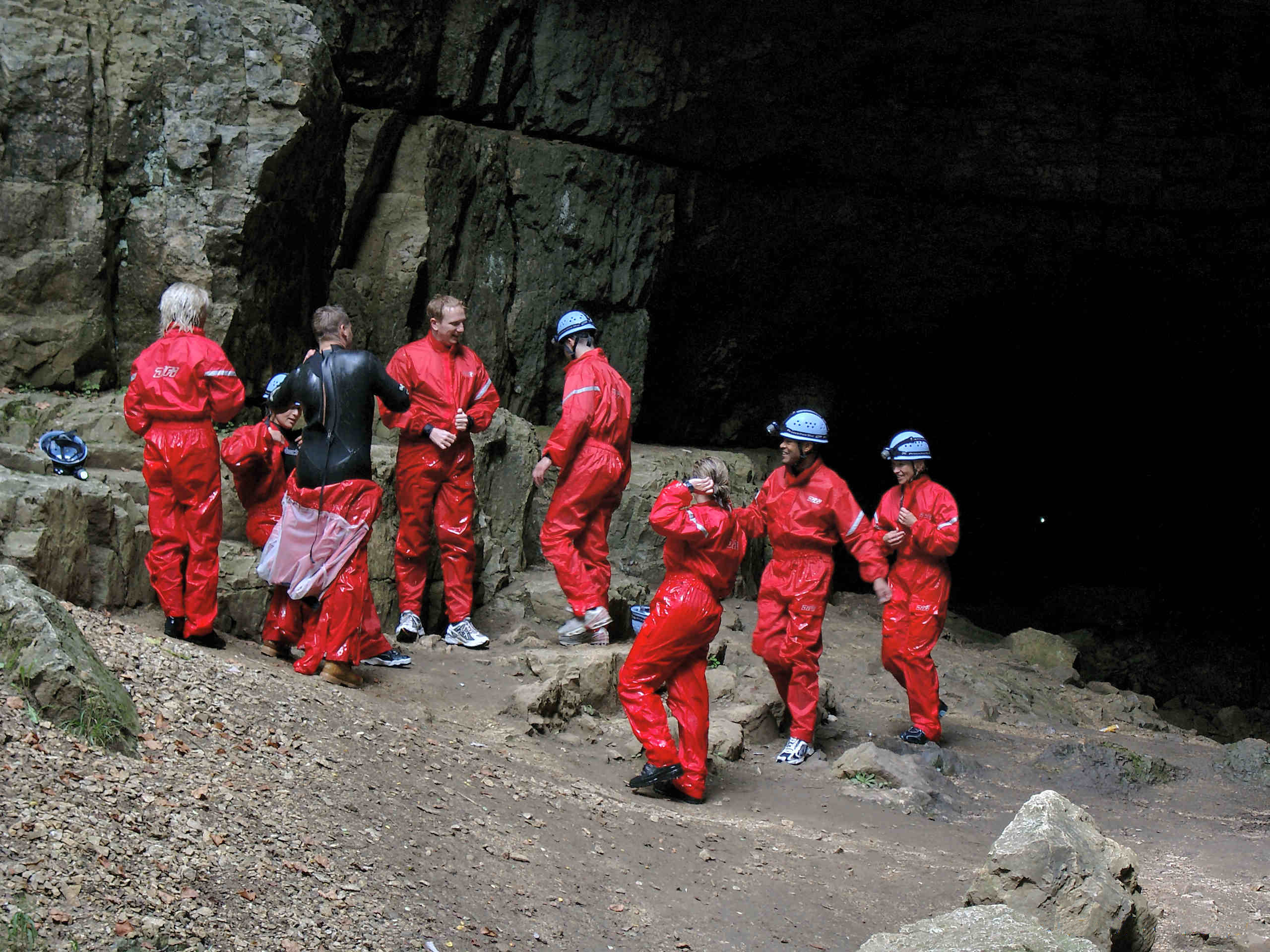
Eingang zur Falkensteiner Höhle. Befahrungen und Besichtigungen sind nur mit Antrag und in Schutzausrüstung möglich

#### Dolinen

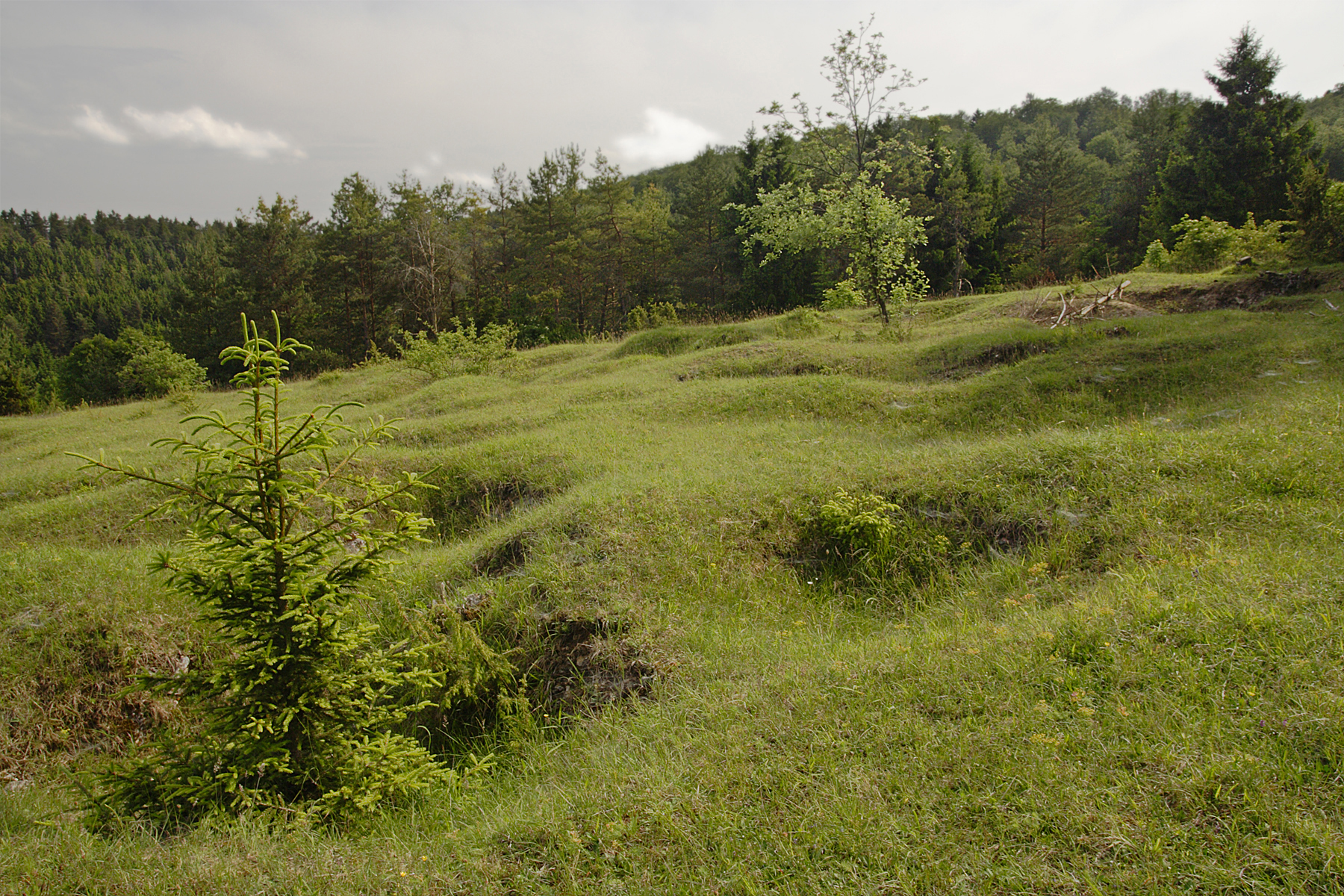
Ein Dolinenfeld am Sternberg oberhalb von Gomadingen

Dolinen, insbesondere Trichterdolinen, sind ebenfalls eine Karsterscheinung der Alb. Dabei handelt es sich entweder um Lösungsdolinen, die durch die lösende Wirkung des kohlensäurehaltigen Niederschlagswassers vor allem da entsteht, wo sich Klüfte im Oberjura-Gestein kreuzen oder, wo sich in Senken temporär Wasser ansammelt.
Einsturzdolinen kommen wiederum zustande, wenn ebenfalls durch Kalklösung im Lauf der Zeit entstandene Höhlen einstürzen und das darüber liegende Gestein samt Boden nachsackt. Schadstoffe können über die Dolinen in den Karstwasserkörper gelangen und die Wasservorräte der Alb verschmutzen.
Deshalb sind die rund 5000 Dolinen der Schwäbischen Alb seit 1992 durch das baden-württembergische Biotopschutzgesetz geschützte Naturdenkmäler.

### Erdbeben und Hohenzollerngraben

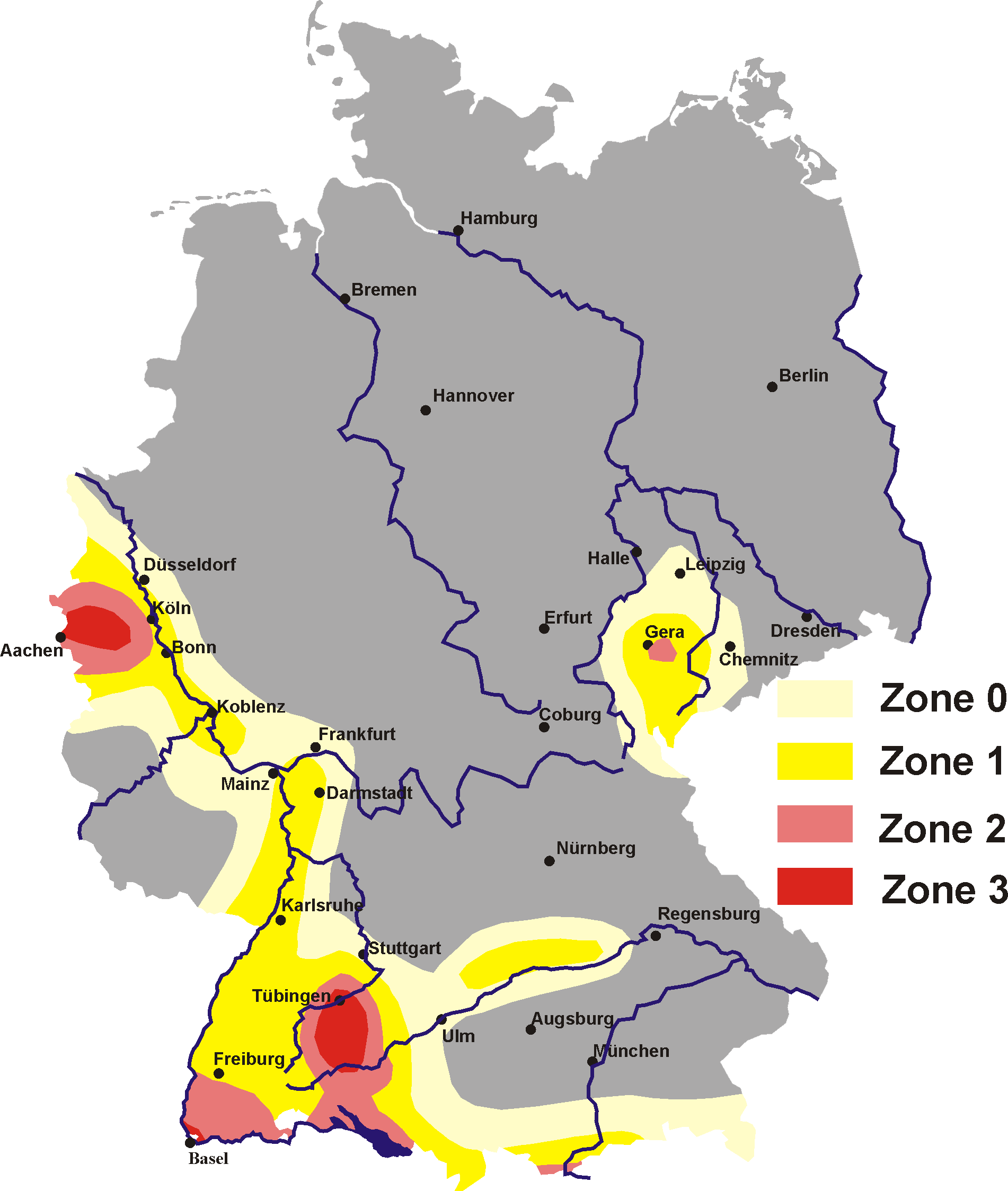
Erdbebenzonen in Deutschland nach DIN 4149, wobei die gesamte Schwäbische Alb, die südliche Frankenalb und das jeweilige Vorland seit 15 Millionen Jahren in unterschiedlicher Ausprägung zu den gefährdeten Gebieten gehört

Die Schwäbische Alb gehört zu den Gebieten Deutschlands mit den meisten und gefährlichsten Erdbeben. Schwere Erdbeben ereigneten sich 1911, 1943 und 1978 in der sogenannten Albstadt-Scherzone. Beim Beben am 3. September 1978, dessen Epizentrum bei Albstadt lag, wurde eine Stärke von 5,7 auf der Richterskala gemessen. Es entstanden erhebliche Gebäudeschäden und 25 Menschen wurden verletzt.
In Albstadt selbst wurden circa 8500 Gebäude beschädigt und mussten zum Teil von den Bewohnern geräumt werden. In den benachbarten Gemeinden wurden circa 3000 weitere Gebäude beschädigt. Weitere Schäden gab es in den übrigen Gemeinden des Zollernalbkreises sowie in Randgemeinden der Landkreise Reutlingen und Tübingen.
Der Hohenzollerngraben entstand vor 15 Millionen Jahren als Folge der tektonischen Spannungen durch die Auffaltung der Alpen unter dem Druck der afrikanischen Platte und der damit verbundenen Hebung der Schwäbischen Alb. Durch die gewaltigen Kräfte entstanden Risse, Spalten und Gräben.
Seit 2005 zählt die Umgebung von Albstadt zur am stärksten gefährdeten Zone 3 nach DIN 4149; deshalb ist dort eine besonders erdbebensichere Bauweise vorgeschrieben.

### Felsstürze und Rutschungen

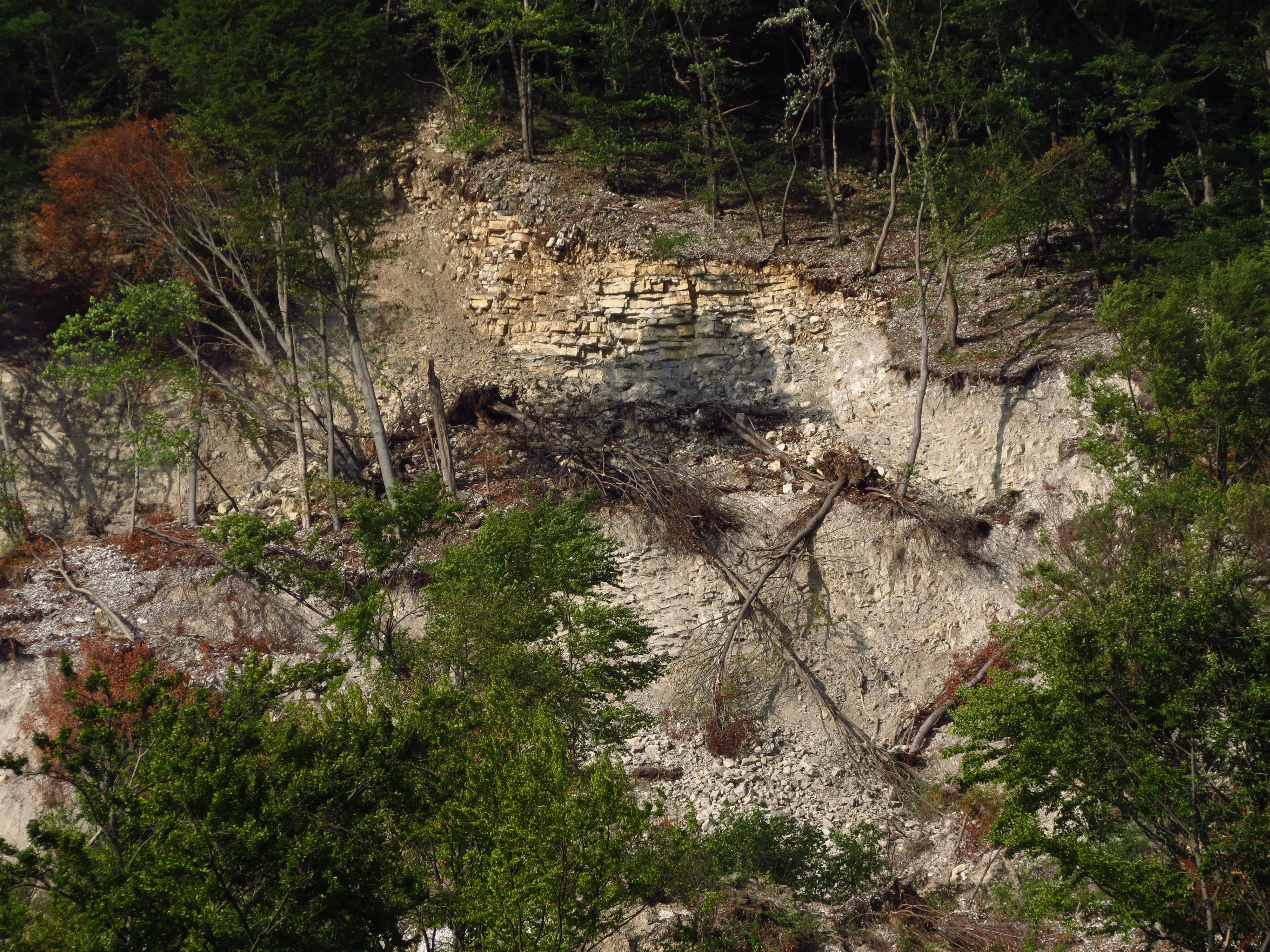
Bergrutsch im Öschenbachtal nach Starkregenereignissen am 3. Juni 2013

Eine weitere Geogefahr auf der Alb sind die gravitativen Massenbewegungen in Form von Fels- bzw. Bergstürzen und Hangrutschungen, die vor allem an den durch Erosion am stärksten ausgesetzten Steilhängen des Albtraufs und der Flusstäler immer wieder auftreten.
Erdrutsche treten besonders im Übergangsbereich zwischen Mittel- und Oberjura auf, hier ist der Untergrund teilweise sehr instabil. Teilweise prägen auch große und tiefreichende Rutschungen das Landschaftsbild des Albtraufs. Die größten Rutschschollen am Albtrauf mit etwa 100 Meter hohen und nahezu 1 Kilometer langen, weithin sichtbaren Abrisswänden gingen in der letzten Eiszeit bei Hausen an der Fils nieder, heute wird dieser Steilhang als Hausener Wand bezeichnet. Bedeutende und größere Ereignisse dieser Art in jüngerer Zeit sind unter anderem der Bergrutsch am Hirschkopf bei Mössingen am 4. Dezember 1983 und der Bergrutsch im Öschenbachtal bei Öschingen am 3. Juni 2013.
Im Ausstrichbereich des Oberjuras kann es vor allem an den fast senkrecht aufragenden Felswänden zu Sturzereignissen kommen. Hier wäre der Felssturz an der Südflanke des Plettenbergs bei Ratshausen im Jahr 2013 zu nennen.
Durch diese Ereignisse wurden nicht selten wichtige Verkehrswege am Albtrauf in Mitleidenschaft gezogen.

### Meteoritenkrater und Vulkane
Außer den Karsterscheinungen gibt es noch weitere geologische Phänomene, die mit dazu geführt haben, dass die Schwäbische Alb aufgrund der erdgeschichtlichen Vielfalt und Besonderheiten 2002 als Nationaler GeoPark in Deutschland ausgezeichnet wurde.

#### Meteoriteneinschlag

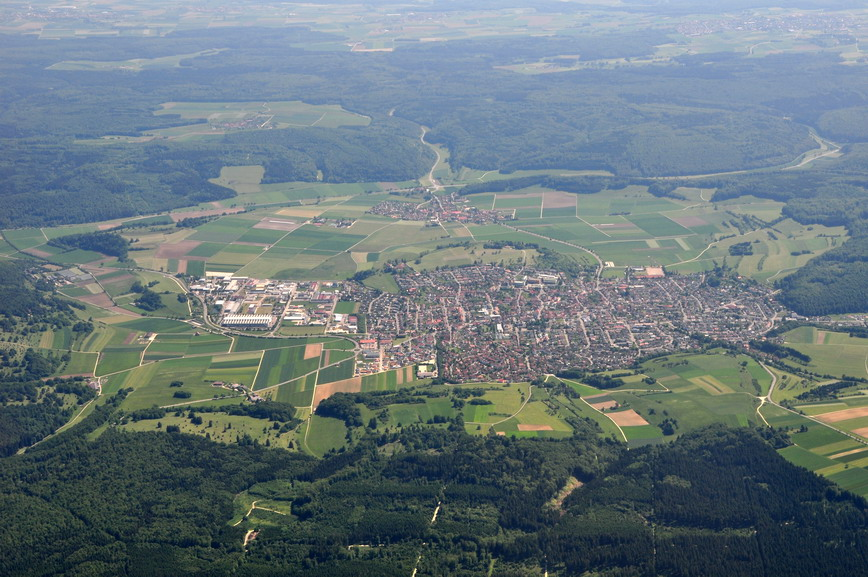
Das fast kreisrunde Steinheimer Becken von Norden mit dem Steinhirt; es entstand aus dem Krater eines Meteoriteneinschlags

Das Steinheimer Becken ist ein durch einen Meteoriteneinschlag vor etwa 14 bis 15 Millionen Jahren entstandener Einschlagkrater um Steinheim am Albuch. Der Steinhirt, der auch Steinhirt-Klosterberg genannt wird, bildet in der Mitte des Kraters den Zentralhügel. Nach dem Einschlag entstand ein Kratersee, der später verlandete.

#### Schwäbischer Vulkan
Der Schwäbische Vulkan wird in einem Umkreis von etwa 56 km auf dem Plateau der Schwäbischen Alb und im Alb-Vorland vorgefunden. Es wurden bisher über 350 Vulkanschlote (Diatreme) ermittelt; zahlreiche verborgene Schlote konnten nur mit geophysikalischen Techniken kartiert werden. Seit dem Erlöschen des Vulkanismus im Miozän (vor ca. 11 Mio. Jahren) ist es zu keinen weiteren Aktivitäten auf der Alb mehr gekommen. Nach dieser langen Zeit sind Vulkanmerkmale nur in einigen Fällen wahrnehmbar und in noch weniger Fällen prägend für das Erscheinungsbild der Landschaften; so am Jusi, an der Limburg, am Randecker Maar, aber auch am Konradfels und am Calverbühl, einem Vulkanschlot.
Der Böttinger Marmor als ein besonderer und oft rötlich gebänderter Thermalsinterkalkstein zeugt vom Schwäbischen Vulkan.

#### Geothermie am Schwäbischen Lineament

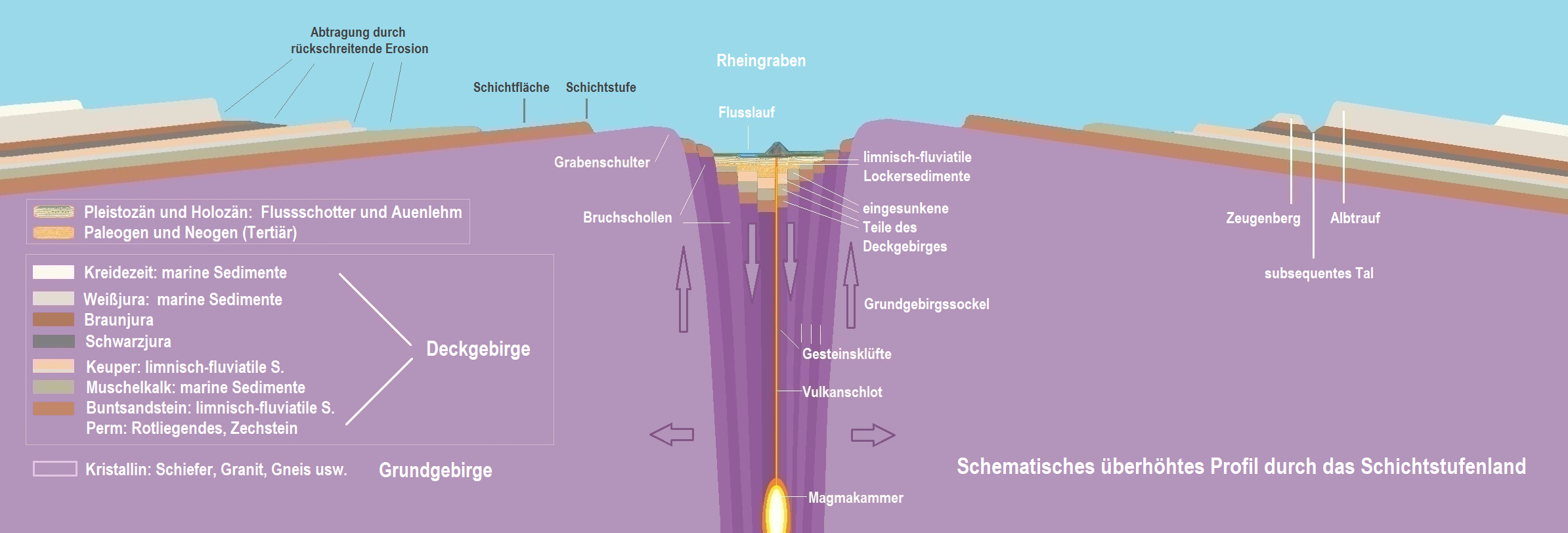
Die Querschnittszeichnung fasst vereinfacht wichtige geologische Gegebenheiten der Schwäbischen Alb zusammen: rechts die drei Hauptschichten Weißer, Brauner und Schwarzer Jura (samt darunterliegenden Schichten), der Albtrauf mit seinen Zeugenbergen, der leichte Einfall der Schichten zur Donau hin, der Vulkanismus durch geologische Grabenbrüche, erdoberflächennahe heiße Magmakammern und letztlich damit eine Instabilität, die zu Erdbeben führen kann

Am Nordrand der Schwäbischen Alb kann die natürliche Erdwärme teils oberflächennah geothermisch genutzt werden.

##### Thermalquellen
Thermalquellen in unterschiedlichen Temperaturbereichen, aber auch mit unterschiedlichem Mineralgehalt und pH-Wert aus verschiedenen Tiefen und Gesteinsschichten wurden durch Tiefbohrungen ab 1969 erschlossen.

##### Heilbäder
Zahlreiche Heilbäder konnten sich dort dadurch ab 1970 etablieren; Gemeinden entwickelten sich zu Kurorten; manche Gemeinden ergänzten ihren Ortsnamen durch Bad, um ihr Kurangebot bekannter zu machen.
- Das Mineral- und Thermalbad AlbThermen von Bad Urach wird aus zwei Heilquellen in 770 m Tiefe mit einer Quelltemperatur von 61 °C gespeist.
- 1972 wurde in Bad Boll eine Thermalquelle mit hochmineralisiertem Wasser erschlossen. Die Tiefe des erbohrten Brunnens betrug 467 m. Die Quelltemperatur am Bohrkopf betrug 49 °C.[17]
- Ähnlich günstig war auch die Situation bei der Panorama Therme Beuren. Dort stieß man bei Bohrungen 1970 in nur 381 m Tiefe auf 38,5 °C warmes Thermal-Mineralwasser. Man bohrte weiter und wurde in 755 m Tiefe erneut fündig, das dort gefundene Wasser war 48,3 °C warm.
- Bad Ditzenbach war der erste Ort auf der Schwäbischen Alb, in dem nach Thermalwasser gebohrt wurde. 1969 stieß man in 560 Metern Tiefe auf 48 °C warmes Thermalwasser.[18]
- Das Wasser der Limes-Thermen in Aalen wurde 1980 bei einer Bohrung am Schwäbischen Lineament, einer auf 140 km Länge verfolgbaren Schichtenverwerfung am Albrand, in 650 m Tiefe entdeckt. Die Temperatur am Brunnenaustritt liegt in Aalen bei 36,4 °C.

### Zementmergel
Vor allem auf der Ostalb finden sich mehrere Zementmergelschüsseln. Sie bilden heute noch auf der Schwäbischen Alb stellenweise morphologisch markante Geländeformen. Für die Zementindustrie sind sie von hoher wirtschaftlicher Bedeutung. Schwenk Zement hat Abbau- und Produktionsstandorte unter anderem in Allmendingen und Mergelstetten.

## Gewässer

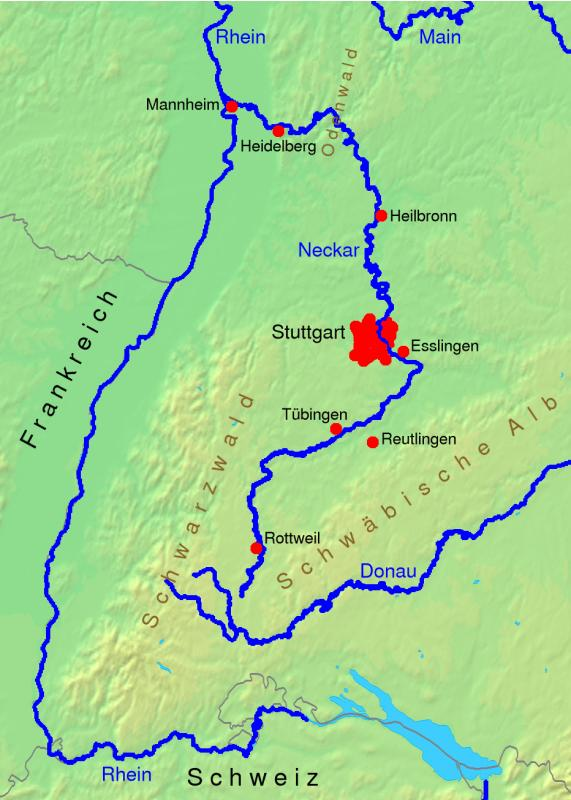
Der Verlauf von Neckar und Donau, zwischen denen sich die Schwäbische Alb erstreckt

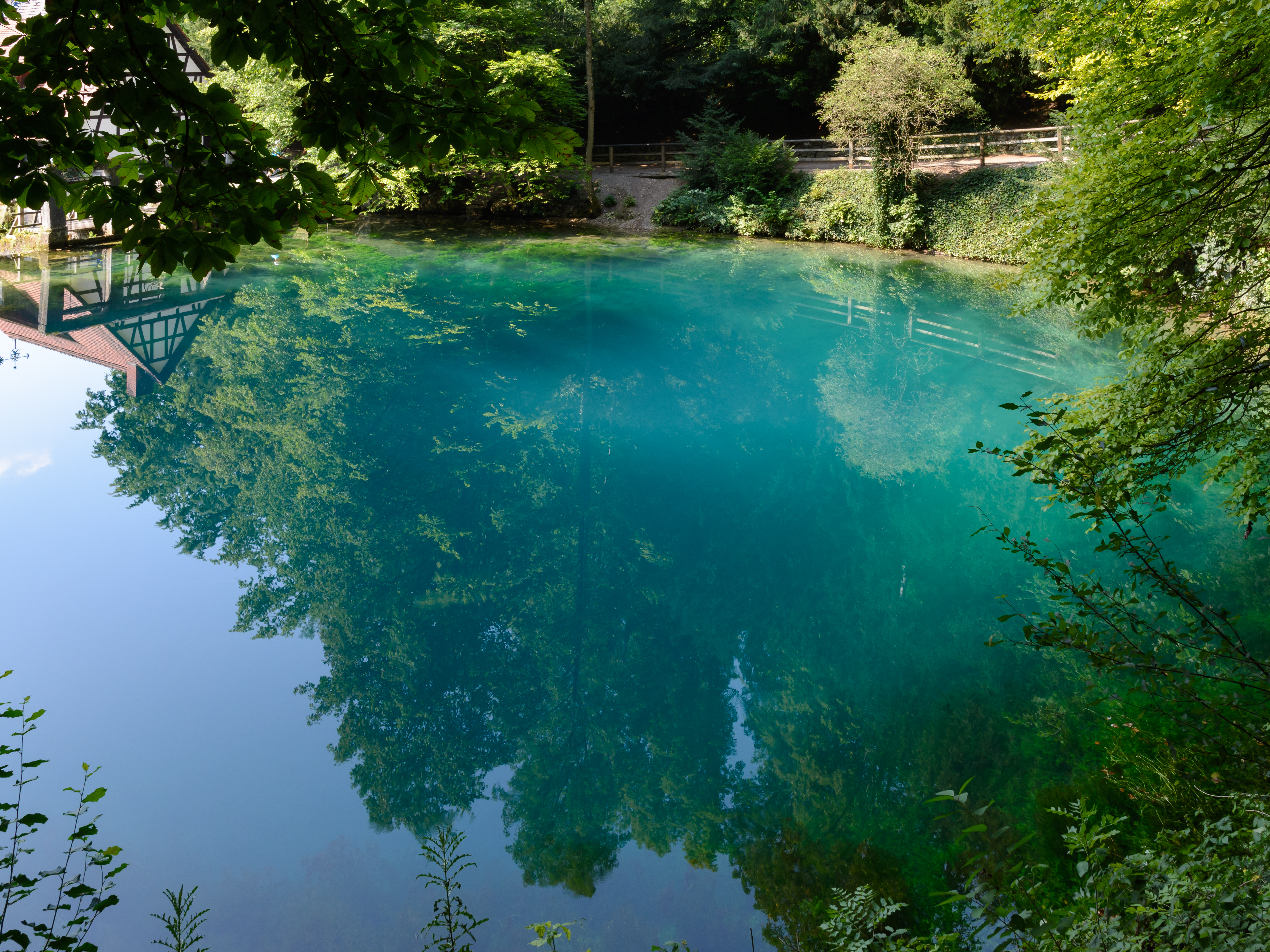
Blautopf in Blaubeuren, Ursprung der Blau

### Quellsysteme

#### Karstquellen
Das Regenwasser versickert ganz überwiegend in den Klüften des Karstgebirges und tritt in Karstquellen wieder zu Tage. Nach relativ kurzen Wegen gelangt es zu den großen natürlichen Vorflutern, dem Neckar im Norden und der Donau im Süden. Zwei Hauptarten von Karstquellen können unterschieden werden:
- Schicht- und Überlaufquellen, vorwiegend am Albtrauf, wo das Wasser nach nur kurzer Verweildauer (Stunden bis Tage) wieder freigegeben wird.
- Austritte aus Höhlen oder Siphons von Höhlen, vorwiegend an der südöstlichen Abdachung der Alb.

Bei beiden Arten ist die Schüttung teils sehr groß und/oder stark schwankend.

#### Donauversinkung
An der Donau, die zwischen Tuttlingen und Sigmaringen die Schwäbische Alb durchbricht, tritt bei Immendingen mit der Donauversinkung eine geologische Besonderheit auf. Das Donauwasser versinkt unterirdisch im Kalkgestein und tritt im rund zwölf Kilometer entfernten Aachtopf wieder aus. Es fließt sodann als Radolfzeller Aach bei Radolfzell in den Bodensee.
Ähnliche Versickerungen von Flüssen und unterirdische Läufe sind im Bereich der Schwäbischen Alb auch in anderen Gegenden zu beobachten. Das Wasser der Nau entstammt zu einem Großteil der Lone, die bei Bernstadt teilweise im Untergrund versickert und im Nau-Ursprung sowie in einigen benachbarten Quellen wieder ans Tageslicht tritt. Auch bei der Brenz sind Versickerungsstrecken zwischen Bolheim und Herbrechtingen bekannt.

### Europäische Hauptwasserscheide auf der Schwäbischen Alb

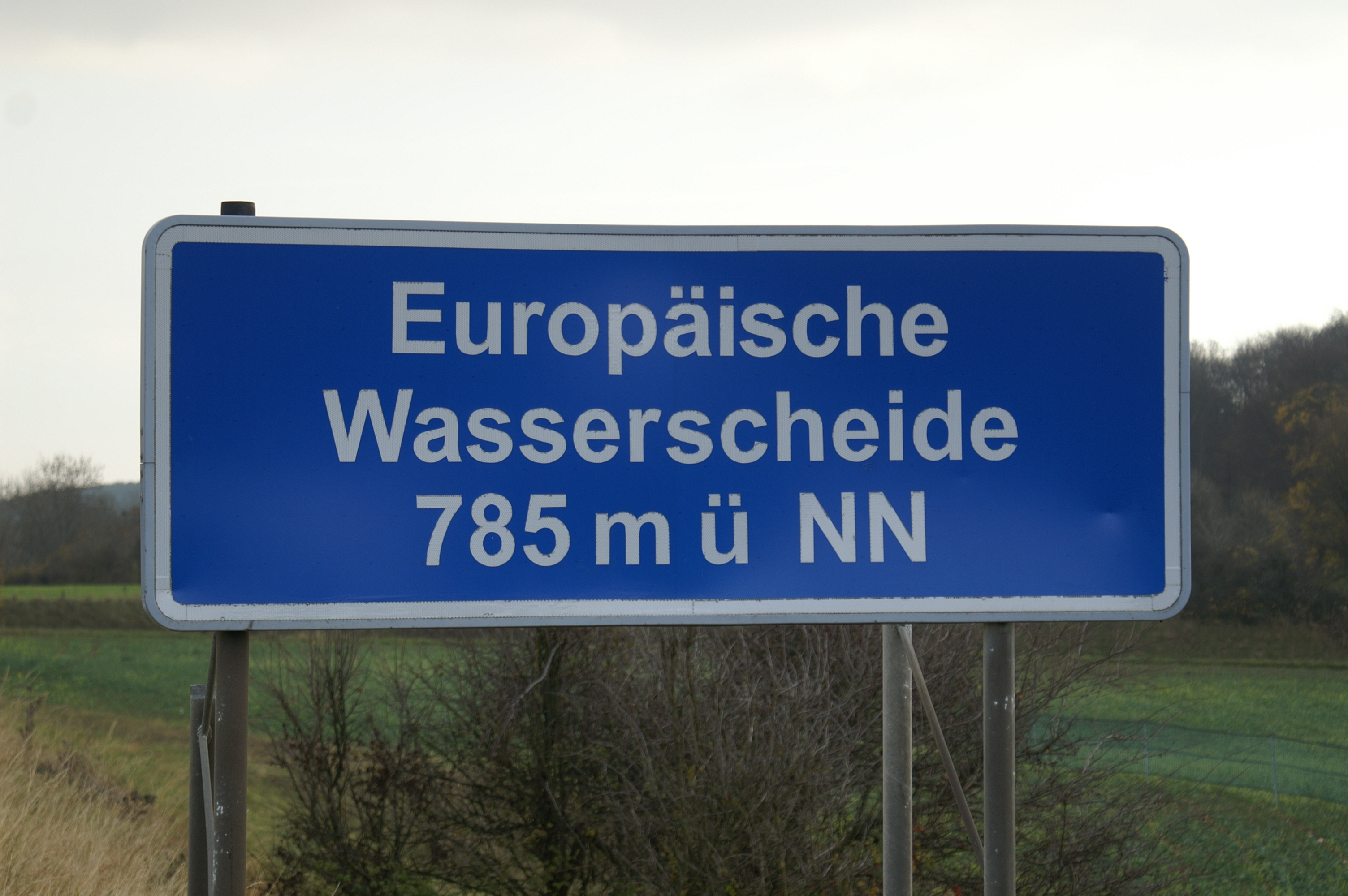
Hinweisschild bei Überschreitung der A8 über die Europäische Wasserscheide

Auf der Schwäbischen Alb verläuft die Wasserscheide Atlantik – Schwarzes Meer. Färbeversuche zeigten, dass diese Europäische Hauptwasserscheide nahe dem Albtrauf verläuft.

#### Flussanzapfung
Zum andern fließt auf Grund der Donauversinkung ein Teil des Donauwassers bei Immendingen unterirdisch zu einem Nebenfluss des Rheins und unterquert so in einer Flussanzapfung die Europäische Wasserscheide im Bereich der Schwäbischen Alb.

#### Strunkpässe

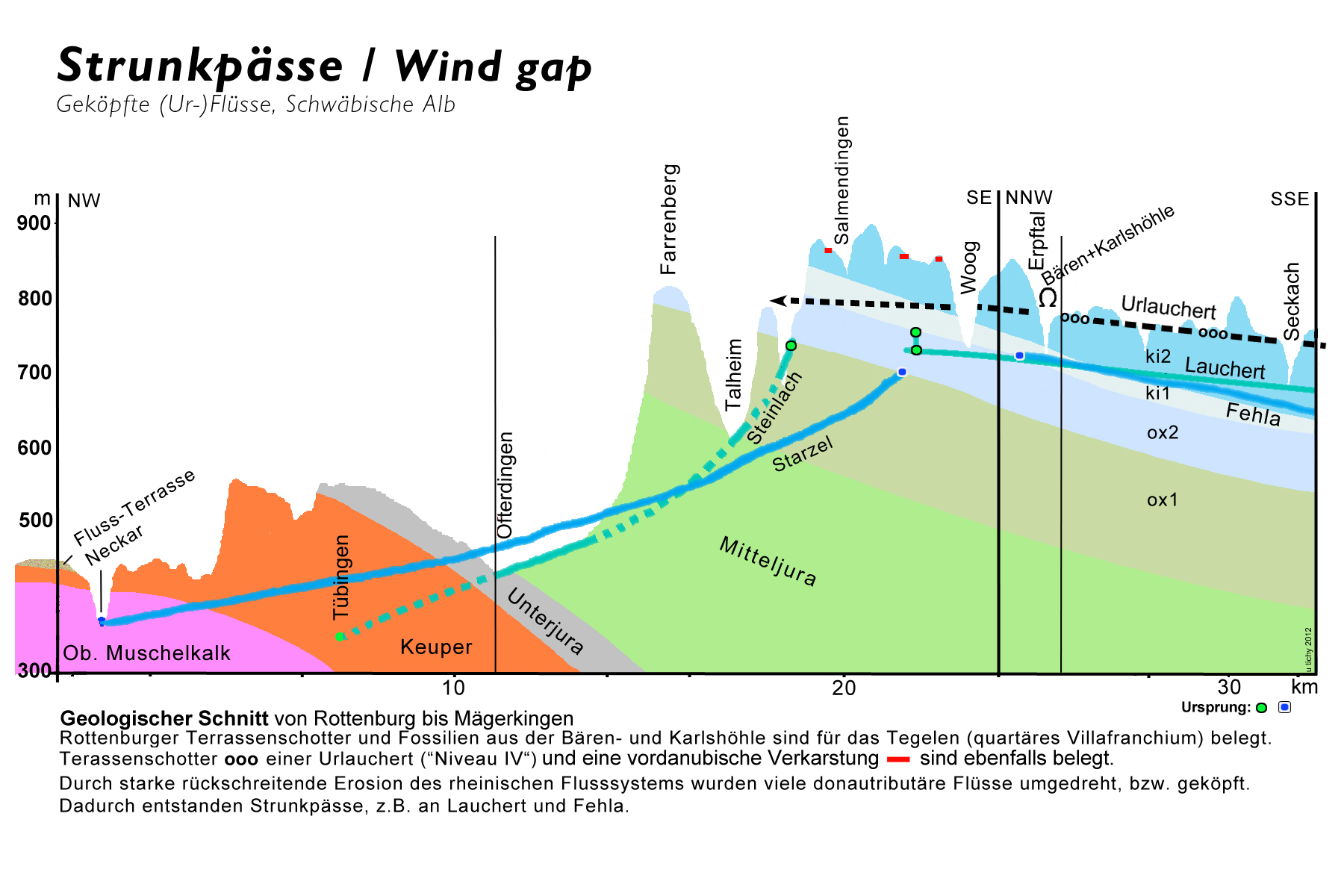
Bildung von Strunkpässen auf der Schwäbischen Alb

Da das Flusssystem des Rheins im Bereich der Alb tiefer liegt als das der Donau, hat es auch eine größere Erosionswirkung, sodass sich die Wasserscheide langsam zugunsten des zuerst genannten Systems verschiebt. Dadurch wurden viele Nebenflüsse der Donau geköpft, sodass deren Täler am Albtrauf Richtung Nordwesten im „Nichts“ enden.
Zur erdgeschichtlichen Entstehung der neun Strunkpässe durch Köpfung auf der Schwäbischen Alb siehe auch:

### Flusssysteme im Bereich der Schwäbischen Alb
Die bedeutendsten Flüsse der Schwäbischen Alb, aufgeteilt nach den beiden Haupt-Flusssystemen, sind:
Flusssystem Donau:

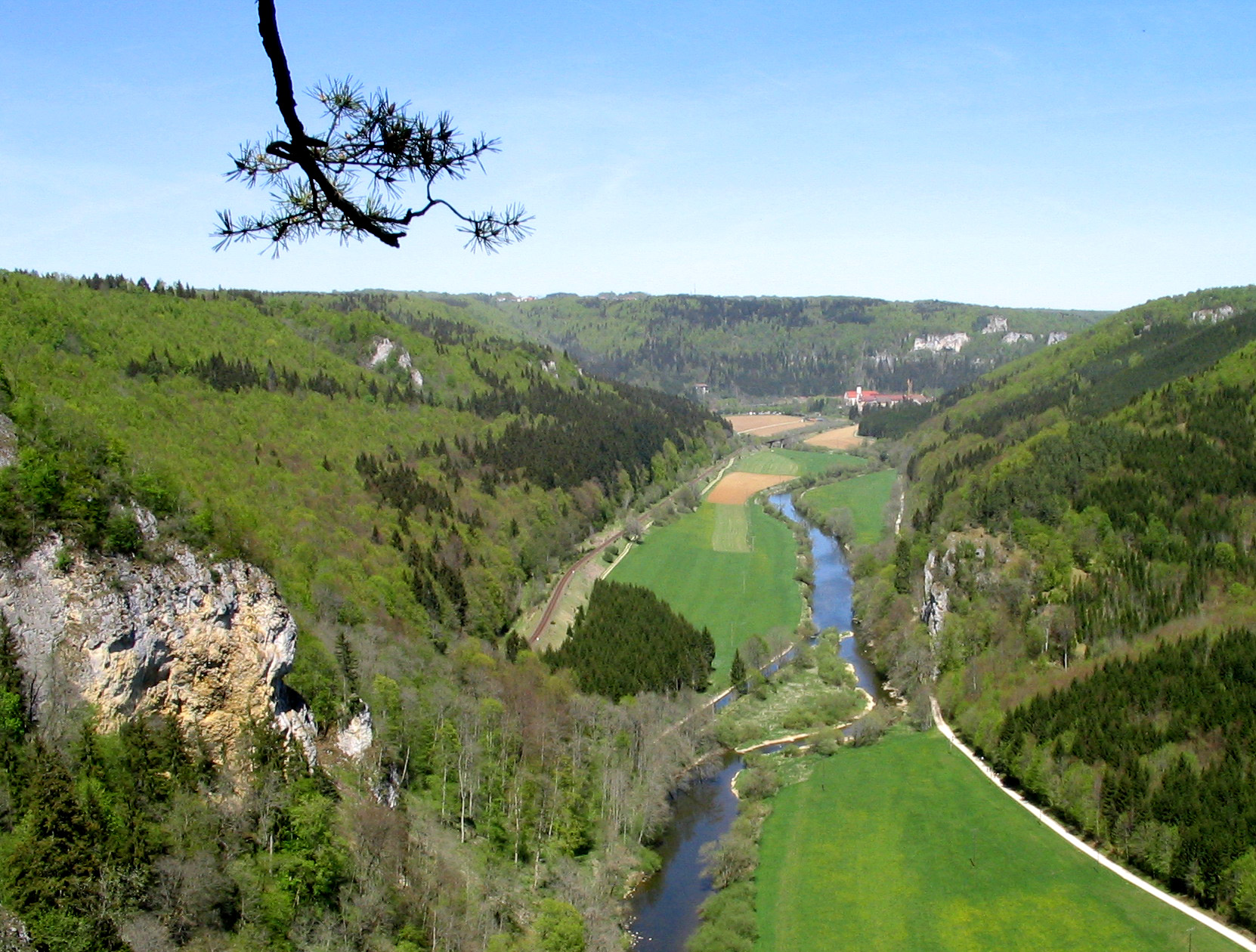
Donautal beim Knopfmacherfelsen vor Beuron

| - Ach (Blau), Nebenfluss der Blau - Bära, Nebenfluss der Donau - Biberbach (Donau), Nebenfluss der Donau - Blau, Nebenfluss der Donau - Brenz, Nebenfluss der Donau - Braunsel, Nebenfluss der Donau - Donau, Besonderheit: Donauversickerung - Egau, Nebenfluss der Donau - (Große) Lauter, Nebenfluss der Donau | - Lone, über die Hürbe Nebenfluss der Brenz - (Kleine) Lauter, Nebenfluss der Blau - Lauchert, Nebenfluss der Donau - Schmiech, Nebenfluss der Donau - Schmiecha (Schmeie), Nebenfluss der Donau - Zwiefalter Aach, Nebenfluss der Donau |

Flusssystem Rhein:
| - Echaz, Nebenfluss des Neckars - Erms, Nebenfluss des Neckars - Eyach, Nebenfluss des Neckars - Fils, Nebenfluss des Neckars - Jagst, Nebenfluss des Neckars - Krumm, Nebenfluss der Fils - Lauter, Nebenfluss der Fils | - Lauter, Nebenfluss des Neckars - Lindach, Nebenfluss der Lauter - Kocher, Nebenfluss des Neckars - Rems, Nebenfluss des Neckars - Schlichem, Nebenfluss des Neckars - Starzel, Nebenfluss des Neckars - Steinach, Nebenfluss des Neckars - Steinlach, Nebenfluss des Neckars |

Eine vollständigere Aufzählung der Flüsse findet sich in der Kategorie:Fluss der Schwäbischen Alb.

### Oberflächenwasser und Trinkwasser

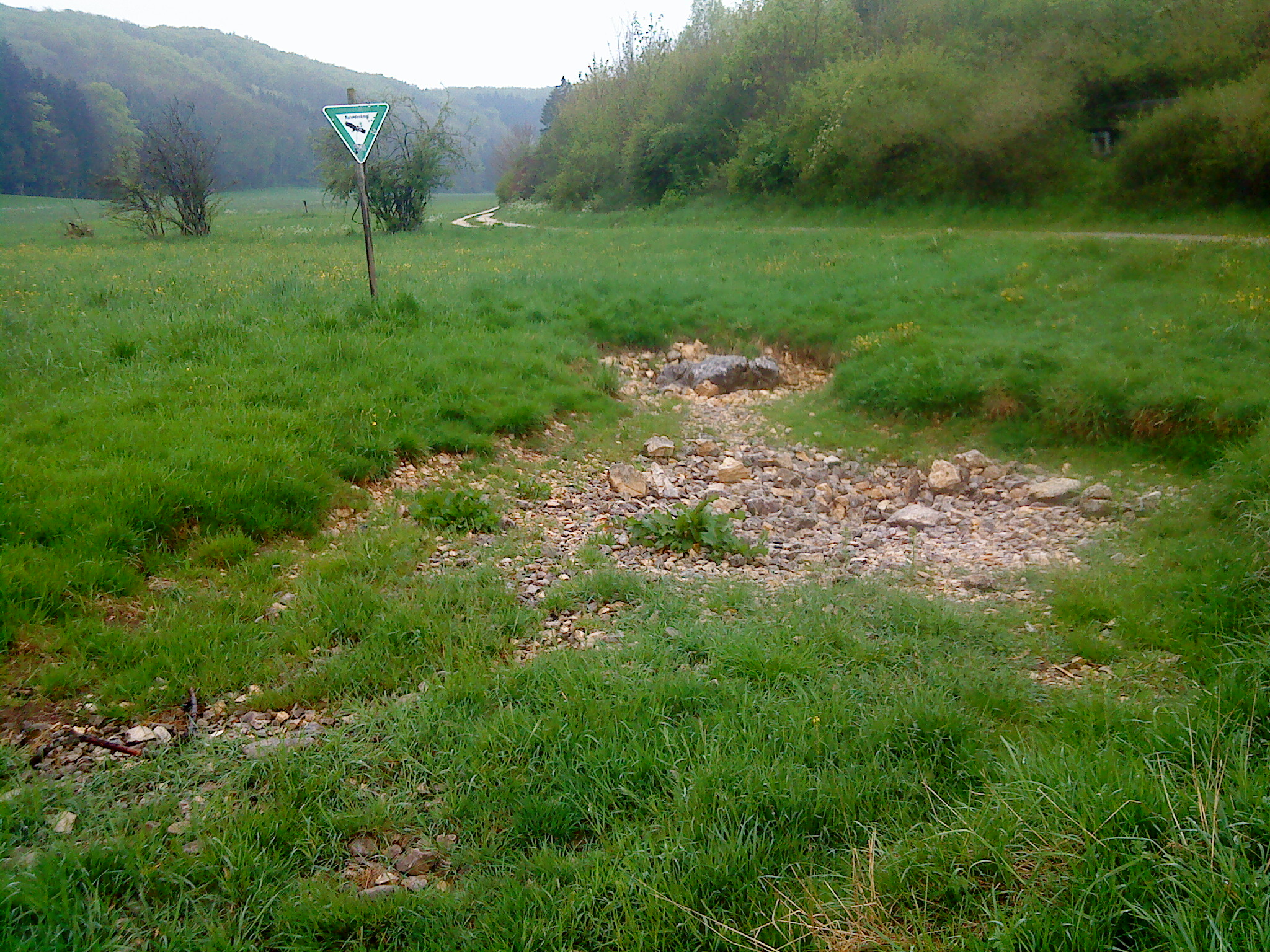
Der Hungerbrunnen bei Heldenfingen, der im Sommer meist kein Wasser führt, weil das Wasser unterirdisch im zerklüfteten Karstgestein versickert

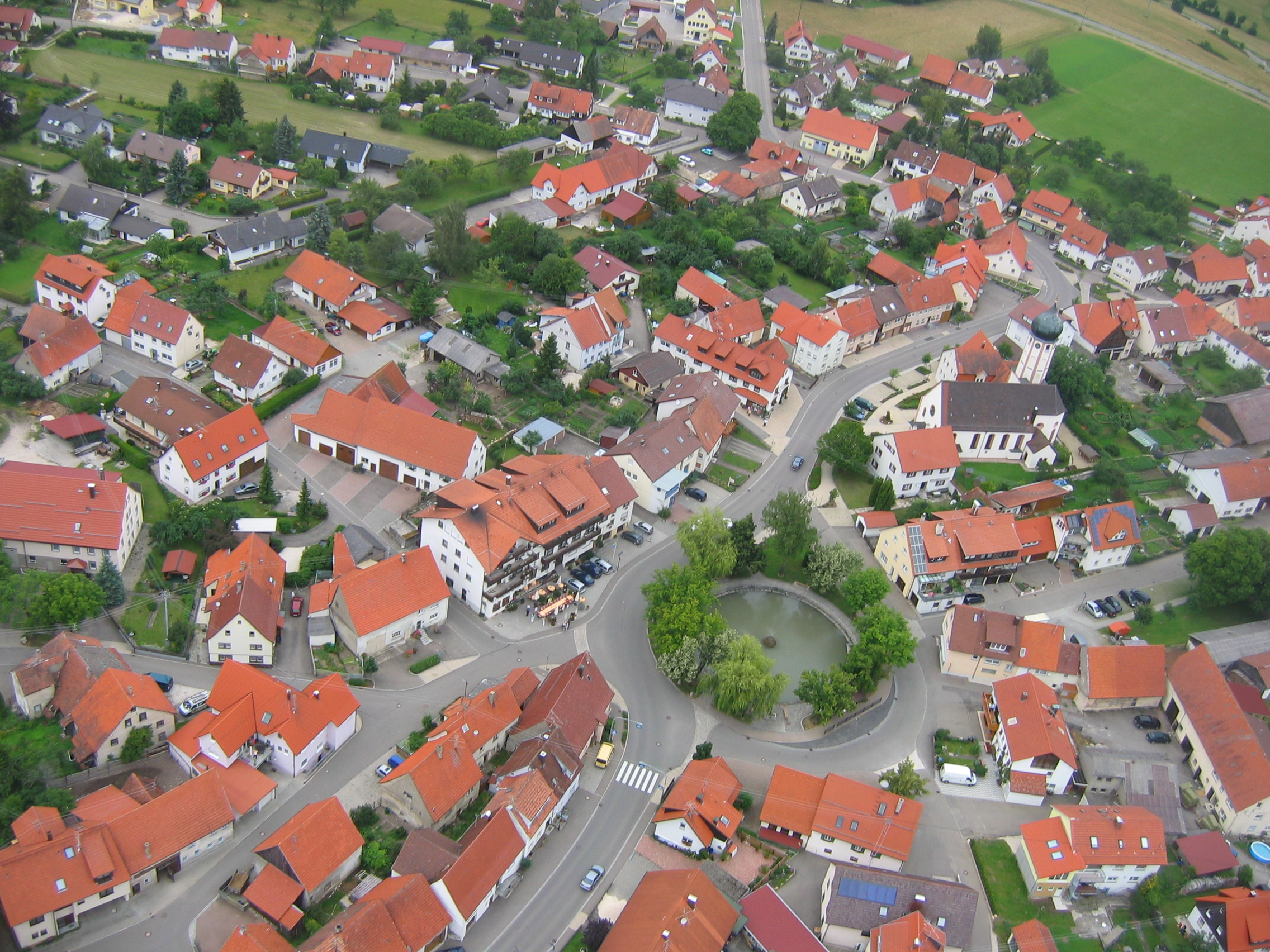
Die Hüle bildet auf der Schwäbischen Alb oft den Ortsmittelpunkt, gut sichtbar im Luftbild von Frohnstetten

Die fallenden Niederschläge versickern auf der Schwäbischen Alb rasch in Spalten und Klüften des Kalkgesteins und treten über unterirdische Systeme von Wasserläufen am Rand der Albhochfläche als Quellen zutage. Daher sind auf der Hochfläche der Schwäbischen Alb kaum Oberflächengewässer vorhanden, obwohl die Jahresniederschläge im Mittel etwa 800 bis 1000 mm betragen. Trockentäler ohne perennierende Fließgewässer prägen die Landschaft. Auch sogenannte Hungerbrunnen sind auf der Alb episodisch, also nur nach besonders großen Niederschlagsmengen, schüttende Karstquellen. Bröller ist eine schwäbische, lautmalerische Bezeichnung für Hungerbrunnen, bei dem große Wassermassen zeitweise „mit Gebrüll“ oder Getöse austreten. Beispiele für Hungerbrunnen und Bröller auf der Alb sind:
- Hungerbrunnen bei Gerstetten
- Hungerbrunnen bei Oberkochen
- Leerausquelle in Königsbronn
- Elsachbröller bei Bad Urach
- Hausener Bröller bei Trochtelfingen
- Höllsternbröller bei Gutenberg
- Willmandinger Bröller bei Willmandingen

Somit stellte die Versorgung der Bevölkerung mit sauberem Trinkwasser ein permanentes Problem dar. Zum Sammeln von Regenwasser dienten neben Zisternen oder Dachbrunnen so genannte Hülen, mehrheitlich künstlich angelegte, mit Lehm abgedichtete Teiche. Die Qualität dieses Wassers wurde auf der Alb mit folgendem Bonmot beschrieben:

„For d’Leit tät’s scho no, aber’s Vieh sauft’s halt nemme!“

Es gibt aber auch wichtige Brunnen. Zu erwähnen sind unter anderem:
- der Marktbrunnen in Balingen, der ein Kulturdenkmal darstellt
- der Schafbrunnen in Nürtingen, ein Röhrenbrunnen mit einem Brunnenbecken
- der Veitsbrunnen in Ulm, der der Bierherstellung dient

Für die Gewinnung von Mineralwasser und Heilwasser sind die Überkinger Sauerquellen im Bereich von Bad Überkingen von Belang. Bereits im 12. Jahrhundert wurden die Quellen genutzt, 1415 sind sie erstmals urkundlich genannt.
Nicht immer stößt man bei Bohrungen auf der Schwäbischen Alb auf neutrales Trinkwasser. Bei der Suche nach Trinkwasser stieß man 1724 in Balingen bei Bohrungen in etwa 6 Meter Tiefe auf schwefelhaltige Wasser. Bis heute tritt es im Schwefelbrunnen Balingen mit leicht bitterem Geschmack aus.
Von 1830 bis 1838 wurden auf Initiative des Tübinger Professors Friedrich August Quenstedt Bohrungen auf der Albhochfläche durchgeführt, die jedoch nur in drei von zehn Fällen in 43 bis 67 Meter Tiefe auf Wasser trafen. Diese Mengen reichten aber nicht zu Versorgungszwecken aus (hierzu wären etwa 200 Meter tiefe Bohrungen erforderlich gewesen). Erst die Albwasserversorgung ab dem 19. Jahrhundert brachte in viele Albdörfer hygienisches Trinkwasser.

### Hülen
Auf der Schwäbischen Alb existieren heute noch etwa 200 Hülen, die meisten davon im Bereich der östlichen Alb. Die noch vorhandenen sind aufgrund ihrer wertvollen Tier- und Pflanzenwelt meist besonders geschützt, sie gelten als Naturdenkmäler (Feldhülen) beziehungsweise Kulturdenkmäler (Dorfhülen). Ein eindrucksvolles Beispiel einer Hüle befindet sich in Römerstein-Zainingen. Sie ist natürlichen Ursprungs und gilt als größte Hüle auf der Schwäbischen Alb. Eine weitere bekannte Hüle ist die Ascher Hüle. Auch einige Gemeinden und Weiler auf der Alb tragen davon ihren Namen, unter anderem Berghülen, Breithülen, Hülben, Hülen, Hohenhülen und Tiefenhülen.

### Wasserfälle
Besonders am Albtrauf auf der nördlichen Seite der Alb befinden sich mehrere Wasserfälle, die kurz nach Starkregen und in der Zeit der Schneeschmelze im Blick auf die Wassermengen ein beträchtliches Ausmaß einnehmen können. Manche Wasserfälle haben auch touristische Bedeutung.

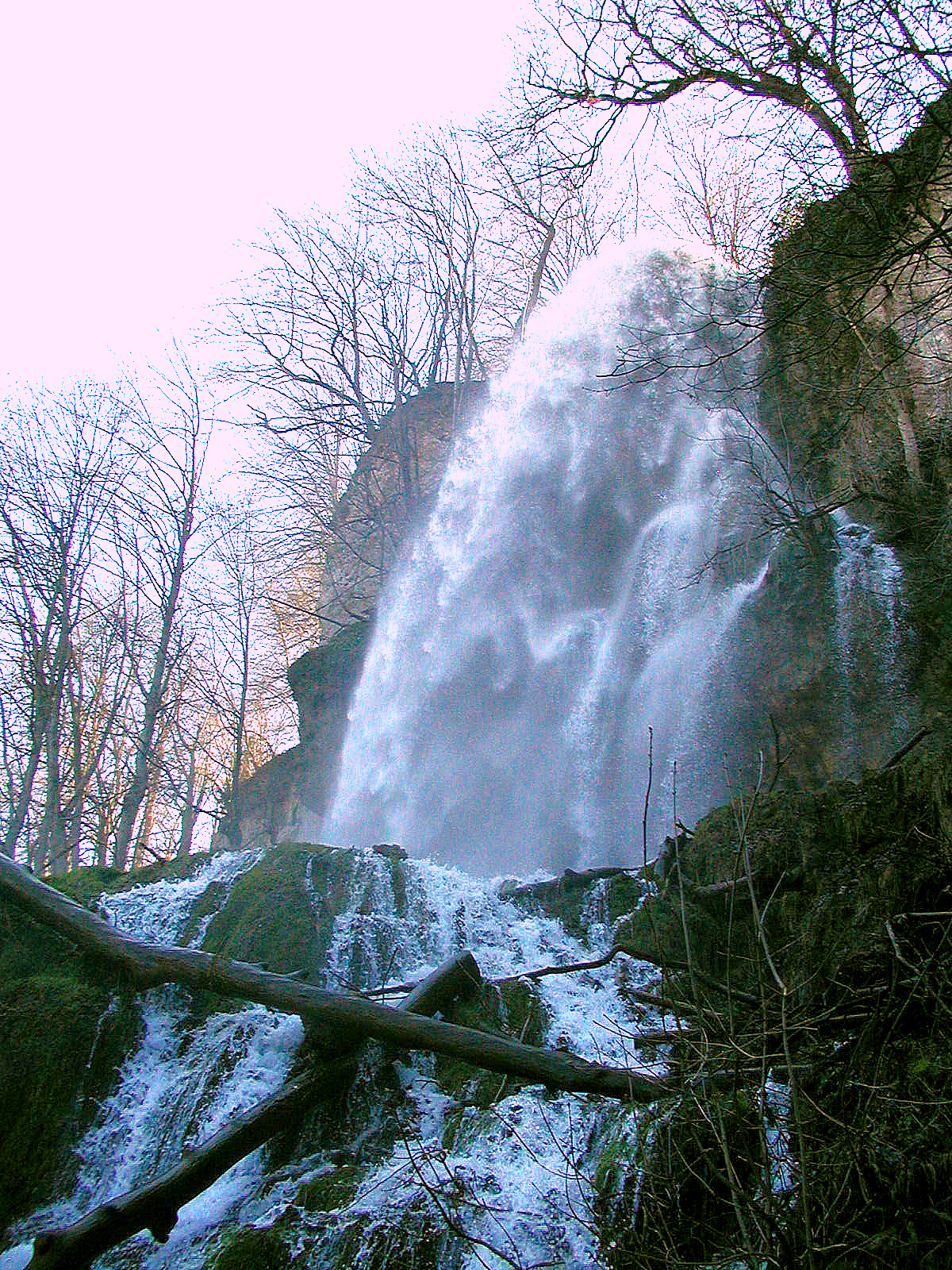
Der Uracher Wasserfall in einem Seitental der Erms in der Zeit der Schneeschmelze; das Wasser fällt 37 Meter frei in die Tiefe
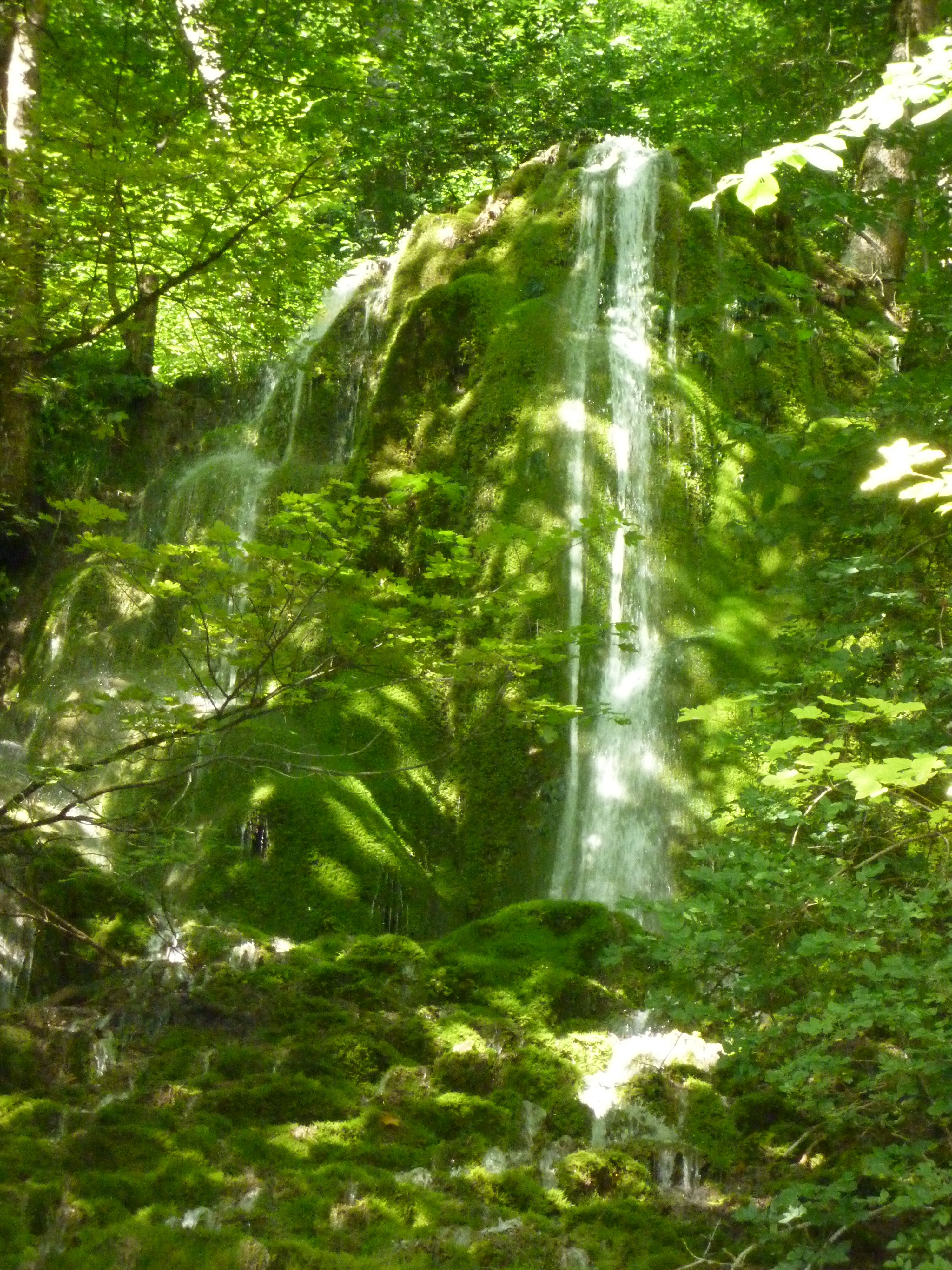
Der benachbarte Gütersteiner Wasserfall bei Bad Urach im Sommer
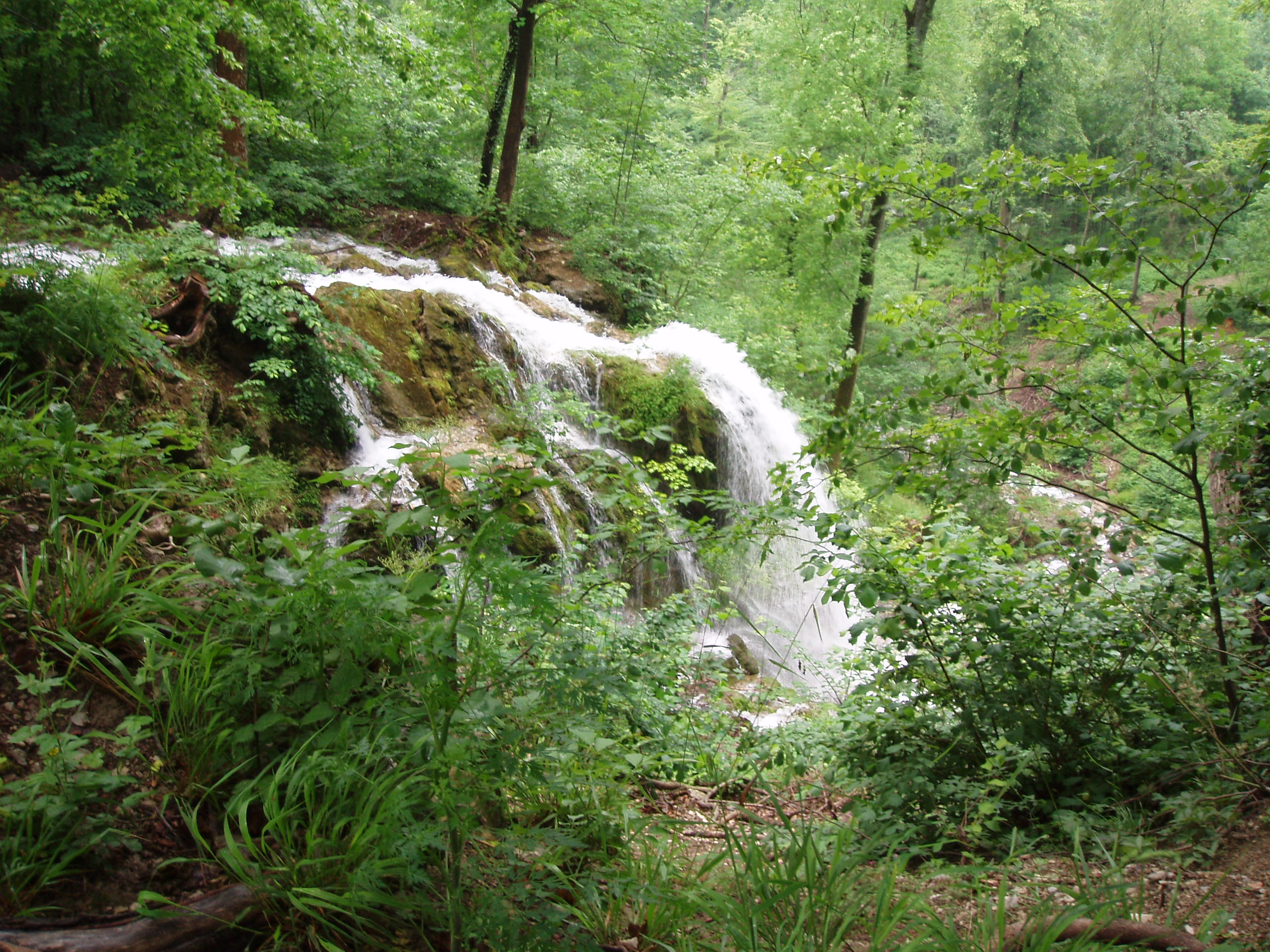
Der Neidlinger Wasserfall unweit der Ruine Reussenstein
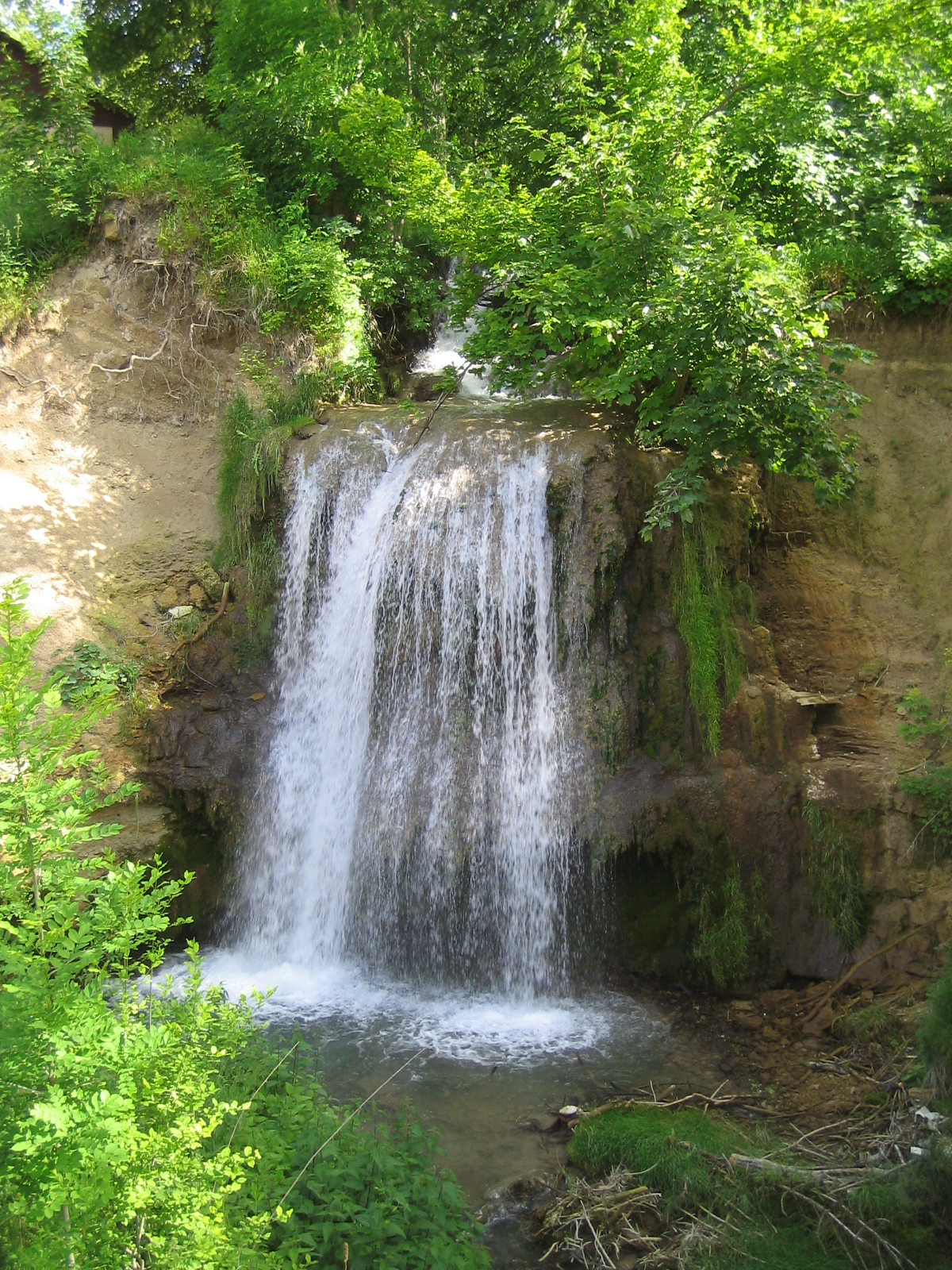
Der Gönninger Wasserfall, bei dem die Wiesaz unweit von Gönningen sechs Meter in die Tiefe fällt
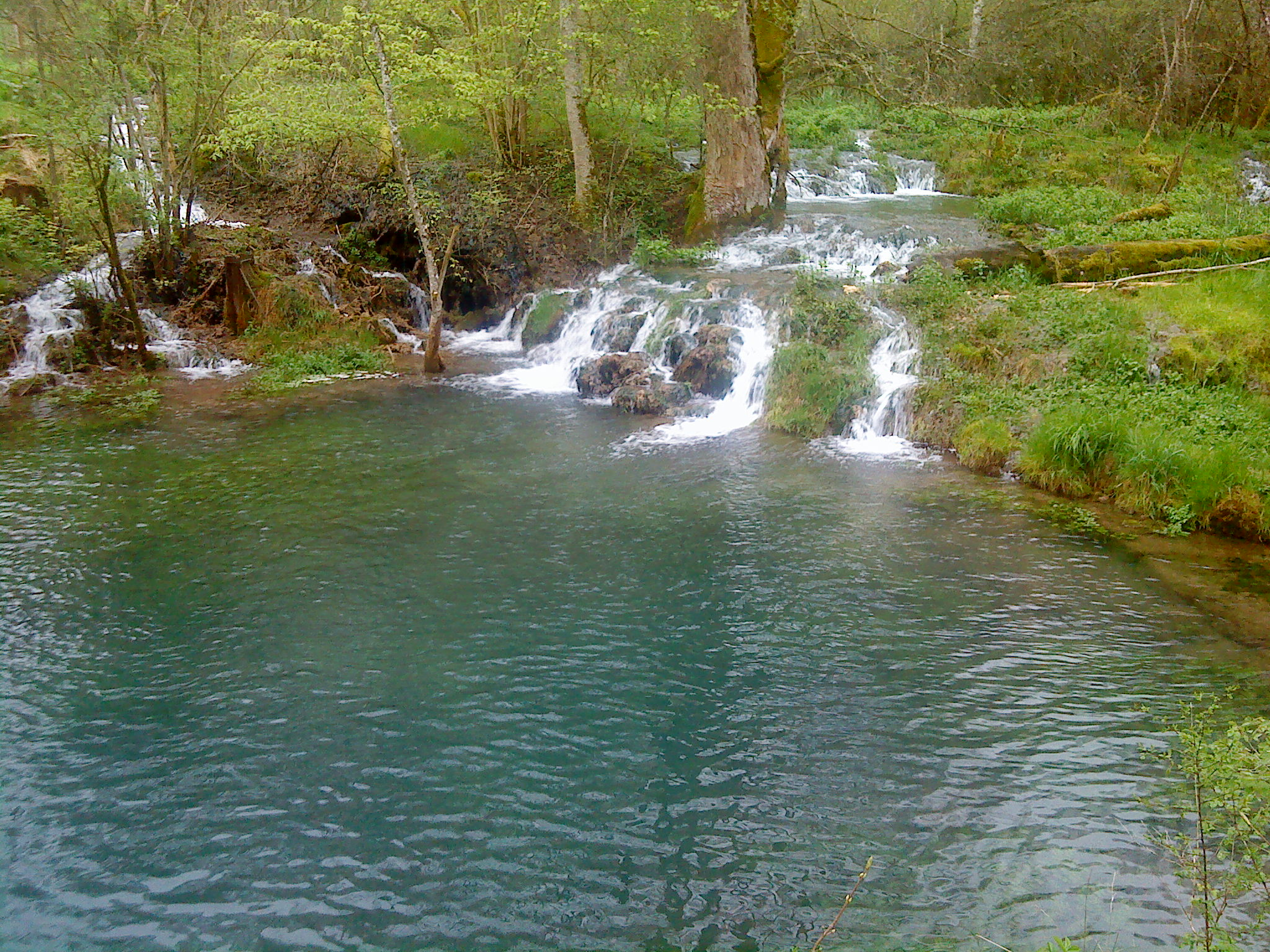
Der Wimsener Wasserfall, einer der wenigen Wasserfälle am Südrand der Schwäbischen Alb
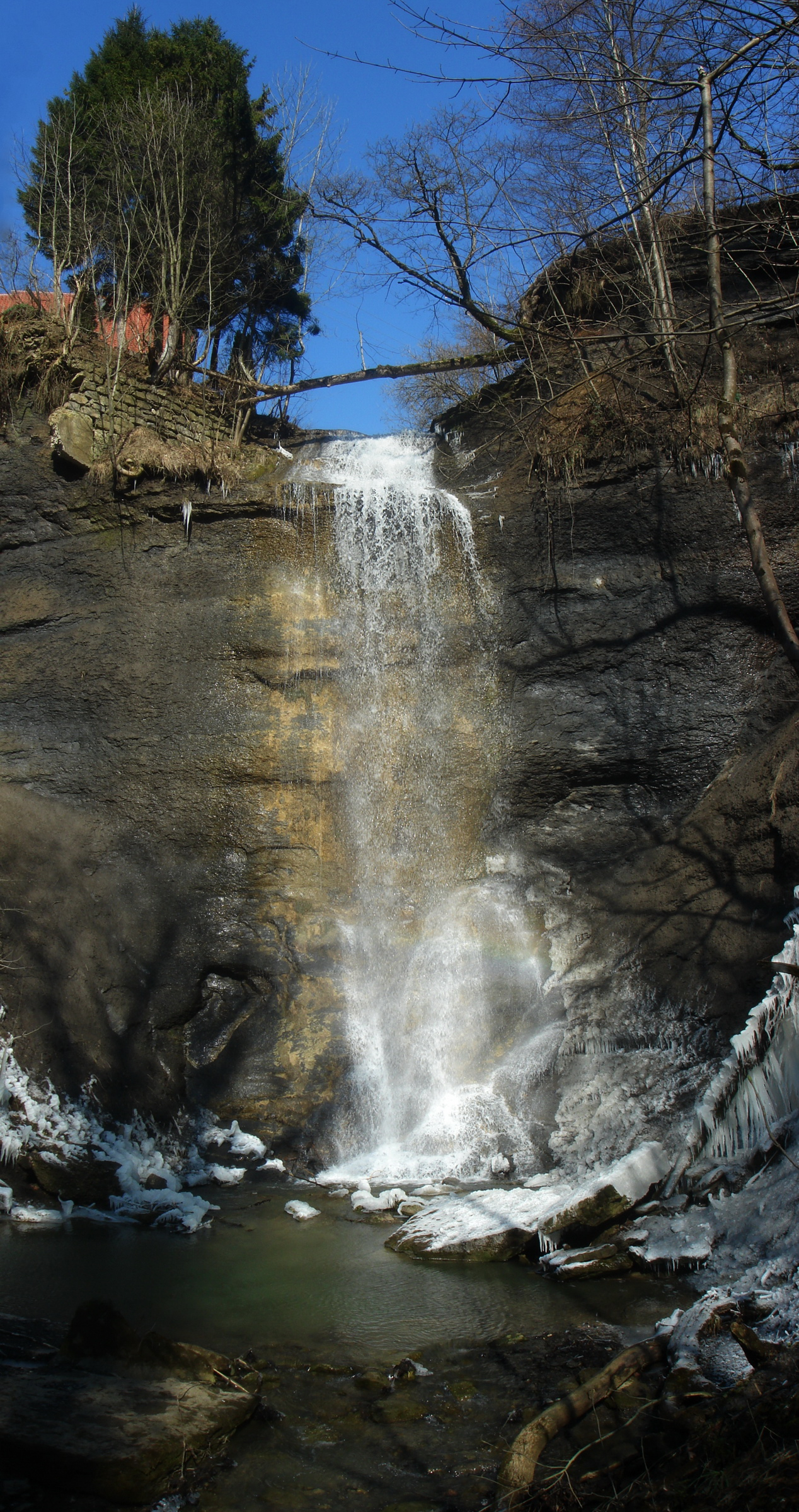
Der Zillhauser Wasserfall ist der drittgrößte Wasserfall der Alb. Der Büttenbach stürzt am Wunderloch 26 Meter in die Tiefe, 17 Meter davon im freien Fall

### Mühlen (Auswahl)
An manchen Flüssen der Alb wird die Wasserkraft seit langen Zeiten für den Betrieb von Mühlen genutzt. Zu den alten Wassermühlen der Alb gehört die Walzmühle im oberen Laucherttal aus dem 15. Jahrhundert. Die Mühlen wurden in der Vergangenheit vor allem als Ölmühlen, Getreidemühlen, Sägemühlen und Gesteinsmühlen betrieben. Später wurde mit Mühlen auch Elektrizität gewonnen.
Die historische Schapfenmühle von 1452 an der Blau im Fischerviertel von Ulm wurde nach einem Brand auf die Hochfläche der Alb verlegt, als die direkte Wasserkraft für den Betrieb keine Rolle mehr spielte und durch elektrischen Strom ersetzt werden konnte.
Die Baumannsche Mühle in Pfullingen ist eine denkmalgeschützte ehemalige Getreidemühle an der Echaz. Sie wurde 1799 erbaut und bis 1963 aktiv genutzt.

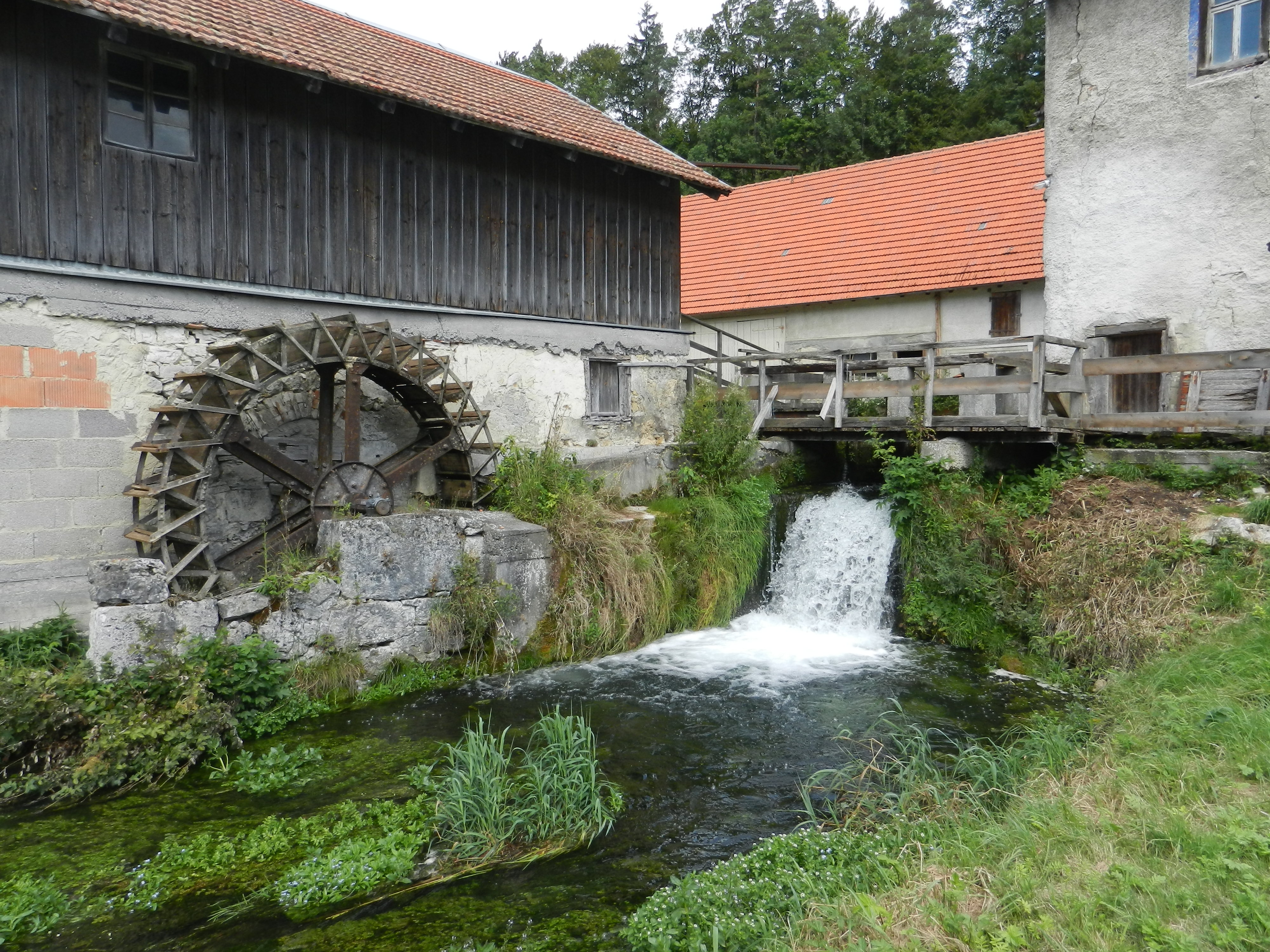
Walzmühle an der Lauchert bei Burladingen aus dem 15. Jahrhundert
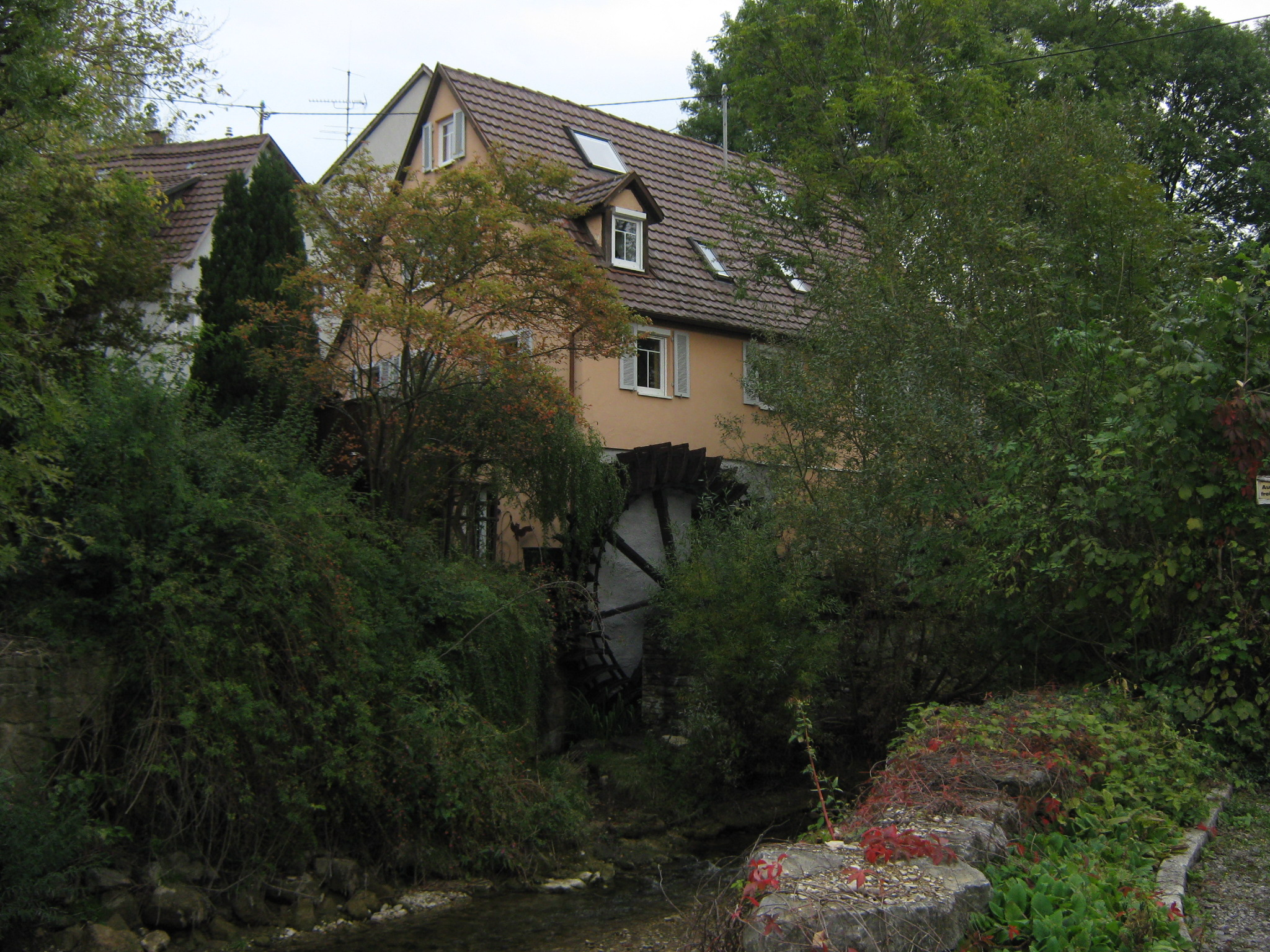
Gipsmühle an der Steinlach in Mössingen
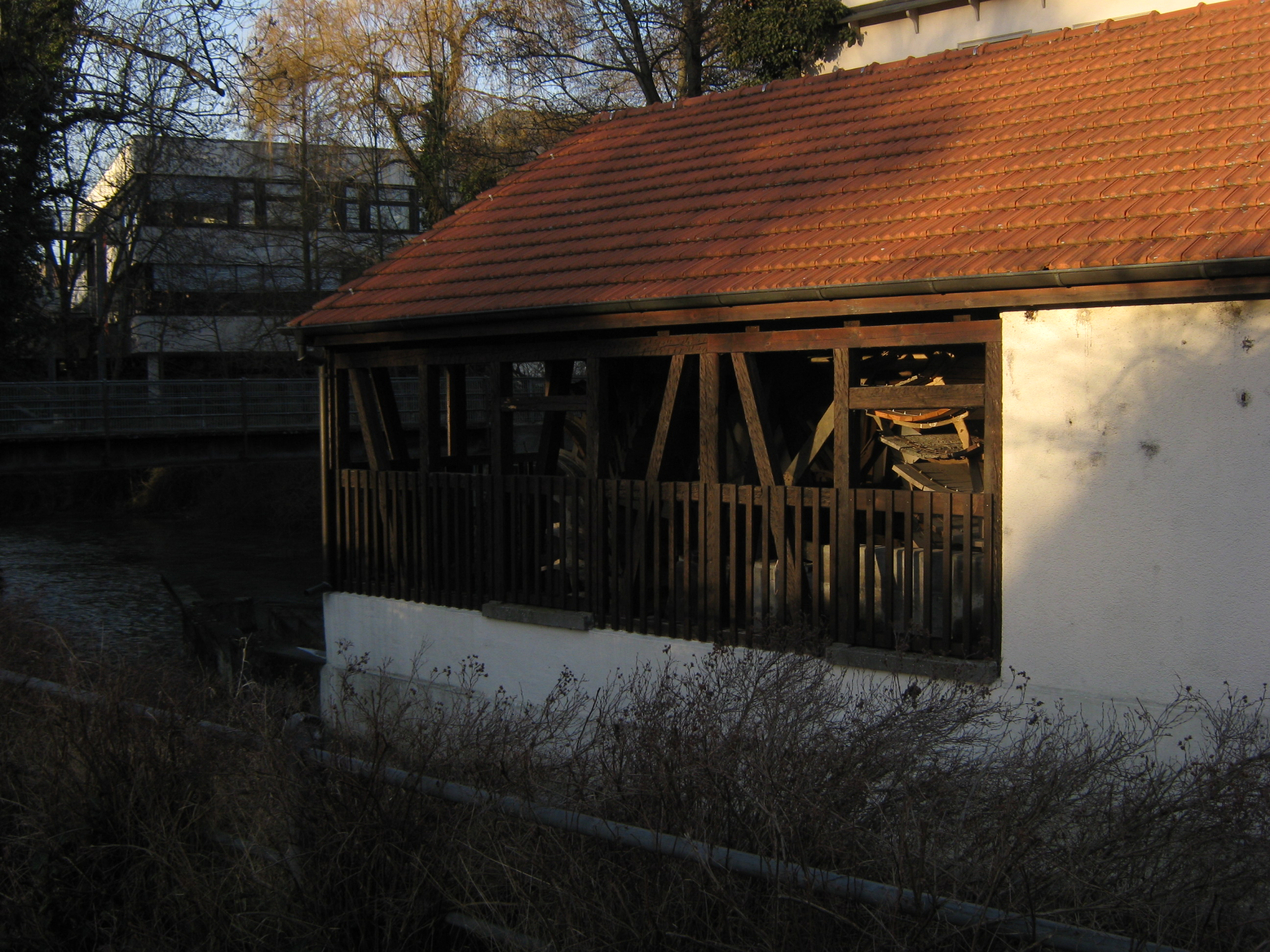
Die Baumannsche Mühle an der Echaz von Pfullingen mit ihrer Radstube aus dem 18. Jahrhundert
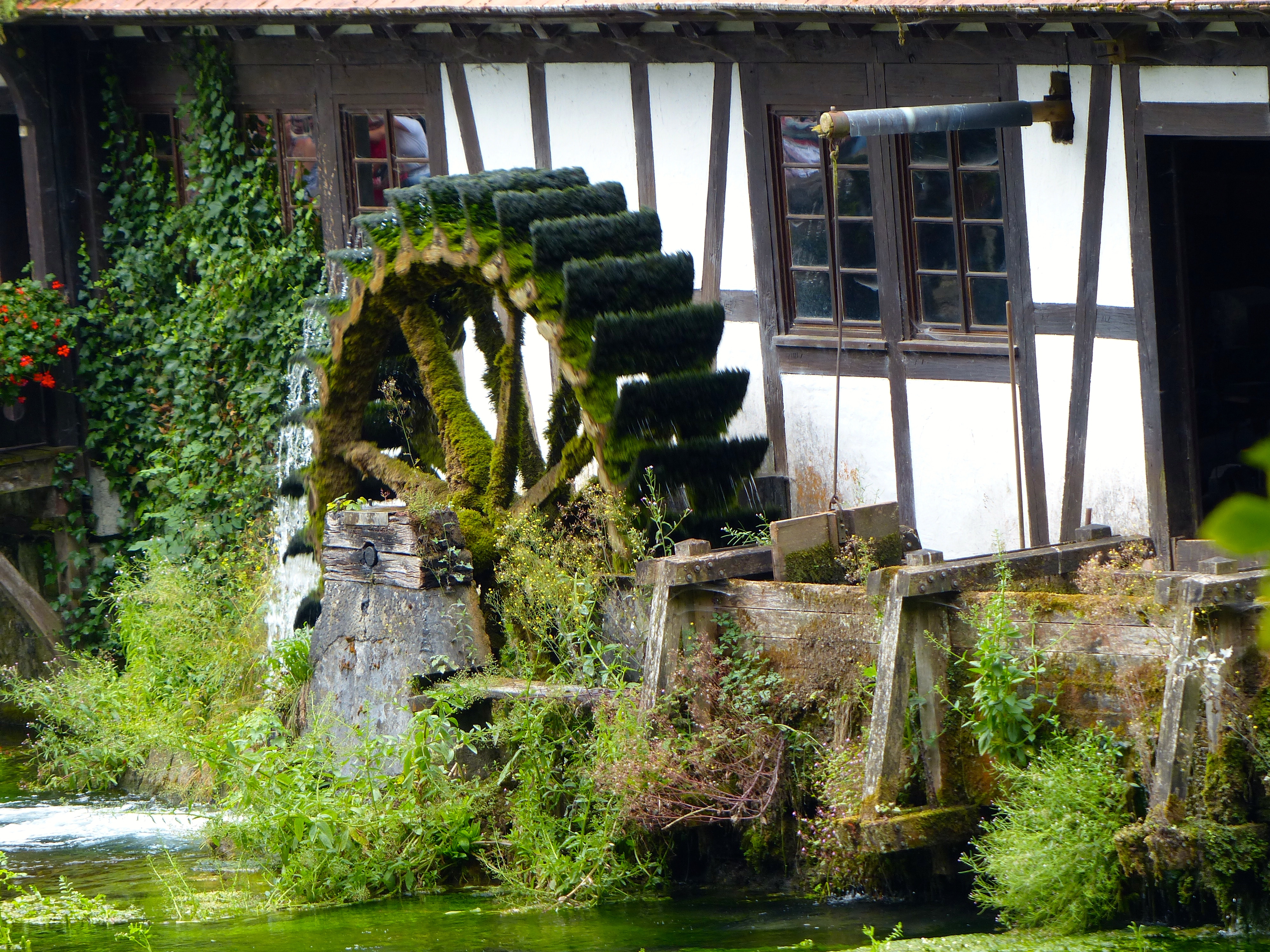
Hammermühle am Blautopf in Blaubeuren
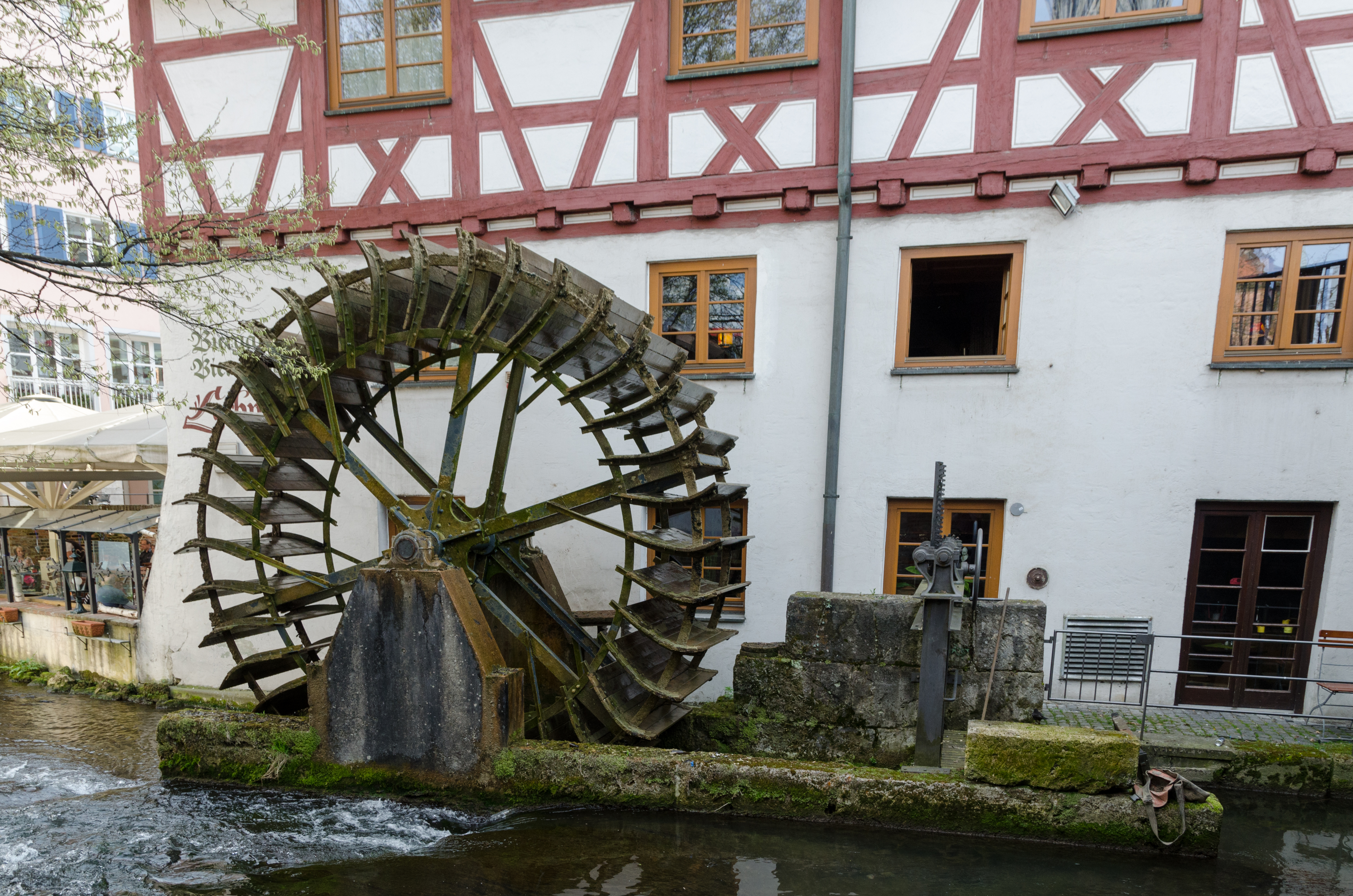
Die Lochmühle im Ulmer Fischerviertel an der Blau aus dem 14. Jahrhundert

### Pumpspeicherkraftwerke
Das große Gefälle zwischen Albtrauf und Albvorland wird auch durch Pumpspeicherkraftwerke genutzt. Beispiel für eine solche Anlage ist das Pumpspeicherwerk Glems aus dem Jahr 1964, das mit einem Gefälle von etwa 283 Metern arbeitet und das Oberbecken mit dem Unterbecken über eine 1415 Meter lange Triebwasserleitung verbindet.

## Klima
Das Klima der Schwäbischen Alb in der Neuzeit weist einige Besonderheiten auf, die sich auch auf die Vegetation und ihre Wachstumsbedingungen auswirken. Durch die schräge Längsstellung des Gebirges orthogonal zur Hauptwetterrichtung Nordwesten bildet es eine klassische Klimascheide.

### Klimageschichte
Manche Forscher gehen von einer Vergletscherung der hohen Südwestalb während der Würm- und der Rißeiszeit aus (ähnlich wie beim Feldberg-Gletscher im Hochschwarzwald), jedoch ist diese These umstritten. Dass in den davor liegenden Eiszeiten auch die Schwäbische Alb, vorab die Hochfläche des Großen Heuberges, durch Firn stark vereist war und damit erheblich kälter als heute war, wird belegt durch weit nach Nordosten verfrachtete Weißjura-Gerölle, durch Rundhöcker im Grenzbereich Schwarzwald/Alb, durch Talwasserscheiden in der Alb um 800 m Höhe und durch Trockentäler auf der Albhochfläche, die als Schmelzwasser-Rinnen zu deuten sind. Auf nicht vereisten Flächen gab es wahrscheinlich eine ausgesprochen spärliche, kältesteppenartige Vegetation, ähnlich wie man sie heute in Tundragebieten finden kann.
Vor etwa 11.700 Jahren begann – zu Beginn des Holozäns, des Nacheiszeitalters – ein grundlegender Wandel mit der Erwärmung der Erde am Ende des Pleistozäns. Mit der Zeit verbreiteten sich die Wälder auch auf die Alb, vorwiegende Baumart war seit jeher die Rotbuche. Aufgrund des weiterhin relativ kühlen Klimas verblieben einige eiszeitliche Pflanzenarten als Reliktarten auf dem Mittelgebirge bestehen, sie zogen sich jedoch in höhere Lagen zurück. Sie sind heutzutage häufig stark gefährdet (auch die Alb bleibt vom Klimawandel nicht verschont) und stehen weitgehend unter Naturschutz.

### Temperaturen

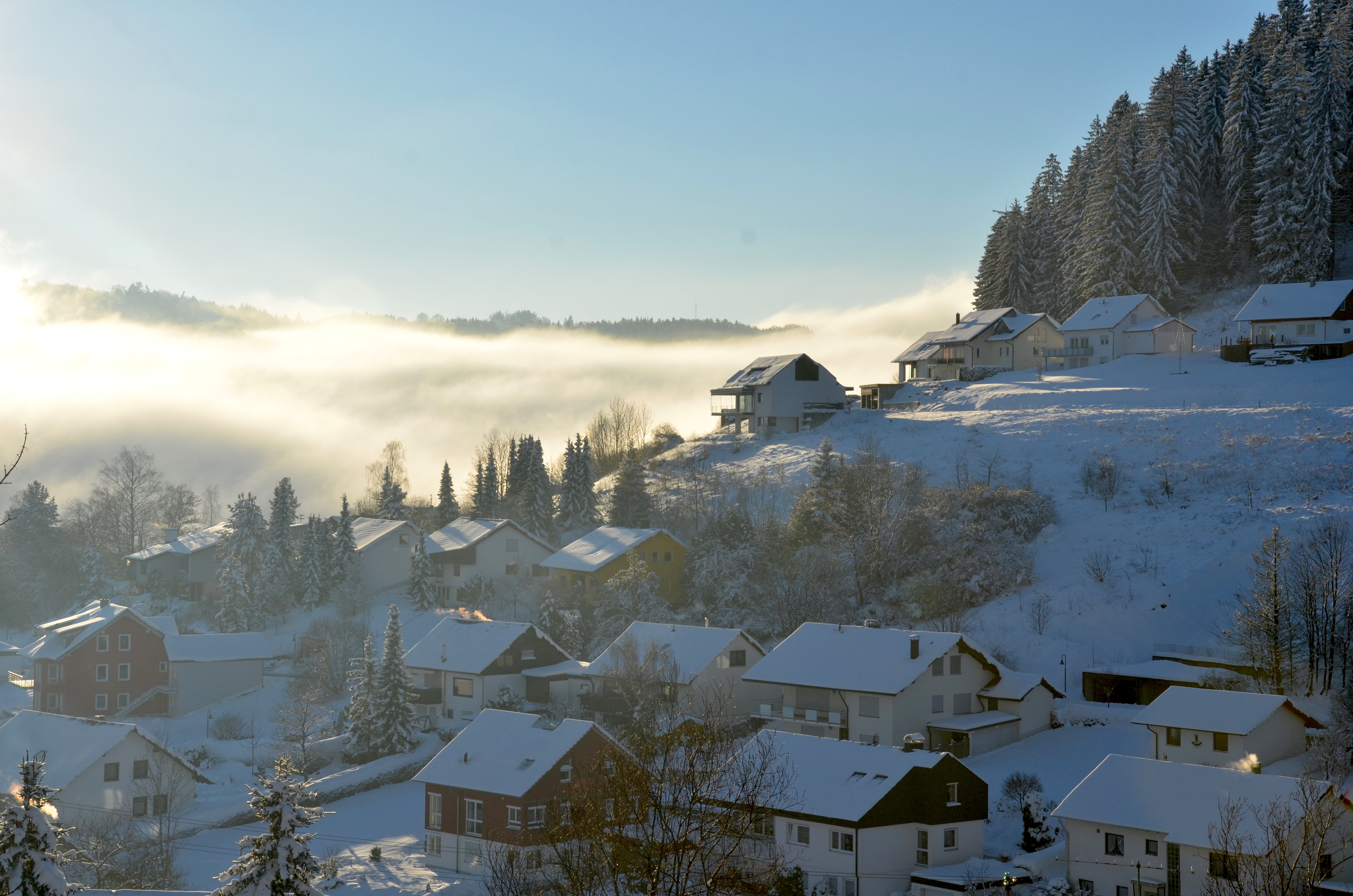
Tieringen liegt in einer Hochmulde auf fast, wo sich oft Kaltluftseen bilden und extreme Temperaturen erreicht werden können

Aufgrund der Höhenlage ist das Klima auf der Schwäbischen Alb rauer und die Temperatur meist etwa 3 bis 5 °C niedriger als im mehrere hundert Meter tiefer gelegenen Vorland. Dieser deutliche Temperaturkontrast mündet in der Redensart, dass es auf der Alb „immer einen Kittel kälter ist“. Vor allem die Hohe Schwabenalb ist auch unter dem Namen „Schwäbisch Sibirien“ bekannt. Sie zählt mit dem Hochschwarzwald, den östlichen Mittelgebirgen und den Alpen zu den kältesten bewohnten Gegenden Deutschlands. Grund dafür sind vor allem die weit überdurchschnittlichen Höhenlagen der Orte: Während sich in anderen Mittelgebirgen die Siedlungen in den Tälern konzentrieren, gibt es auf der Schwäbischen Alb zahlreiche Orte auf klimatisch ungünstigen Kammlagen. Meßstetten ist nach Oberwiesenthal im Erzgebirge die zweithöchstgelegene Stadt Deutschlands.

#### Durchschnittswerte
Die Jahresdurchschnittstemperaturen im Gebiet der Schwäbischen Alb schwanken im Allgemeinen zwischen 4 und 8 °C, das langjährige Mittel für den Januar liegt bei −2 °C, für den Juli bei rund 15 °C. Im Vergleich zu anderen Mittelgebirgen ist vor allem die hohe Südwestalb durch ein besonders kühles Klima geprägt (Jahresmitteltemperaturen von unter 6 °C; im Januar −3 °C, im August 13 °C), welches etwa ebenso kalt ist wie der deutlich höhere Südschwarzwald. Die tiefliegenden Täler des Albtraufs erreichen jedoch teilweise auch Jahresmitteltemperaturen von knapp 8 °C, die unter 600 m gelegene Ries- und Ostalb (vgl. Ulm, 478 m: 8,4 °C) nahe der Donau erreichen ähnliche Werte.
Zum Vergleich weist das Albvorland dagegen deutlich höhere Werte auf, im Gebiet des Neckartals auf unter 350 m werden sogar mehr als 9 °C erreicht; die Baar, sowie auch das westliche Albvorland hingegen kommen aufgrund größerer Höhen auf nur rund 7 °C.

#### Kälterekorde
In Muldenlagen und Trockentälern können auf der Schwäbischen Alb im Hochwinter in windschwachen und sternenklaren Nächten die Temperaturen knapp über der Schneedecke auf unter −40 °C absinken. Die Nebenwetterstation Albstadt–Degerfeld (Doline) soll am 1. März 2005 eine Temperatur von −36,1 °C verzeichnet haben, während die Station Albstadt zeitgleich eine Tiefsttemperatur von nur −15,9 °C zeigt. Statt des typischen Mittelgebirgsklimas zeigt die Station Doline-Degerfeld das spezielle Mikroklima eines Kaltluftsees in einer Senke. Selbst im Hochsommer kann hier noch geringer Frost auftreten. An der Klimastation Sonnenbühl/Doline Weidenwang wurden im Sommer 1989 28 Tage mit Frost in Bodennähe registriert. Am 27. Juni 2000 wurden an der Klimastation Sonnenbühl/Gr. Rinnental (753 m) −5,0 °C knapp über dem Erdboden gemessen.

### Niederschlag und Steigungsregen

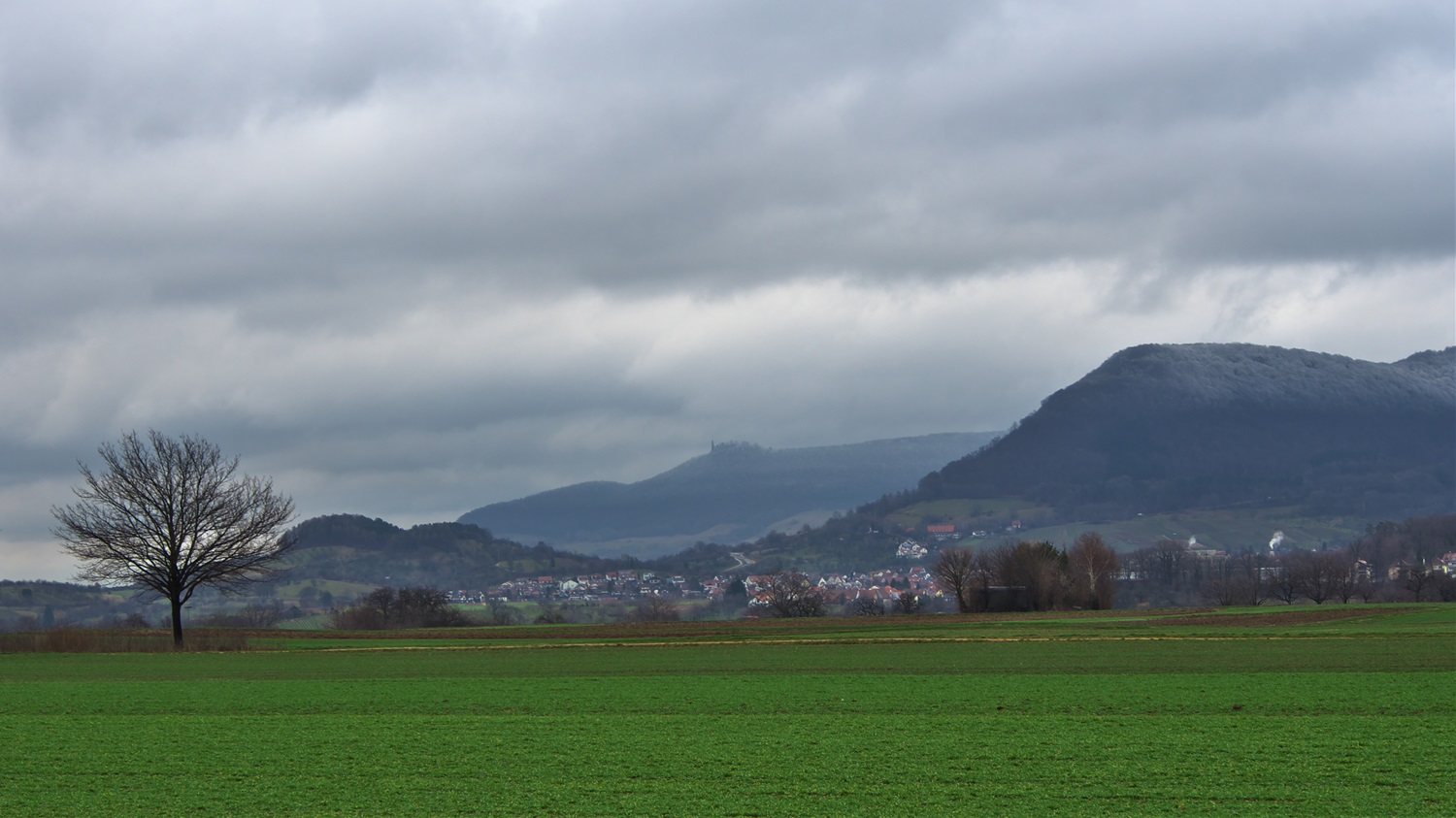
Steigungsregen am Albtrauf, hier bei Neuffen; auch die Schneefallgrenze (hier um die Höhe) ist erkennbar

Da die Regenwolken bevorzugt von Nordwesten heranziehen, verzeichnet der Albtrauf durch den Steigungsregen deutlich höhere Niederschlagsmengen als das tiefer gelegene Albvorland. Von der Südwestalb (über 1000 mm) zur Ostalb (850–950 mm), aber auch vom Albtrauf (über 1000 mm) zur Flächenalb (750–850 mm) hin nehmen die Niederschläge mit fallender Höhe, sowie bei geringer ausgeprägtem Staueffekt entsprechend ab. Die Traufgebiete der Mittleren Alb und der Hohen Schwabenalb können jährlich sogar über 1200 mm Niederschläge erreichen.
Randen, Baaralb und Hegaualb, sowie südliche Anteile des Großen Heubergs fallen hierbei jedoch aus dem Rahmen. Trotz großer Höhe fallen in diesen Regionen kaum mehr Niederschläge (rund 1000–1100 mm pro Jahr) als auf der tieferen Mittleren Alb zwischen Reutlingen und Göppingen. Ursächlich dafür ist der Regenschatten des unmittelbar westlich davon gelegene Hochschwarzwaldes.

### Wind
Die Schwäbische Alb gilt als einer der windreichsten Gegenden Süddeutschlands. Grund dafür sind die Höhenlage sowie die oft vegetationsfreien und exponierten Hochflächen und Kuppen. Die Windenergie spielt eine wichtige Rolle bei der Stromerzeugung, besonders auf der Mittleren Alb.
Bei „umgekehrter“ Windrichtung aus Südosten steigt die Luft von der Flächenalb bis zum Albtrauf im Nordwesten an und sinkt als warmtrockener Fallwind an der Steilkante bzw. in die Albvorlandtäler hinab. Dieses Phänomen wird als Albföhn bezeichnet.

### Inversionswetterlagen

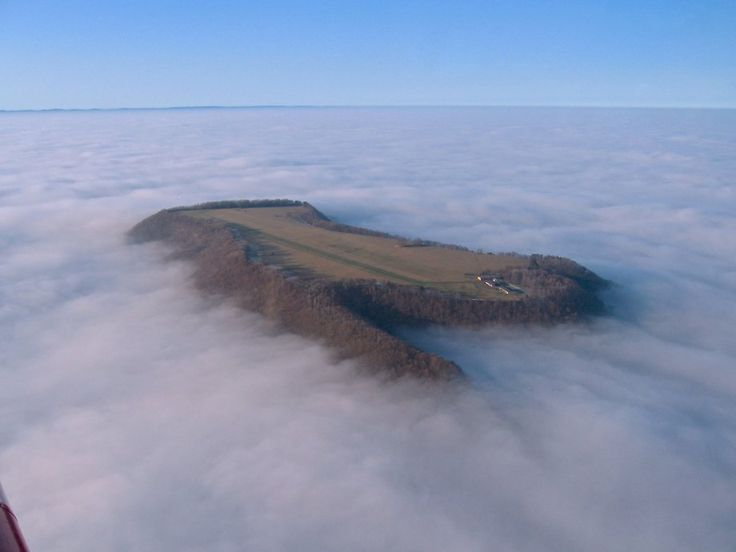
Inversionswetterlage am Farrenberg

Im Herbst und Winter stellen sich manchmal sogenannte Inversionswetterlagen ein, durch die es auf der Albhochfläche sonnig und warm ist, während das Neckarvorland oder das Donautal im kalten Nebel liegen. An solchen Tagen gibt es auf der Albhochfläche dann oft Fernsicht bis zu den Alpen.

### Luftkurorte
Einzelne Gemeinden der Schwäbischen Alb wurden, auch auf Grund des Höhenklimas, zu Luftkurorten erklärt. Dazu gehören Erpfingen (seit 1978), Hayingen (seit 1986), Bad Urach (seit 1985) und Westerheim (seit 1986).

## Vegetation und Landwirtschaft

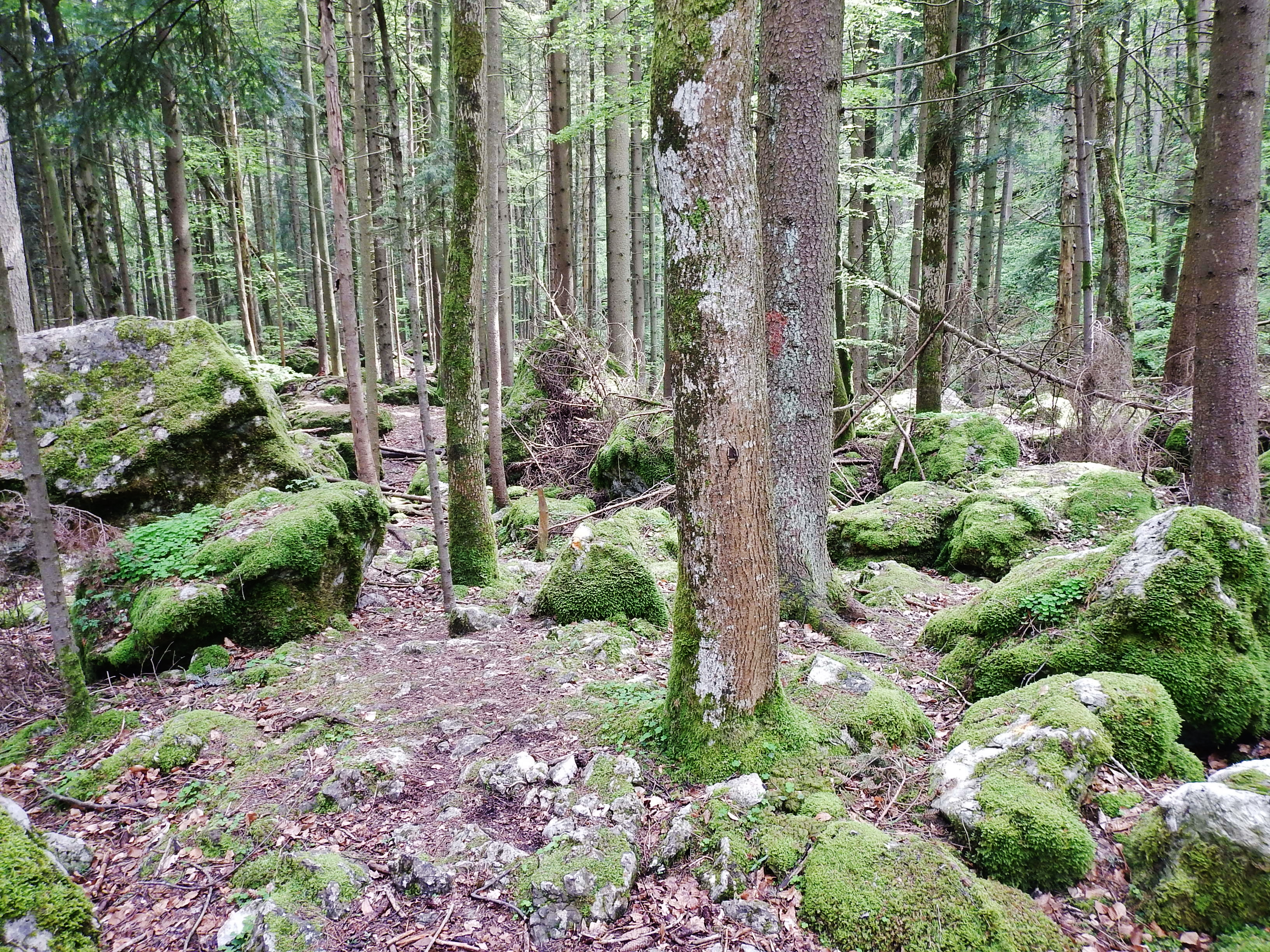
Natürlicher und selten vorkommender Fichten-Blockwald im Bannwald Untereck

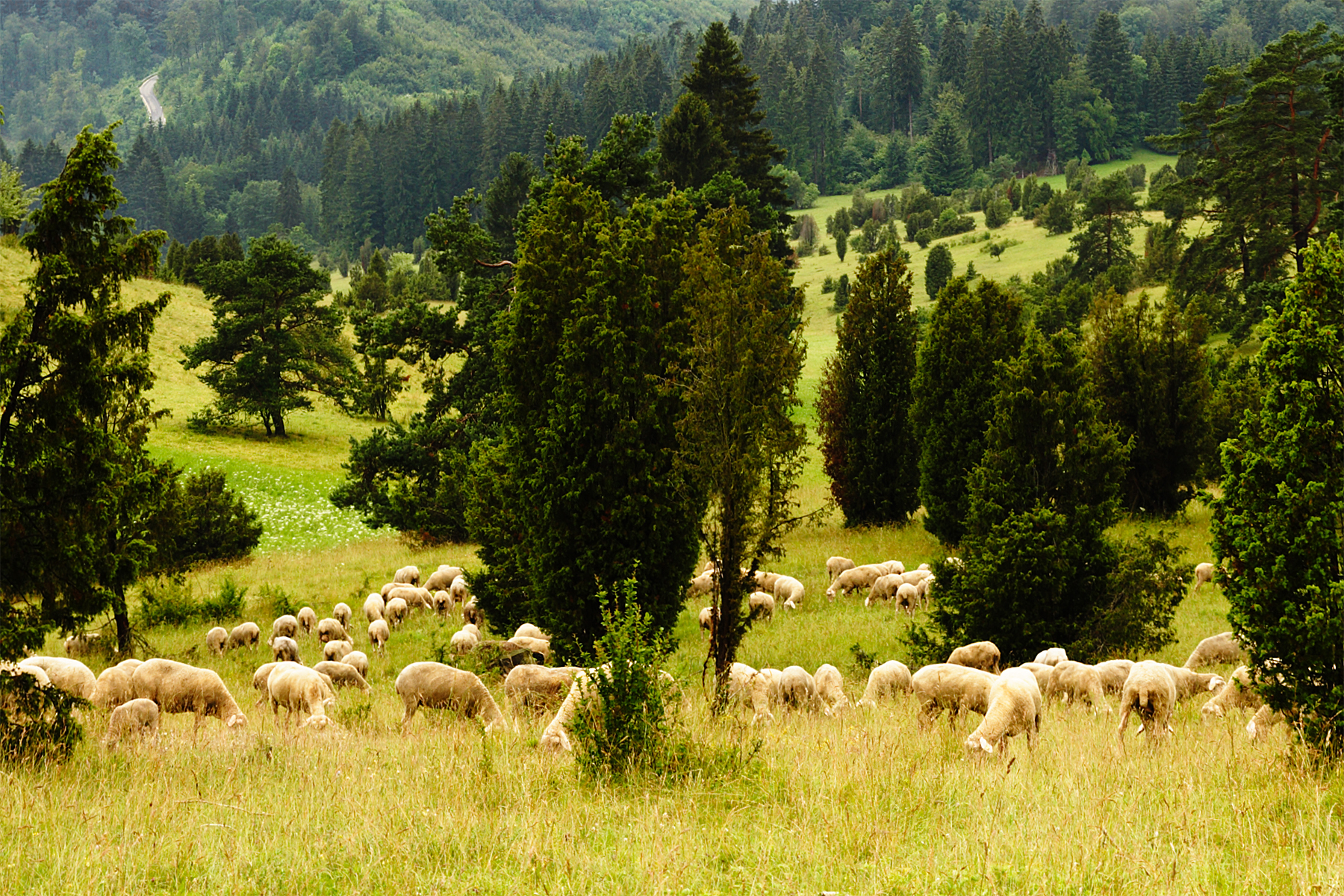
Auf der Alb gehäuft anzutreffen sind Schafherden und Wacholderheiden, hier bei Hayingen im Naturschutzgebiet Digelfeld

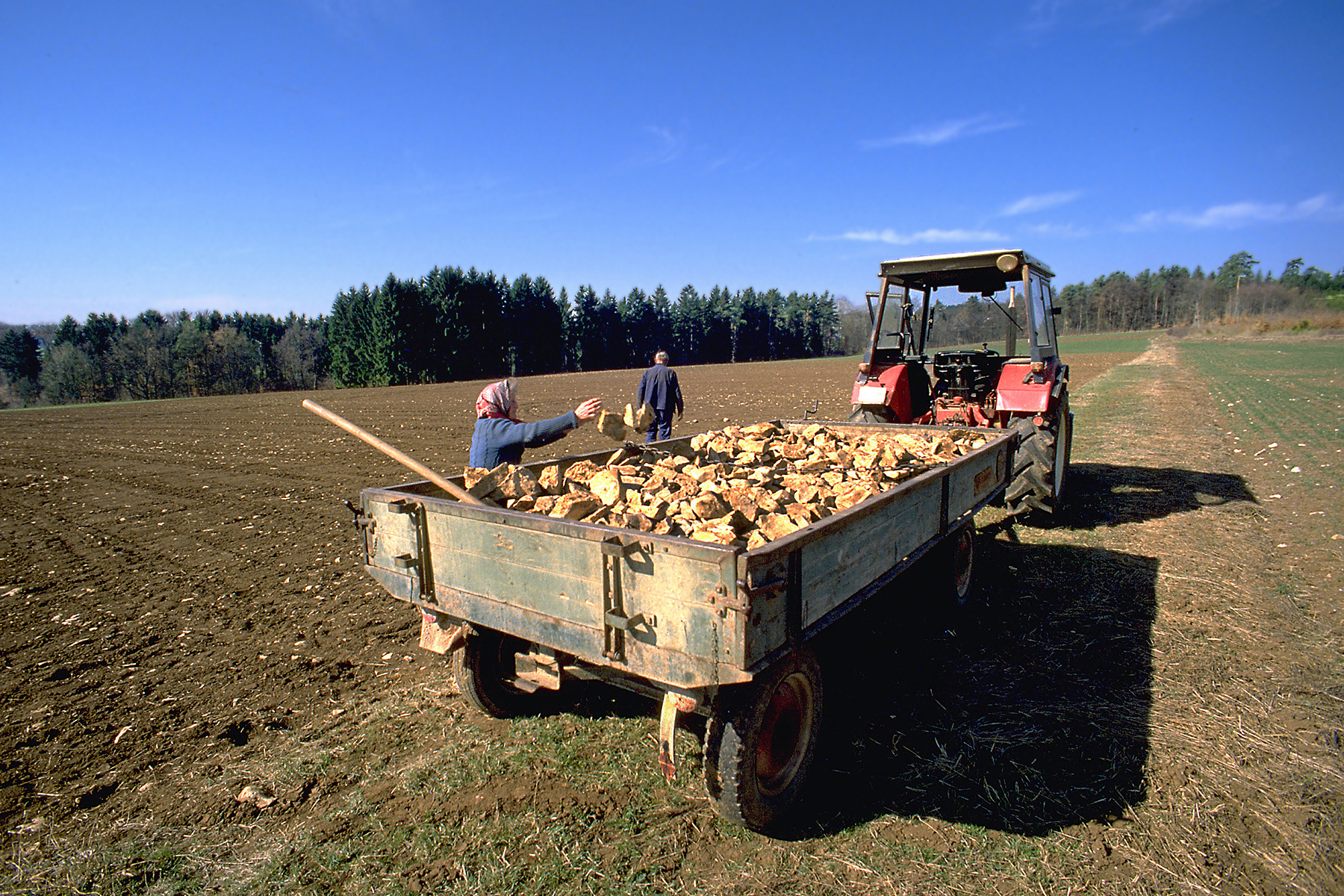
Klassische, mühsame Steinlese per Hand auf einem Acker bei Westerheim

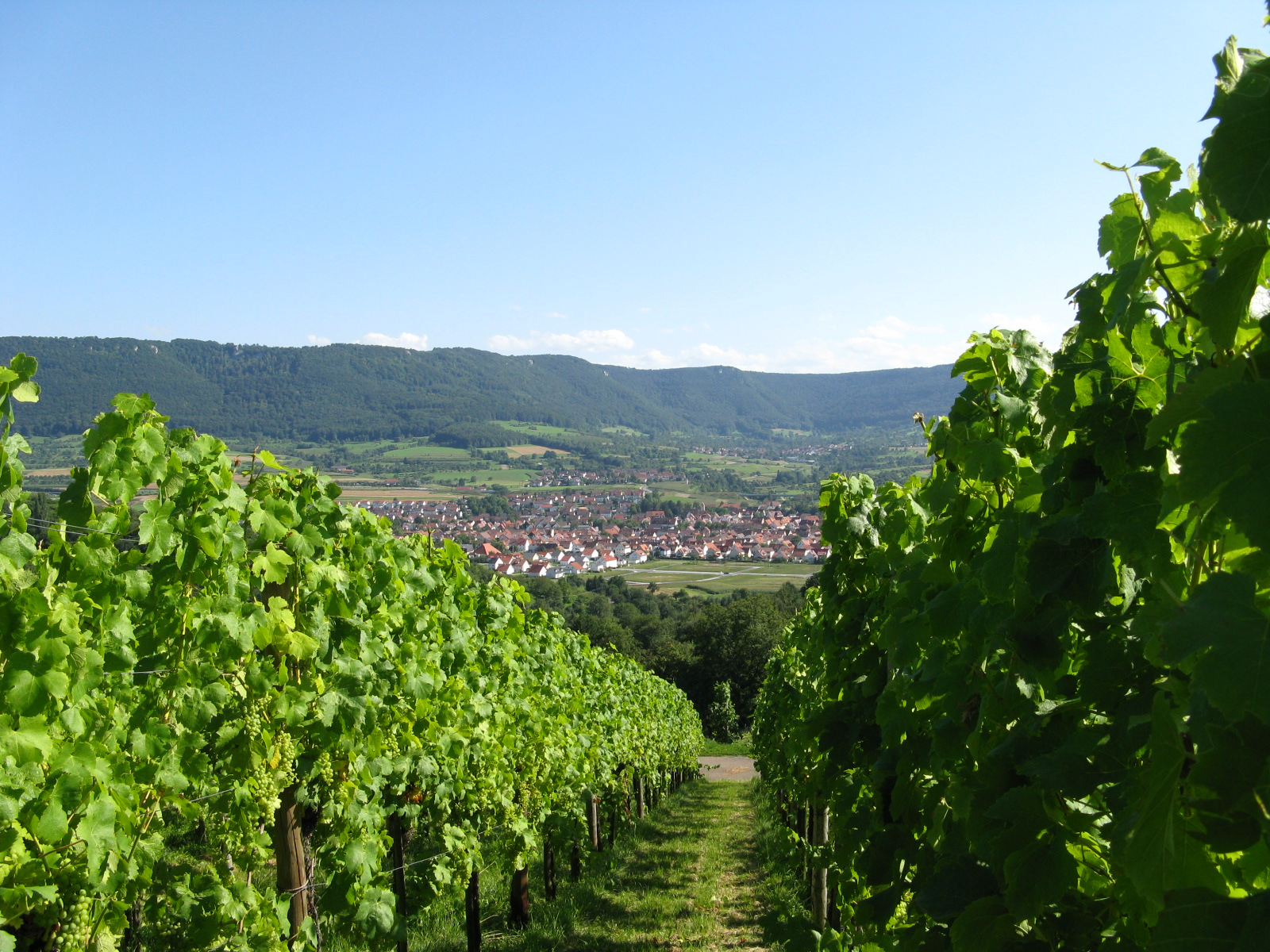
Weinstöcke an den Ausläufern der Schwäbischen Alb, hier die Metzinger Weinberge mit Blick nach Neuhausen an der Erms

### Landschaftscharakter und Flächenaufteilung
Die Landschaft der Schwäbischen Alb hat einen eher rauen, herben Charakter, ihre Hochfläche ist hauptsächlich von Wäldern, Wiesen und den durch die Schäferei entstandenen Wacholderheiden geprägt, während sich der steil über dem nördlichen Vorland aufragende Albtrauf eher mit schroffen Felsabbrüchen und Hangwälder präsentiert.
Der Anteil an landwirtschaftlich genutzten Flächen an der Gesamtfläche ist mit 52 % ähnlich wie im Kraichgau und liegt deutlich über dem baden-württembergischen Durchschnitt von 46 %. Der Anteil an Ackerland und an Dauergrünland an der gesamten landwirtschaftlich genutzten Fläche ist weitgehend ausgeglichen. Der Schwerpunkt des Ackerbaus liegt auf der relieftechnisch und klimatisch begünstigteren Flächenalb, auf der rauen Kuppenalb und Südwestalb dominiert das Grünland.

### Wälder
Der Waldanteil entspricht dem Landesdurchschnitt von ca. 38 % an der Gesamtfläche, im Gebiet der Südwestalb ist er mit 47 % deutlich höher. Abhängig von den Höhenstufen (kollin, submontan, montan, ober- und hochmontan), sowie auch vom Relief und der Ausrichtung der Hänge dominieren verschiedene Waldtypen das Gebirge (Mikroklima). In den niederschlagsreichen, kalkreichen Nordwestlagen wachsen vor allem die für die Alb typischen Kalkbuchenwälder, wobei in höheren Lagen (montane und hochmontane Lagen ab 700 m) auch die Weißtanne und vereinzelt die Rotfichte hinzutritt (Tannen-Buchen-(Fichten-)Wald).
Auf den trockeneren und wärmeren Südlagen, vor allem in niedrigen Lagen finden sich wärmeliebende Eichenwälder. Wasserreiche Schluchten beherbergen häufig Ahorn- und Eschenwälder (Hang- und Schluchtwald). Auf trockenen, exponierten Felsstandorten tritt die Wald- und seltener die Bergkiefer hinzu (sog. Steppenheiden-Vegetation). Der Laubbaumanteil auf der gesamten Schwäbischen Alb beträgt ca. 47 %, die Buche dominiert hierbei mit 39 %. Die Nadelwälder (53 %) konzentrieren sich auf Kuppenalb und Südwestalb.
Die Forstwirtschaft spielt wie in anderen Mittelgebirgen auch eine wichtige Rolle. In der Vergangenheit wurden auf gut zugänglichem Gelände häufig Buchen durch schnellwachsende, nicht standortgerechte Fichten ersetzt, besonders auf der reliefarmen Albhochfläche. Eine Ausnahme bilden die hochmontanen Lagen der Südwestalb, wo klimatisch bedingt auch natürlich vorkommende, angepasste Fichtenwälder zu finden sind. Langfristig sollen aus Gründen des Klimawandels die anfälligen Fichtenmonokulturen in stabilere Laub- und Mischwälder umgebaut werden.

### Grünlandwirtschaft und Schäferei
Die Grünlandwirtschaft, häufig in Form der Schäferei, dominiert seit Jahrtausenden auf der Ostalb, der Mittleren Kuppenalb, sowie klimatisch bedingt auf der Hohen Schwabenalb. Typisch sind vor allem extensiv genutzten Kalkmagerrasen und Wacholderheiden. Seit Jahren nimmt der Grünlandanteil sowie auch der Waldanteil auf der gesamten Alb zu. Der Albschäferweg führt als Wanderweg über 158 km entlang der Schafweiden, die auf der Schwäbischen Alb seit langem durch sommerliche Wanderschäferei beweidet werden.

### Ackerbau
Die kargen, steinigen Böden der Alb gelten im Allgemeinen als nicht sonderlich ertragreich. Zeugnisse dafür sind die zahlreichen Steinriegel, die man auf der Albhochfläche finden kann. Trotzdem wird in einigen Teilen der Alb auch großflächiger Ackerbau betrieben, besonders im Bereich der Niederen und Ulmer Alb. Trotz der hohen Niederschläge war Wassermangel auf der Alb ein ständiges Problem, da das Regenwasser schnell im verkarsteten Grund in die Höhlen versickert. Die durchschnittliche Betriebsgröße liegt bei 30 ha, über 70 % der Betriebe sind Nebenerwerbsbetriebe.

#### Getreide
Auf Ackerflächen werden hauptsächlich Sommergerste, Winterweizen und Wintergerste angebaut. Weil Dinkel, Einkorn und Emmer zu den Getreidearten gehören, die raues Klima gut vertragen, finden sie auf der Alb wieder verstärkt Beachtung.

#### Linsen
Der Linsenanbau hatte auf der Alb Tradition; im 19. Jahrhundert befand sich hier das Hauptanbaugebiet im deutschen Sprachraum. Der Anbau der Linse war jedoch mühsam und arbeitsintensiv und er brachte immer weniger ein. Billige Exporte aus der Türkei, Indien und Kanada machten ihren Anbau zudem nicht mehr lukrativ. Der Linsenanbau starb nach und nach aus und schien Mitte des 20. Jahrhunderts in Deutschland vollkommen verschwunden zu sein; jedoch wurde diese Tradition im 21. Jahrhundert – sogar mit den alten Sorten der Alb – wiederbelebt (siehe: Alb-Leisa).

### Streuobstflächen und begrenzter Weinanbau
Streuobst- und Weinanbauflächen haben ihren Schwerpunkt im Albvorland, in der Vorbergzone und an den unteren Hangabschnitten des Albtraufs, wo das Klima deutlich milder ist als auf den Hochflächen. An den Hängen der Mittleren Alb finden sich außerdem die größten, zusammenhängenden Gebiete von Streuobstwiesen in ganz Baden-Württemberg. Die Weinberge befinden sich i. d. R. an Hängen der vulkanischen Albvorberge, deren Böden als besonders fruchtbar gelten.
An besonders wärmebegünstigten Hängen der Limburg, einem Vorberg vulkanischen Ursprungs, liegt auf mehr als 500 m das höchste Weinanbaugebiet im Land. In ähnliche Höhen ragen aber auch andere Weingärten am Rande der Schwäbischen Alb: Metzingen gehört als Weinort im Weinbaugebiet Württemberg mit der Winzergenossenschaft Metzingen-Neuhausen dazu. Diese Weingärtnergenossenschaft hat einen 2700 m langen Rundweg angelegt, der mitten durch die Weinberge am Rande der Alb führt.
Auch die Großlage Hohenneuffen, zu der neben den Lagen Neuffens auch die in Beuren, Linsenhofen, Kohlberg, Kappishäusern und Weilheim an der Teck gehören, befindet sich ebenfalls am Rande der Schwäbischen Alb. Neuffen ist Sitz der Weingärtnergenossenschaft Hohenneuffen-Teck.
Bis ins 17. Jahrhundert wurde an den südexponierten Hängen des unteren Blautales ebenfalls Wein angebaut. Der Teil des Eselsberges, der zur Gemarkung Söflingen gehörte, hieß demzufolge „Söflinger Weinberge“. Noch heute weisen dort Straßen- und Wegnamen auf die Bedeutung des Eselsbergs als historisches Weinbaugebiet hin, z. B. Kelternweg, Muskatellerweg, Rieslingweg, Ruländerweg, Silvanerweg, Tokajerweg, Traminerweg, Trollingerweg, Veltlinerweg und Weinbergweg.

## Ökologie und Naturschutz

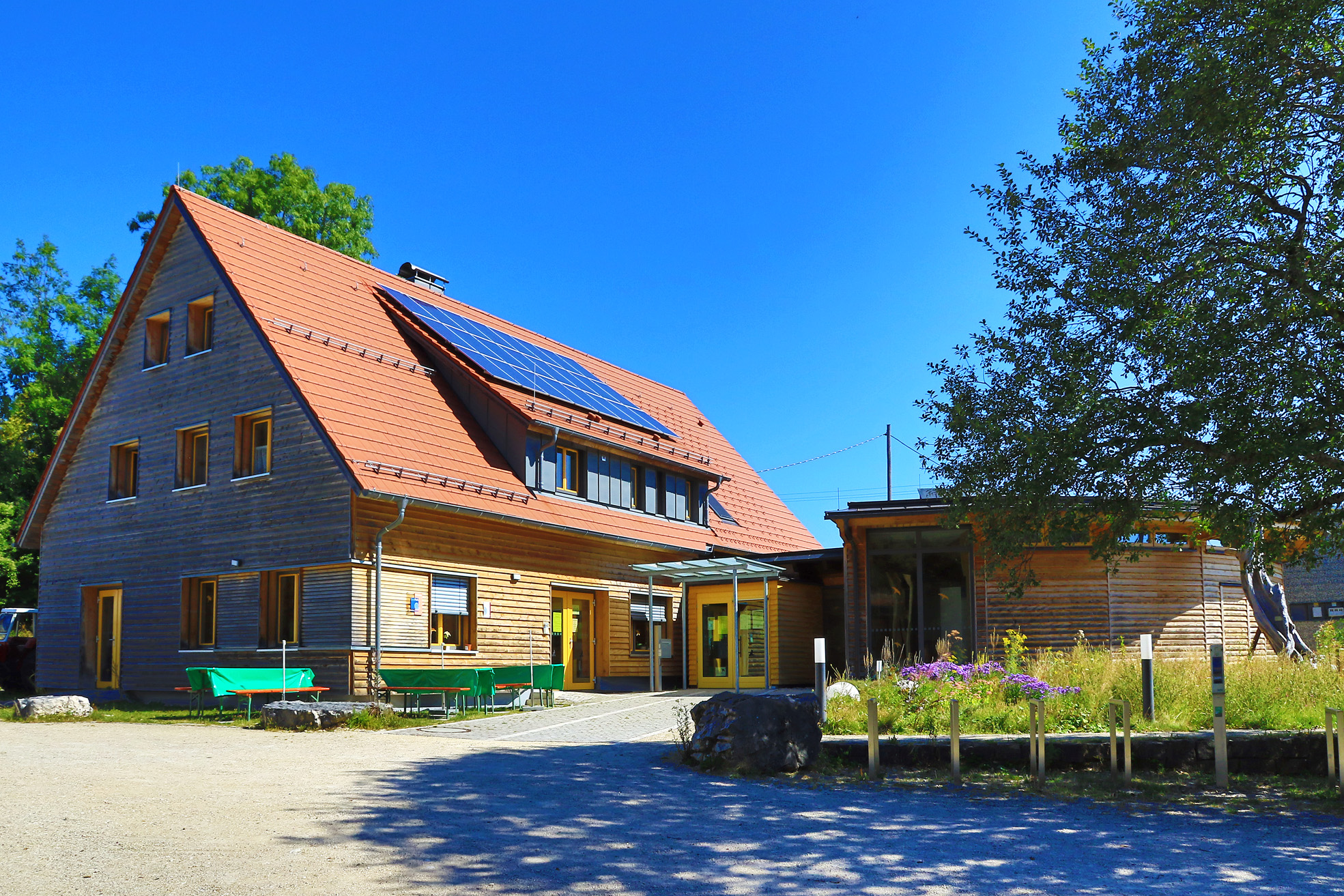
Das Naturschutzzentrum Schopflocher Alb, eine Stelle, an der die Öffentlichkeit seit 1989 für ökologische Fragen der Schwäbischen Alb sensibilisiert wird

Bereits 1942 wurde das Schopflocher Moor als ein Naturschutzgebiet ausgewiesen. Es gehört damit zu den ältesten Naturschutzgebieten der Alb. Ende des 20. Jahrhunderts wurde verstärkt entdeckt, dass die Alb insgesamt ein Mittelgebirge mit besonderen ökologischen Verhältnissen darstellt. Die hohe Wertigkeit und die absolute Schutzwürdigkeit dieser komplexen Landschaft drangen sowohl bei der breiten Öffentlichkeit, als auch bei den politischen Entscheidungsträgern zunehmend mehr ins Bewusstsein. Eine Folge davon war ab 1989 die Errichtung von Informationsstellen wie dem Naturschutzzentrum Schopflocher Alb, die die Aufgaben übernommen haben, die Öffentlichkeit sowohl über die Naturphänomene zu informieren, als auch für ökologische Fragestellungen der Alb zu sensibilisieren.
Ab 1993 stand bei den konkreten Bemühungen um die Alb auch die Biodiversitätskonvention, ein weltweites Übereinkommen über die biologische Vielfalt mit anspruchsvollen Zielen, im Hintergrund der politischen Entscheidungen.
Weitere wesentliche Schritte waren in diesem Zuge:
- die großzügige Erweiterung des Naturparks Obere Donau (2005)
- die Errichtung des Geoparks Schwäbische Alb (2002)
- die Benennung und Auszeichnung von sieben Geotopen der Alb in Nationalgeotope (2006)
- die Ausweisung von größeren Flächen der Alb als Europäisches Vogelschutzgebiet durch das Regierungspräsidium Tübingen (2007)
- die Errichtung des Biosphärengebietes Schwäbische Alb (2008)

Diese Schritte führten im 21. Jahrhundert zu einer weiteren Verdichtung und Vernetzung von vielfältigen Informationsstellen über geologische, biologische und umweltpolitische Fragen im Blick auf die Alb.

### Flora

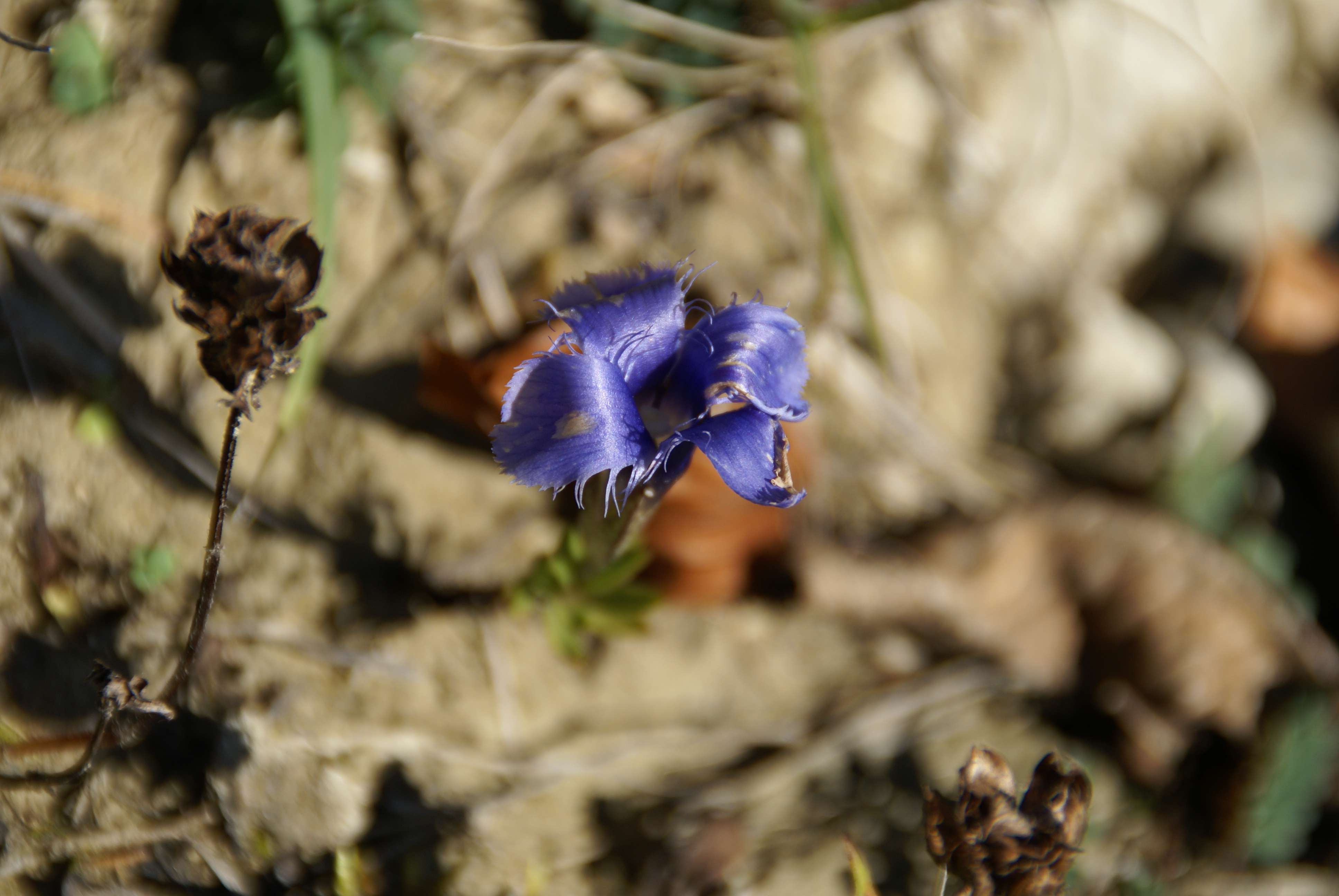
Gewöhnlicher Fransenenzian, Fundort Wacholderheide bei Heubach (Ostalb)

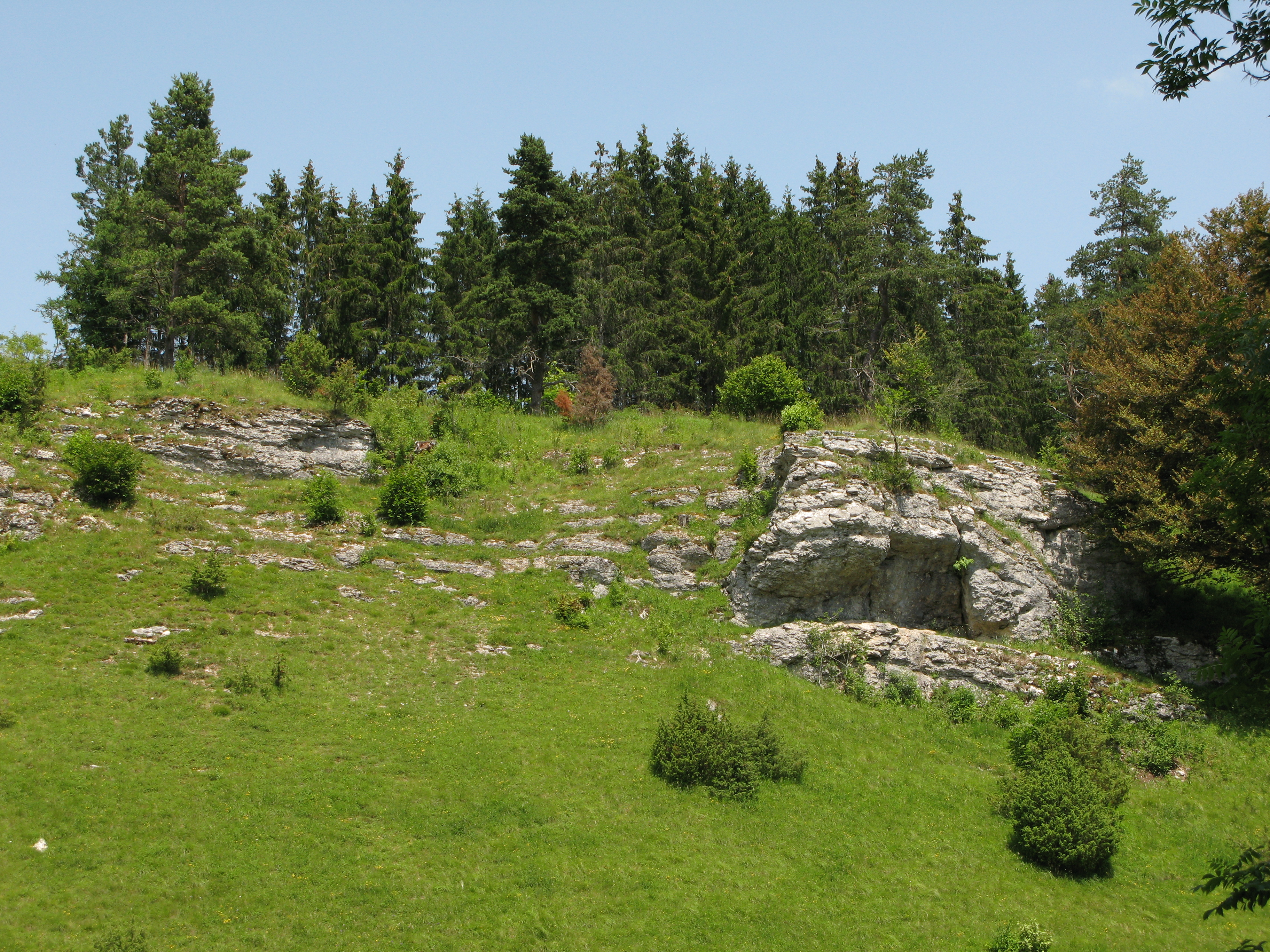
Albhochfläche mit Wacholderheide und Felsen bei Böttingen auf über Höhe auf dem Großen Heuberg; hier wachsende Fichten haben sich dem Höhenklima angepasst und besitzen eine auffallend schmale Kronenform

Die Schwäbische Alb verfügt als Mittelgebirge über eine zum Teil subalpine Vegetation. Das botanische Wahrzeichen der Alb ist die Silberdistel. Nicht weniger dekorativ ist auf der Alb die Wollköpfige Kratzdistel. Auf den Wacholderheiden und südexponierten Hängen wachsen neben der Silber- auch oft die kleinere Golddistel und im Schutt unter Felsen die Alpen-Distel.
Nelkengewächse sind auf der Alb vielfältig zuhause: die Pfingstnelke, die Karthäusernelke, die Kopfnelke und die unter Naturschutz stehende Heidenelke. Als große Rarität gilt dort die Prachtnelke.
Mehrere Enzianarten wachsen auf der Schwäbischen Alb. Im Frühjahr verwandelt der Frühlings-Enzian die Albflächen in einen Farbteppich. Auf den Schafweiden findet sich auch der kalkliebende Deutsche Fransenenzian, der bis in den Herbst hinein blüht. Seltener entdeckt man den Kreuz-Enzian und den Gelben Enzian.
Verschiedene Lilienarten werden auf den Magerrasen der Alb beobachtet, so die Holunder-Schwertlilie und die Bunte Schwertlilie. In den Wäldern taucht der farbenprächtige Türkenbund auf. Die im Flachland eher seltene Graslilie findet auf den Blumenwiesen der Alb ebenfalls einen geeigneten Wachstumsstandort, wird jedoch heute zu den Spargelgewächsen gezählt.
Sonnige Plätze bevorzugt die Berg-Aster, die knapp 50 Zentimeter hoch wird. Ein größeres Vorkommen der Gewöhnlichen Küchenschelle gibt es unter anderem auf der Ostalb in der Nähe von Bopfingen. In den Wiesen sind Teufelskrallen und die Kugelblumen ebenfalls blaue Farbtupfer.
In den Schluchtwäldern der Alb blühen im Frühjahr unter anderem Märzenbecher, Blau- und Gelbsterne, ab Mai die blaue Berg-Flockenblume. Etwas später folgt der Eisenhut. Dieser tritt auf der Alb nicht nur als Blauer Eisenhut, sondern auch als Gelber Eisenhut und als Gescheckter Eisenhut in Erscheinung.
Am Austritt der Karstquellen sind bereits im März die leuchtend gelben Sumpfdotterblumen zu entdecken.

#### Flora an den Kalkfelsen
Ein spezieller Ort für Pflanzen sind die freiliegenden Felsköpfe der Schwäbischen Alb. Dort trifft man die Bibernell-Rose, den Felsen-Kreuzdorn, den Kärntner Berg-Hahnenfuß und den Scharfen Mauerpfeffer, die Gewöhnliche Fransenhauswurz neben Alpen-Augenwurz, Alpen-Steinquendel, Berghähnlein, Berg-Hellerkraut, Berg-Kronwicke, Trauben-Gamander, Trauben-Steinbrech, Gewöhnlichem Sonnenröschen, Grauem Sonnenröschen, Schöllkraut, Rasen-Steinbrech und Zwerg-Glockenblume.

#### Wilde Orchideen

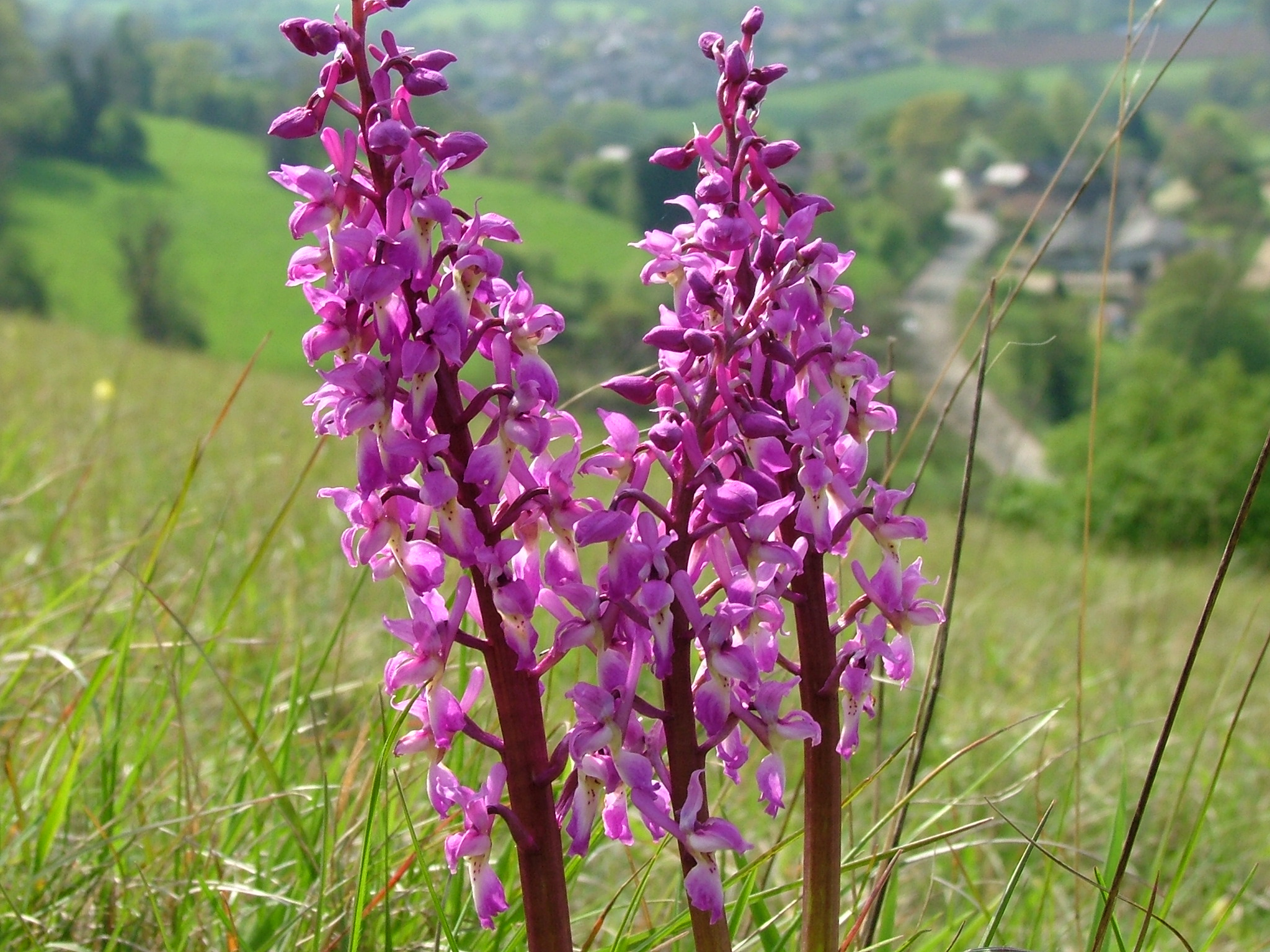
Knabenkräuter bilden eine große Gruppe innerhalb der wilden Orchideengewächse auf der Alb

Auf der Münsinger Alb wachsen mehrere einheimische Orchideenarten, die allesamt unter Naturschutz stehen. In den Buchenwäldern findet sich dort etwa das Rote Waldvögelein, das Weiße Waldvöglein, die Braunrote Stendelwurz, die Sumpf-Stendelwurz und die Violette Stendelwurz. Naturschützer achten besonders aufmerksam auf die Standorte des Gelben Frauenschuhs, des Großen Zweiblattes, der Pyramiden-Hundswurz und der Ragwurzen. Fünf Arten sind von den Letztgenannten auf der Alb verbreitet: die häufiger anzutreffende Fliegen-Ragwurz, die seltener vorkommende Bienen-Ragwurz, die Hummel-Ragwurz, die Kleine Spinnen-Ragwurz und die absolut seltene Große Spinnen-Ragwurz. Zuhause sind diese Raritäten im Kalkmagerrasen. Auch die Mücken-Händelwurz hat Standorte auf der südlichen Alb. Manche dieser botanischen Kostbarkeiten wurden schon zur Orchidee des Jahres gekürt und werden im Gelände vom Arbeitskreis Heimischer Orchideen kartiert und betreut.
Eine weitere Gruppe wild vorkommender Orchideen stellen Knabenkräuter dar. Diese Orchideen blühen auf der Alb ab April, beginnend mit dem frühblühenden Kleinen Knabenkraut. Das Brand-Knabenkraut ist auf der Alb deutlich seltener als das Helm-Knabenkraut. Bis zu 80 cm hoch fällt das Purpur-Knabenkraut aus, etwas kleiner das Männliche Knabenkraut. Letzteres heißt wissenschaftlich Orchis mascula, in der auf der Alb gepflegten Mundart auch Hodesäckle, weil es an die Anatomie männlicher Fortpflanzungsorgane erinnert. Auf der Zollernalb blühen stellenweise auch das Fleischfarbene Knabenkraut und die Einknollige Honigorchis.
Zunehmend mehr kann man die sehr stattliche, gelegentlich bis zu einem Meter Länge heranwachsende Bocks-Riemenzunge nicht nur auf der Schwäbischen Alb, aber auch da, beobachten. Allerdings gibt es diese Orchideenart kaum auf Höhen über 800 m.
Gelegentlich finden sich auch Waldhyazinthen, wovon auf der Alb nur zwei Arten heimisch sind: die Zweiblättrige Waldhyazinthe und die Grünliche Waldhyazinthe. Im Albvorland etwa beim Teckberg kann man die besonders spät blühende Herbst-Drehwurz aus der Gattung der Spiranthes entdecken.
Alle diese Orchideen finden sich auch auf der Roten Liste gefährdeter Arten und stehen damit – nicht nur auf der Alb – unter besonderem Schutz.

#### Wacholderheiden

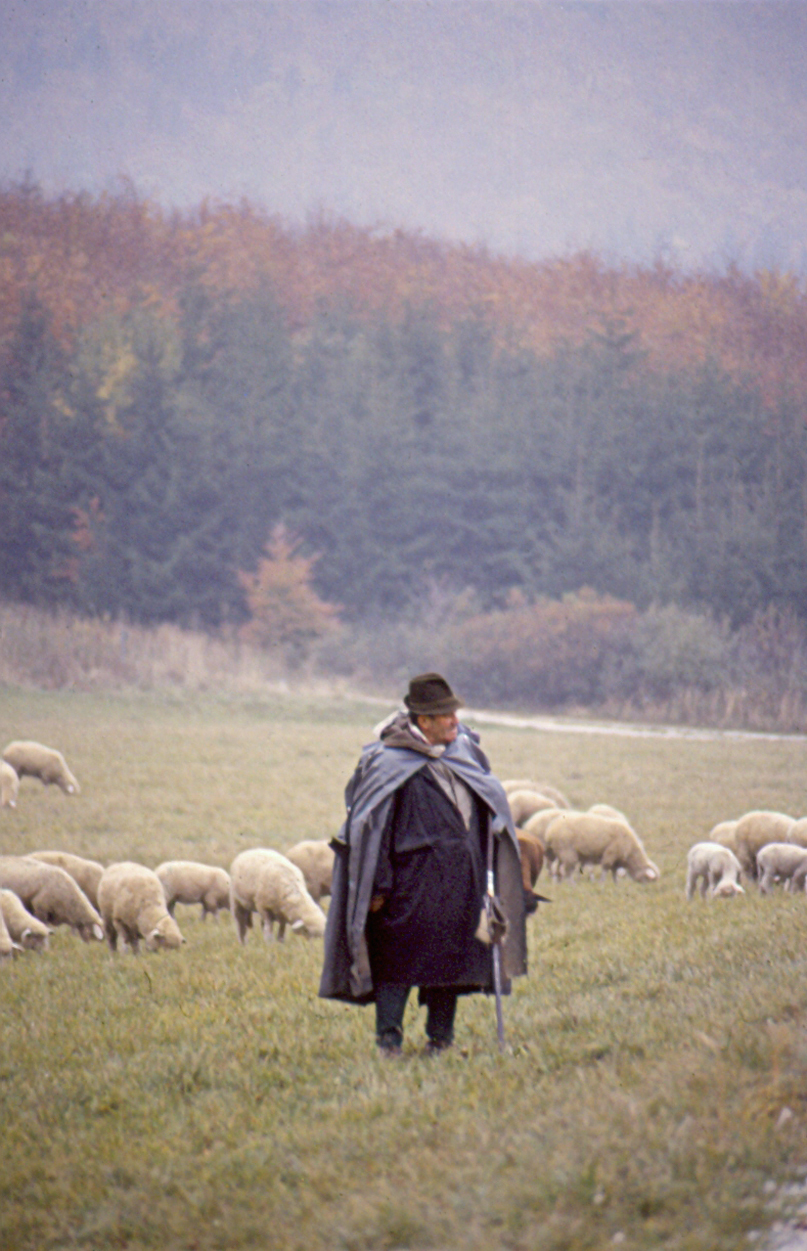
Durch Wanderschäferei wurden die Wacholderheiden auf der Schwäbischen Alb offen gehalten. Hier ein Albschäfer aus der Zeit um 1980

Seit dem Rückgang der Wanderschäferei laufen die Wacholderheiden mit dem landschaftsprägenden Wacholderstrauch Juniperus communis auf der Schwäbischen Alb Gefahr, waldartig zuzuwachsen. Manche Wacholderheiden wurden auch nach Aufgabe der Schäferei mit Kiefern aufgeforstet. Andere wurden durch die natürliche Sukzession von selbst zu Wald. Da aber extensiv genutzte, offene Magerstandorte verloren gegangen sind, werden Wacholderheiden heute aus Gründen des Natur- und Landschaftsschutzes durch Mähen und Roden offen gehalten, um die besonderen und teilweise vom Aussterben bedrohten Pflanzengesellschaften auf Mager-, Halbtrocken- und Trockenrasen erhalten zu können. Die bedeutenden Wacholderheiden der Schwäbischen Alb sind nach Anhang I der FFH-Richtlinie (Lebensraumtyp 5130) europarechtlich geschützt. Wichtige und exemplarische Schutzgebiete dieser Art sind:
- Braunhartsberg bei Albstadt
- Buttenhausener Eichhalde bei Münsingen
- Digelfeld bei Hayingen
- Dossinger Tal bei Neresheim

### Fauna

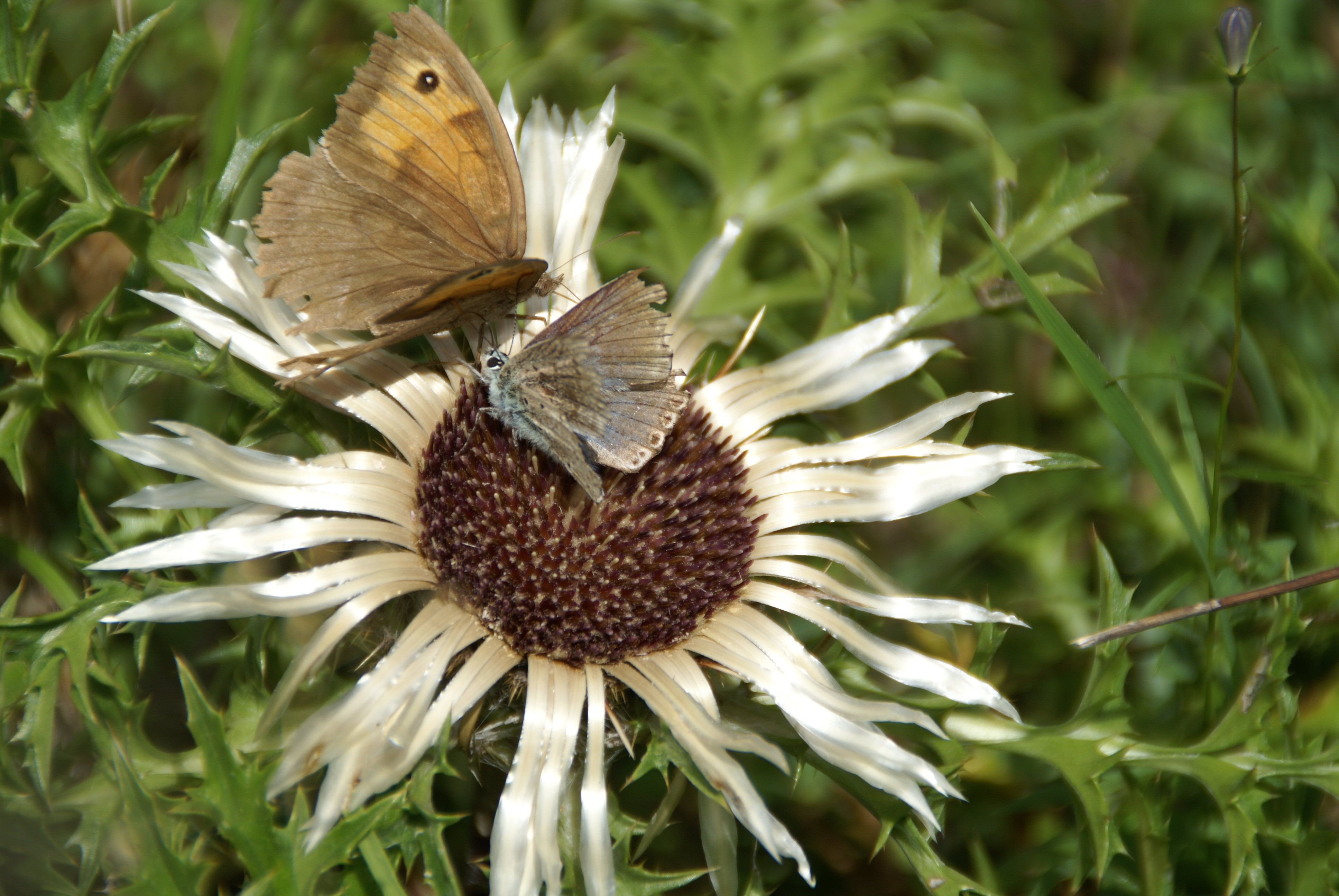
Schmetterlinge bei Heubach auf der Ostalb an einer Silberdistel

Die Schwäbische Alb bietet durch ihre Vielzahl an unterschiedlichen Biotopen zahlreichen Tierarten einen geeigneten Lebensraum.

#### Wirbellose

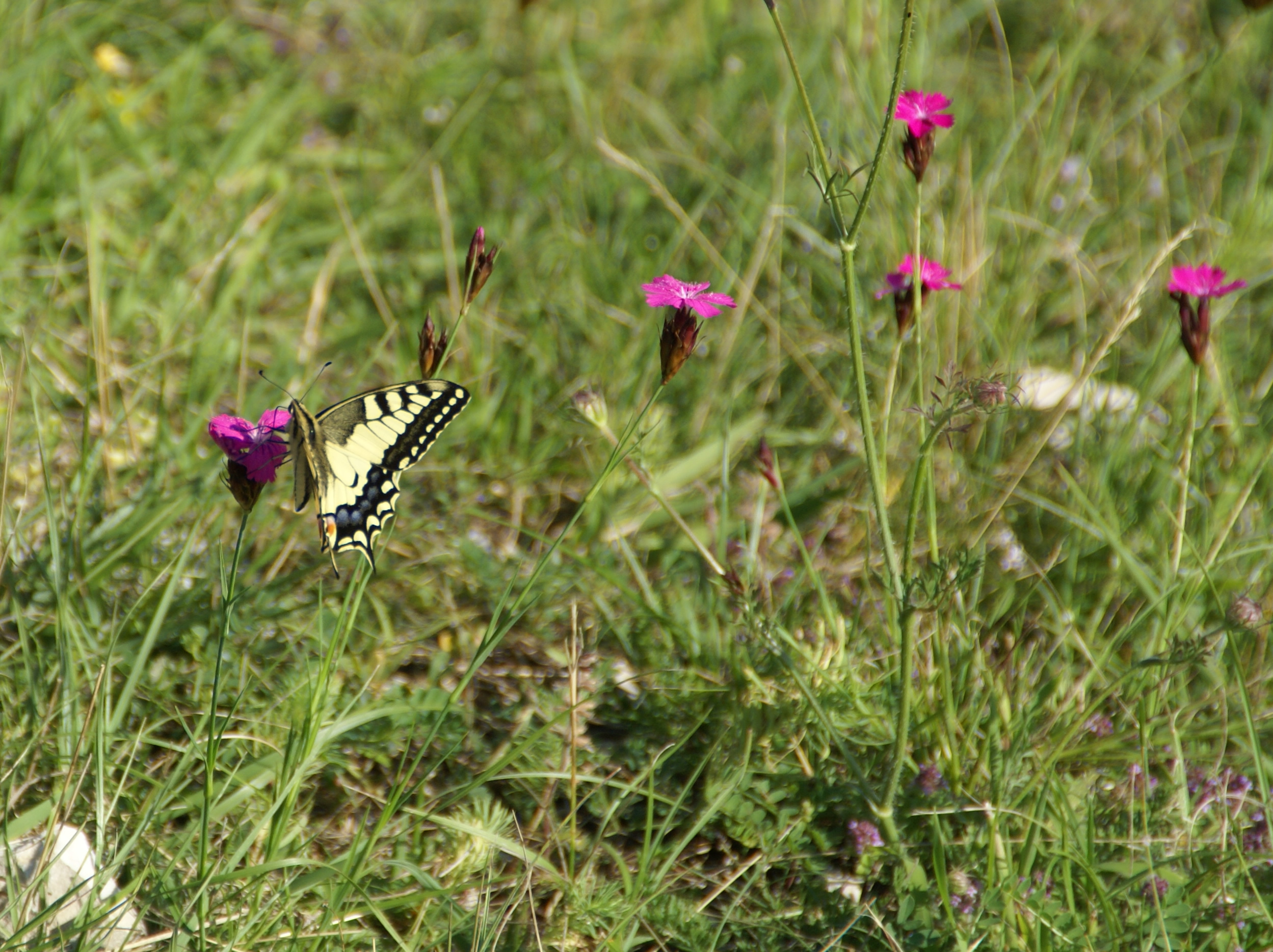
Schwalbenschwanz auf Karthäusernelke (Fundort: Lenninger Alb)

Wacholderheiden und südexponierte Hang- und Felsflächen beherbergen eine Vielzahl an Schmetterlingen und Wärme liebenden Insekten. Den seltenen Apollofalter (Parnassius apollo) gibt es nur noch an einer Stelle der Münsinger Alb, den noch selteneren Blauschwarzen Eisvogel an den Rändern des Blautales. Der Schwalbenschwanz (Papilio machaon) lässt sich bei der Gipfelbalz und an Blüten beobachten. Die Blauflügelige Ödlandschrecke (Oedipoda caerulescens) hält sich gerne auf Ödland und auf Geröllfeldern auf. Auch der eher in den Alpen beheimatete, seltene Alpenbock (Rosalia alpina) kommt auf der Reutlinger Alb und sehr selten nördlich davon vor, wenn Buchenstämme verrotten dürfen.
Der Blauschwarze Eisvogel (Limenitis reducta), der Kreuzenzian-Ameisen-Bläuling (Maculinea rebeli) und die Rotflügelige Schnarrschrecke (Psophus stridulus) – alle sind auch auf der Alb stark gefährdet gemäß der Roten Liste von Baden-Württemberg.

#### Vögel

##### Urzeit
Ein Flugsaurier (Cycnorhamphus suevicus) konnte im Nusplinger Plattenkalk entdeckt und freigelegt werden. Er wird auf ein Alter von etwa 150 Millionen Jahre geschätzt.
Fossile Knochen vom Schneehuhn, die in der Kleinen Scheuer, einer Höhle am Rosenstein, gefunden wurden, deuten darauf hin, dass der Vogelbestand auf der Alb während der Eiszeiten ein anderer war als in der Jetztzeit. Aus dem Steinheimer Becken und damit aus einer Phase nach dem Meteoriteneinschlag stammen fossile Flamingos und Pelikane, gefunden in den sogenannten „Warmwasser-Schichten“.

##### Neuzeit
Felsen und Steilwände bieten auch Brutstellen für Uhu (Bubo bubo), Wanderfalke (Falco peregrinus) und Kolkrabe (Corvus corax). Strenge Horstbewachung durch Naturschützer und zeitweilig ausgesprochenes Kletterverbot soll dafür sorgen, dass der Uhu und der Wanderfalke in Ruhe ihre Jungen aufziehen können. Eine größere Dohlenkolonie befindet sich bei Sigmaringen in der Nähe des Schlosses. Auch Waldkauz (Strix aluco), Raufußkauz (Aegolius funereus), Schleiereule (Tyto alba) und – bedingt durch den Klimawandel – inzwischen Zwergohreule (Otus scops) sind anzutreffen. Bruthöhlen in hochschaftigen, alten Bäumen der Alb baut unter anderem der Schwarzspecht (Dryocopus martius). In verlassenen Schwarzspechthöhlen werden oft zahlreiche anderen Vogelarten (u. a. Eulen) festgestellt, die das gebrauchte Nest neu als Nistplatz verwenden. Im Naturschutzgebiet Kraftstein brütet unter anderem die Heidelerche (Lullula arborea).
Im Jahr 2007 hielten sich auch ein paar Gänsegeier (Gyps fulvus) auf der Münsinger Alb auf. Aufgrund fehlender Nahrung an ihren Stammplätzen in Spanien fliegen die Geier Hunderte von Kilometern in andere europäische Regionen. Gänsegeier waren bis zum 19. Jahrhundert im Donautal noch heimisch.
Auf den feuchten Wiesen in den Tälern der Alb und an den Uferzonen im Donautal finden der Graureiher (Ardea cinerea), der Silberreiher (Ardea alba), der Weißstorch (Ciconia ciconia), gelegentlich auch der Schwarzstorch (Ciconia nigra) und der Kiebitz (Vanellus vanellus) genügend Nahrung.
Die Heidelerche (Lullula arborea) und das Braunkehlchen (Saxicola rubetra) sind eigentlich auf der Schwäbischen Alb zuhause, aber gemäß Roter Liste Baden-Württemberg inzwischen vom Aussterben bedroht; gleiches gilt für den Wendehals (Jynx torquilla).

##### Ornithologie

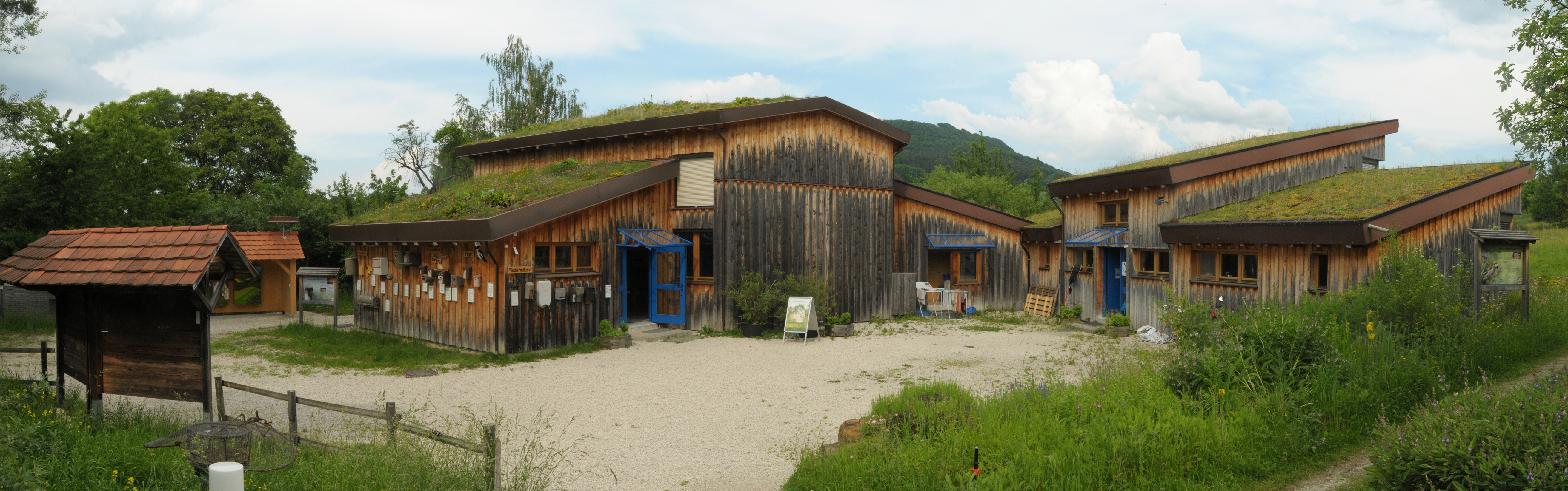
Das Vogelschutzzentrum von Mössingen, in dem kranke Vögel und Fledermäuse behandelt werden und möglichst wieder in die freie Natur zurückgeführt werden

Im Randecker Maar auf der Schwäbischen Alb findet eines der zeitlich längsten und konsequentesten ornithologischen Monitorprogramme in Europa durch die Forschungsstation Randecker Maar statt. Unter anderem wird in dieser wissenschaftlichen Station sowohl die Langzeitbeobachtung des Vogelzuges, als auch die Untersuchung von Insektenwanderung durchgeführt.
Der Naturschutzbund Deutschland (NABU) unterhält in Mössingen bei der Ziegelhütte an der Alb ein für Besucher zugängliches Vogelschutzzentrum. Hier werden jährlich mehr als 100 verletzte oder kranke (Jung)Vögel und Fledermäuse behandelt.

#### Säugetiere

##### Urtiere

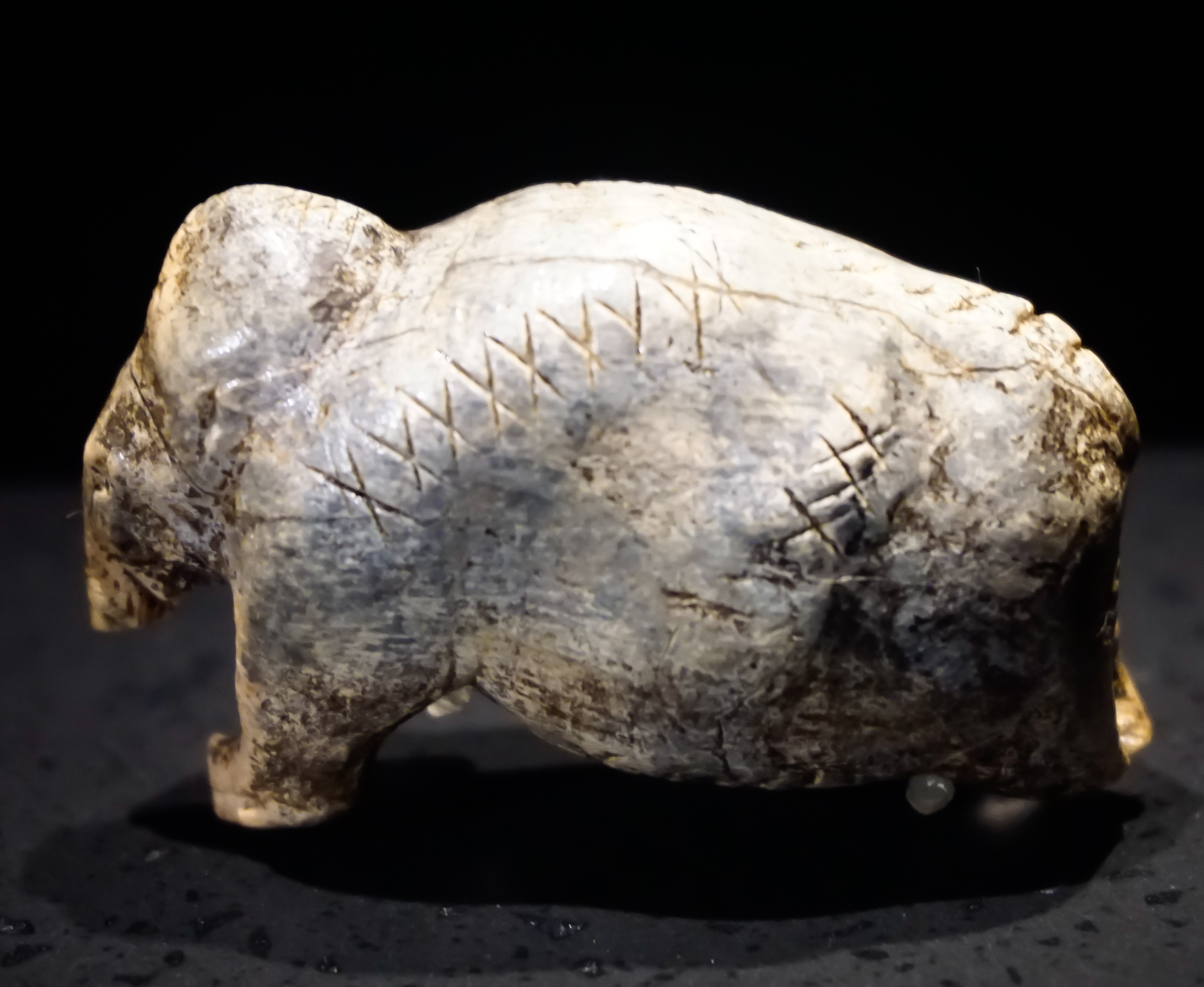
Eines der ältesten Kunstwerke der Menschheit, das Mammut aus der Vogelherdhöhle (40.000 Jahre, Aurignacien), geschnitzt aus Mammutelfenbein, heute im Museum Alte Kulturen auf Schloss Hohentübingen, zeigt neben manchen anderen Beispielen, dass die Urtiere der Alb schon früh einen Niederschlag im künstlerischen Schaffen von Menschen gefunden haben

In vielen Höhlen der Alb (etwa Charlottenhöhle, Hohlenstein, Hohler Fels, Kleine Scheuer und Ramensteinhöhle) finden sich Knochen von Bison (bison antiquus), Wollhaarmammut (Mammuthus primigenius), Wollnashorn (Coelodonta antiquitatis), Echte Lemminge (Dicrostonyx sp.), Halsbandlemming (Dicrostonyx gulielmi), Schermausarten (Arvicola sp.v), Schneemaus (Microtus nivalis), Vielfraß (Gulo borealis L.), Steppeniltis (Foetorius Eversmanni Less.), Höhlenbär (Ursus spelaeus), Höhlenhyäne (Crocuta crocuta spelaea), Höhlenlöwen (Panthera leo spelaea), Riesenhirsch (Megaloceros giganteus), Rothirsch (Cervus elaphus), Eisfuchs (Vulpes lagopus), Wildpferd (Equus ferus), Wildrind (Bos), eiszeitlichen Großkatzen, Schneehase (Lepus timidus) und Ren, was darauf hinweist, dass diese Säugetiere noch im Pleistozän sowohl Bewohner der Alb als auch zum Teil die Objekte menschlicher Jagd waren.
In der Vogelherdhöhle sind mindestens 124 Knochenreste von wenigstens zwölf Wollnashorn-Individuen überliefert, wobei hier diskutiert wird, ob diese Knochenfunde auf eine aktive Bejagung zurückgehen.
Die Seesedimente im Steinheimer Becken sind reich an Fossilien aus dem Miozän, so dass das Steinheimer Becken zu den bedeutendsten Fundstellen für dieses Erdzeitalter zählt. Zahlreiche Funde von Wirbeltieren und Säugetieren konnten gemacht werden.
Ein sehr umfassendes Skelett eines Hauerelefanten (Deinotherium) wurde bei Langenau gefunden und ist heute im Staatlichen Museum für Naturkunde in Stuttgart ausgestellt.
Alle hier genannten Säugetiere gehören nicht mehr zum neuzeitlichen Bestand der Schwäbischen Alb, beziehungsweise sind weltweit ausgestorben.

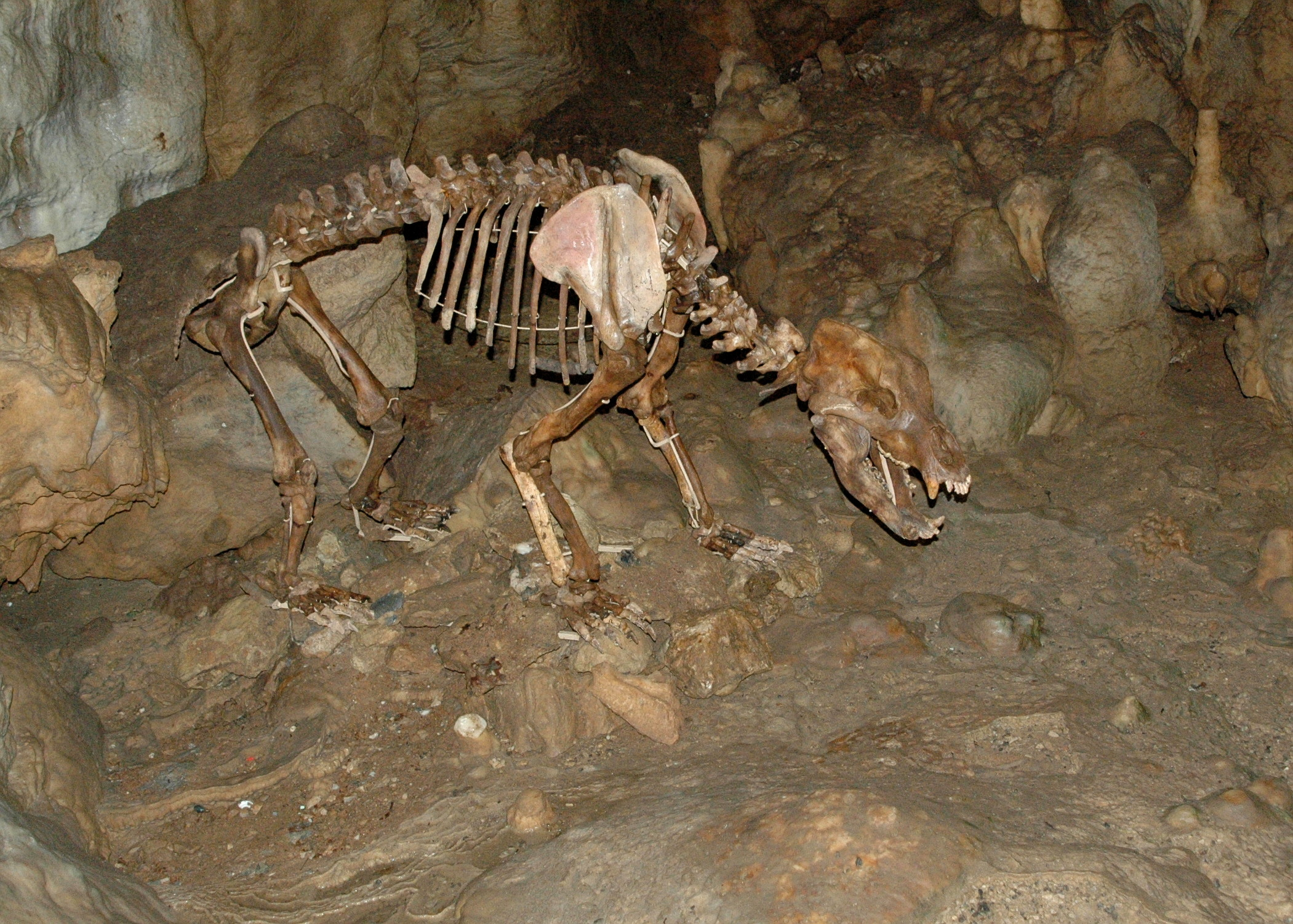
Ein Skelett des Ursus spelaeus, des Höhlenbären in der Bärenhöhle bei Sonnenbühl.
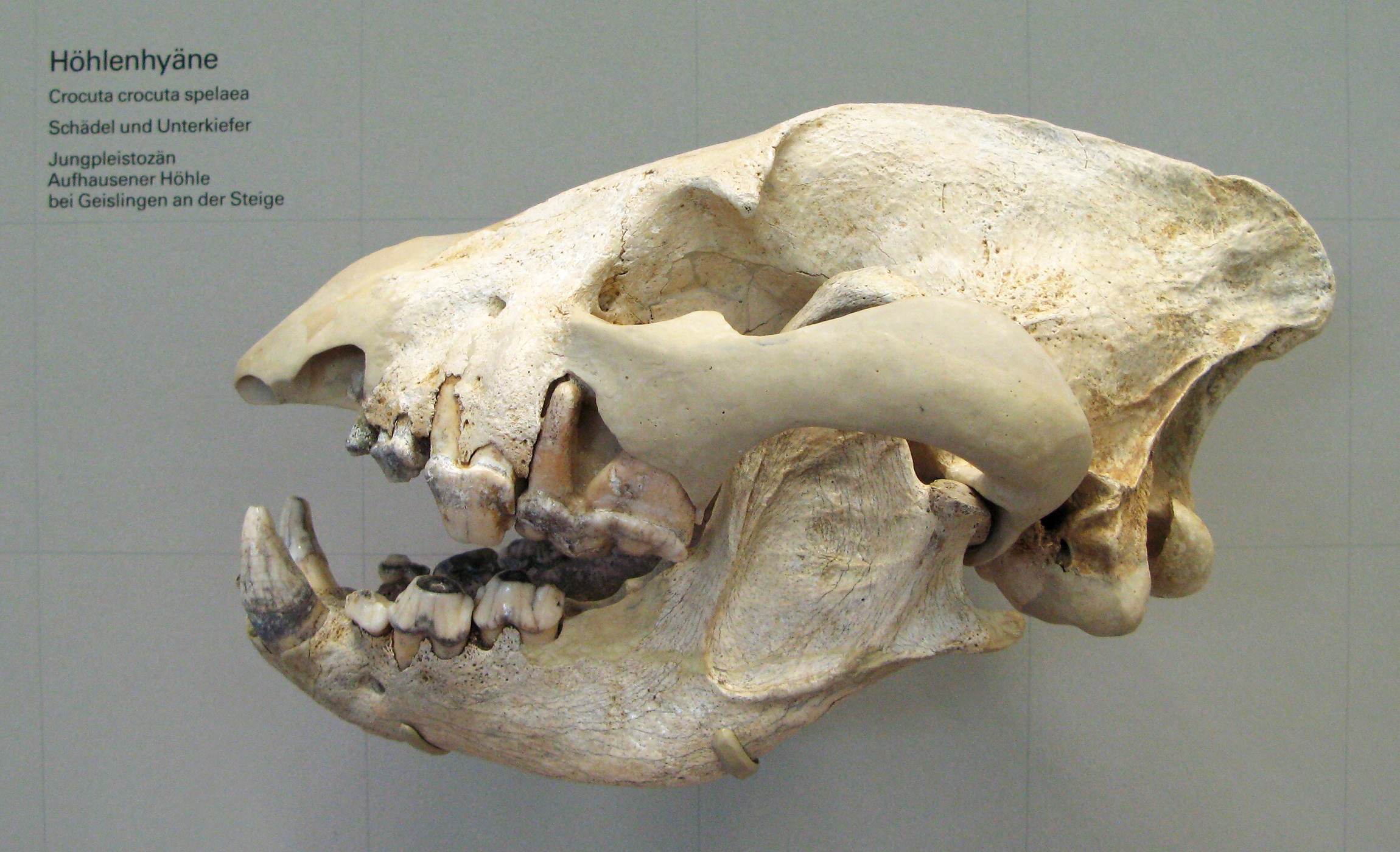
Schädel mit Unterkiefer einer Crocuta crocuta spelaea, einer Höhlenhyäne aus dem Jungpleistozän, gefunden in der Aufhausener Höhle bei Geislingen an der Steige, heute im Museum am Löwentor in Stuttgart
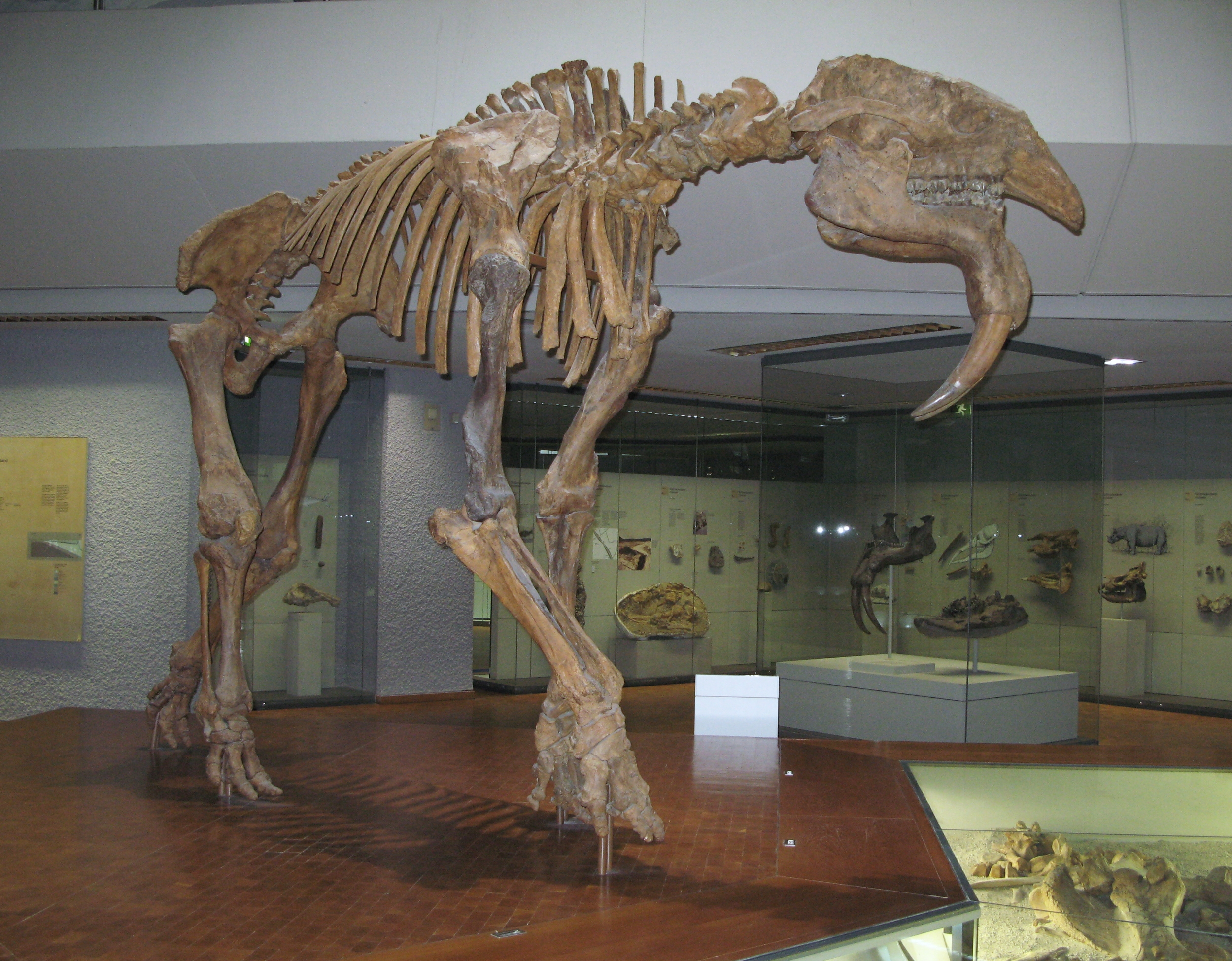
Eine Skelettrekonstruktion des Deinotherium, des im Vergleich zu den heutigen Elefantenarten sehr mächtigen Hauerelefanten bei Langenau, heute ebenfalls im Museum am Löwentor.
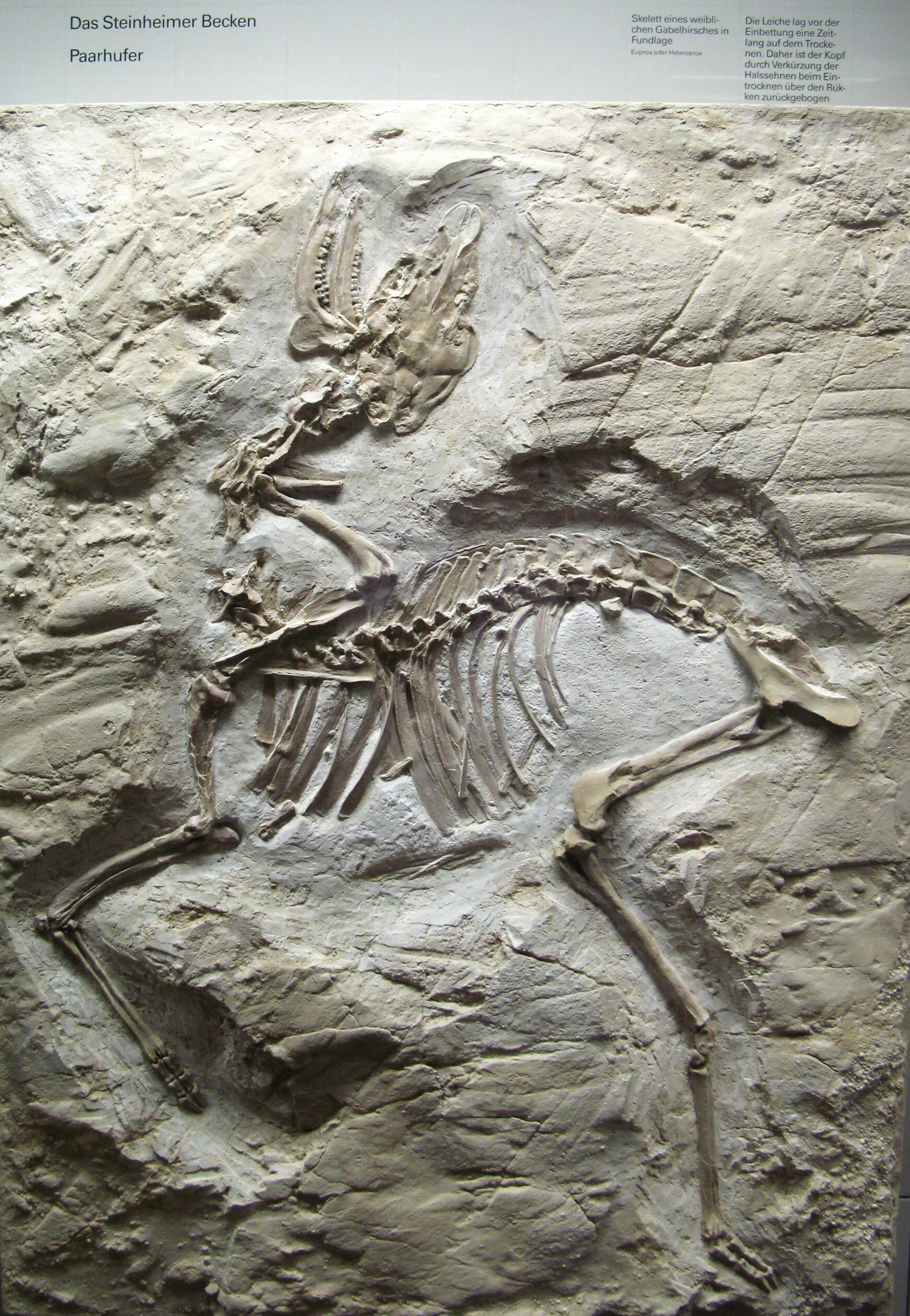
Freipräpariertes Skelett eines weiblichen Gabelhirsches aus dem Steinheimer Becken, Exponat aus dem Museum am Löwentor

##### Urzeit-Weide

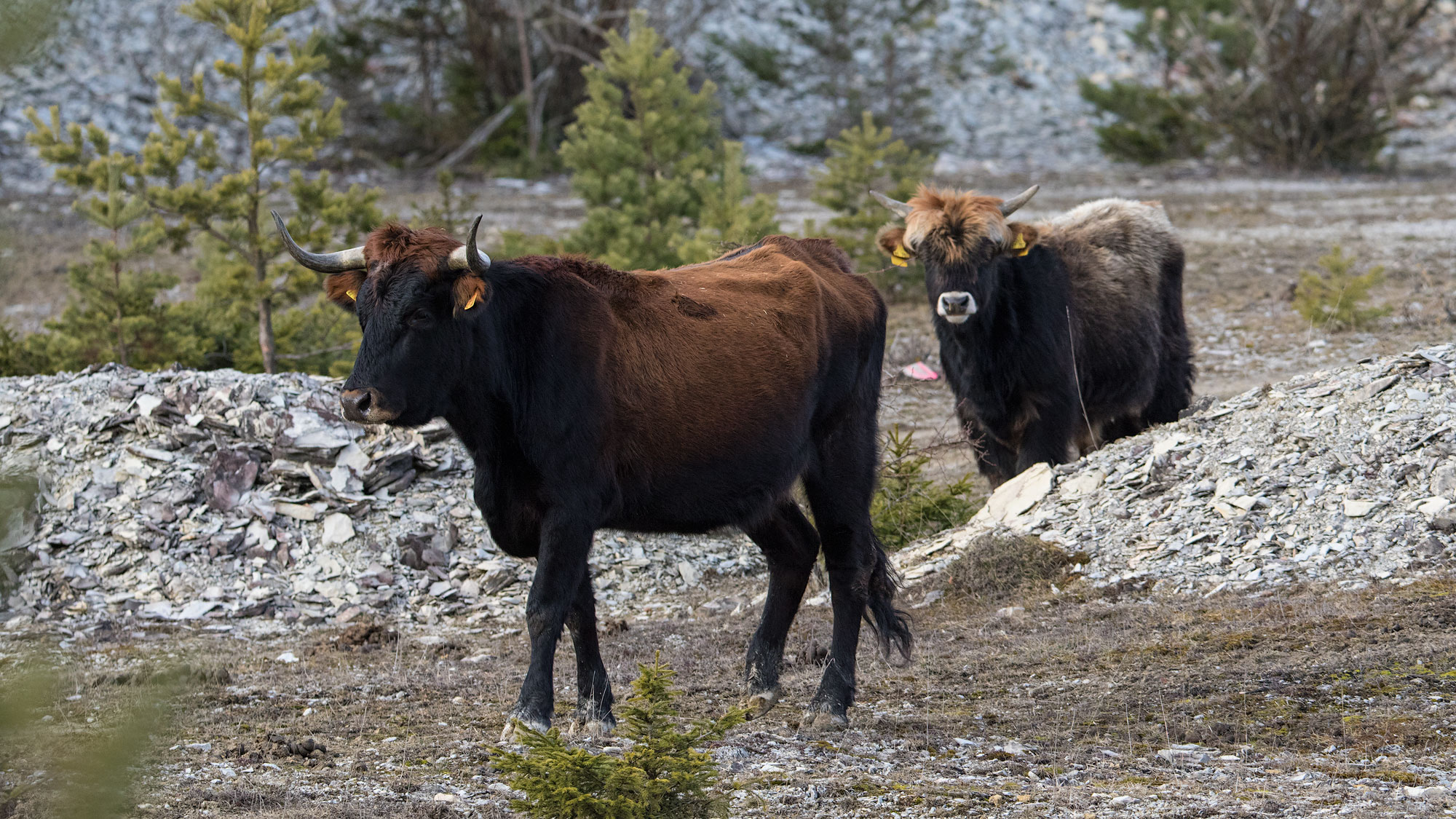
Taurusrinder auf der Urzeit-Weide bei Beiningen

In einem Steinbruch zwischen Gerhausen und Beiningen wurden 27 urtümliche Taurusrinder (eine Auerochsen-Abbild-Züchtung, siehe auch Tauros-Programm) und 13 Konikpferde gemeinsam angesiedelt. Die dort seit 2012 frei lebenden Tiere sollen die Verbuschung im Steinbruch zurückdrängen und damit den halboffenen Landschaftscharakter erhalten. Gleichzeitig erinnern sie an die aus der Steinzeit bekannten Urtiere dieser Landschaft im Blau- und Achtal und bilden eine Brücke zur Neuzeit.
Diese Urzeit-Weide auf der Schwäbischen Alb ist das erste Ganzjahres-Beweidungsprojekt dieser Größenordnung in Baden-Württemberg mit Wildpferden und Wildrindern. Die naturnahe Ganzjahresbeweidung stellt ein Naturschutz-Konzept dar, bei dem der weitgehend vom Menschen ungesteuerte Prozess der Beweidung im Vordergrund stehen soll.

##### Neuzeit

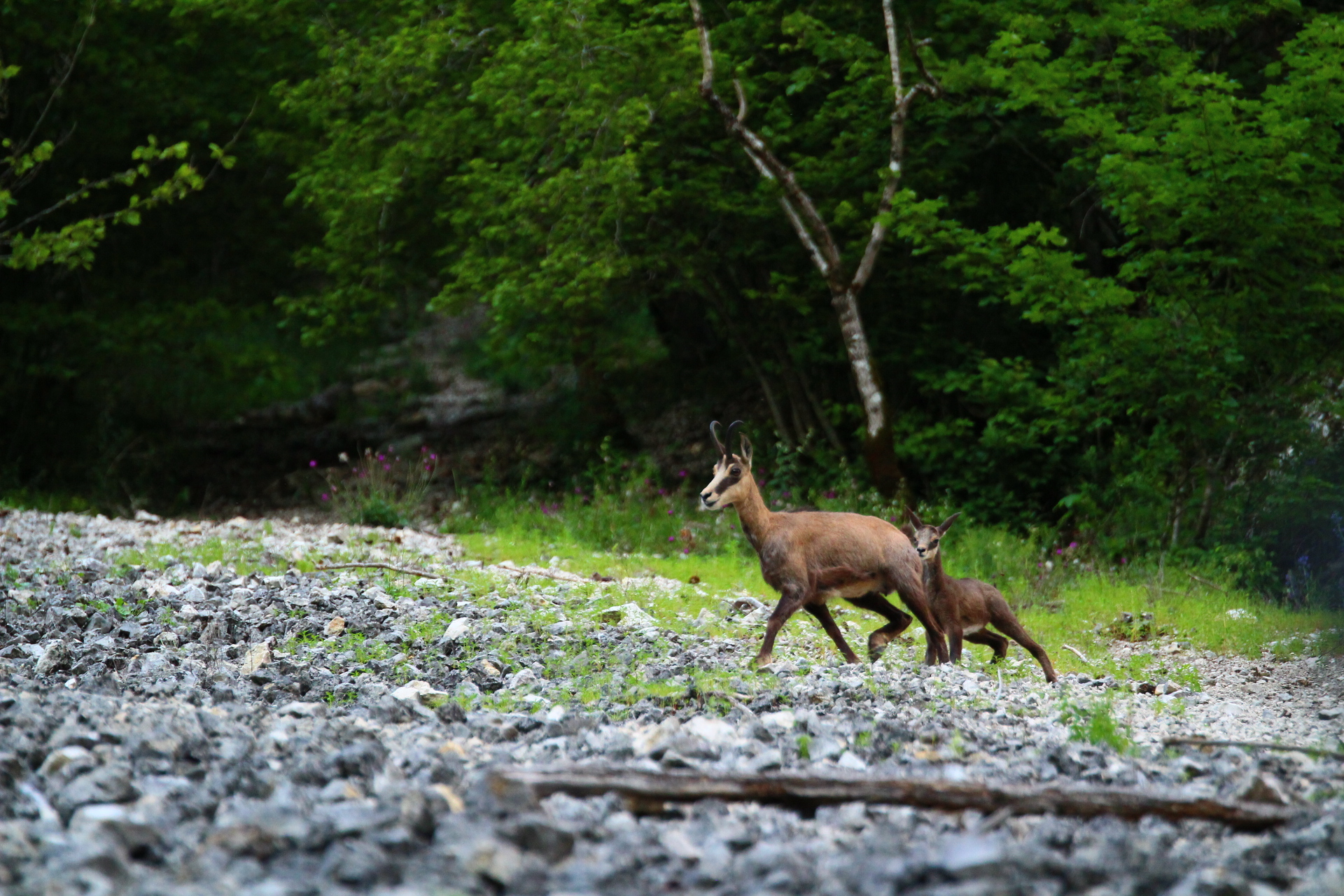
Gämse im Oberen Donautal

Die Felslandschaft des Donautals bietet der Gämse (Rupicapra rupicapra) ein auf ihre Bedürfnisse zugeschnittenes Areal. Die Gämsen der Schwäbischen Alb entstammen ursprünglich den Alpen. Die Population der Alb ist auf das Aussetzen weniger Tiere vor einigen Jahrzehnten zurückzuführen, was aber für die seltene Vegetation der Felsköpfe ungünstig ist.
Ähnlich liegen die Dinge bei vereinzelten Populationen von Wildschafen auf der Alb, speziell dem Europäischen Mufflon (Ovis gmelini musimon).

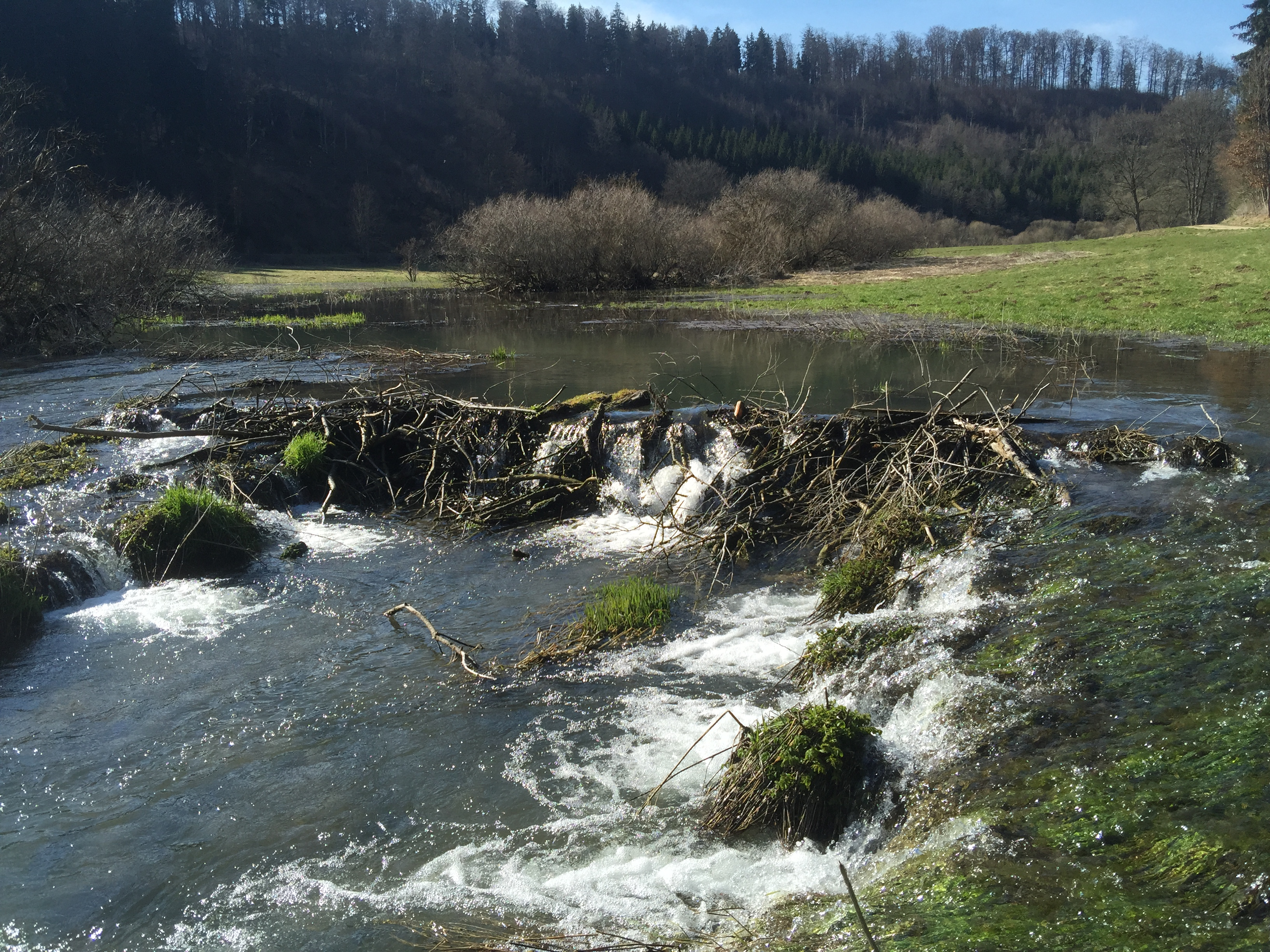
Biberdamm im Fehlatal

Ausgehend von der bayrischen Donau sind Europäische Biber (Castor fiber) zwischen 2011 und 2015 in größerem Umfang auf die Schwäbische Alb zurückgekehrt. Dies geschah nicht ausschließlich zur Freude von Verkehrsteilnehmern, weil Bahndämme durch Biberburgen unterspült und wichtige Verkehrswege durch die von den Nagetieren gefällten Bäumen blockiert wurden.
Vor der Wiederbesiedlung wurde in Deutschland einer der letzten Luchse (Lynx lynx) 1846 auf der Schwäbischen Alb bei der Ruine Reußenstein getötet. Er galt damit seit dem 19. Jahrhundert als ausgestorben. Aus dem Donautal wurden in den letzten Jahren jedoch sporadisch Nachweise des Luchses gemeldet.
Einer der letzten Wölfe (Canis lupus) der Alb im 19. Jahrhundert wurde am 18. Januar 1831 bei Gauselfingen erlegt, nachdem er im Juni 1830 in Pferche bei Kettenacker, Harthausen und Feldhausen eingebrochen war und drei Schafe gerissen hatte. Das Tierpräparat, von der Bevölkerung „Isegrim“ genannt, befindet sich im „Hubertussaal“ auf Schloss Sigmaringen. Der Wolfstein in Neufra erinnert an diese sowohl denkwürdige als auch erfolgreiche Jagd.
Ein getöteter Wolf wurde 2015 auf der Autobahn 8 bei Merklingen entdeckt. Grundsätzlich gilt die dünn besiedelte Alb als ein mögliches Revier für die Wiederansiedlung von Wölfen. Allerdings ist der ehemalige Truppenübungsplatz Münsingen als Lebensraum wohl zu klein. Ein Wolfsrudel benötigt etwa 150 bis 300 Quadratkilometer Fläche.
Die Europäische Wildkatze (Felis silvestris silvestris) war früher ebenfalls eine Bewohnerin der Alb, Spuren von ihr können aber gegenwärtig auf der Alb nicht gesichtet werden.
Außerdem kommen die verbreiteten Wildarten Rotfuchs (Vulpes vulpes), Europäischer Dachs, Reh, Wildschwein, Steinmarder, Baummarder, Iltis und Hermelin auf der Schwäbischen Alb vor. Damwild und Sikawild gibt es außerhalb von geschlossenen Gehegeanlagen auf der Alb nicht. Auch der Rothirsch (Cervus elaphus), immerhin ein Wappentier des Bundeslandes Baden-Württemberg, wurde schon im 19. Jahrhundert auf der Alb ausgerottet. Die Wiederansiedlung durch Aufhebung des jagdlichen Abschuss-Gebotes von 1958 wird kontrovers beurteilt.
Steigende Abschusszahlen im Blick auf den Waschbären (Procyon lotor) zeigen einerseits, dass er sich in waldreichen Regionen der Alb wohlfühlt, zum andern aber, dass Unsicherheit darüber herrscht, ob dieser erfolgreichste Vertreter von Neozoen auf der Alb negative Auswirkungen auf das Ökosystem der Waldgebiete hat. Eine ähnliche Problematik besteht im Blick auf den Marderhund (Nyctereutes procyonoides), der seit 1984 auf der Schwäbischen Alb nachweisbar ist.

##### Fledermäuse
Durch die hohe Anzahl an Höhlen, Felsen, Überhänge und Klüfte, aber auch durch ihre lichten Wälder mit Altbaumbeständen ist auf der Alb ein reicher Bestand an Fledermäusen zu verzeichnen. Das Graue Landohr (Plecotus austriacus), das Braune Langohr (Plecotus auritus), das Große Mausohr (Myotis myotis), die Bechsteinfledermaus (Myotis bechsteinii), die Kleine Bartfledermaus (Myotis mystacinus), die Wasserfledermaus (Myotis daubertoni), die Fransenfledermaus (Myotis nattereri), der Große Abendsegler (Nyctalus noctula), der Kleine Abendsegler (Nyctalus leisleri), die Zweifarbfledermaus (Vespertilio murinus), die Zwergfledermaus (Pipistrellus pipistrellus), die Rauhautfledermaus (Pipistrellus nathusii), aber auch die Breitflügelfledermaus (Cnephaeus serotinus), die Nordfledermaus (Cnephaeus nilssonii), die Kleine Hufeisennase (Rhinolophus hipposideros) und die kleine schwärzliche Mopsfledermaus (Barbastella barbastellus) gehören dazu.
Manche Fledermaus-Arten sind auf der Schwäbischen Alb durch Quartierverluste gefährdet, beispielsweise durch die Vernichtung von Altholzbeständen, aber auch durch die Sanierung und Modernisierung von Altbaubeständen und Scheunen in Siedlungen. Eine gewisse Gefährdung geht aber auch von Windkraftanlagen durch Fledermausschlag aus, die auf der Alb eine starke Zunahme verzeichnen. Beispiele sind der Windpark Himmelberg, der Windpark Lauterstein (2016) und der Windpark Stötten (1997).
In den Wäldern am Albtrauf haben dagegen Fledermauskästen für die Ansiedlung von weiteren Fledermäusen gesorgt.

##### Pferdezucht
Das Württemberger Warmblut wurde auf der Schwäbischen Alb im Haupt- und Landgestüt Marbach in Marbach an der Lauter gezüchtet. Es ist das älteste staatliche Gestüt (das Land Baden-Württemberg als Träger) in Deutschland. Zur Marbacher Einrichtung gehören auch die Gestütsanlagen in Offenhausen und der Fohlenhof in St. Johann. Den Pferden Julmond und Hadban Enzahi wurden in Marbach Denkmale gesetzt.

##### Wasserbüffelzucht
Es gibt auf der Schwäbischen Alb einige Höfe, auf denen asiatische Wasserbüffel gezüchtet und vermarktet werden. In den Medien bekannt geworden ist eine Büffelzucht mit etwa 290 Tieren (Stand 2014) in Hohenstein-Meidelstetten. Eine weitere Herde steht jedes Jahr zur Landschaftspflege im Naturschutzgebiet Schmiechener See bei Schelklingen im Osten des Biosphärengebietes. Dort fressen die Albbüffel das Schilf und die Weiden des Sees ab, damit er nicht zuwächst. Viele Vogelarten halten sich zeitweise am und auf dem Flachgewässer im Naturschutzgebiet auf, das deshalb als Biotop offengehalten werden muss. Eine dazugehörende Infrastruktur aus Molkereien (Mozzarella aus Büffelmilch), Fleischverarbeitung und Gastronomie hat sich entwickelt. Auf der Alb lebten schon einmal solche Tiere – wenn auch vor 300.000 Jahren.

### Naturpark Obere Donau

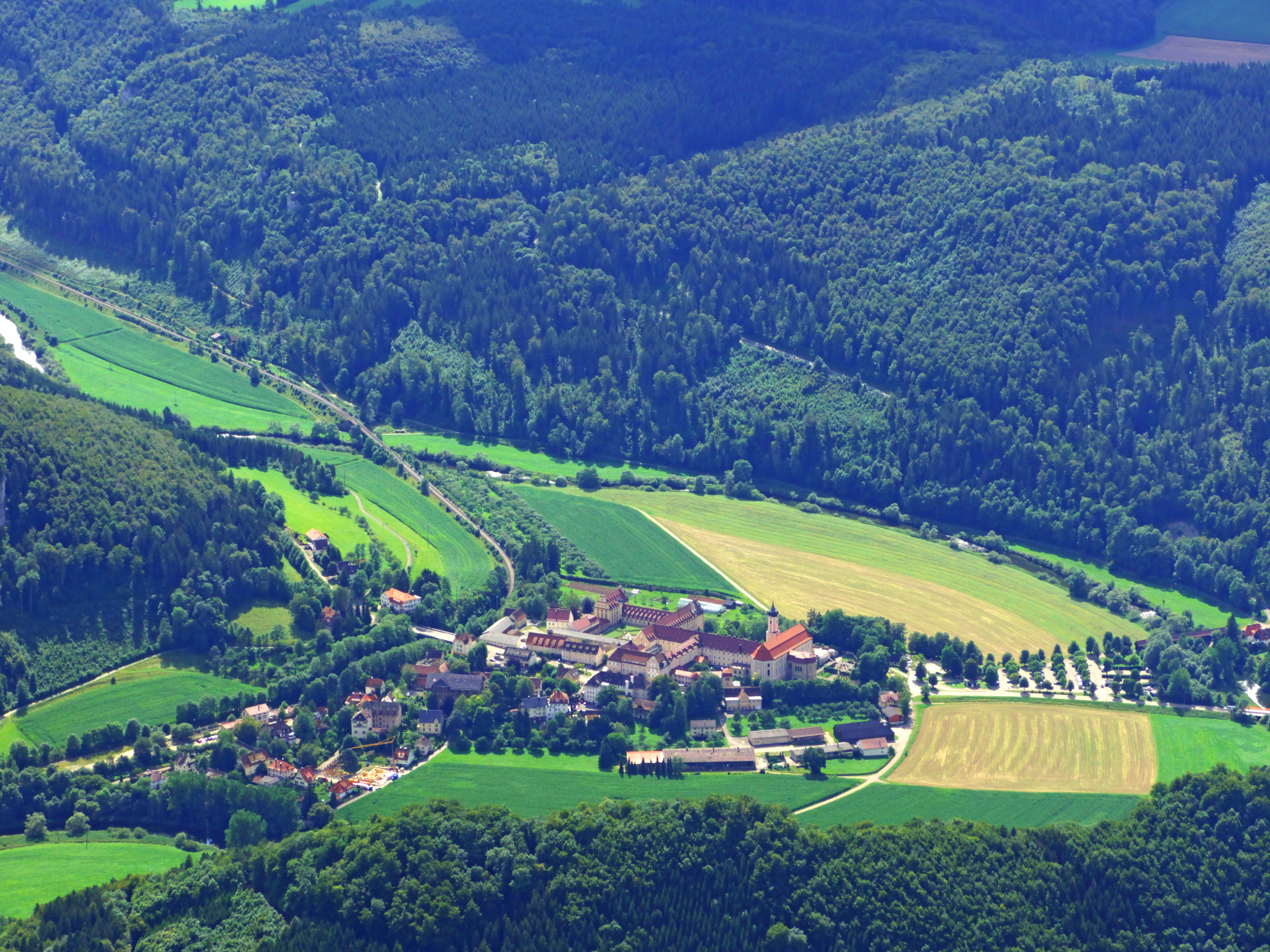
In Beuron sitzt die Verwaltung des Naturparks Obere Donau.

Im Südwesten der Schwäbischen Alb liegt der Naturpark Obere Donau. Er umfasst große Teile der Landkreise Tuttlingen, Sigmaringen, Zollernalb und Biberach. Er wurde am 5. Dezember 1980 gegründet und ist einer von insgesamt sieben Naturparks in Baden-Württemberg. Erweitert wurde der Park im Jahr 2005.
Das Schutzgebiet umfasst 1350 Quadratkilometer entlang der Donau und ihrer Nebenflüsse Bära und Lauchert zwischen Tuttlingen und Herbertingen. Es wird vom Verein Naturpark Obere Donau mit Sitz in Beuron verwaltet, wo der beeindruckendste Teil des Donaudurchbruchs durch die Schwäbischen Alb erlebt werden kann. Das ehemalige Bahnhofsgebäude von Beuron beherbergt seit 1996 die Geschäftsstellen der Stiftung Naturschutzzentrum Obere Donau und des Naturparkvereins Obere Donau. Das sogenannte Haus der Natur zeigt eine Ausstellung zur erdgeschichtlichen Entstehung der oberen Donau und weist auf die Besonderheiten der Flora und Fauna hin. Ein Schwerpunkt der Arbeit liegt im Bereich der Umwelterziehung.
Mit dem Natura-2000-Gebiet „Oberes Donautal“ sind das Fauna-Flora-Habitat-Gebiet (FFH) „Oberes Donautal zwischen Beuron und Sigmaringen“ sowie das Vogelschutzgebiet „Südwestalb und Oberes Donautal“ mit einer Fläche von 2700 Hektar nahezu identisch. Außerdem gehört zum Naturpark das Naturschutzgebiet „Stiegelesfels-Oberes Donautal“.

### GeoPark Schwäbische Alb

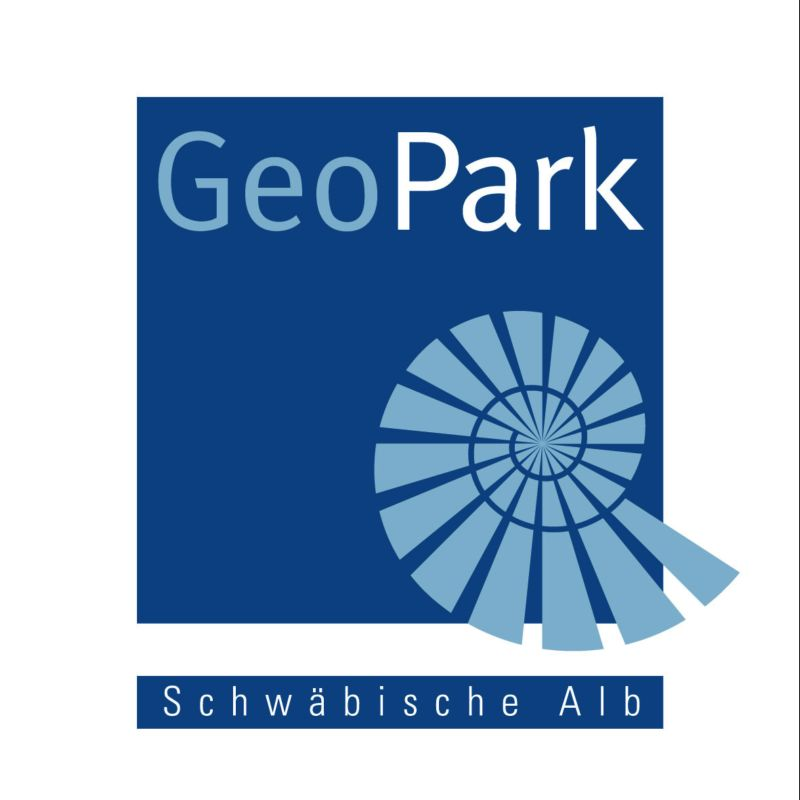
Logo des GeoParks Schwäbische Alb

Als GeoPark Schwäbische Alb gilt seit 2002 der gesamte Bereich der Schwäbischen Alb mit einer Länge von etwa 200 km und einer durchschnittlichen Breite von 40 km. Die Alb ist nunmehr als „Jurassic GeoPark“ einer der UNESCO Global Geoparks. Die fossilreichen Ablagerungen des tropischen Jurameeres enthalten Fundstellen von weltweiter Bedeutung. Am Beispiel der Alb wurden die Grundlagen für die weltweite Untergliederung der Jurazeit unter anderem durch Leitfossilien gefunden.
Die Schwäbische Alb ist eine höhlenreiche Karstlandschaft mit einmaligen Fossilienvorkommen, einigen Vulkankratern und einem Meteoritenkrater.
Die UNESCO definiert für den Geopark drei übergeordnete Ziele:
- Bewahrung der intakten Umwelt,
- Impulse für eine nachhaltige wirtschaftliche Entwicklung und
- geowissenschaftliche Wissensvermittlung.

Aufgrund des vielfältigen Geo-Erbes wurde die Alb als Nationaler, Europäischer und Globaler Geopark ausgezeichnet. Es gibt derzeit (Stand März 2016) in Europa 64 Geoparks, die von der UNESCO als Europäischer Geopark zertifiziert sind.

### Nationaler Geotop
Nationaler Geotop ist eine Auszeichnung, die 2006 als Ergebnis eines Wettbewerbs an 77 bedeutende Geotope in Deutschland verliehen wurde. Sieben dieser ausgezeichneten Geotope stehen dabei im Zusammenhang mit der Schwäbischen Alb und finden damit bundesweit entsprechende Wahrnehmung und Würdigung:
- das Randecker Maar
- der Posidonienschiefer von Holzmaden
- das Obere Donautal
- die Blaubeurer Alb im Alb-Donau-Kreis mit dem Blautopf
- das Lonetal auf der mittleren und östlichen Alb
- der Mössinger Bergrutsch im Landkreis Tübingen
- die Spuren der Meteoriteneinschläge, die das Nördlinger Ries und das Steinheimer Becken geformt haben.

### Europäisches Vogelschutzgebiet

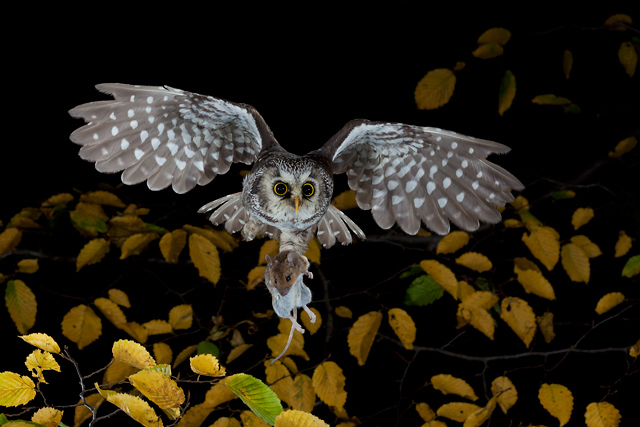
Nicht nur der Raufußkauz, der im Albuch eine angestammte Heimat hat, sondern auch andere selten gewordene Vogelarten werden auf der Schwäbischen Alb durch den Ausweis des Europäischen Vogelschutzgebietes geschützt. So finden auf der Alb viele Vögel der Roten Liste einen Schutz- und Lebensraum.

Als Europäisches Vogelschutzgebiet wurden mehrere Regionen der Schwäbischen Alb ab 2007 ausgewiesen. Dazu gehören unter anderem:
- der Albuch (Vogelschutzgebiet)
- das Eselsburger Tal
- die Mittlere Schwäbische Alb
- der Ostalbtrauf bei Aalen
- der Schmiechener See
- die Südwestalb und das Obere Donautal
- die Täler der Mittleren Flächenalb
- das Vorland der mittleren Schwäbischen Alb (Vogelschutzgebiet)

### Biosphärengebiet Schwäbische Alb
Weite Teile der Mittleren Alb und ihres Vorlandes wurden am 31. Januar 2008 vom Land Baden-Württemberg als Biosphärengebiet Schwäbische Alb ausgewiesen. Die Einrichtung des 85.270 Hektar großen Gebiets geht auf die Aufhebung des Truppenübungsplatzes Münsingen im Jahr 2005 zurück und ist das erste Biosphärengebiet Baden-Württembergs.
Seit dem 26. Mai 2009 ist das Biosphärengebiet Schwäbische Alb auch UNESCO-Biosphärenreservat. Im Jahr 2021 hat das UNESCO-Gremium das Biosphärengebiet Schwäbische Alb gelobt und als besonders modellhaft unter den Biosphärengebieten weltweit bezeichnet, es behält die wichtige Auszeichnung für zehn weitere Jahre.

## Besiedlung

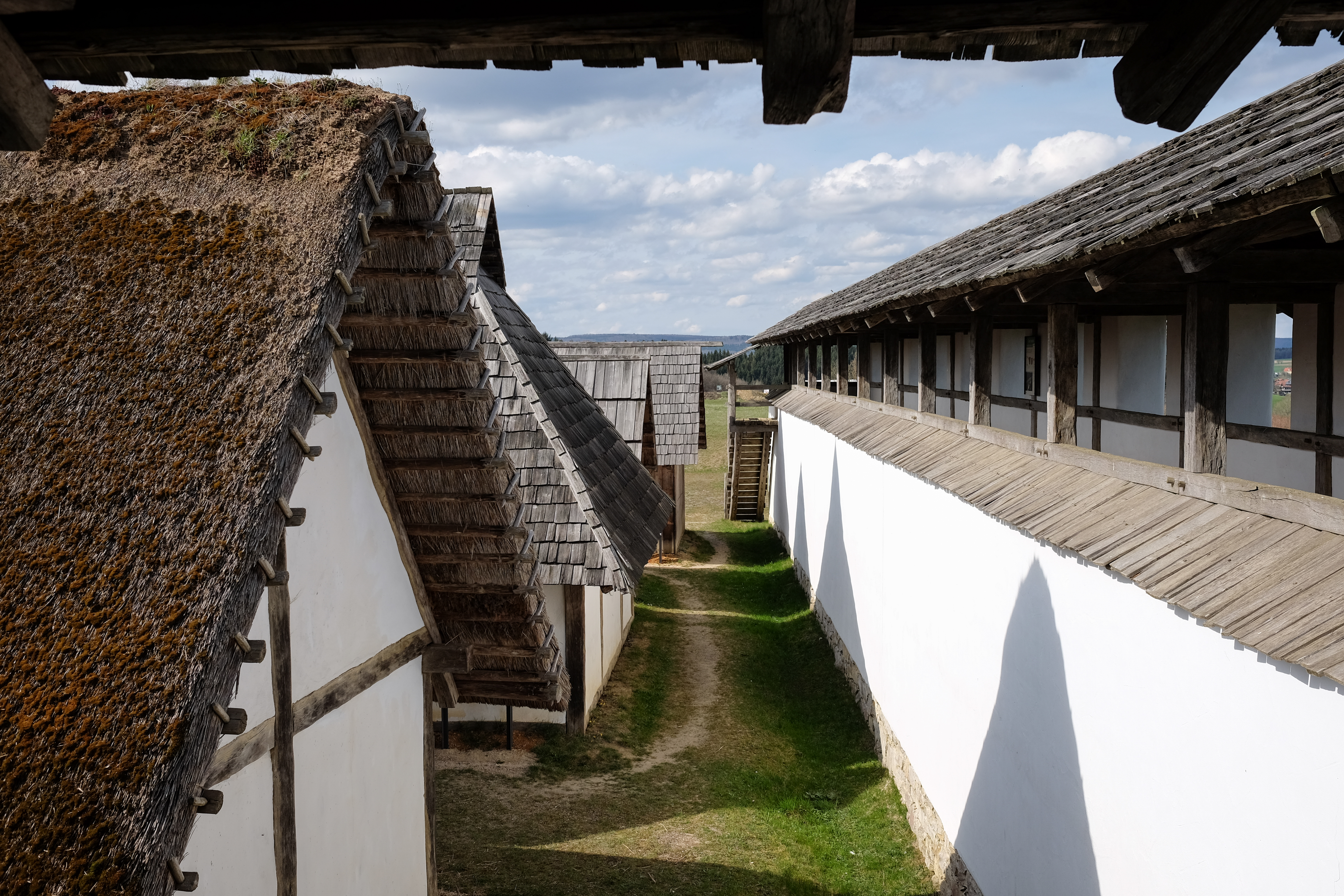
Rekonstruierte hallstattzeitliche, keltische Siedlung auf der Heuneburg. Sie gilt als einer der frühesten protourbanen Zentren Mitteleuropas

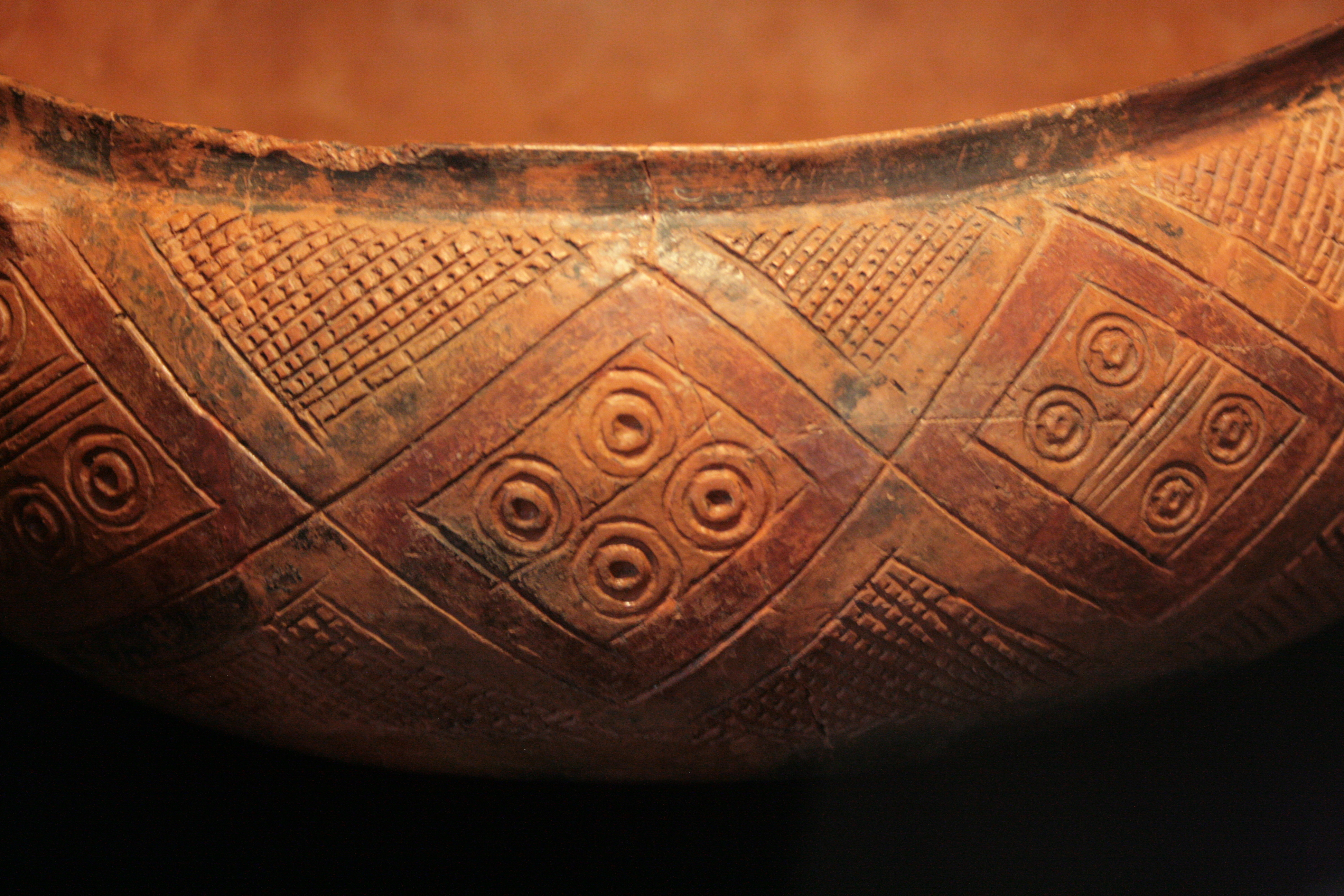
Keltische Vase aus der Hallstattzeit, Landesmuseum Württemberg

### Ur- und Vorgeschichte

#### Steinzeit
Im Gegensatz zu anderen Mittelgebirgen ist die Schwäbische Alb relativ früh besiedelt worden. Dabei ist von den zahlreichen, in die Altsteinzeit zurückreichenden Fundstellen, insbesondere am Rande des Nördlinger Rieses, im Lone- und Blau- bzw. Aachtal abzusehen, da sie als Zeugnisse einer eiszeitlichen Nutzung durch Jäger und Sammler prinzipiell keine dauernde Besiedlung im Sinne einer Sesshaftigkeit anzeigen. Auf der Schwäbischen Alb entstanden wohl einige der frühesten Kunstwerke der Menschheit.
Schon im frühen Neolithikum, zur Zeit der Linearbandkeramik, wurden erste Bauern auf der Ulmer Alb ansässig. Ein jungsteinzeitliches Dorf bei Ehrenstein datiert bereits in eine jüngere Phase des Neolithikum. Während der ersten sesshaften Besiedlung wurde der Wald an den fruchtbarsten Standorten durch Brandrodung beseitigt, um Ackerland zu gewinnen.

#### Bronze- und Eisenzeit
Aus der Bronze- und Hallstattzeit sind auf der Alb zahlreiche Grabhügel überliefert. Der Bronzedepotfund von Winterlingen wurde 1609 bei Winterlingen geborgen. Er stammt aus der späten Urnenfelderzeit (9. Jahrhundert v. Chr.) und zählt zu den frühesten, nahezu vollständig erhaltenen archäologischen Bodenfunden Deutschlands überhaupt.
Die keltischen Kulturen erschienen im 7. und 6. Jahrhundert v. Chr. und verbreiteten sich über nahezu ganz Europa. Vor allem ihr handwerkliches und künstlerisches Arbeiten hat auf der Schwäbischen Alb wichtige Spuren hinterlassen. Mit der Heuneburg entsteht am Südrand der Alb im 6. Jahrhundert v. Chr. ein erstes „proto-urbanes Zentrum“. Die Heuneburg gilt als älteste Stadt nördlich der Alpen.
In der folgenden Latènezeit entstand ein keltisches Oppidum bei Grabenstetten, das später Heidengraben genannt wurde. Dieses Oppidum gehört zu den größten keltischen Siedlungen in Europa. Erst ein kleiner Teil wurde bislang archäologisch erforscht, entsprechende Fundstücke sind im Museum der Universität Tübingen (MUT) und im Heidengrabenmuseum ausgestellt. Mit dem über fünf Kilometer langen Kelten-Erlebnis-Pfad (KEP) wird das kulturelle und naturhistorische Erbe der Region am Heidengraben erschlossen, bewahrt, in Wert gesetzt und alle Informationen sowohl haptisch, visuell als auch auditiv vermittelt (Augmented Reality).

#### Römisches Reich

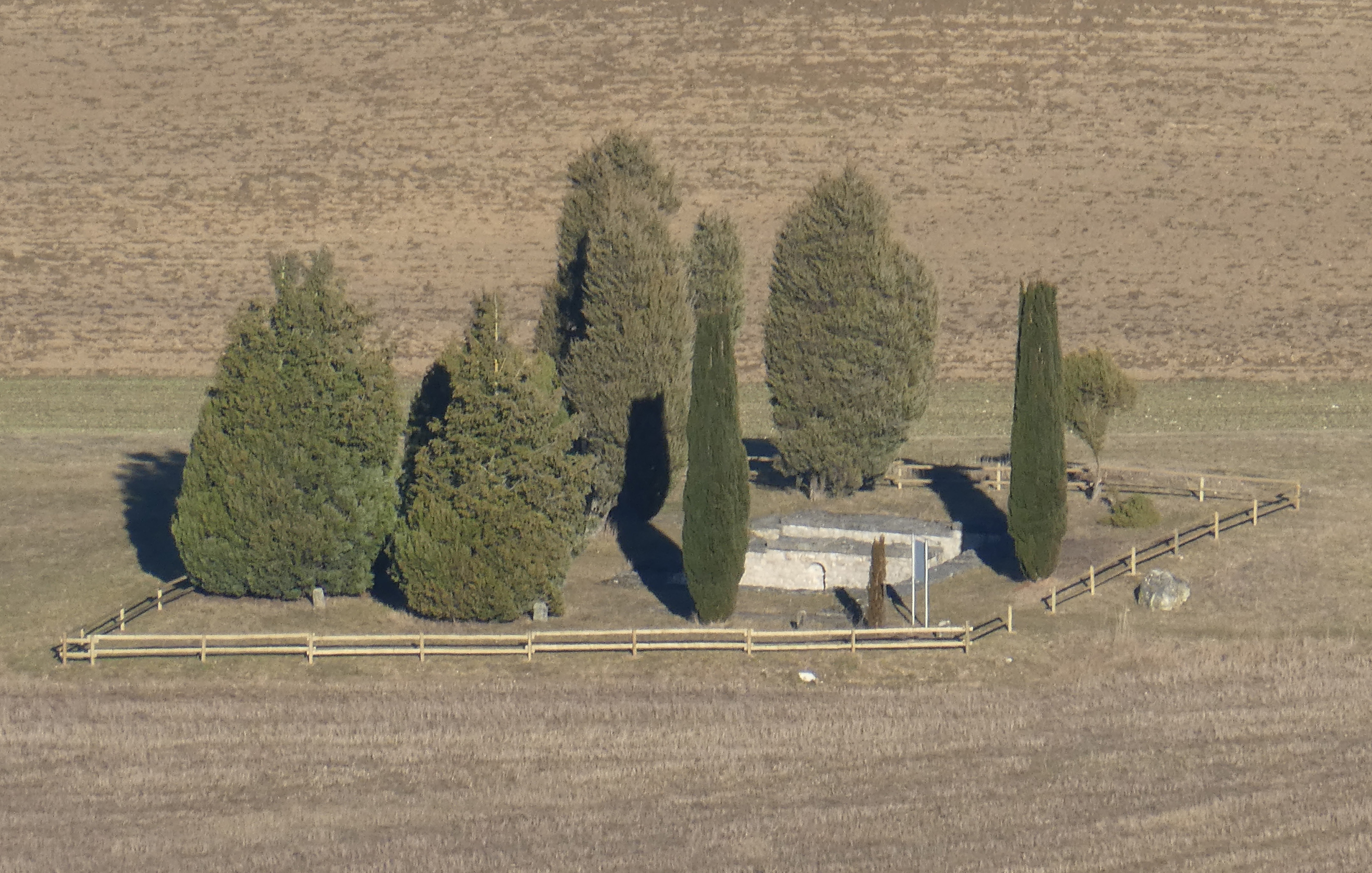
Spuren der Römer auf der Alb: ein römischer Keller bei Oberkochen, wohl eine Raststation an der Römerstraße durch das Brenz-Kocher-Tal

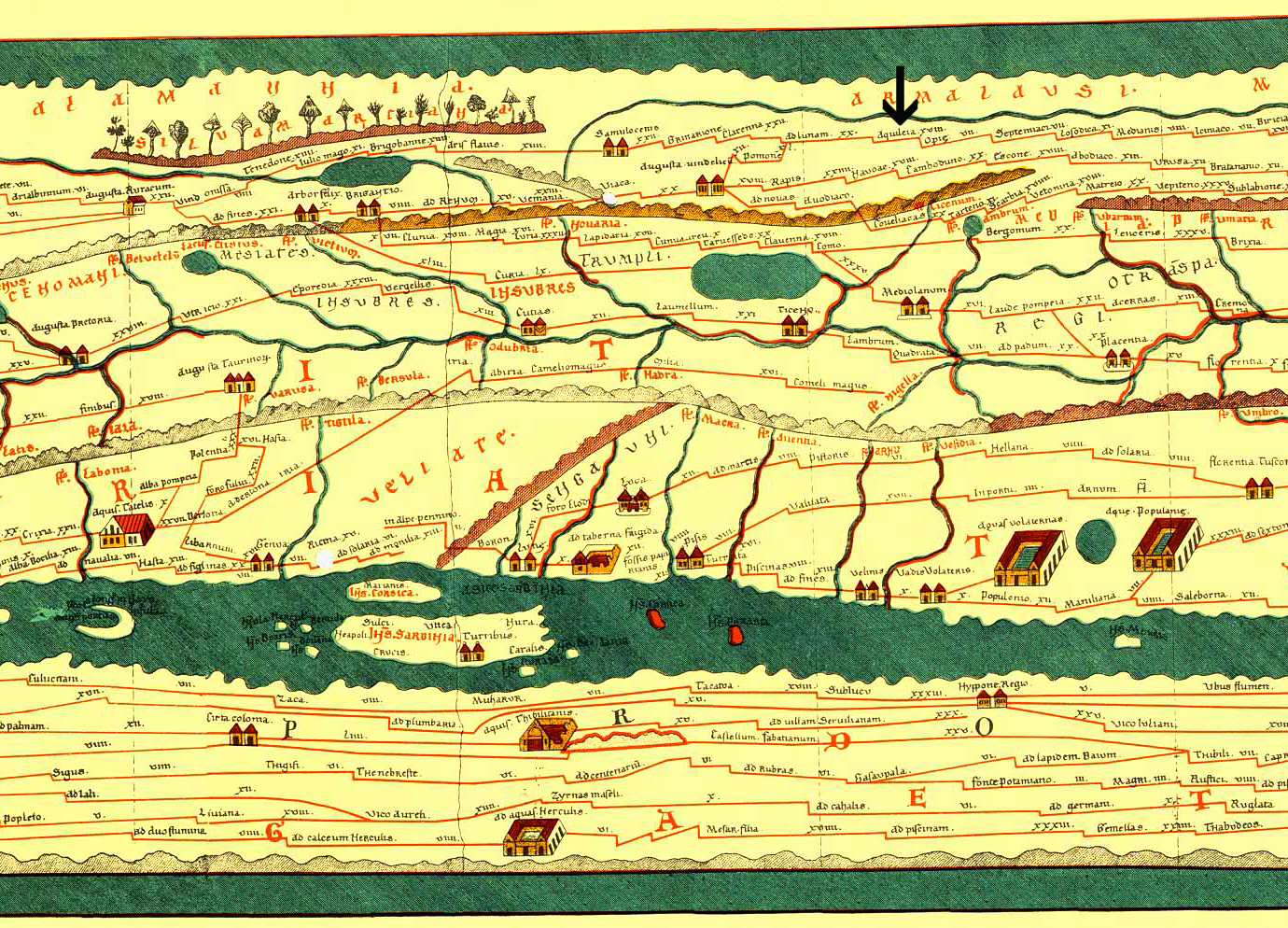
Ausschnitt aus der spätantiken Tabula Peutingeriana mit Aquileia (Heidenheim an der Brenz) am oberen Bildrand zwischen AD LUNAM (Lonsee) und OPIA (Oberdorf/Ipf), mittelalterliche Darstellung

Mit dem Vordringen der Römer im 1. Jahrhundert n. Chr. wurde der Albtrauf kurzzeitig zur Reichsgrenze (Alblimes) des römischen Reiches. Der östliche Teil des Alblimes lag auf dem Gebiet der römischen Provinz Raetia, nur die westlichen Kastelle Lautlingen, Geislingen a. R., Rottweil und Sulz befanden sich in der Provinz Germania superior. Das Kastell Lautlingen und das Kastell Burladingen waren ein Grenzkastell auf der Schwäbischen Alb. Das Kastell Aalen hatte als größte Garnison am Rätischen Limes für eine berittene Eliteeinheit (Ala miliaria) eine besondere Bedeutung.
Das Gebiet wurde durch die Römer mehr oder weniger stark romanisiert.

#### Besiedlung durch die Alamannen
Die Aufgabe des Limes durch die Römer im Jahr 260 brachte das Ende der römischen Alb. Nach der römischen Periode und dem Fall des Limes wurde die Alb sehr schnell durch die Alamannen wieder aufgesiedelt. In welchem Umfang römische und vorrömische (keltische) Bevölkerungsteile unter der neuen, alemannischen Herrschaft weiterexistierten, ist unklar; dass dies der Fall war, ist aber sehr wahrscheinlich.
Auf dem Runden Berg bei Bad Urach etablierte sich beispielsweise ein alamannischer Fürstensitz.

### Mittelalter
Während des Mittelalters sind zahlreiche Dörfer und Burgen sowie einige Klöster (z. B. Zwiefalten) entstanden. Städte kamen aber über den Status einer Landstadt und einer Kleinstadt nicht hinaus. Mit Beginn des 10. Jahrhunderts gehörte die Schwäbische Alb zum Herzogtum Schwaben.

#### Stadtentwicklung im Mittelalter
Die Keimzelle von einer Stadt wie Blaubeuren war das um 1085 gegründete Benediktinerkloster Blaubeuren, das von Mönchen aus dem Kloster Hirsau bezogen wurde. Das Kloster förderte den Zuzug von Handwerkern und Dienstleuten und besaß das Marktrecht, so dass sich um das Kloster rasch eine weltliche Gemeinde entwickelte.
1364 bot Kaiser Karl IV. den Einwohnern von Laichingen das Stadtrecht an. Diese lehnten jedoch ab, da sie angeblich keine Stadtmauer bauen wollten. Herzog Konrad II. von Teck veranlasste dagegen bereits 1270 in Kirchheim unter Teck den Bau einer Stadtmauer.
Bei wachsender Besiedlung wurden auch weitere, u. U. weniger fruchtbare, Standorte zu Ackerflächen umgewandelt. Das Vieh wurde in gelichtete Wälder (Hutewälder) getrieben.

#### Pestepidemien
Im Spätmittelalter führten die ausgedehnten Pestepidemien um 1350 zu großflächigen Wüstungen. Die Erholung davon dauerte mehr als ein Jahrhundert. Kaum wuchs im 16. Jahrhundert die Bevölkerung wieder an, wurde die genutzte Ackerfläche ausgedehnt. Die wachsende Bevölkerungsdichte machte auch eine Landnahme auf kargeren Hochflächen nötig.
In Reutlingen wird erstmals um 1329 eine jüdische Gemeinde genannt. Nach der Judenverfolgung in den Jahren 1347 und 1348 gewährte Karl IV. im Jahre 1349 den Reutlingern eine Amnestie und übergab jüdischen Besitz an die Grafen von Württemberg, die diesen an die Stadt Reutlingen veräußerten.
Nach dem Ausbruch der Pest kam es auch in Ulm 1349 zu einem Pestpogrom gegen die Juden, in denen man die Schuldigen der Pestepidemie sah. Das Judenviertel wurde niedergebrannt und erhaltene Gebäude wie die Synagoge zu anderen Zwecken verwendet.
Gleichfalls während der Pestepidemie 1349 kam es auch in Schwäbisch Gmünd zu schweren Judenverfolgungen, in deren Verlauf die meisten Einwohner jüdischen Glaubens ermordet wurden. Bereits vor 1349 sollen sich in Harburg Juden angesiedelt haben, die aber ebenfalls während der Pestpogrome von 1349 vertrieben bzw. ermordet wurden.

### Neuzeit

#### Bauernkrieg bis Säkularisation

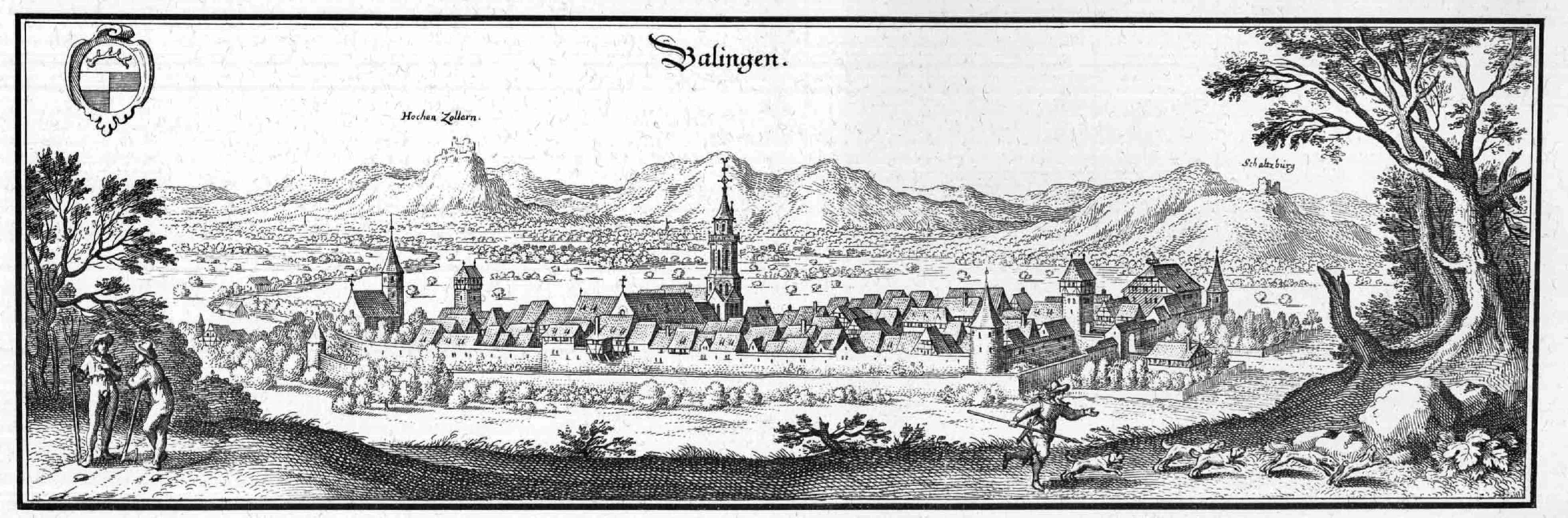
Balingen, die Burg Hohenzollern und der Albtrauf im 17. Jahrhundert, Kupferstich aus dem Jahr 1656 von Matthäus Merian (1593–1650)

##### Bauernaufstände
Einwohner von Balingen beteiligten sich 1514 an den Erhebungen gegen die Obrigkeit im Rahmen der Protestbewegung Armer Konrad. Bauern im Deutschen Bauernkrieg von 1525 plünderten das Kloster Zwiefalten; dabei soll es bei Tigerfeld zur Schlacht gekommen sein, bei der die Bauern eine Niederlage erlitten haben. Das Klarissenkloster Pfullingen wurde im gleichen Jahr durch Bauern geplündert. Die Nonnen im Kloster Margrethausen haben sich wiederum mit den aufständischen Bauern auf eine Geldzahlung geeinigt.
Die mittelalterliche Burg Teck wurde 1525 im Bauernkrieg völlig zerstört. Nach den Bauernkriegen waren viele Ritterburgen der Alb unbewohnbar.
Weil Geld zum Instandsetzen fehlte, zog ein Teil des Adels in die Städte. Mit der Zeit verfielen die meisten mittelalterlichen Burgen zu Ruinen, die man bis in die Gegenwart auf zahlreichen Berggipfeln der Alb finden kann. Erst gegen Ende des 17. Jahrhunderts – nach der Reformation und dem Dreißigjährigen Krieg – wurden die Verhältnisse wieder besser. Nun setzte unter Württembergs Fürsten und Kirchenfürsten eine Aufschwung in der Bautätigkeit ein. In dieser Zeit entstanden viele der Barockkirchen und -klöster – so die Abteikirchen von Neresheim und Zwiefalten.

##### Reformation
Fragen rund um den reformatorischen Bilderstreit wurden auf dem Uracher Götzentag 1537 in Urach diskutiert und zum Teil geklärt. Wichtige Reformatoren waren für Reutlingen Matthäus Alber sowie für Ulm Konrad Sam und Martin Frecht. Über diese freien Reichsstädte wurden erste Gebiete der Schwäbischen Alb evangelisch. Andere Reichsstädte wie Giengen an der Brenz folgten. Schon 1528 wurde dort die erste evangelische Predigt gehalten. Auf Bitten der Bürger wurde 1531 der erste evangelische Prediger angestellt. Es gab in der Stadt jedoch weiterhin katholische Gottesdienste. Unter Andreas Althamer sollte in Schwäbisch Gmünd ab 1524 die Reformation eingeführt werden, was jedoch am Widerstand des Gmünder Rates scheiterte.
In den Jahren 1545 und 1546 führte Bopfingen die Reformation durch. Zur Strafe ließ Kaiser Karl V. 1546 im Schmalkaldischen Krieg Bopfingen durch spanische Truppen plündern.
Herzog Ulrich von Württemberg setzte als Landesherr ab 1534 die Reformation in den Württembergischen Besitzungen durch und widmete sich mit großem Aufwand und noch höheren Kosten dem Ausbau einzelner Burgen auf der Schwäbischen Alb zu zeitgemäßen Festungen, worunter die Burg Hohenneuffen und die Stadtfestung Kirchheim unter Teck die bekanntesten waren. Das niedergebrannte Schloss Hellenstein in Heidenheim an der Brenz baute er in den Jahren 1537 bis 1544 wieder auf.
Beauftragt vom württembergischen Herzog Ludwig kam 1575 der Theologe Jakob Andreae in Aalen an. Seine Predigt überzeugten Bürgermeister, Stadtrat und Bürgerschaft, auch in Aalen die Reformation noch einzuführen. Dies geschah fast dreißig Jahre nach Martin Luthers Tod und 45 Jahre nach der Reformation in Ulm.
Manche Landschaften auf der Schwäbischen Alb, wie etwa die Benediktinerabtei Zwiefalten, konnten die Ausweitung des neuen Glaubens auf ihr Territorium erfolgreich verhindern. 1570 kam es im Vertrag von Speyer zu einer Bestätigung des Sonderstatus der Abtei Zwiefalten im evangelischen Herzogtum Württemberg. In der Folgezeit kam es aber dennoch immer wieder zu Reibereien zwischen Zwiefalten und Württemberg. 1539 sollte das Kloster Königsbronn reformiert werden. Auch hier auf der Ostalb weigerten sich jedoch die Mönche, den neuen Glauben anzunehmen. Auch nicht alle Humanisten wandten sich der Reformation zu. Jakob Locher aus Ehingen blieb beispielsweise bis an sein Lebensende der katholischen Kirche auch nach Ausbruch der Reformation treu.
Württemberg hob einige Klöster während der Reformation auf der Alb auf. Das Kloster Offenhausen wurde Ende des 16. Jahrhunderts in ein herzogliches Gestüt zur Zucht von Pferden und Maultieren umgewandelt. Auf das Klarissenkloster Pfullingen wurde großer Druck ausgeübt, bis etwa 1590 die letzte noch lebende Nonne zum Protestantismus konvertierte. Klostergebäude in Ulm wurde umgewidmet und dienten der Freien Reichsstadt fortan beispielsweise als Lateinschule.

##### Wiedertäufer

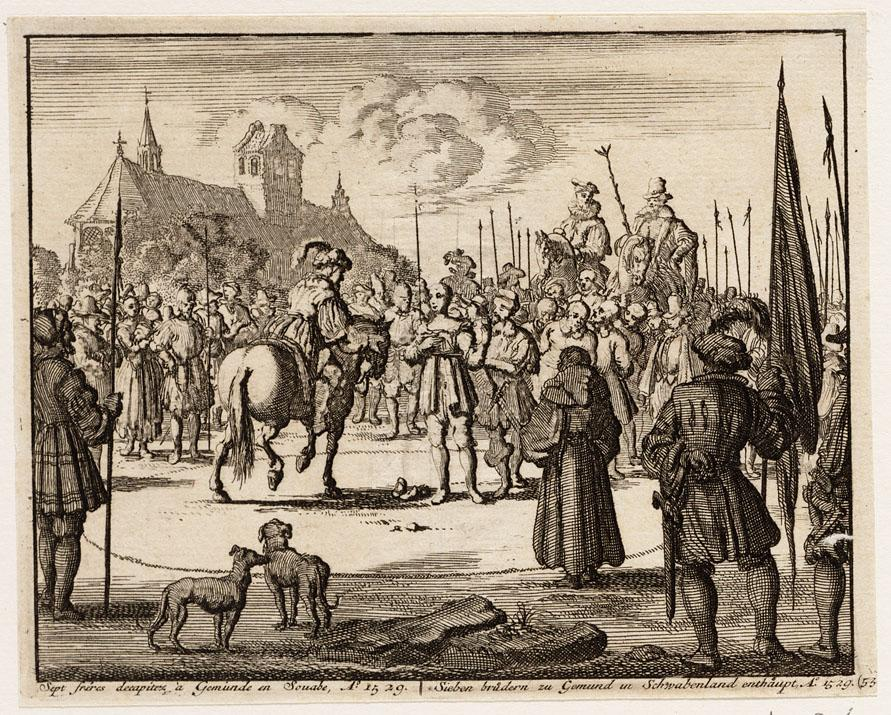
Täufergericht in Schwäbisch Gmünd 1529; sieben Menschen wurden dabei hingerichtet

Auf der Ostalb gab es eine Gruppe von Wiedertäufern, die sich auf dem heute zu Aalen gehörenden Mantelhof trafen. Ein Urkunde berichtet von deren Hinrichtung, als um den Neujahrstag 1531 herum aus Ellwangen der Profos des Schwäbischen Bundes auf den Mantelhof kam. Er hängte dort den Bauern sowie einen seiner Söhne und verbrannte mindestens zwölf Personen im Kornkasten.
In der Reformationszeit schlossen sich auch in Schwäbisch Gmünd Bürger den reformatorischen Täufern an. Ihr Prediger war Martin Zehentmayer. Im Februar 1528 wurde Zehentmayer zusammen mit vierzig Täufern verhaftet; sieben von ihnen wurden am 7. Dezember 1529 am Remswasen hingerichtet.

##### Gegenreformation
1548 kam Kaiser Karl V. nach Ulm. Am 15. August wurden in Anwesenheit des Kaisers die Altäre, die 1531 aus dem Ulmer Münster entfernt worden waren, erneut im großen Ulmer Gotteshaus aufgestellt und neu geweiht. Zugleich wurde ein feierliches Hochamt gelesen. Mit diesem gegenreformatorischen Gottesdienst war das Münster offiziell dem katholischen Glauben zurückgegeben worden
Graf Ulrich XVII. von Helfenstein (1524–1570) und sein Bruder Sebastian († 1564) führten 1555 das lutherische Bekenntnis in Wiesensteig ein. Bereits 1567 kehrte Graf Ulrich XVII. wieder zum katholischen Bekenntnis zurück und vollzog die Gegenreformation.

##### Hexenverfolgung

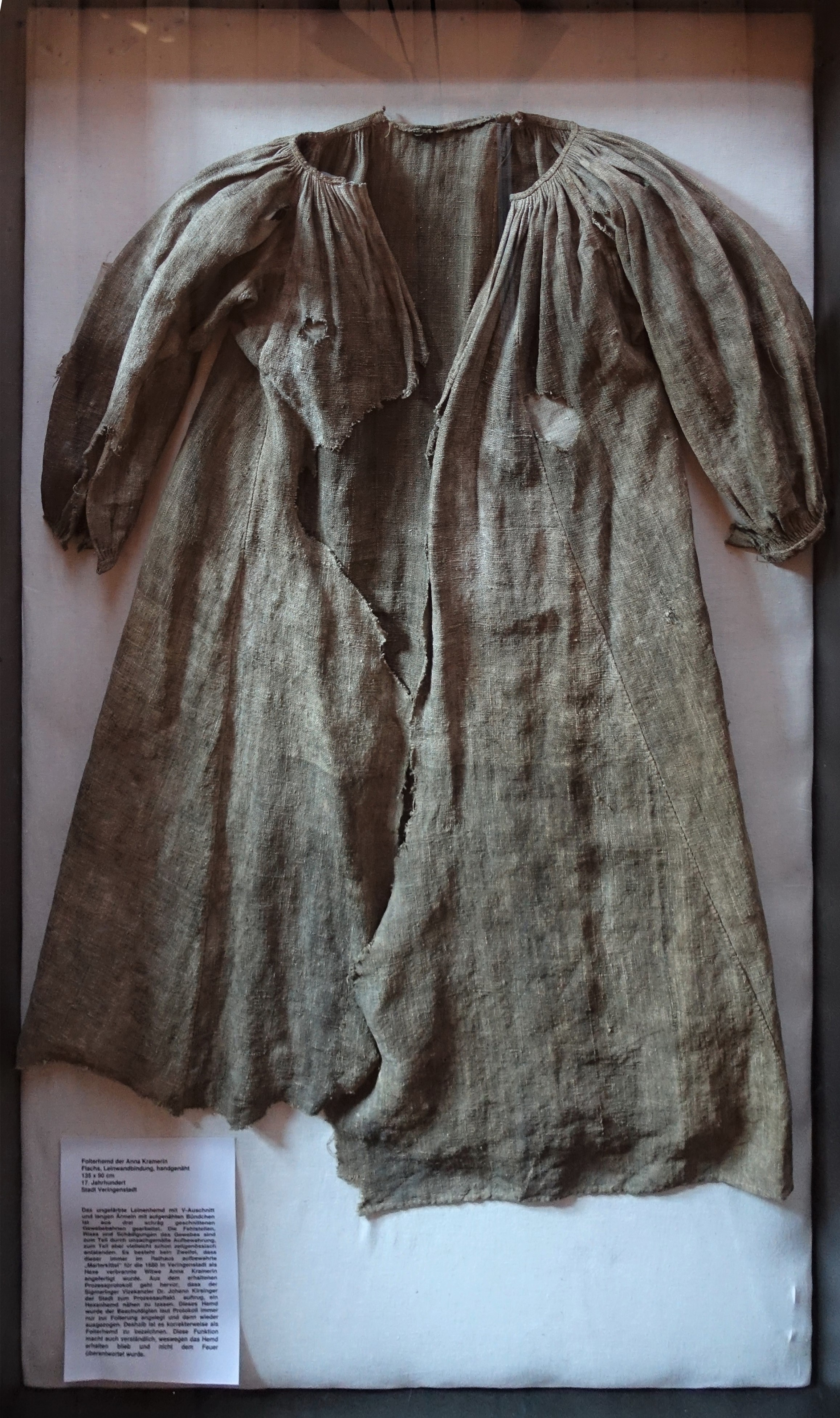
Hexen- und Folterhemd der Anna Kramer in Veringenstadt aus Flachs; Leinwandbindung; handgenäht 135 × 90 cm; 17. Jahrhundert.

Zwischen 1562 und 1611 wurden in der Herrschaft Wiesensteig mindestens 111 Frauen und ein Mann im Rahmen der Hexenverfolgung als „Hexen und Unholde“ hingerichtet.
In Sigmaringen wurde 1666 Katharina Steb hingerichtet. Anna Maria Sterck wurde 1679 als Kinderhexe verfolgt und im Alter von 11 Jahren und 4 Wochen am gleichen Ort enthauptet.
Das Hexenhemd von Veringenstadt ist ein Utensil des Hexenwahns. Es wird im Heimatmuseum Veringenstadt im Obergeschoss des Rathauses aufbewahrt. Es besteht kein Zweifel, dass dieses Folterhemd für die 1680 in Veringenstadt als Hexe verbrannte Witwe Anna Kramer angefertigt wurde.
Aus Schömberg wurden 1554 Margaretha Weißbrot und 1607 Anna Klarer als Hexen in Rottweil durch Verbrennung hingerichtet. 1598 bis 1600 war die Bürgermeisterswitwe Anna Murschel in Balingen von einem Hexenprozess betroffen. Sie gehörte als Witwe des 1594 verstorbenen, langjährigen Balinger Bürgermeisters, Caspar Murschel, mit dem sie in einer 39 Jahre dauernden Ehe „einträchtig und christlich“ gelebt hatte, der städtischen Ehrbarkeit an.
Die Besonderheit an den Hexenprozessen im Bereich des Klosters Obermarchtal ist die Verfolgungspanik noch bis hinein in die Mitte des 18. Jahrhunderts, der sieben Frauen zum Opfer fielen. Mindestens 60 Todesurteile gegen vermeintliche magische Delinquenten lassen sich insgesamt aus den Marchtaler Hexenprozessakten nachweisen.
In der Reichsstadt Schwäbisch Gmünd kam es von 1566 bis 1684 zu mindestens 69 Fällen von Hexenverfolgung. 51 dieser Hexenprozesse endeten in der Stadt tödlich.

##### Dreißigjähriger Krieg
Im Dreißigjährigen Krieg litten Orte der Schwäbischen Alb schwer unter der Pest, unter Hungersnot und Entvölkerung sowie unter Plünderungen und Mundraub der durchziehenden und lagernden Heere.
- Allein im Jahre 1634/35 gab es in Göppingen fast 1600 Tote.
- Bitz wurde total verwüstet, die wenigen Überlebenden zogen 1641 nach Ebingen. 1648 begannen 65 Personen mit dem Wiederaufbau des Dorfes.
- In den Jahren 1634 bis 1638 wütete die Pest in Weilheim an der Teck, wobei 1505 Personen starben. 1647 plünderten schwedische Truppen den Ort.
- Blaubeuren fiel wieder an Österreich zurück, auch das Kloster Blaubeuren wurde erneut von Mönchen bewohnt. Nach 1635 war der Ort Schauplatz von Kampfhandlungen und wurde teilweise verwüstet; nach 1637 versuchte die österreichische Herrschaft, gegen den Willen der Bevölkerung, den katholischen Glauben zu restituieren.
- Während des Dreißigjährigen Krieges war Pfullingen von 1635 bis 1648 mit kurzen Unterbrechungen ein Verwaltungssitz der Pfandschaft Achalm und damit vorderösterreichisch. Der Ort wurde der Rekatholisierung unterzogen, bekam einen katholischen Pfarrer und das Kloster wurde durch Söflinger Klarissen besetzt.
- In den Hauptkriegsjahren 1643–1648 fand der Konvent des Klosters Söflingen Zuflucht im evangelisch gebliebenen Ulm.
- Das Kloster Christgarten wurde nach dem Dreißigjährigen Krieg 1649 aufgelöst.

##### Säkularisation
Während der Zeit Napoleons gewann Württemberg, ab 1805 Königreich, ab 1803 große Gebiete auf der Alb hinzu, etwa die Reichsstadtgebiete von Aalen, Bopfingen, Giengen an der Brenz, Reutlingen und Ulm oder die Gebiete der säkularisierten Klöster Elchingen, Heiligkreuztal, Marchtal, Neresheim, Urspring, Söflingen und Zwiefalten. Die beiden hohenzollerischen Fürstentümer Hohenzollern-Hechingen und Hohenzollern-Sigmaringen blieben zunächst unabhängig, ehe sie 1848/49 an das Königreich Preußen fielen.

#### Industrialisierung und Moderne
Klima, Boden, Wasser und Wind hatten es den Albbewohnern immer schon schwerer gemacht, das Land zu bewirtschaften als beispielsweise den Menschen aus dem nahen Neckarraum. Die aufkommende Industrialisierung im 19. Jahrhundert bot viele neue wirtschaftliche Entwicklungsmöglichkeiten, das passende Motto lautete „Not macht erfinderisch“.
Die Ende des 19. Jahrhunderts eingeführte Albwasserversorgung, die schrittweise Industrialisierung mit besserer Anbindungen mittels Albaufstiegen und Gebirgspässe konnten die allgemeinen Lebensumstände der Albbewohner bedeutend verbessern. Die Schwäbische Alb ist bis heute in ihrer Gesamtheit jedoch ein eher ländlich geprägter Raum geblieben. Dennoch gab und gibt es Zentren der Industrieansiedlung, die während der vergangenen 200 Jahre als Innovationszentren galten und bis heute fortwirken.

##### Eisenbahnen

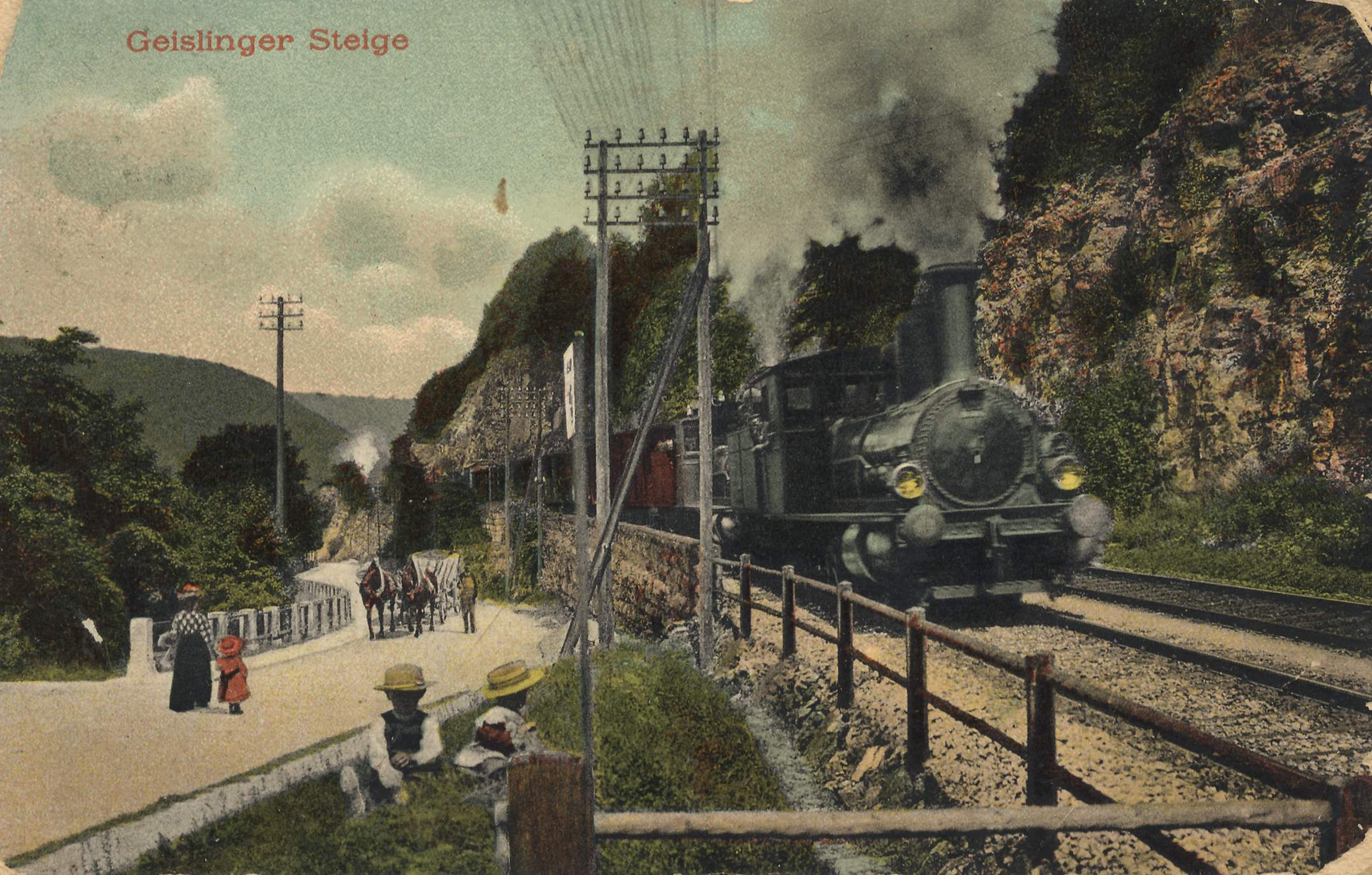
Dampflokomotive an der Geislinger Steige, Fotoaufnahme aus dem Jahr 1908

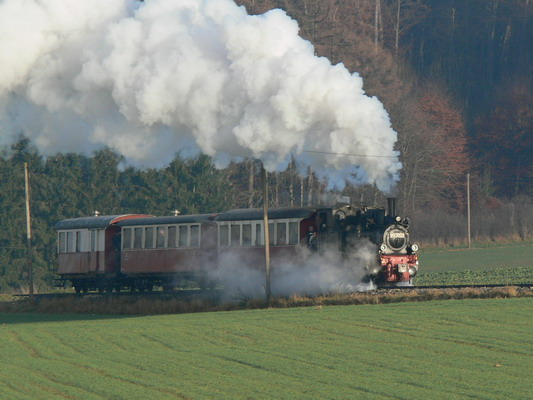
Das Albbähnle der Ulmer Eisenbahnfreunde bei Oppingen 2006 auf Strecke

Um der komplexen Topographie der Schwäbischen Alb bei der Anlage von Gleisen gerecht zu werden, mussten zum Teil, wie auf dem Bild zu sehen, Häuser abgebrochen oder versetzt werden, der Gleiskörper in engen Kurven untergebracht und über Viadukte gelenkt werden; die Aufnahme zeigt die Anlage der Talgangbahn 1907 in Ebingen mit einer aufwändigen Gebäudeversetzung

Mit dem Bau der Eisenbahn Mitte des 19. Jahrhunderts wurde ein wichtiger Grundstein für die Industrialisierung der Alb gelegt. Diese betraf jedoch nur Gegenden, bei denen ein Anschluss als lohnend erachtet wurde. Somit kam es zu einer ungleichen Industrialisierung und einer unterschiedlichen Verstädterung der Alb. Die Züge der Königlich Württembergischen Staats-Eisenbahnen überwanden ab 1850 über die Geislinger Steige die Schwäbische Alb zwischen Geislingen an der Steige und Ulm.
Das Volkslied „Uff der Schwäb’sche Eisabahna“ drückt diese Diskrepanz zwischen Moderne und bäuerlicher Welt deutlich aus. Der Eisenbahnbau ermöglichte bei Bedarf eine Zuführung von Arbeitskräften aus den Städten und gleichzeitig eine Verbindung der entlegenen Produktionsstätten mit den urbanen Zentren.
Der Südrand der Schwäbischen Alb wurde in der zweiten Hälfte des 19. Jahrhunderts durch die Eisenbahnstrecken Tuttlingen–Inzigkofen, Tübingen–Sigmaringen und Ulm–Sigmaringen erschlossen. Die Überwindung der Ostalb von Norden nach Süden erfolgte eisenbahntechnisch zwischen 1858 und 1876 von Aalen über Heidenheim nach Ulm durch die Brenzbahn.
Die vergleichsweise langen Planungs- und Bauzeiten, verbunden mit erheblichen Kosten, ergaben sich durch die hügelige Topografie Württembergs, wobei insbesondere die Querungen der Schwäbischen Alb aufwändig gewesen sind. Die Alb teilte das Königreich Württemberg im 19. Jahrhundert zunächst in zwei Hälften, wobei der Albtrauf an der Nordseite für den Schienenverkehr durchweg eine erhebliche Barriere darstellte. Nur sechs Bahnstrecken führten bis zum 20. Jahrhundert von Norden überhaupt auf die Albhochfläche. Bis zum 21. Jahrhundert waren es nur noch vier wegen erfolgter Streckenstilllegungen.
Viele Strecken endeten dagegen bereits direkt am Fuß des nördlichen Albtraufes, ohne die Europäischen Hauptwasserscheide zwischen Rhein und Donau zu erreichen oder die Alb nach Süden zu überwinden. Zu nennen sind hier die Ermstalbahn von 1876, die in Bad Urach endet. Auch die Teckbahn von 1899 endet in Oberlenningen. Beide Bahnen erschließen heute (Stand 2024) für die Metropolregion Stuttgart das Biosphärengebiet Schwäbische Alb.
Die ehemalige Voralbbahn von 1926 mit dem Bahnhof in Bad Boll, deren Trasse trotz inzwischen erfolgter Stilllegung noch vorhanden ist, könnte in ähnlicher Funktion wieder reaktiviert oder sogar noch weiter ausgebaut werden. Ähnlich liegen die Dinge bei der Talgangbahn von 1901 in Onstmettingen und bei der Echazbahn von 1892 in Honau.
Mit Beginn des 20. Jahrhunderts, ab 1901, wurde die Mittlere Kuppenalb und die Zollernalb im Westen durch die Schaffung eines Streckennetzes nach und nach erschlossen. Hier war die Hohenzollerische Landesbahn maßgeblich beteiligt. Die Härtsfeldbahn wurde ab 1906 über die östliche Alb gebaut und erschloss das Härtsfeld zwischen Aalen und Dillingen an der Donau. Erst 1928 kam es zur Heubergbahn, die den Großen Heuberg bahntechnisch öffnete. Die Ulmer Eisenbahnfreunde kümmern sich seit 1969 um das historische schienengebundene Verkehrswesen der Schwäbischen Alb.
Die Täler auf den Hochflächen der Schwäbischen Alb bedient seit 2009 wieder die Schwäbische Alb-Bahn.

##### Textilindustrie
Durch die Schäferei hatte die Textilherstellung auf der Schwäbischen Alb bereits Tradition. Ab dem 17. Jahrhundert stieg die Zahl der Strumpfwirker und Zeugmacher an. Einen wirtschaftlichen Aufschwung erhielt die Alb durch den Beginn der maschinellen Textilindustrie im Zuge der industriellen Revolution. Zeitgleich brachte auch der Baumwollboom vermehrt mechanische Webstühle auf die Alb und führte zur Gründung größerer Baumwollmanufakturen, etwa die Württembergische Cattunmanufaktur in Heidenheim. Im 19. Jahrhundert entstanden in Giengen an der Brenz die Vereinigten Filzfabriken und Steiff. In Albstadt entwickelte sich die Trikotindustrie, die schon bald bis ins Ausland lieferte. In Wechselwirkung entstand die Papierindustrie, die für die Textilindustrie produzierte. Bis heute wird auf der Alb Markenwäsche (zum Beispiel in Burladingen die Firma Trigema und in Albstadt die Firma Mey) produziert.
Dazu kommen inzwischen technische Textilien – in der Region Neckar-Alb sind allein rund 60 sogenannter Techtex-Unternehmen ansässig, die Spezialtextilien wie Schutzanzüge, Textilien für den Medizin- und Orthopädiebedarf sowie technische Textilien für die Automobilindustrie und den Flugzeugbau herstellen. Sie stehen für einen Wirtschaftszweig, der für den Standort Deutschland einzigartig und wichtig ist.

##### Weitere Industriezweige
Anfang des 19. Jahrhunderts war zum Beispiel das Hüttenwerk Königsbronn an der Brenz mit seinem Hochofen und der Gießerei ein Vorzeigeunternehmen in der Verarbeitung von Bohnerzen, die auf der Alb gefunden wurden. Das Hüttenwerk Wasseralfingen am Rand der Alb wurde bereits 1671 gegründet und verarbeitete die Eisensandstein-Formationen der Region Aalen. Heute sind dort die Schwäbischen Hüttenwerke tätig.
Aber auch metallverarbeitende Firmen wie WMF spielten eine wichtige Rolle. WMF war zunächst für den Bau der Geislinger Steige gegründet, bevor es nach dem Ersten Weltkrieg mit Besteckherstellung seine heutige Bekanntheit erlangte.
Vielerorts entwickelten sich Industrien wie Feinmechanik in Balingen (Waagen von Bizerba), und bis heute befinden sich in Tuttlingen („Weltstadt der Medizintechnik“) die Industrie für chirurgische Instrumente und medizinische Geräte, in Heidenheim die Papiermaschinenfabrik Voith, in Reutlingen die Metalltuchindustrie, in Herbrechtingen die Firma Osram, in Giengen/Brenz die Firma Bosch sowie die Zeiss-Werke in Oberkochen. Auf dem Großen Heuberg spezialisierte man sich in der zweiten Hälfte des 20. Jahrhunderts auf die Drehteilindustrie (z. B. Hermle) sowie auf die Uhrenmanufaktur, scherzhaft wird die Heubergregion als „Schraubengebirge“ bezeichnet.

### Heutige Siedlungen

#### Höhenorte

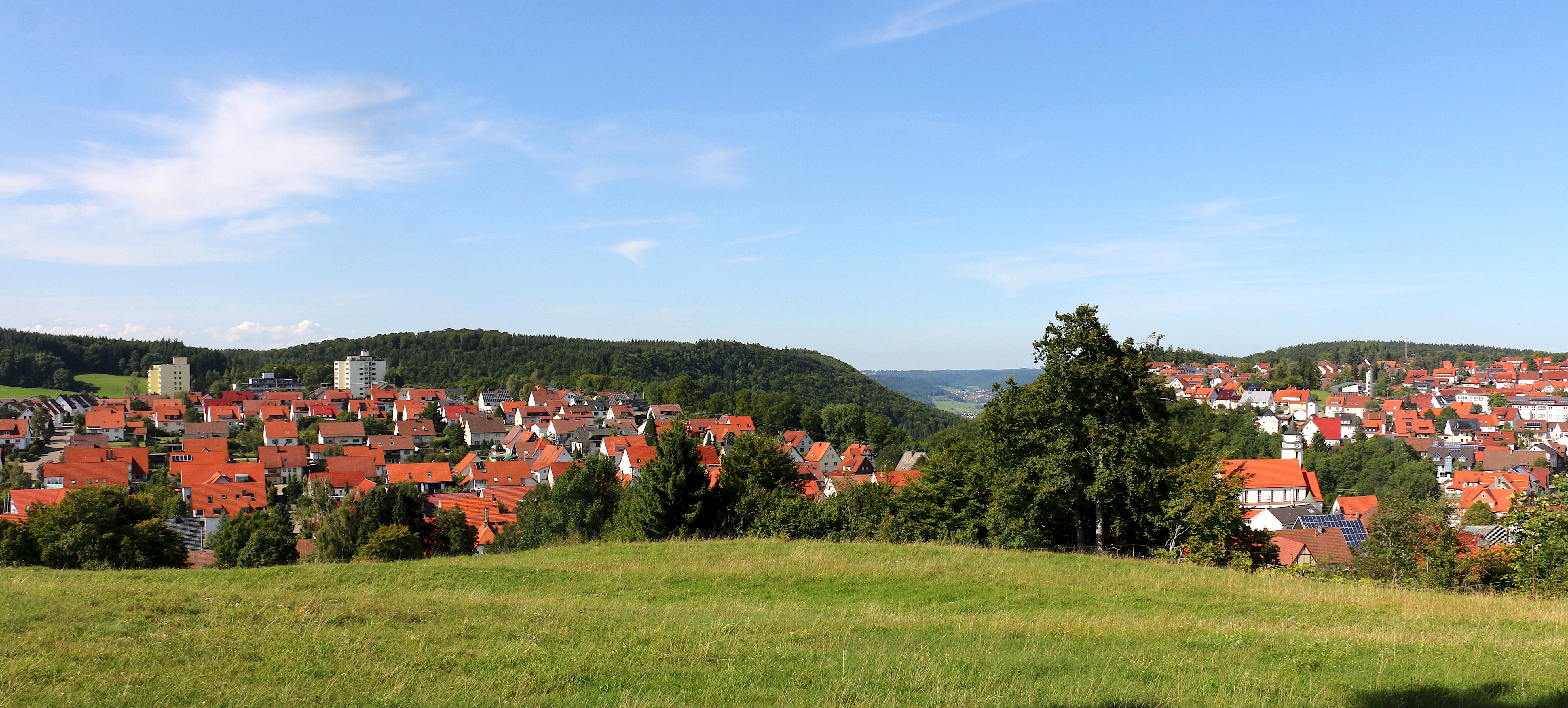
Zweithöchst gelegene Stadt Deutschlands: Meßstetten liegt exponiert auf der Hochfläche des Großen Heubergs

Über 900 Meter liegend und somit höchstgelegene Ortschaften der Schwäbischen Alb sind Heinstetten (914 m), Bubsheim (912 m), Burgfelden (912 m), Böttingen (911 m), Meßstetten (907 m) und Heidenstadt (903 m) als höchstgelegener Ortsteil von Nusplingen. Meßstetten gilt als zweithöchste Stadt Deutschlands.

#### Bevölkerungsdichte

Bevölkerungsdichte in Baden-Württemberg: Schwarzwald und Alb sind am dünnsten besiedelt.

Die Alb gilt mit dem Schwarzwald als eine der am dünnsten besiedelten Regionen Baden-Württembergs. Einige Gegenden haben Bevölkerungsdichten von unter 50 Einwohnern pro Quadratkilometer, wie z. B. der Große Heuberg oder Teile der Mittleren Kuppenalb. Auf der Albhochfläche selbst erreichen nur wenige Orte eine Einwohnerzahl von über 10.000, es dominieren kleinere Dörfer, die sich oft zu Gemeinden bzw. Gemeindeverwaltungsverbänden zusammengeschlossen haben.
Die geringe Bevölkerungsdichte hat hauptsächlich historische Gründe, als die abgeschiedenen, kargen Hochflächen noch unzureichend mit Wasser zu versorgen war. Die im Mittelalter gegründeten Städte kamen seit jeher oft nicht über den Status einer Kleinstadt hinaus. Die Alb galt deswegen lange Zeit als klassische Auswanderungsregion.

#### Städte und größere Orte der Schwäbischen Alb

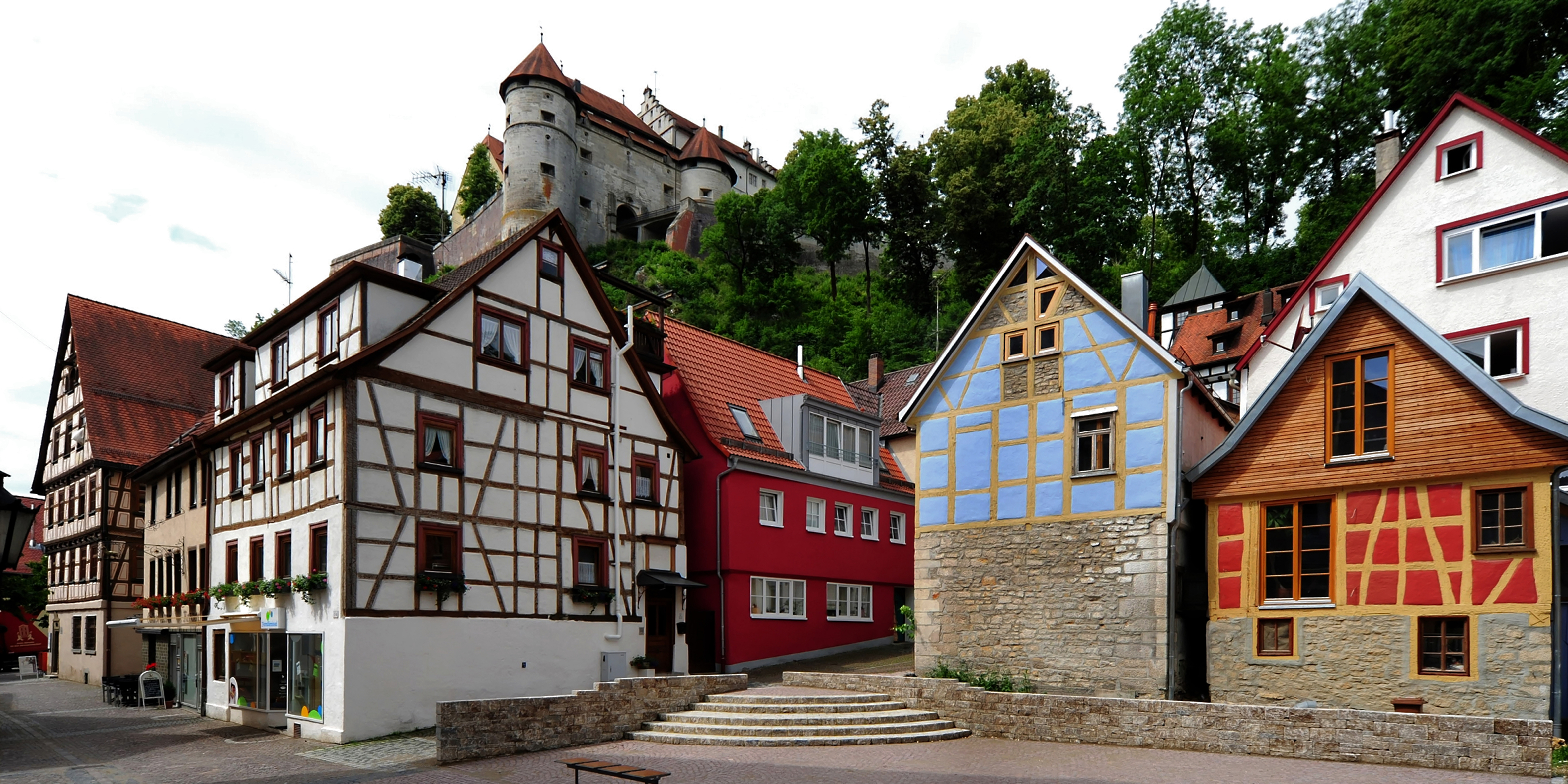
Restaurierte Fachwerkhäuser in Heidenheim an der Brenz

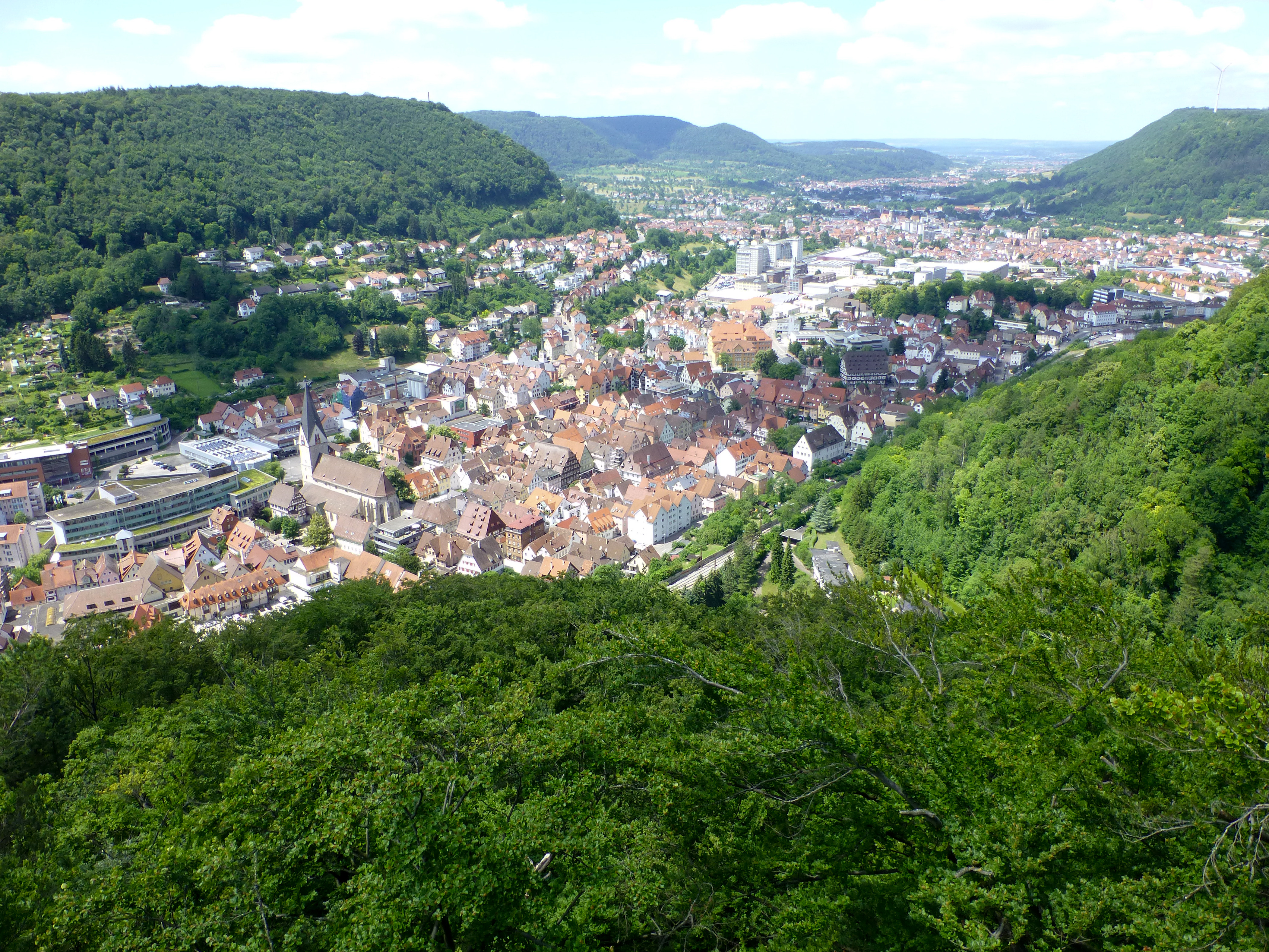
Blick vom Aussichtspunkt beim Ödenturm auf Geislingen an der Steige

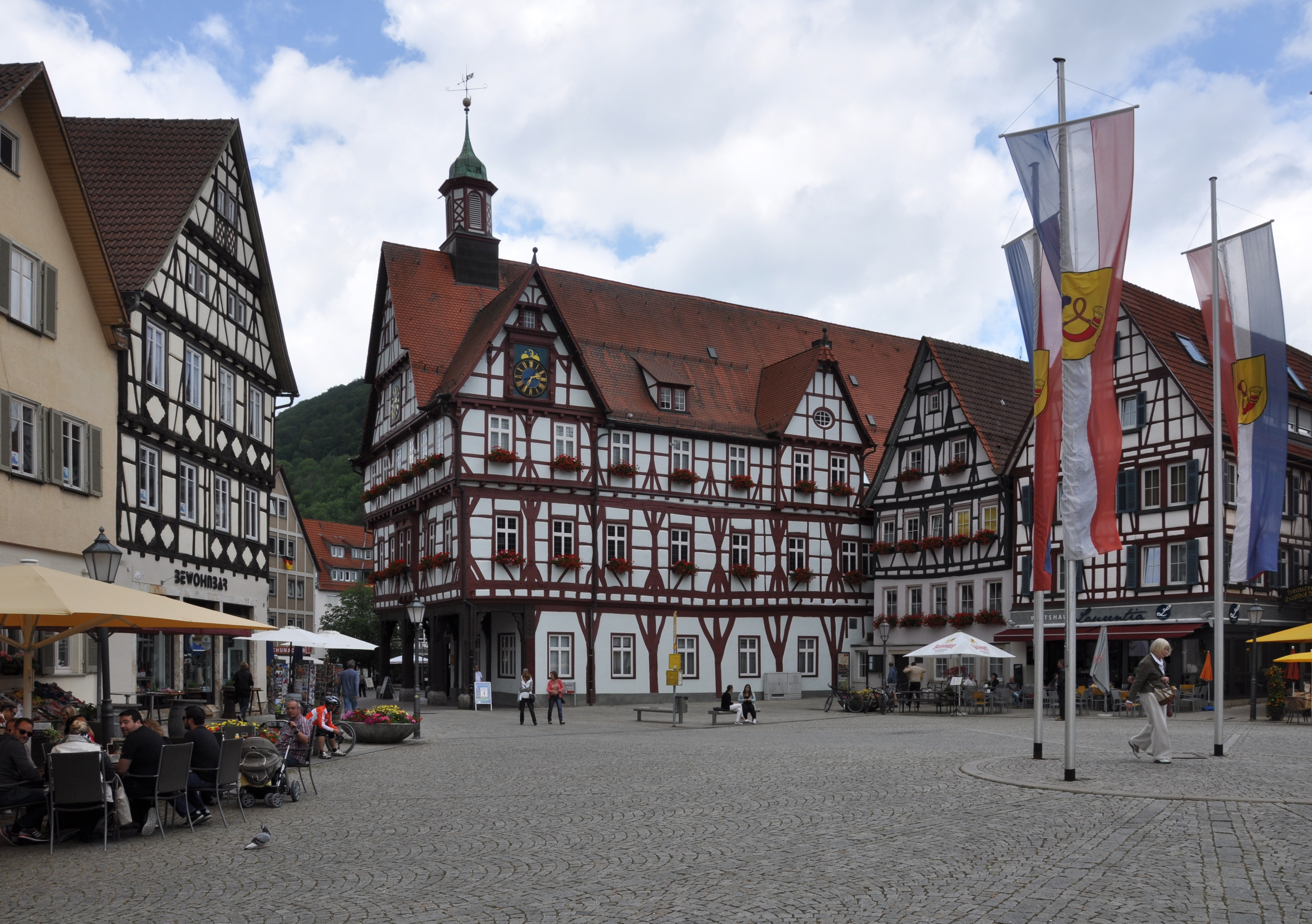
Der Marktplatz von Bad Urach

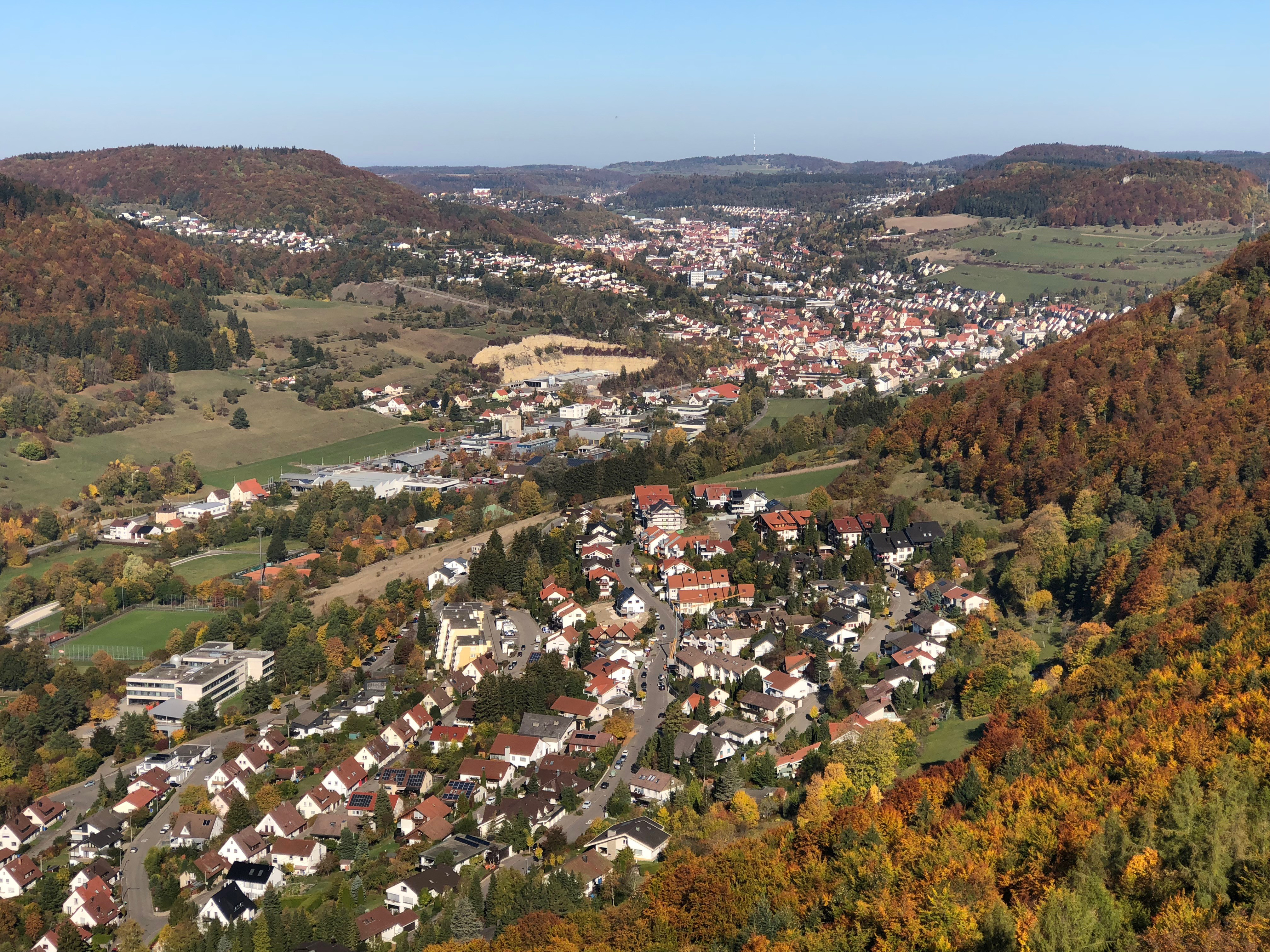
Albstadt liegt in einem verzweigten Hochtalsystem im Gebiet der Hohen Schwabenalb

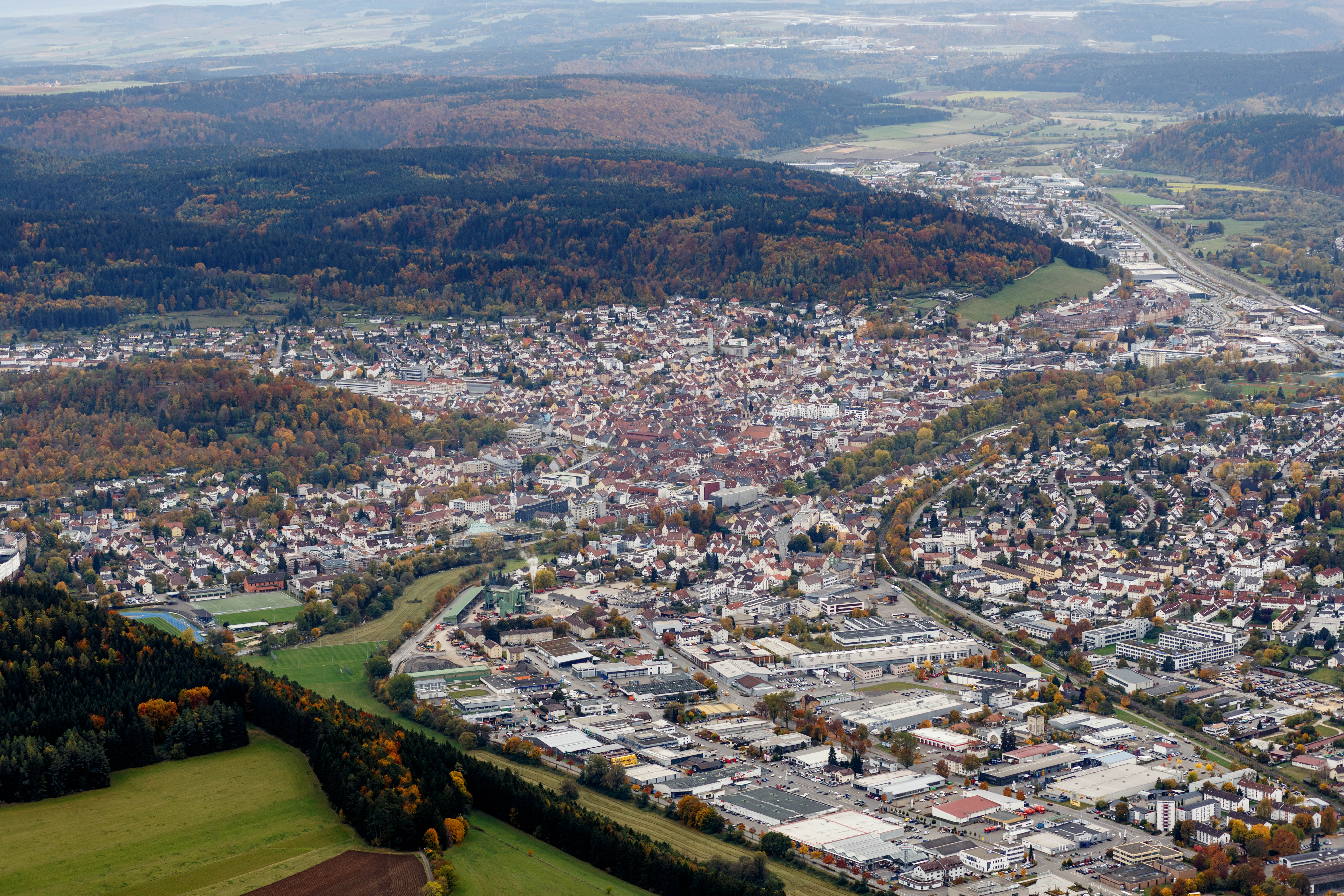
Luftaufnahme von Tuttlingen, bekannt als Weltstadt der Medizintechnik, nahe der badisch-schwäbischen Dialektgrenze

Viele größere Orte der Schwäbischen Alb findet man eher am Rand, vor allem in niedrig gelegenen Flusstälern. Manche Städte, wie etwa Aalen, gehen bereits auf römische Wurzeln zurück; die römische Reitereinheit Ala II Flavia Milliaria war ein Kastell, dessen Überreste als Kastell Aalen bezeichnet werden.
Veringenstadt wiederum ist ein Ort, der seit 50.000 Jahren kontinuierlich besiedelt ist. Andere Orte haben alemannische Wurzeln; wieder andere Orte, etwa Albstadt, sind als neue Stadtbildungen erst seit 1975 Zusammenschlüsse aus (bei Albstadt am Ende neun) verschiedenen Ortsteilen. Albstadts ursprüngliche Orte wollten gemeinsam mit ihrem – erst damals gewählten – Namen einen klaren Bezug zur Schwäbischen Alb herstellen.
Sonnenbühl besteht aus vier bis 1974 selbständigen Gemeinden (Erpfingen, Genkingen, Undingen und Willmandingen) mit sehr alter Geschichte, die ins 8. und 9. Jahrhundert nach Christus reicht. Als neuer gemeinsamer Gemeindename wurde Sonnenbühl bewusst gewählt, um einerseits auf die sonnige Höhenlage der Alb zu verweisen, andererseits, um die örtliche Verwaltung unter einem gemeinsamen Namen zu bündeln und zusammenzufassen. Ähnlich verhält es sich bei der Gemeinde Hohenstein.
| - Aalen, 68.361 Ew.: Limesmuseum, Kocher, Besucherbergwerk Tiefer Stollen - Albstadt, 45.472 Ew.: Traufgänge, Heersberg, Raichberg, Schalksburg, Zeller Horn, Wintersportzentrum - Bad Urach, 12.473 Ew.: Mittelalterliche Altstadt, Uracher Wasserfall, Runder Berg, Erms, Falkensteiner Höhle - Balingen, 34.505 Ew.: Balinger Berge mit Lochen und Schafberg, Zollernschloss - Beuren (bei Nürtingen), 3.679 Ew.: Freilichtmuseum Beuren, Beurener Fels - Blaubeuren, 12.434 Ew.: Blautopf, Kloster, Urgeschichtliches Museum - Blaustein, 16.303 Ew.: Lauter - Bopfingen, 11.690 Ew.: Ipf - Burladingen, 12.241 Ew.: Sitz von Trigema - Dischingen, 4.376 Ew.: Burg Katzenstein - Ehingen (Donau), 26.398 Ew.: Donau - Eningen unter Achalm, 11.166 Ew.: Achalm - Eislingen/Fils, 21.243 Ew.: Fischsaurierfriedhof - Fridingen, 3.141 Ew.: Donauversickerung, Schloss Bronnen - Gammertingen, 6.370 Ew.: Laucherttal - Geislingen, 28.400 Ew.: Filstal, Geislinger Steige, Altstadt mit vielen mittelalterlichen Fachwerkhäusern - Giengen, 19.711 Ew.: Charlottenhöhle, Die Welt von Steiff - Göppingen, 57.974 Ew.: Hohenstaufen - Gosheim, 3.802 Ew.: „Spitze der Alb“ mit Lemberg, weiteste mögliche Fernsicht in Deutschland, Biathlonzentrum - Hayingen, 2.196 Ew.: Naturtheater Hayingen - Heidenheim, 49.342 Ew.: Schloss Hellenstein - Hechingen, 19.126 Ew.: Burg Hohenzollern, Zeller Horn - Herbrechtingen, 13.051 Ew.: Brenz, Eselsburger Tal - Hohenstein, 3.686 Ew.: Burg Hohenstein, Ödenburg - Königsbronn, 7.018 Ew.: Ursprung der Brenz (Fluss) - Kirchheim unter Teck, 40.774 Ew.: Burg Teck, Albvorberge Teck, Breitenstein und Limburg - Lichtenstein, 9.255 Ew.: Schloss Lichtenstein, oberes Echaztal - Laichingen, 11.951 Ew.: Laichinger Tiefenhöhle - Lenningen, 8.246 Ew.: Ruine Sulzburg, Ruine Wielandstein, Schopflocher Torfmoor - Langenenslingen 3.553 Ew.: Alte Burg, Zuckergässle, Quelltopf Biberbach, Ruine Schlossberg, Orchideen im Warmtal - Lonsee 5.121 Ew.: Lonetopf, römisches Kastell Urspring - Meßstetten, 10.671 Ew.: Wintersportzentrum, Östlicher Großer Heuberg, HochAlbPfad mit Hossinger Leiter - Metzingen, 22.117 Ew.: Kelternplatz mit sieben Keltern, Outlet-City Metzingen - Mössingen, 20.494 Ew.: Mössinger Bergrutsch, Dreifürstenstein, Farrenberg - Münsingen, 14.480 Ew.: Truppenübungsplatz, Biosphärengebiet Schwäbische Alb, Schwäbischen Dichterstraße - Neresheim, 7.991 Ew.: Abtei Neresheim - Neuffen, 6.247 Ew.: Hohenneuffen - Niederstotzingen, 4.721 Ew.: Lonetal, Vogelherdhöhle - Oberkochen, 7.870 Ew.: Kocherursprung - Owen, 3.382 Ew.: Burg Teck - Pfullingen, 18.778 Ew.: Echaz, Schönbergturm („Pfullinger Unterhose“) - Reutlingen, 116.031 Ew.: „Tor zur Schwäbischen Alb“ mit Echaz, Achalm, Georgenberg und Roßberg; Württembergische Philharmonie Reutlingen - Römerstein, 4.054 Ew.: Römersteinturm, Wintersportgebiet, Sommerrodelbahn, Schwäbische Albstraße - Schaffhausen (SH), Schweiz, 36.604 Ew.: Randen, Hagenturm, Übergang zum Schweizer Jura - Schelklingen, 6.870 Ew.: Hohler Fels, Kloster Urspring, Ach - Scheer, 2.510 Ew.: Schloss Scheer, Schloss Bartelstein, Nikolauskirche (Scheer), Lorettokapelle (Scheer) - Schömberg, 4.687 Ew.: Plettenberg, Schlichemtalsperre, Schlichem, Oberhohenberg - Schwäbisch Gmünd, 61.216 Ew.: Rechberg, Remstal, Römerkastell Schirenhof, Heilig-Kreuz-Münster - Sigmaringen, 16.916 Ew.: Donau, Hohenzollernschloss Sigmaringen - Sigmaringendorf, 3.659 Ew.: Donau, Lauchert, Waldbühne Sigmaringendorf - Sonnenbühl, 7.052 Ew.: Karls- und Bärenhöhle, Nebelhöhle, Kornbühl - Sontheim, 5.636 Ew.: Galluskirche und Schloss Brenz - Spaichingen, 13.187 Ew.: Dreifaltigkeitsberg, Klippeneck, Albabtrieb in Denkingen - Steinheim am Albuch, 8.725 Ew.: Steinheimer Becken, Wental - Stetten am kalten Markt, 4.724 Ew.: Albkaserne, Lager Heuberg - St. Johann, 5.185 Ew.: Haupt- und Landgestüt Marbach - Straßberg, 2.455 Ew.: Burg Straßberg - Trochtelfingen, 6.354 Ew.: Hohenzollernstraße, Fachwerkhäuser - Tuttlingen, 36.507 Ew.: Zentrum der Medizintechnik, Oberes Donautal - Tübingen, 83.000 Ew.: Universitätsstadt, botanische Gärten und historische Altstadt - Ulm, 126.405 Ew.: Donau, Ulmer Münster, Fischerviertel mit dem Schiefen Haus, Rathaus und botanischer Garten - Wehingen, 3.648 Ew.: Großer Heuberg, Bäratal - Wiesensteig, 2.046 Ew. Filsursprung, Ruine Reußenstein, Residenzschloss der Grafen von Helfenstein - Winterlingen, 6.324 Ew.: Planetenweg mit Sonnensystem im Maßstab 1 zu 1 Milliarde verkleinert - Zwiefalten, 2.281 Ew.: Zwiefalter Ach, Wimsener Höhle, Kloster Zwiefalten und Zwiefalter Klosterbrauerei |

## Tourismus

### Zahlen und Statistik
Im Jahr 2018 verzeichnete die Alb rund 5,8 Millionen Übernachtungen, 3,8 % mehr im Vergleich zum Vorjahr. Auch im Jahr 2019 ist die Zahl der Übernachtungen um 5,2 % angestiegen. Damit lag die Schwäbische Alb hinsichtlich der Steigerungsraten weiterhin an der Spitze aller Tourismusregionen des Landes. Auch für Gäste aus dem Ausland wurde die Alb im 20. Jahrhundert als Reiseziel immer attraktiver. Mehr als 205.900 Ankünfte (+ 9,2 %) und über 441.700 Übernachtungen (+ 10,1 %) von Auslandsgästen sprechen für ein stark ansteigendes internationales Interesse (baden-württembergischer Durchschnitt: 3,9 %) an der Region. Die wichtigsten Herkunftsländer bleiben die Schweiz und die Niederlande.
Viele Landkreise und Kommunen haben massiv in die touristische Infrastruktur, z. B. in ein qualifiziertes Angebot an Wander- und Radwege, in Öffentlichkeitsarbeit (Karten, Beschilderungen, Beschreibungen und Internetauftritte) sowie öffentliche Museen investiert. Attraktionen (z. B. Höhlen und archäologische Fundstellen) wurden zugänglich gemacht.

### Wanderwege und Pilgerrouten
Es gibt zahlreiche gut markierte Wanderwege auf der Schwäbischen Alb. Diese lassen sich einteilen in Streckenwanderwege und Rundwanderwege. Die Streckenwanderwege werden überwiegend vom Schwäbischen Albverein betreut und markiert. Viele Gemeinden haben darüber hinaus auf ihrem Gebiet Rundwanderwege eingerichtet. Die Wanderwege führen oft an den Besonderheiten der Alb vorbei. Die Silberdistel als inoffizielles Symbol der Alb ist nur eine von vielen besonderen Blumen, die bei einer Wanderung entdeckt werden können.

#### Hauptwanderwege des Schwäbischen Albvereins

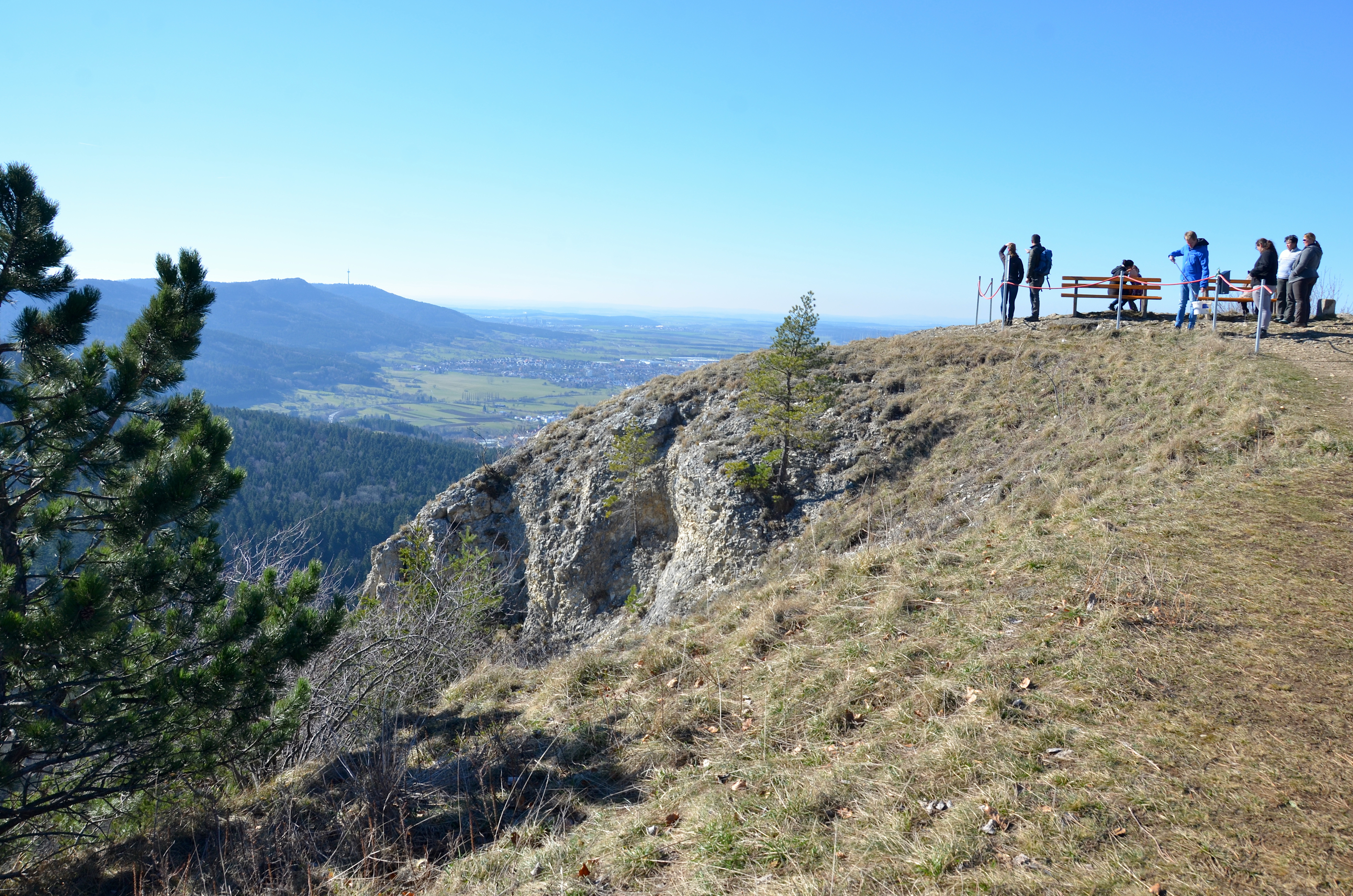
Entlang des Albtraufs finden sich viele Wanderwege mit Aussichtspunkten auf das Albvorland, wie etwa auf dem Böllat

Das Rückgrat des Wanderwegnetzes der Schwäbischen Alb bilden die Hauptwanderwege (HW):
- Der HW 1 (Schwäbische-Alb-Nordrand-Weg) und der HW 2 (Schwäbische-Alb-Südrand-Weg) umschließen die Alb und erlauben eine mehrwöchige Umwanderung des Gebirges. Sie haben ihre Ausgangs- bzw. Endpunkte in Donauwörth und Tuttlingen.
- Auch der HW 3, der HW 4, der HW 5, der HW 7 und der HW 9 berühren auf Teilstrecken die Alb:
  - Der HW 3 (Main-Neckar-Rhein-Weg) von Wertheim nach Villingen tritt bei Hechingen in das Gebiet der Schwäbischen Alb ein und verlässt es wieder vor Villingen.
  - Der HW 4 (Main-Donau-Bodensee-Weg) von Würzburg nach Friedrichshafen verläuft von Wasseralfingen bis Ulm über die Alb.
  - Der HW 5 (Schwarzwald-Schwäbische-Alb-Allgäu-Weg) von Pforzheim bis zum Schwarzen Grat bei Isny berührt die Alb von Reutlingen bis zur Donau.
  - Der HW 7 wird auch Schwäbische-Alb-Oberschwaben-Weg genannt. Er verläuft von Lorch bis Friedrichshafen und durchquert die Alb von Göppingen bis Zwiefaltendorf.
  - Der HW 9 (Heuberg-Allgäu-Weg) verläuft von Spaichingen bis zum Schwarzen Grat bei Isny und quert die Südwestalb von Spaichingen bis Neuhausen ob Eck.

Der Donauberglandweg führt ebenfalls, zum Teil auf Wegen des Albvereins, über die westliche Schwäbische Alb. Im Sommer 2013 wurde dieser Prädikatswanderweg anlässlich der Wahl Deutschlands schönster Wanderweg zum zweitschönsten Wanderweg Deutschlands gewählt.

#### Wanderwege entlang von Flüssen der Alb

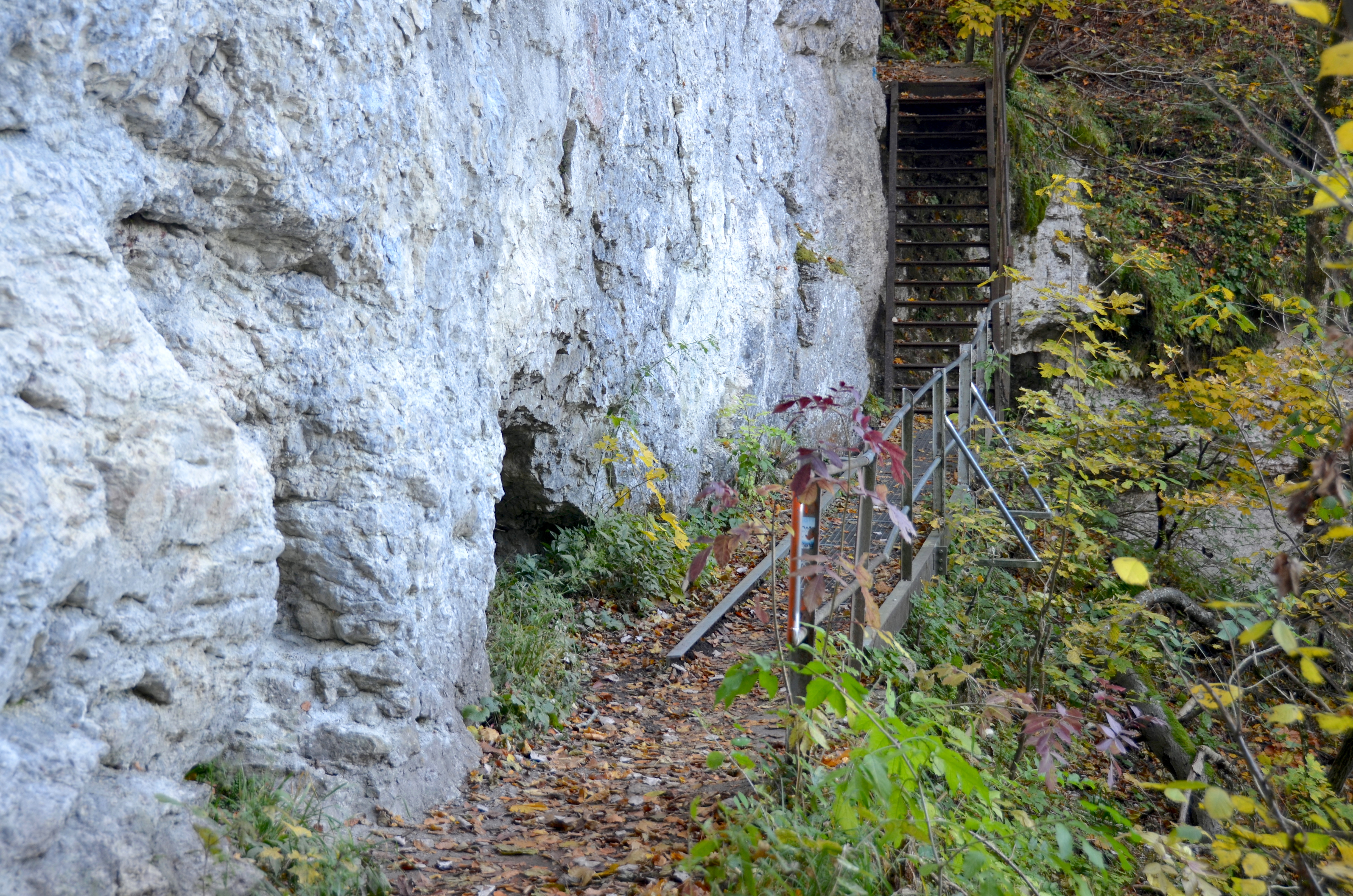
Historischer Fußweg Hossinger Leiter

Der Schlichemwanderweg ist ein 33,3 km langer Wanderweg entlang der Schlichem. Er führt von der Quelle des Flusses bei Tieringen im Zollernalbkreis bis zu dessen Mündung in den Neckar. Der Karstquellenweg führt durch die Quellgebiete von Kocher und Brenz. Die Hossinger Leiter, ein durch Stahlleitern gesicherter Weg, verläuft über dem Lauterbach hoch über dem Tal der Eyach.

#### Pilgerwege und spirituelle Wanderwege auf der Alb

Insbesondere die Schleife 7 des Oberschwäbischen Pilgerweges mit dieser violetten Farbgebung beim Wegzeichen führt zum Südrand der Schwäbischen Alb

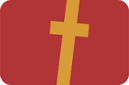
Wanderzeichen des Martinuswegs (Fernwanderweg über die Schwäbische Alb)

Die Via Beuronensis als Pilgerweg, der mit dem Wanderzeichen der symbolischen gelben Jakobsmuschel auf blauem Grund markiert ist und als Abschnitt eines Jakobsweges letztlich in Spanien endet, verläuft etwas nordöstlich davon und führt wie der Donauberglandweg zur Erzabtei Beuron.
Als ein Rundweg präsentiert sich der Besinnungsweg Ehinger Alb. Dies war der erste Wanderweg innerhalb des Biosphärengebiets Schwäbische Alb, der durch den Verband Deutscher Gebirgs- und Wandervereine als Qualitätsweg zertifiziert wurde. Mit seinen Schleifen 2, 6 und 7 berührt der Oberschwäbische Pilgerweg viele spirituelle Orte nicht nur von Oberschwaben, sondern auch der südlichen Alb.
Ein weiterer Ast aus dem Streckennetz der süddeutschen Jakobswege führt als Fränkisch-Schwäbischer Jakobsweg von Würzburg auf die meist schon von den Schwäbisch-Fränkischen Waldbergen aus sichtbaren Konturen der Schwäbischen Alb zu. In Bargau leitet der Weg den steilen Albtrauf hinauf, um dann auf der weiten Hochfläche der Ostalb durch den Albuch über Böhmenkirch nach Ulm zu ziehen. Auch der nach Süden zum Bodensee weiterführende Oberschwäbische Jakobsweg leitet auf der ersten Etappe bis Oberdischingen noch über den Südrand der Schwäbischen Alb.
Der Martinusweg, als Via Sancti Martini seit 2011 ein Kulturweg des Europarats, führt in einem Abschnitt von Ulm quer vom Südrand der Alb über Zwiefalten und Trochtelfingen zum Westrand nach Hechingen. Er verbindet als spiritueller Fernwanderweg Ungarn mit Frankreich. Das Wanderzeichen ist ein gelb-oranges Kreuz auf dunkelrotem Grund. Wie bei den Jakobswegen ist beim Martinusweg ein Pilgerausweis erhältlich; auch Stempelstellen sind in den Kirchen entlang der Pilgerwege vielfach eingerichtet.

#### Albschäferweg
Der Albschäferweg ist ein rund 159 Kilometer langer Rundwanderweg vorwiegend im Gebiet der östlichen Alb.

#### Schwäbischer Albverein

Das Logo des Schwäbischen Albvereins als Wort-Bild-Marke besteht seit 2013 aus gebundenem Strauß und Schriftzug

Der Schwäbische Albverein e. V. (kurz SAV) mit Sitz in Stuttgart wurde am 13. August 1888 in Plochingen gegründet. Er ist damit einer der ältesten Wandervereine in Deutschland. Mit rund 91.000 Mitgliedern (Stand: April 2021) ist er heute der größte deutsche und europäische Wanderverein.
Sein Gebiet reicht weit über die Alb hinaus, nach Norden bis zur Tauber, nach Süden bis an den Bodensee, umfasst also das frühere Land Württemberg; ausgenommen davon ist der ehemals württembergische Anteil am Schwarzwald (Landkreise Calw und Freudenstadt).

#### Aussichtstürme

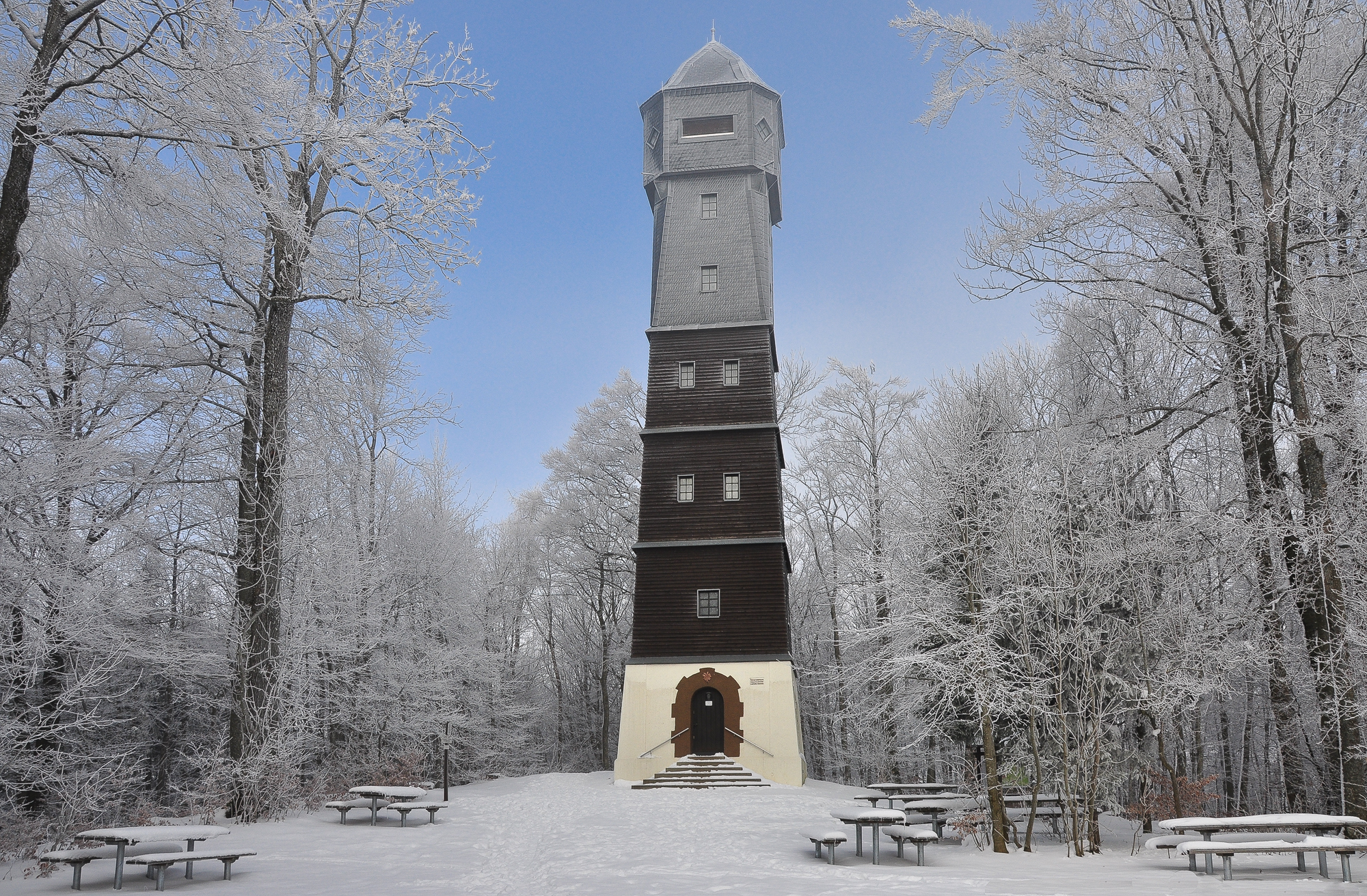
Der Römersteinturm auf

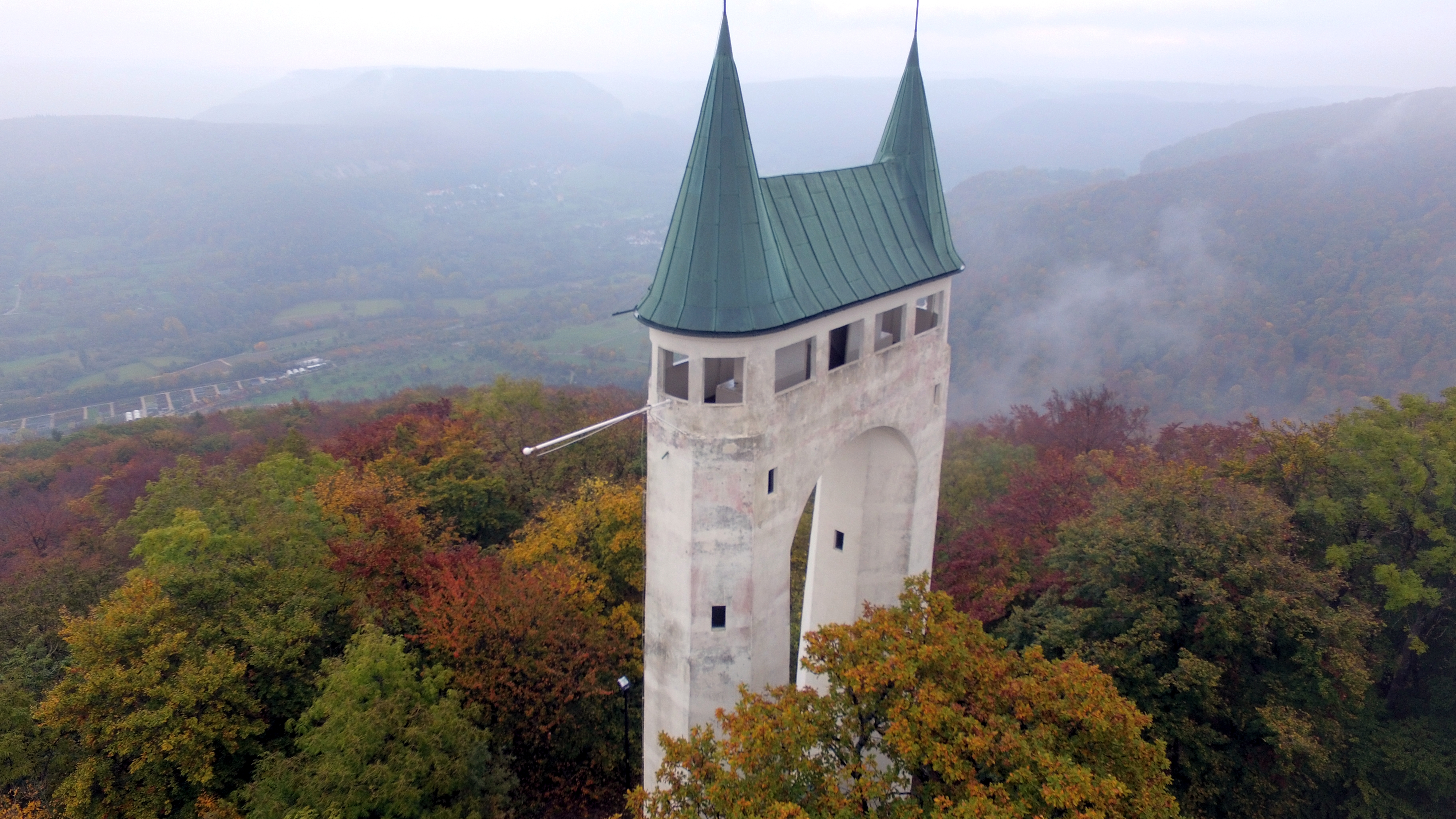
Der Schönbergturm auf, Spitzname „Pfullinger Unterhose“

Im gesamten Albgebiet stehen Aussichtstürme unterschiedlichster Bauart, vor allem auf prominenten Gipfeln und Bergspornen entlang des Albtraufs. Die ältesten, noch genutzten Aussichtsplattformen sind oft Burg- oder Wachtürme aus mittelalterlicher Zeit, etwa die Wachtürme der Ruine Hiltenburg, der Burg Hohenschelklingen und der Burg Teck, aber auch der Aussichtsturm auf der Achalm und die Schalksburg.
Aussichtstürme in Stahlfachwerkbauweise sind beispielsweise der Lembergturm, der Heroldstattturm, der Waldgreutturm und der Hursch-Turm. Bei den bekannten Aussichtstürmen auf dem Roßberg und dem Raichberg handelt es sich um Konstruktionen in Betonbauweise. Bemerkenswert ist der Schönbergturm, der aufgrund seiner charakteristischen Form den Spitznamen „Pfullinger Unterhose“ erhalten hat. Der Römersteinturm, das Aalbäumle in Aalen und der Aussichtsturm auf dem Vorberg Käpfle haben unter anderem Holz als Baumaterial.
Allen Türmen gemeinsam ist die Möglichkeit des Rundumpanoramas, bei dem die Aussicht meist zweigeteilt ist: auf der nordwestlichen Seite überblickt man das hunderte Meter tiefer gelegene Albvorland, auf der südöstlichen Seite die Albhochfläche, die mit dem Steilabfall mehr oder weniger abrupt endet.
Viele der Türme bieten Fernsichten über das dicht besiedelte Neckartal bis zum Schwarzwald, die Aussichtsplattformen der Mittleren Alb und der Südwestalb erlauben auch Fernsichten bis zu den Alpen. Vom Lembergturm ist bei optimalen Sichtverhältnissen der Mont Blanc in 295 km Entfernung zu erkennen, sodass dies als weiteste Fernsicht in Deutschland gilt. Föhn und Inversionswetterlagen, die vor allem im Winterhalbjahr auftreten, können die Qualität der Fernsicht deutlich verbessern.
Die meisten dieser Aussichtstürme werden auch durch die Fernwanderwege der Region erschlossen und vom Schwäbischen Albverein verwaltet und gepflegt. Es werden i. d. R. auch Aussichtsschautafeln zur Verfügung gestellt, um die Orientierung zu erleichtern.

#### Schutzhütten und Wanderheime

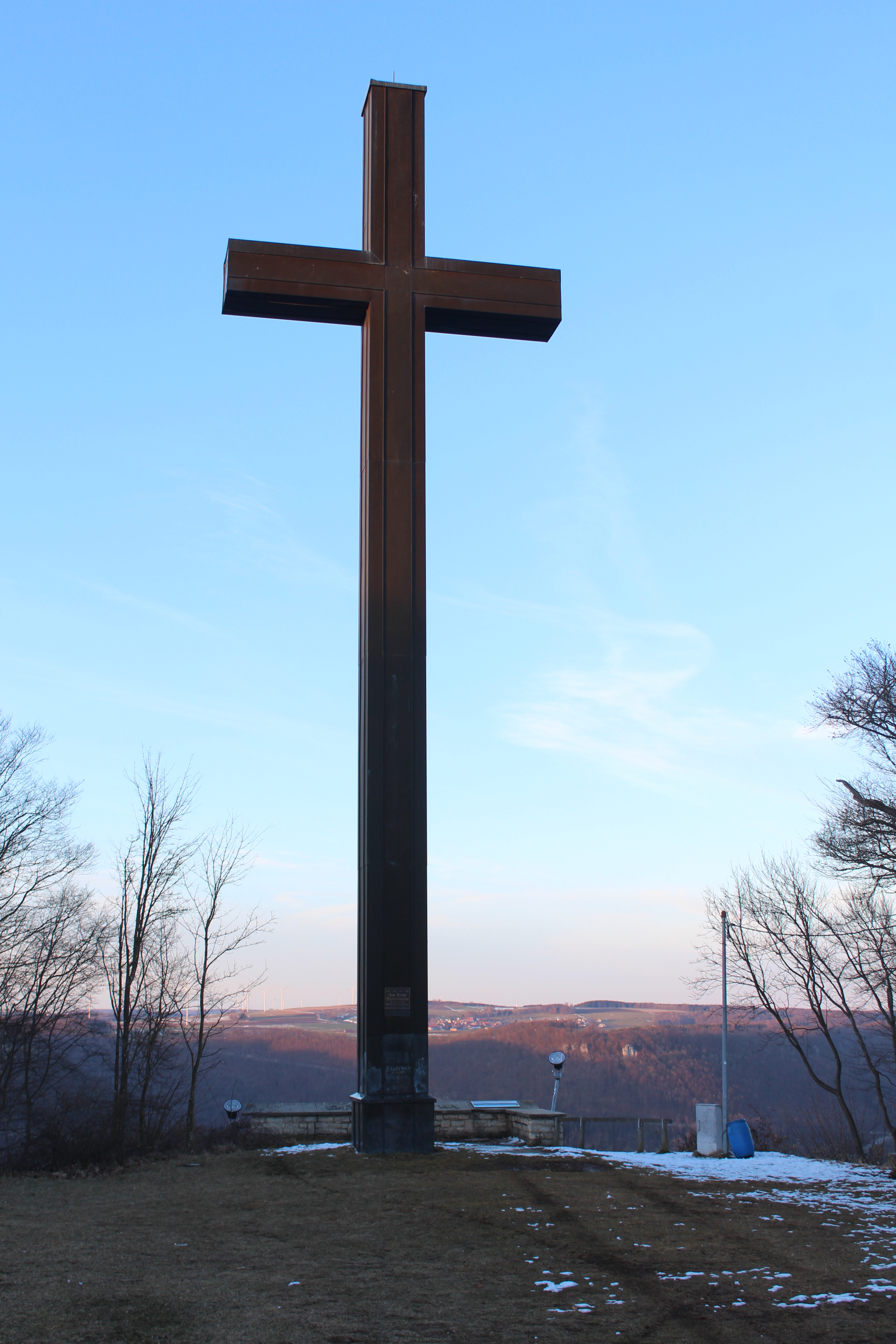
Das Ostlandkreuz am Albtrauf über Geislingen an der Steige mit seinen 22,7 Metern Höhe ist kein Gipfelkreuz, aber bei Tag und Nacht weithin sichtbar

An vielen Wanderwegen auf der Schwäbischen Alb gibt es Unterstände, Schutzhütten oder Wanderheime, die auch teilweise für Übernachtungen ausgestattet sind. Die meisten der Schutzhütten stehen unter Verwaltung des Albvereins, einige wurden privat verpachtet und sind bewirtschaftet. In der Regel sind die abgelegenen Berghütten (z. B. die Lochenhütte) – im Gegensatz zu den Wanderheimen (etwa das Nägelehaus, die Nusplinger Hütte, die Eybacher Hütte oder das Roßberghaus) – nicht an das Wasser- oder elektrische Stromnetz angeschlossen.
Die Burg Teck dient seit 1941 auch als Wanderheim und Berggaststätte des Albvereins.

#### Sonstige Sicht- und Wegmarken

##### Ostlandkreuz Geislingen
Das Ostlandkreuz hoch über Geislingen an der Steige, das südlich der Kernstadt auf der Schildwacht (665,7 m; ⊙) steht, wurde 1950 errichtet und ist das höchste derartige Denkmal. Das weithin sichtbare Kreuz, das häufig für ein Gipfelkreuz gehalten wird, wurde als mit Kupferblech verkleidete Stahlfachwerkkonstruktion ausgeführt. Es ist eine sehr auffällige Sichtmarke direkt am Albtrauf, die 22,7 Meter hoch ist und 8,5 Tonnen wiegt. Die Arme des Kreuzes haben eine Spannweite von 7,5 Metern. Zum 50. Jubiläum der Südmährer wurde das Ostlandkreuz erneuert. Es verfügt seitdem über eine Lichtanlage, die es nachts beleuchtet und so auch bei Dunkelheit in der Ferne sichtbar macht.

##### Wackerstein bei Pfullingen
Der Wackerstein bei Pfullingen ist eine Felsformation auf der Schwäbischen Alb, die mit einem sonst selten vorkommenden Gipfelkreuz ausgestattet ist. Er dient als Aussichtspunkt und Kletterfels und ist mit rund 825 m ü. NHN einer der höchsten Punkte der Pfullinger Gemarkung.

### Fernradwege

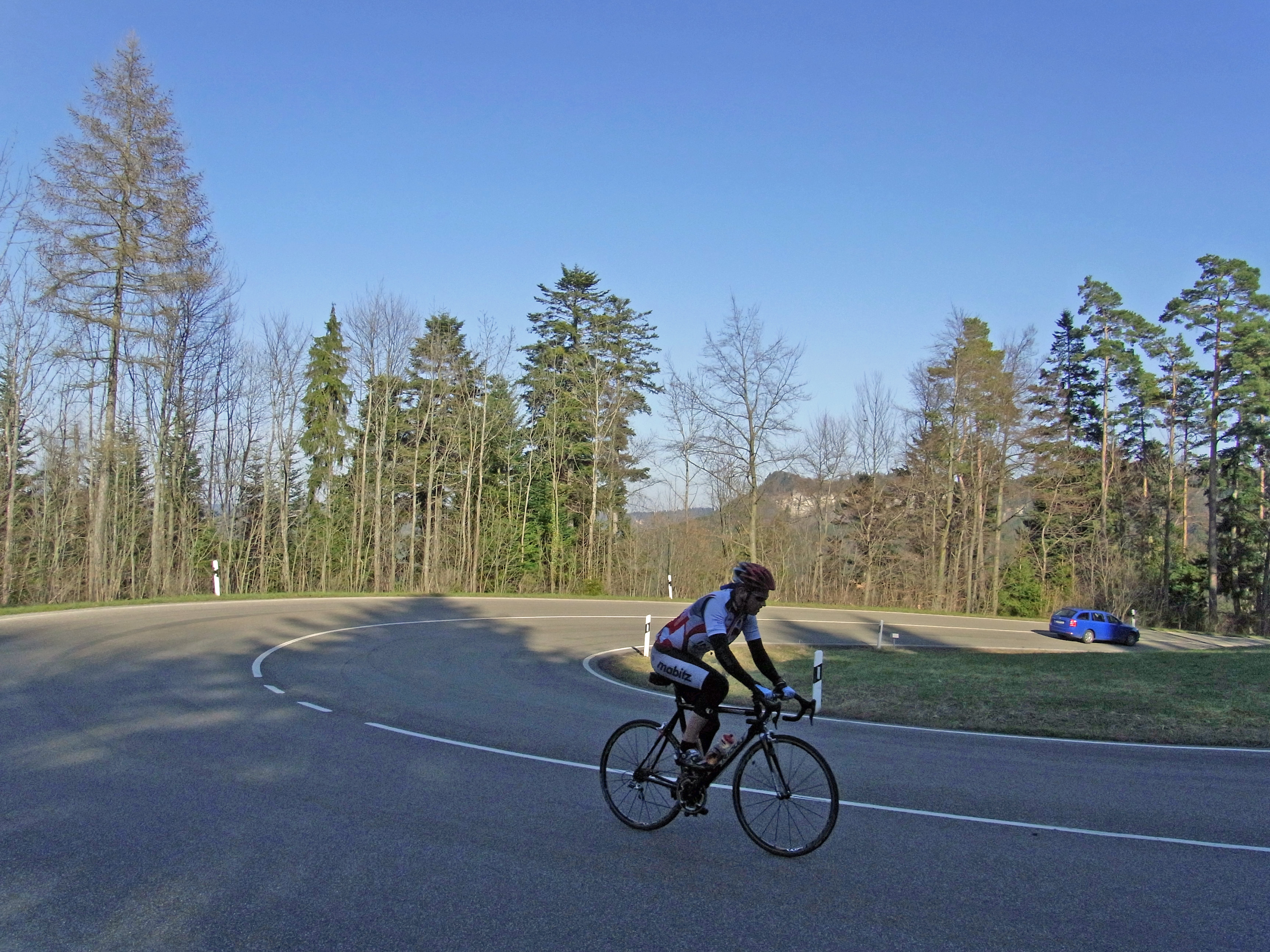
Rennradfahrer am Lochenpass

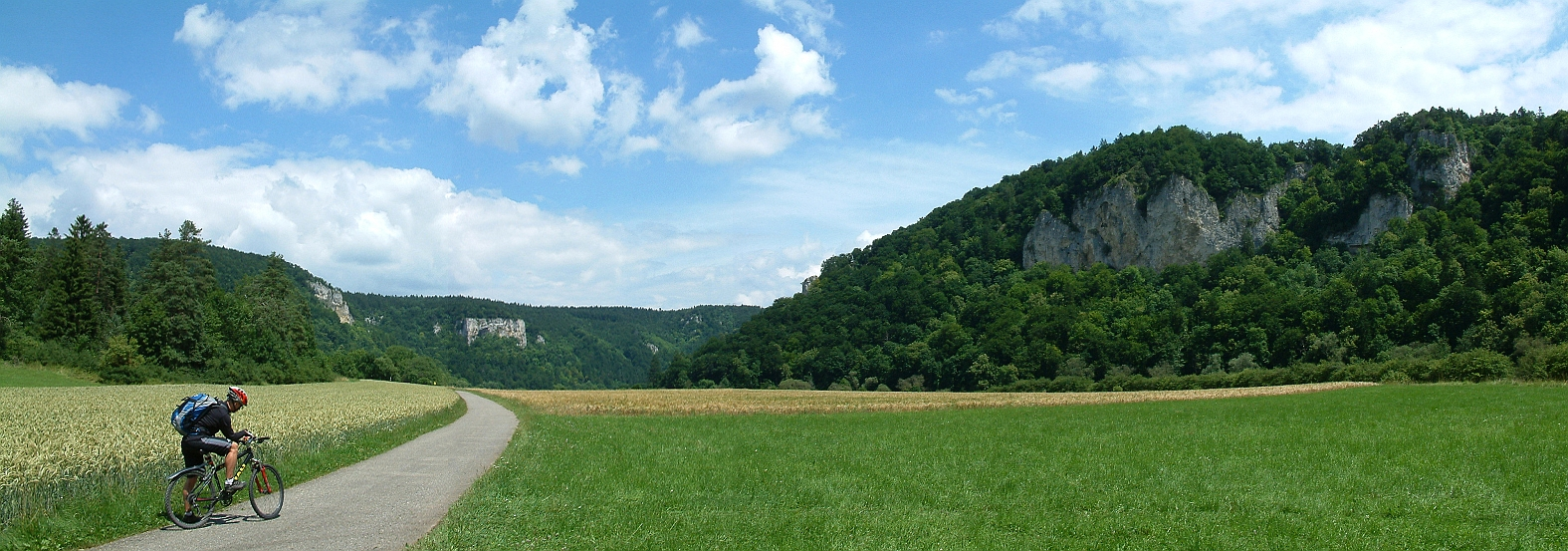
Donauradweg zwischen Mühlheim und Fridingen im oberen Donautal

Zum Wesen der Alb-Radwege gehören zahlreiche Auf- und Abstiege. Einzige Ausnahme in der Kategorie der Fernradwege im Albgebiet ist der überwiegend flach verlaufende Donauradweg, der von der Donauquelle bis zur Mündung in das Schwarze Meer führt. Zwischen Donaueschingen und Donauwörth zieht er vorwiegend am Südrand der Alb entlang. Er wird als EuroVelo-Route EV6 geführt.
Ein wichtiges Element der Radstrategie des Landes Baden-Württemberg ist der Alb-Neckar-Radweg, der von Ulm über Blaubeuren und Laichingen über 213 Kilometer als Radfernweg nach Heilbronn führt. Er überwindet die Wasserscheide der Schwäbischen Alb und führt damit von der Südalb zur Nordalb. Damit macht er die Alb als ein Mittelgebirge erlebbar. Während seines Verlaufes überwindet der Alb-Neckar-Radweg 2100 Höhenmeter bergauf und 2416 Höhenmeter bergab.
Streckenweise auf identischer Trasse, aber mit anderen Ausgangs- und Zielorten verläuft der Schwäbische-Alb-Radweg. Auch der Hohenzollern-Radweg überwindet die Alb. Vorwiegend auf der Ostalb befindet sich der Hohenlohe-Ostalb-Weg, der seinen Ausgang in Ulm nimmt.
Als Rundkurs ist der Albtäler-Radweg angelegt, der durch acht Täler der Schwäbischen Alb führt.

### Mountainbike
Das Gelände der Schwäbischen Alb bietet den Nutzern von Mountain-Bikes ein ideales Trainingsterrain. Erfolgreiche Vertreter dieser Sportart wohnen an und auf der Alb. Der Mountainbike-Club in Pfullingen betreibt seit Mai 2008 eine permanente Zeitfahrstrecke mit einem Stoppomat am Kalkofen. In Albstadt, Blaustein, Heidenheim an der Brenz und Münsingen existieren Bikeparks für die Downhill-Disziplin.
Sportorganisationen der Alb richten überregional wichtige Wettkämpfe aus, etwa die Deutsche Mountainbike Bundesliga oder den Albstadt-Bike-Marathon mit mehr als 3200 Startern (2010). Regelmäßig gastiert der UCI Mountainbike-Weltcup in Albstadt mit vier olympischen Crosscountry-Rennen.
Das jährlich stattfindende Heubacher Mountainbikefestival Bike the Rock am Rosenstein wurde über die Jahre zu einem Bundesligarennen in der höchsten Klassifikation. Am Rosenstein wurden bereits einige Weltrekorde für das Guinness-Buch der Rekorde aufgestellt. 2016 wurde für Hobbysportler der Bikemarathon eingeführt.

### Felsklettern

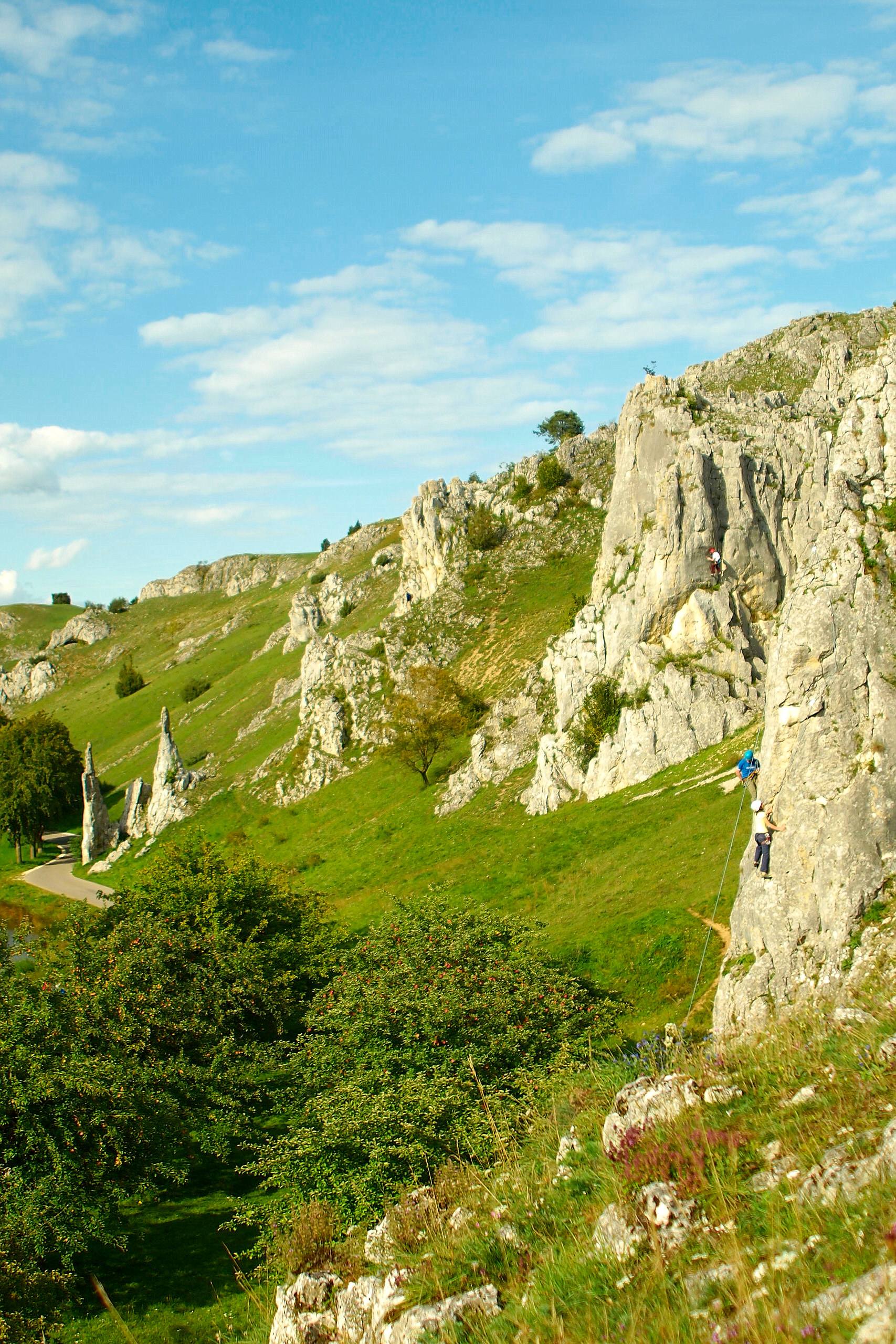
Sportkletterer im hellen Kalkfels der Schwäbischen Alb, hier im Eselsburger Tal

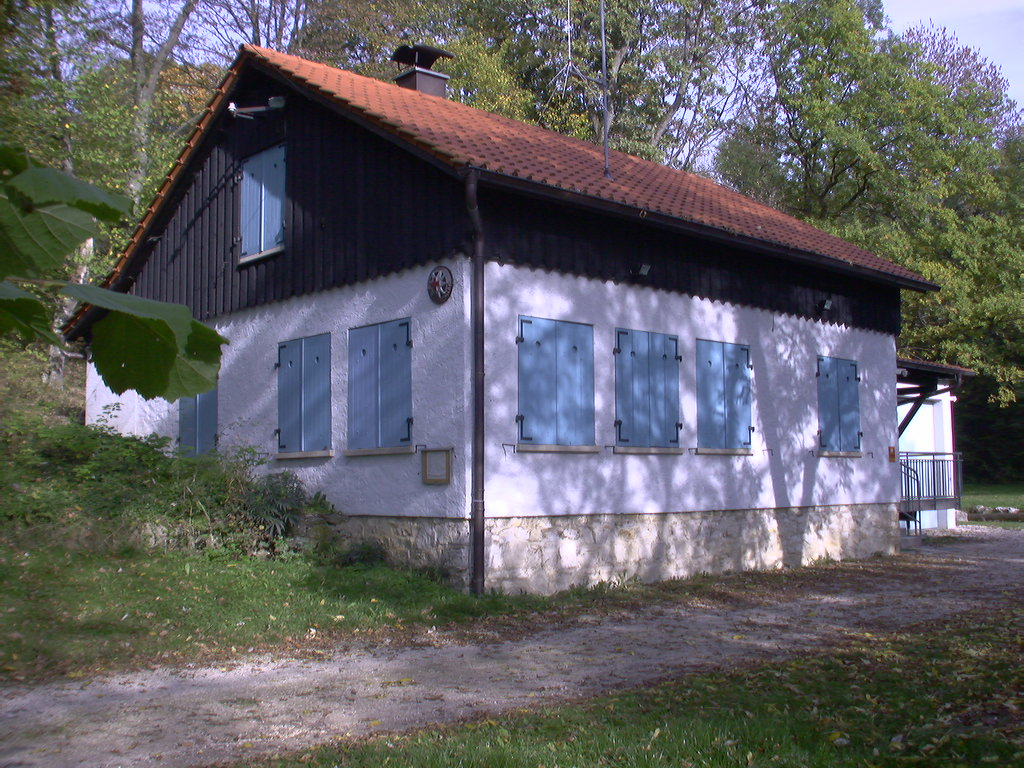
Stützpunkt der Bergwacht Württemberg

Die Schwäbische Alb bietet zahlreiche Möglichkeiten für das Sportklettern und gehört – zusammen mit dem Elbsandsteingebirge und der Fränkischen Alb – zu den herausragenden Mittelgebirgen in Deutschland, was das Klettern betrifft.
Klettermöglichkeiten gibt es vor allem an den sogenannten Massenkalkfelsen. Das sind Gebilde, die im Jurameer durch Lebewesen (Korallen und Schwämme) aufgebaut und aus dem umgebenden Gestein herausgewittert worden sind.
Das obere Donautal bietet die besten Klettermöglichkeiten und die höchsten Wände. Weitere Gebiete mit guten Klettermöglichkeiten befinden sich in der Gegend von Blaubeuren sowie im Lenninger Tal und im Ermstal. Die einzelnen Führen über die zahlreichen größeren und kleineren Felsen sind in mehreren Kletterführern beschrieben. Auf der Ostalb zählen unter anderem die Felsformationen des Rosensteins bei Heubach und das Eselsburger Tal zu den bekanntesten Klettergebieten. Auch die steilen Felsen an der Ruine Reußenstein bei Neidlingen sind ein beliebter Kletterplatz. Im Bereich der Schwäbischen Alb gibt es Hunderte Kletterrouten bis zum Schwierigkeitsgrad 10.
Das Klettern ist seit einigen Jahren nicht mehr überall zulässig. Das Naturschutzgesetz von Baden-Württemberg zählt die Felsen zu den sogenannten § 24a-Biotopen. Im Grundsatz ist das Betreten dieser Biotope nicht gestattet. In den vergangenen Jahren ist es zwischen der Naturschutzverwaltung und den Kletterverbänden gelungen, die kletterbaren Bereiche sowie die Kletterverbote für die gesamte Schwäbische Alb festzulegen. Manche Felsen sind inzwischen ganzjährig gesperrt, teilweise bestehen die Kletterverbote nur saisonal in der Brutzeit bestimmter Vogelarten (z. B. Uhu oder Turmfalke).
Die Bergwacht Württemberg hat in den wichtigsten Klettergebieten der Alb Stützpunkte und betreut – vor an den Wochenenden – in Not geratene Kletterer, aber auch Wintersportler, Wanderer und Radfahrer im ausgesetzten Gelände.

### Wintersport

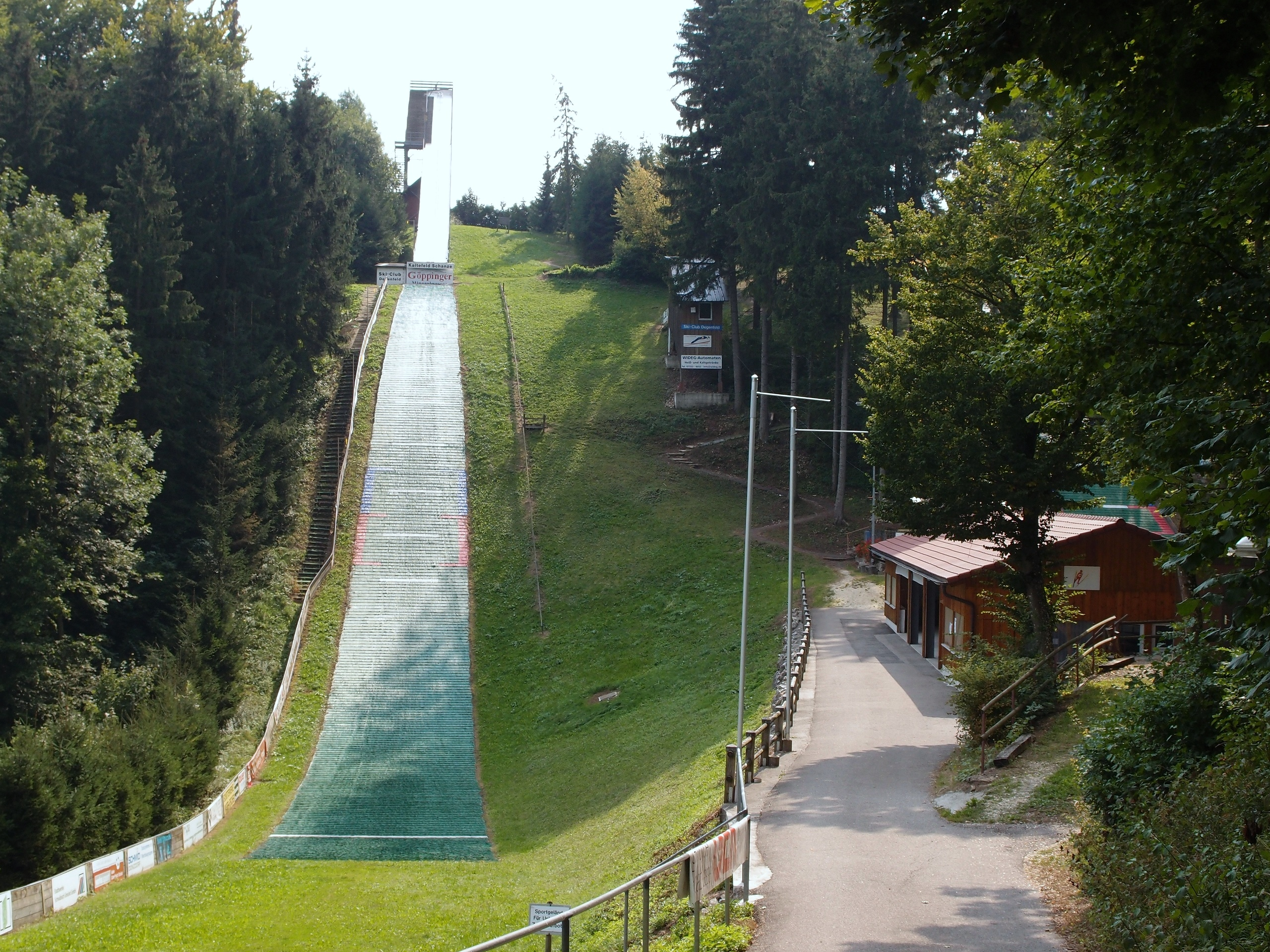
Degenfeld-Schanze in Degenfeld.

Die Schwäbische Alb bietet mit Skiliften und Loipen zahlreiche Wintersportmöglichkeiten.
Der Schwerpunkt des Wintersports liegt in der höhergelegenen Südwestalb bzw. dem Großen Heuberg im Raum Albstadt und Meßstetten. Hier gibt es das größte zusammenhängende Loipennetz der Schwäbischen Alb. Die meisten Heuberggemeinden verfügen über ihre eigenen Skilifte bzw. Pisten, welche von ortsansässigen Skivereinen verwaltet werden. In Gosheim gibt es ein Biathlonzentrum. Die Skiclubs des Heubergs haben beispielsweise Biathlontalente wie Simone Hauswald und Kathrin Hitzer hervorgebracht.
Die angelegten Loipen für Skiwanderer gibt es in unterschiedlichen Schwierigkeitsgraden und Längen. Ausgehend vom 1899 gebauten Bahnhof in Lautlingen entwickelte sich Meßstetten zum Wintersportort. Bereits 1920 wurde vom Deutsch-Österreichischen Alpenverein, Sektion Tübingen, am Lauen eine Unterkunft für Wanderer und Schneeschuhfahrer erstellt. Triebfeder dieser Einrichtung war der Meßstetter Ehrenbürger Professor Karl Bohnenberger. Er nutzte für die studierende Jugend von Tübingen die Lauenhütte als Unterkunft. Pfarrer Friedrich Wilhelm Horn (1886–1960) fuhr stets auf Skiern zum Gottesdienst in den Filialort Hossingen. Vom Weichenwang aus wurde eine anspruchsvolle Slalomstrecke bis ins Lautlinger Tal präpariert. Auf der Zollernalbbahn wurde in den Jahren zwischen den Weltkriegen ein verstärktes Angebot für die Wintersportler gefahren. Heute kann davon noch der Teil unter der Kreisstraße nach Hossingen für Loipen gewalzt werden. Die Loipen und Schneeschuhwanderwege werden heute auch mit dem Auto angefahren. An der Kreisstraße von Tieringen nach Hossingen wird ein großer Parkplatz (♁48° 12′ 12,33″ N, 8° 53′ 20,17″ O) geräumt, in Meßstetten gibt es eine Wachshütte (♁48° 9′ 43,48″ N, 8° 57′ 46,09″ O) für die Touristen, die oft aus dem Tübinger- und Stuttgarter Raum anreisen. Auch Hundeschlittenfahrten werden angeboten. Meßstetten verfügt über mehrere Skilifte, darunter den Skilift Meßstetten mit 400 Meter Länge, den Skilift Täle mit 600 Meter und Flutlicht, sowie im Teilort Tieringen den Skilift Oberstocken mit 400 Meter und Flutlicht.
In Albstadt am nordöstlichen Rand des Großen Heubergs umfasst der sogenannte Wintertrauf zwei Premium-Winterwanderwege, die Loipen sowie die Skilifte in Albstadt. Das weitläufige Skiloipennetz umfasst insgesamt 89 Kilometer Doppelspur-Loipen und 30 Kilometer Skating-Loipen. Die Loipen sind in unterschiedlichen Längen und Schwierigkeitsgraden angelegt. In sechs Albstädter Stadtteilen (Ebingen, Tailfingen, Pfeffingen, Truchtelfingen, Onstmettingen und Lautlingen) stehen Skilifte zur Verfügung. Die Lifte werden zum Teil im Sommer auch zur Beförderung von Sommerrodeln und Mountainbikes verwendet. Bereits 1907 wurde auf dem Kalten Feld eine Skihütte errichtet. Einzelne Orte der Alb verfügen auch über kleinere Skisprungschanzen. 1926 wurden die Degenfeld-Schanzen eingeweiht, die 1927 Austragungsort der ersten Schwäbischen Meisterschaften waren.
Bei den sogenannten Heubergschanzen handelt es sich um drei Naturschanzen: Eine mittelgroße Sprungschanze (K 60, Sprungweiten bis zu 70 Meter), eine Sommermattenschanze (K 40, Ganzjahresschanze für die Jugend, Anlauf mit Keramikspur) und eine Schülerschanze (K 20, Sprünge bis 20 Meter Weite erlaubt). Sie liegt eingebunden neben der 40-Meter-Schanze und ist mit Mattenbelag belegt; somit steht sie ganzjährig zur Verfügung.

### Wassersport
Donauabschnitte im Naturpark Obere Donau, aber auch manche Nebenflüsse der Donau (wie Lauter, Ach, Blau und Brenz), die die Schwäbische Alb entwässern, sind beliebte Kanugewässer mit verschiedenen Schwierigkeitsgraden.

### Segelflug
Die Schwäbische Alb verfügt über gute Möglichkeiten, Segelflugzeuge zu starten und zu landen. Auf der westlichen Alb befindet sich das Segelfluggelände Klippeneck, Deutschlands höchstgelegenes Segelfluggelände. Durch die Höhenlage zeichnet sich auch der Flugplatz Albstadt-Degerfeld, der Flugplatz Blaubeuren, das Segelfluggelände Farrenberg, der Flugplatz Grabenstetten und das Segelfluggelände Hornberg auf dem Kalten Feld aus. Diese Plätze stehen in der Regel Motorseglern, Ultraleichtflugzeugen, Segelflugzeugen, Freiballonen und Luftschiffen zur Verfügung.

### Ferienstraßen, touristische Themenstraßen und Motorsport

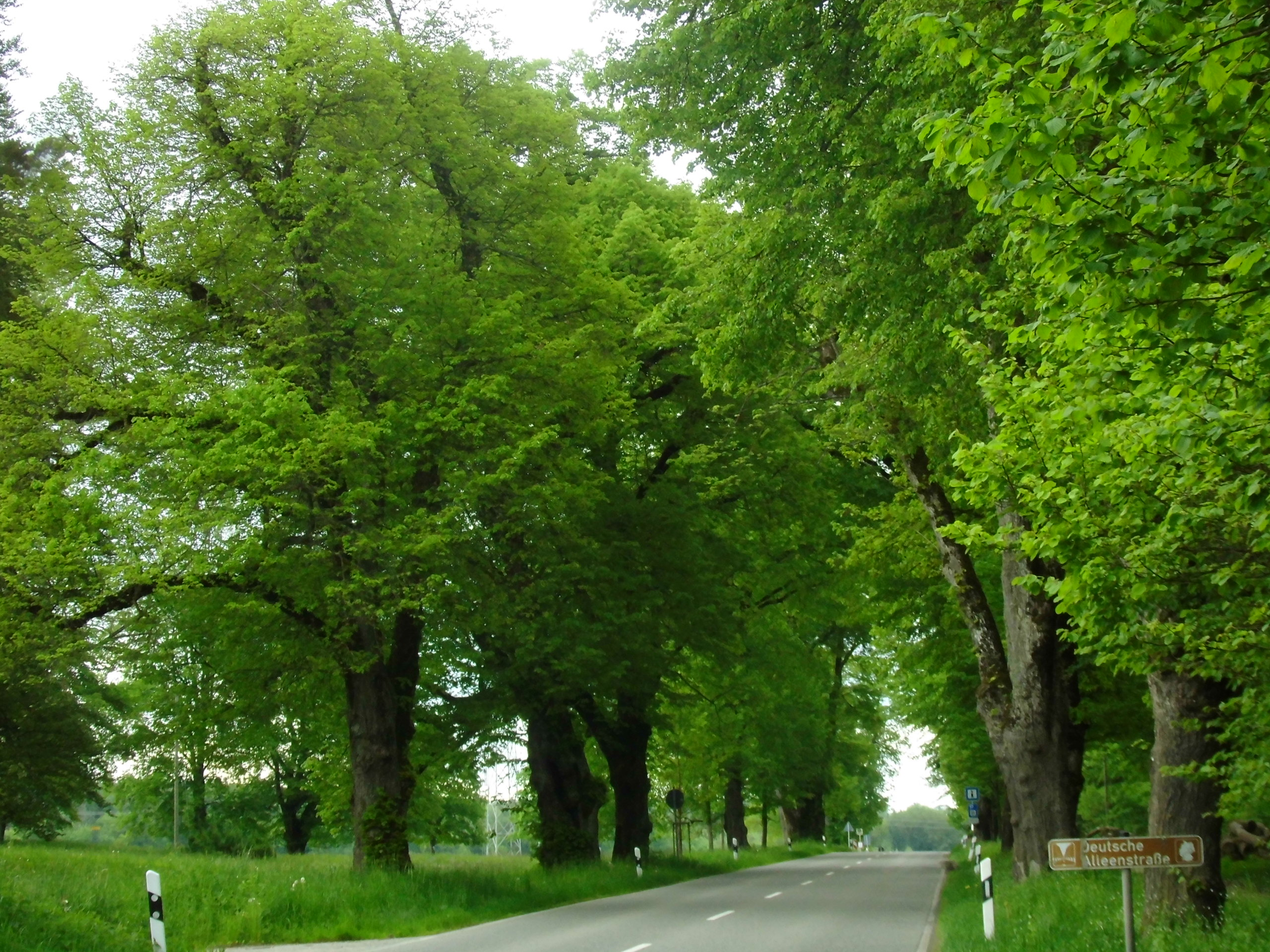
Die Deutsche Alleenstraße kreuzt auf der Reutlinger Alb die Schwäbische Albstraße. Auf dem Bild ist ein Abschnitt südlich von Eningen unter Achalm zu erkennen. Die Straße wird dort von 50 Eschen und Ahornbäumen gesäumt.

Bekannteste Ferienstraße ist die Schwäbische Albstraße.
Aufgrund ihrer dünnbesiedelten, waldreichen Gegenden und der kurvenreichen, langen Auf- und Abstiege sowie der geschwungenen Hochflächenstrecken wird die Schwäbische Alb von Motorradfahrern für Touren aller Ansprüche genutzt.
Die Deutsche Alleenstraße quert als Ferienstraße auf ihren 2.900 Kilometern durch Deutschland im Landkreis Reutlingen die Schwäbische Alb und führt zum Bodensee weiter. Ein besonders eindrücklicher und als Naturdenkmal besonders geschützter Abschnitt dieser Straße findet sich bei Eningen unter Achalm: eine Allee, die aus Ahorn- und Eschenbäumen gesäumt wird.
Die Straße der Staufer durchzieht als Touristische Themenstraße weite Teile der Ostalb. Dagegen kann man im Bereich der westlichen Alb auf der Römerstraße Neckar–Alb–Aare und auf der Hohenzollernstraße die geschichtliche Dimension der Alb erleben.
Die Württemberger Weinstraße berührt die Schwäbische Alb bei Beuren, Kohlberg, Neuffen und Metzingen; dort wird an den Ausläufern der Alb Wein angebaut und vermarktet. Durch Ulm, Erbach und Blaubeuren verläuft für ein kurzes Teilstück die Hauptroute der Oberschwäbischen Barockstraße, um dann nach Riedlingen in südlichere Richtung die Schwäbische Alb zu verlassen.
Da auch auf der Schwäbischen Alb entsprechende historische Architektur erhalten ist, führen zwei Routen der Deutschen Fachwerkstraße durch Bad Urach, Blaubeuren und Riedlingen, aber auch durch Trochtelfingen.

#### Schwäbische Alb Tourismusverband
Der Schwäbische Alb Tourismusverband e. V. (SAT) ist die touristische Dach- und Marketingorganisation für die Region Schwäbische Alb. Er wird von den zehn Landkreisen Reutlingen, Esslingen, Göppingen, Tuttlingen, Sigmaringen, Zollernalbkreis, Tübingen, Alb-Donau-Kreis, Heidenheim und Ostalbkreis, dem Stadtkreis Ulm sowie rund 150 Städten und Gemeinden getragen. Der Verband erhebt auch die Statistik im Bezug auf die Zahlen im Tourismusbereich.

#### Einführung derAlbCard
Die COVID-19-Pandemie führte kurzzeitig zu einem Einbruch der Besucherzahlen auf der Schwäbischen Alb, wie auch in den meisten anderen Regionen Baden-Württembergs. Als Maßnahme für den Aufschwung im Tourismus wurde 2020 eine gesamtregional gültige Gästekarte, die sogenannte AlbCard eingeführt. Diese erhalten Gäste und Touristen der gesamten Schwäbischen Alb seit Juli 2020 als Zusatzleistung bei einem der mehr als 140 teilnehmenden Übernachtungsbetriebe beim Check-In. Pro Übernachtung erhält man einen Nutzungstag, der während des Aufenthalts frei gewählt werden kann. Mit der AlbCard können viele Attraktionen sowie der öffentliche Nahverkehr kostenlos genutzt werden.
Auch Einheimische können die AlbCard nutzen, indem diese ihren Besuch des nächsten Ausflugsziels oder deren nächste Wanderung oder Radtour mit einer Übernachtung bei einem teilnehmenden Betrieb verbinden.
Die Einführung der AlbCard erhielt durchweg positive Rückmeldungen seitens der Gastgeber und der Gäste. Einige AlbCard-Gastgeber, deren Kerngeschäft der Urlaub in der Natur oder Familienurlaub darstellt, waren in den Sommerferien sogar ausgebucht und teils besser ausgelastet als im Vorjahreszeitraum. Auch die Aufenthaltsdauer der Gäste konnte im Vergleich zu 2019 verlängert werden.

## Kultur

### Archäopark

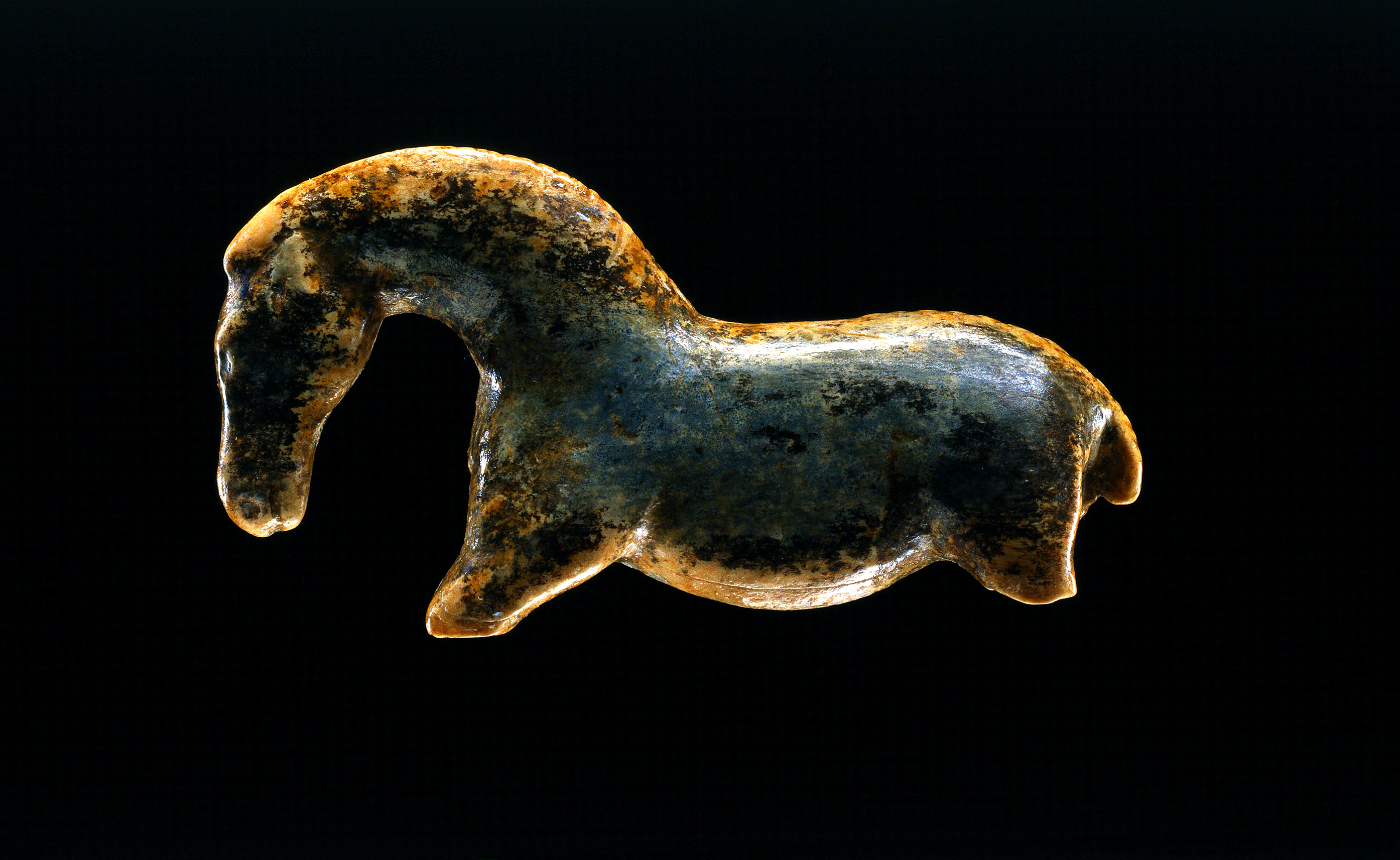
Eines der ältesten Kunstwerke der Menschheit, Wildpferd aus der Vogelherdhöhle (40 000 Jahre, Aurignacien), UNESCO-Welterbe „Höhlen und Eiszeitkunst im Schwäbischen Jura“, Museum Alte Kulturen auf Schloss Hohentübingen, Sammlung der Älteren Urgeschichte der Universität Tübingen

Von der Schwäbischen Alb stammen bedeutende archäologische Funde. Im Archäopark Vogelherd, seit 2022 stillgelegt, wurde die reiche steinzeitliche Kultur der Alb umfassend dargestellt und für die Öffentlichkeit erlebbar gemacht, angefangen bei der Kulturstufe der Neandertaler. Die ältesten figürlichen Darstellungen der Menschheit, hergestellt aus Mammutelfenbein, wurden in Höhlen der Alb gefunden. Darüber hinaus wurden dort auch dreidimensionale Tierdarstellungen und die ältesten Flöten der Menschheit entdeckt, erzeugt aus Knochenmaterial des Singschwans und des Gänsegeiers.

### Museale Präsentation der Artefakte des UNESCO-Welterbes „Höhlen und Eiszeitkunst im Schwäbischen Jura“
Die Vogelherd-Figuren von 1931 wie auch ein Teil der Neufunde seit 2006 werden im Museum Alte Kulturen im Schloss Hohentübingen ausgestellt. Sie sind der Hauptteil der Sammlung der Älteren Urgeschichte des Museum der Universität Tübingen MUT. Zu diesen 16 Funden gehören vor allem das berühmte Wildpferd und mehrere Flöten bzw. Flötenfragmente – den ältesten nachgewiesenen Musikinstrumenten der Menschheit. Seit 2017 sind alle Exponate Teil des UNESCO-Welterbes „Höhlen und Eiszeitkunst im Schwäbischen Jura“. Alle Artefakte sind ungefähr 40.000 Jahre alt und stammen aus dem Aurignacien.
Die Artefakte aus dem Ach- und Blautal (Geißenklösterle, Hohler Fels) bei Ulm sind – neben dem Archäopark – in folgenden Museen ausgestellt:
- die Venus vom Hohlefels, die Venus vom Vogelherd und der Phallus von Schelklingen im Urgeschichtlichen Museum Blaubeuren,
- der Löwenmensch im Ulmer Museum,
- der Adorant vom Geißenklösterle im Stuttgarter Landesmuseum Württemberg

Unter dem Projekttitel Höhlen der ältesten Eiszeitkunst ließen sich sechs Höhlen aus der Albregion auf Vorschlag des Landes Baden-Württemberg auf die Tentativliste Deutschlands setzen. Damit hat sich Deutschland bei der UNESCO erfolgreich um einen Eintrag der Höhlen auf die Welterbeliste beworben.

### Burgen und Schlösser

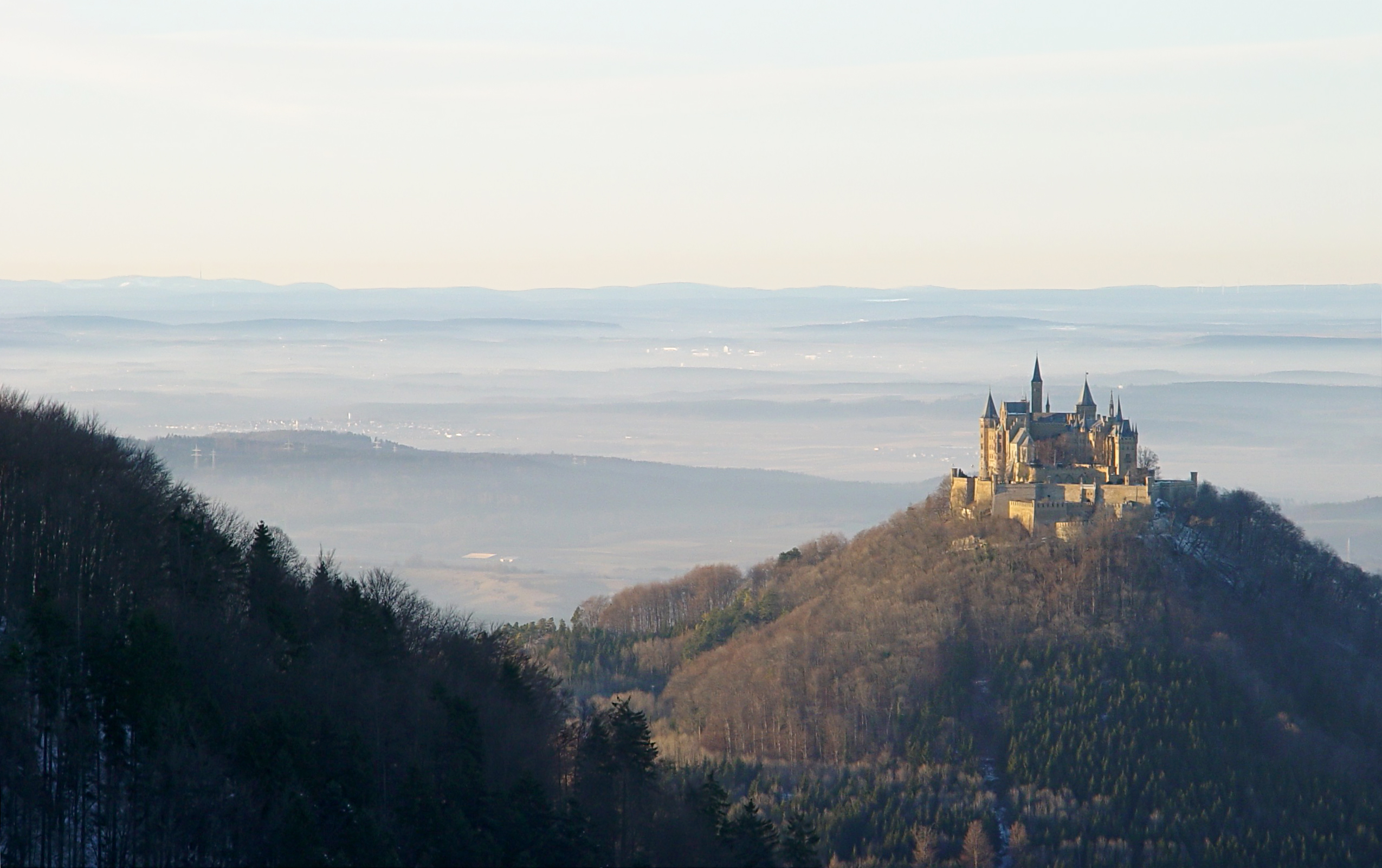
Blick vom Raichberg zur Burg Hohenzollern, auf das Albvorland und dem Schwarzwald am Horizont

#### Burgen

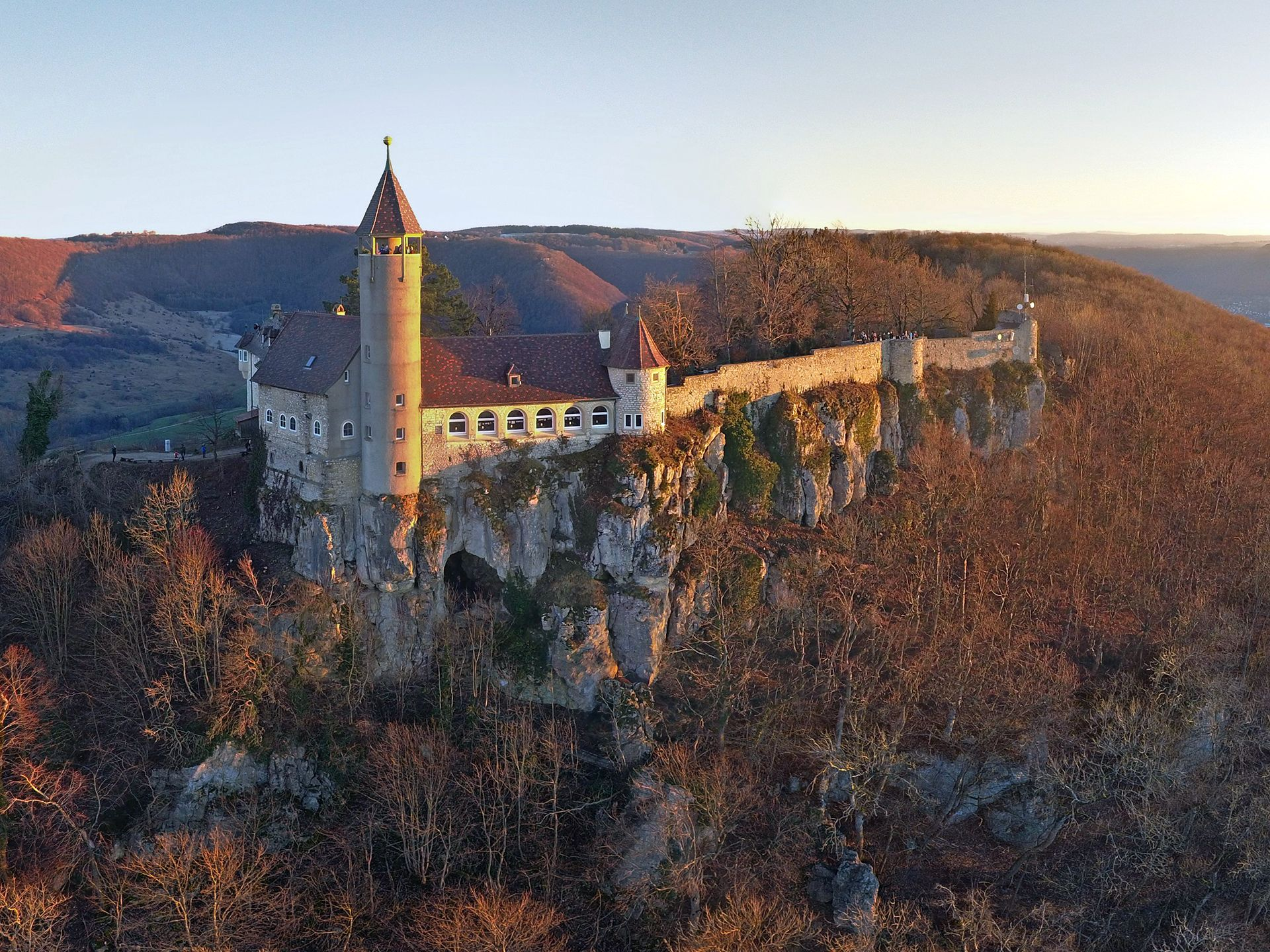
Die auf Höhe liegende Burg Teck als weit sichtbare Höhenburg am Albtrauf

Schon im Mittelalter war die Schwäbische Alb von verschiedenen Adelsgeschlechtern besiedelt. Diese residierten auf zum Teil markant positionierten Burganlagen in der Art von Felsenburgen und ausgesprochenen Höhenburgen der Alb. Einige dieser Baudenkmäler sind bis heute von weitem gut sichtbar und prägen auch das landschaftliche Gesamtbild. Zu nennen sind unter anderem:
- die Grafen von Achalm mit der Burg Achalm als Stammsitz auf der Achalm bei Reutlingen
- die Grafschaft Oettingen mit der Burg Flochberg
- die Grafen von Gammertingen mit Stammsitz bei Gammertingen
- die Grafschaft Oettingen mit der Burg Harburg
- die Grafen von Helfenstein auf der Burg Helfenstein bei Geislingen an der Steige und auf der Burg Hohengerhausen
- das Haus Hohenzollern auf der Burg Hohenzollern
- die Herren von Neuffen auf der Burg Hohenneuffen
- die Staufer mit der Burg Hohenstaufen auf dem Hohenstaufen und der Burg Katzenstein
- die Herzöge von Teck auf der Burg Teck und der Burg Reußenstein.
- die Grafen von Urach und die Württemberger mit der Burg Hohenurach.

Burgen und Burgruinen vor allem entlang des Albtraufes und entlang der Flüsse legen Zeugnis über vergangene mittelalterliche Kultur ab. Sie waren vielfach kulturelle und politische Zentren. Zahllose Burgen auf der Alb sind inzwischen abgegangen oder nur noch als Ruine erhalten geblieben.

#### Schlösser

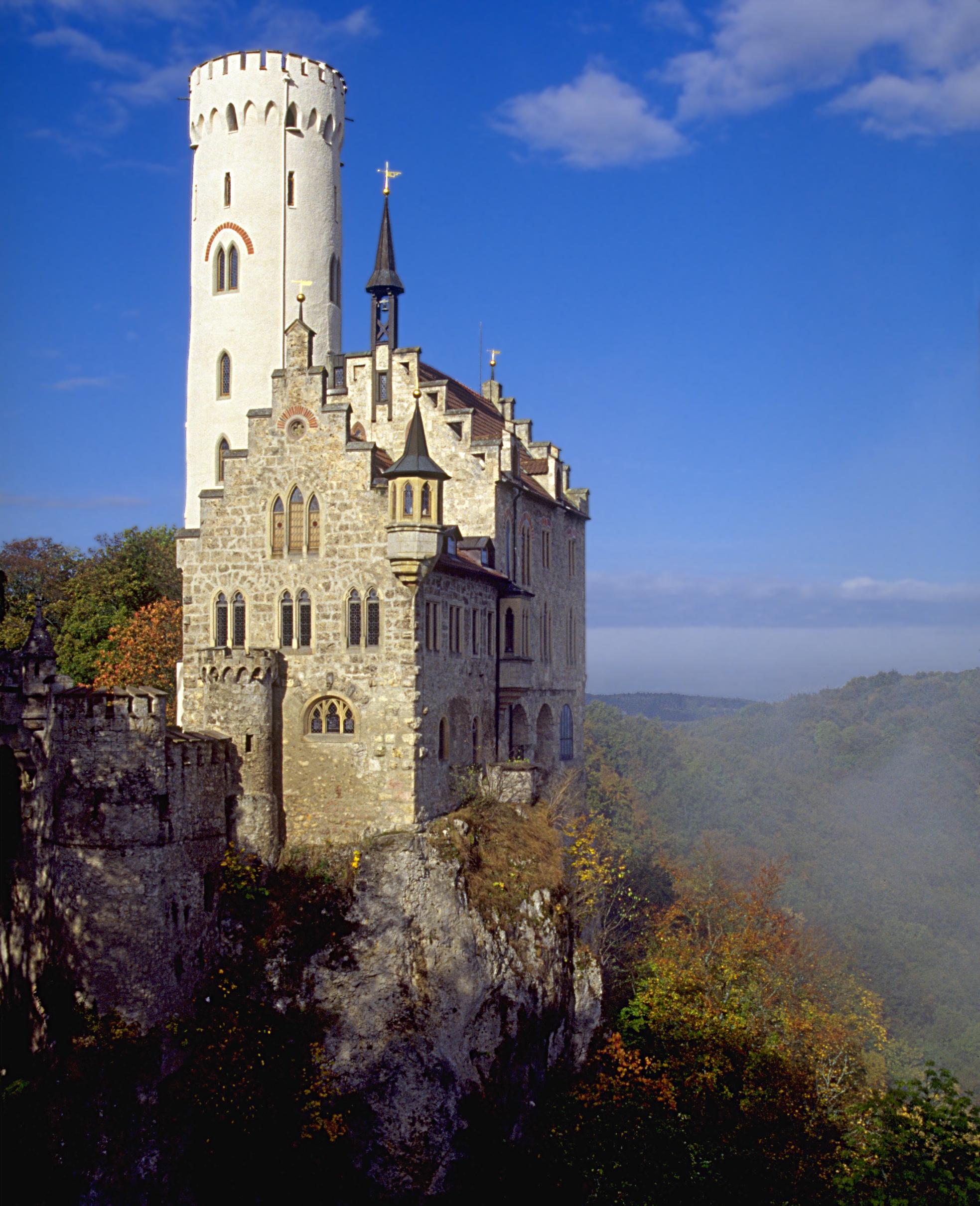
Schloss Lichtenstein bei Honau

In späterer Zeit wurden vereinzelt alte Burgen weiter zu Schlössern und Jagdschlössern ausgebaut, aber auch in Residenzstädten zum Teil als Stadtpalais neu errichtet:
- das Schloss Amerdingen in Amerdingen
- das Schloss Donzdorf in Donzdorf
- das Schloss Duttenstein bei Dischingen als Jagdschloss
- das Schloss Grafeneck bei Gomadingen als Jagdschloss
- das Helfensteinische Stadtschloss in Geislingen an der Steige
- das Schloss Hellenstein bei Heidenheim
- das Schloss Hohenaltheim bei Hohenaltheim
- das Schloss Lichtenstein bei Honau
- das Schloss Mochental bei Ehingen
- das Schloss Sigmaringen als Hohenzollernschloss in Sigmaringen
- das Schloss Taxis in Dischingen
- das Schloss Urach in Bad Urach
- das Schloss Weißenstein im Ortsteil Weißenstein von Lauterstein
- das Schloss Werdenberg in Trochtelfingen
- das Schloss Wiesensteig als Stadtpalais in Wiesensteig
- das Schloss Zwiefaltendorf direkt an der Donau in Zwiefaltendorf

Siehe auch: Liste von Burgen und Schlössern in Baden-Württemberg, Kategorie:Schloss auf der Schwäbischen Alb

### Klöster, Kirchen und Synagogen
Klöster und historische Kirchengebäude wurden im 20. und 21. Jahrhundert aufwändig restauriert. Sie stehen zum Teil bis heute im Dienst von Religions- und Ordensgemeinschaften.

#### Klöster

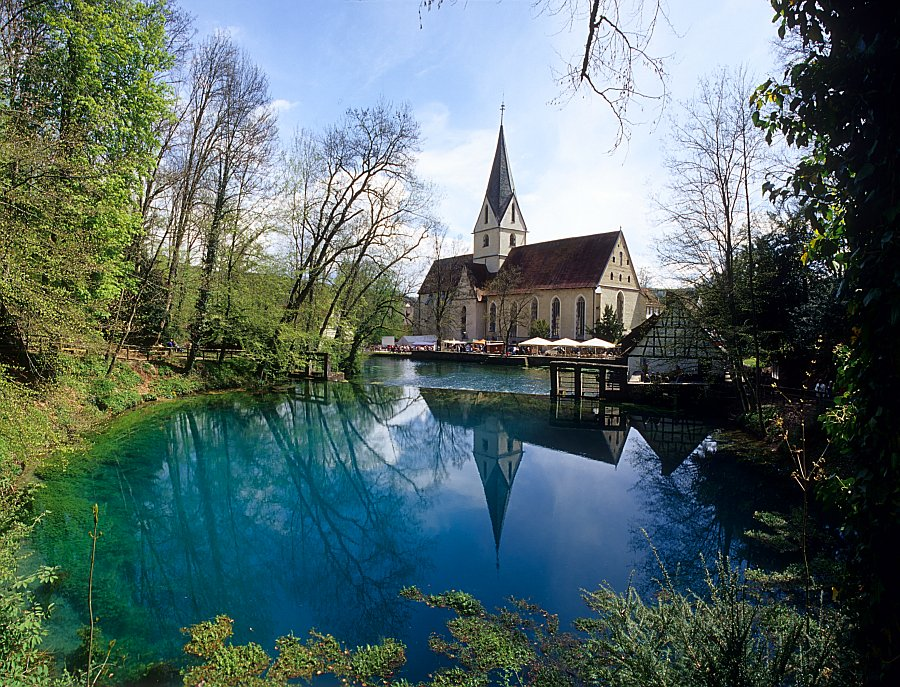
Kirche des Klosters Blaubeuren über den Blautopf gesehen

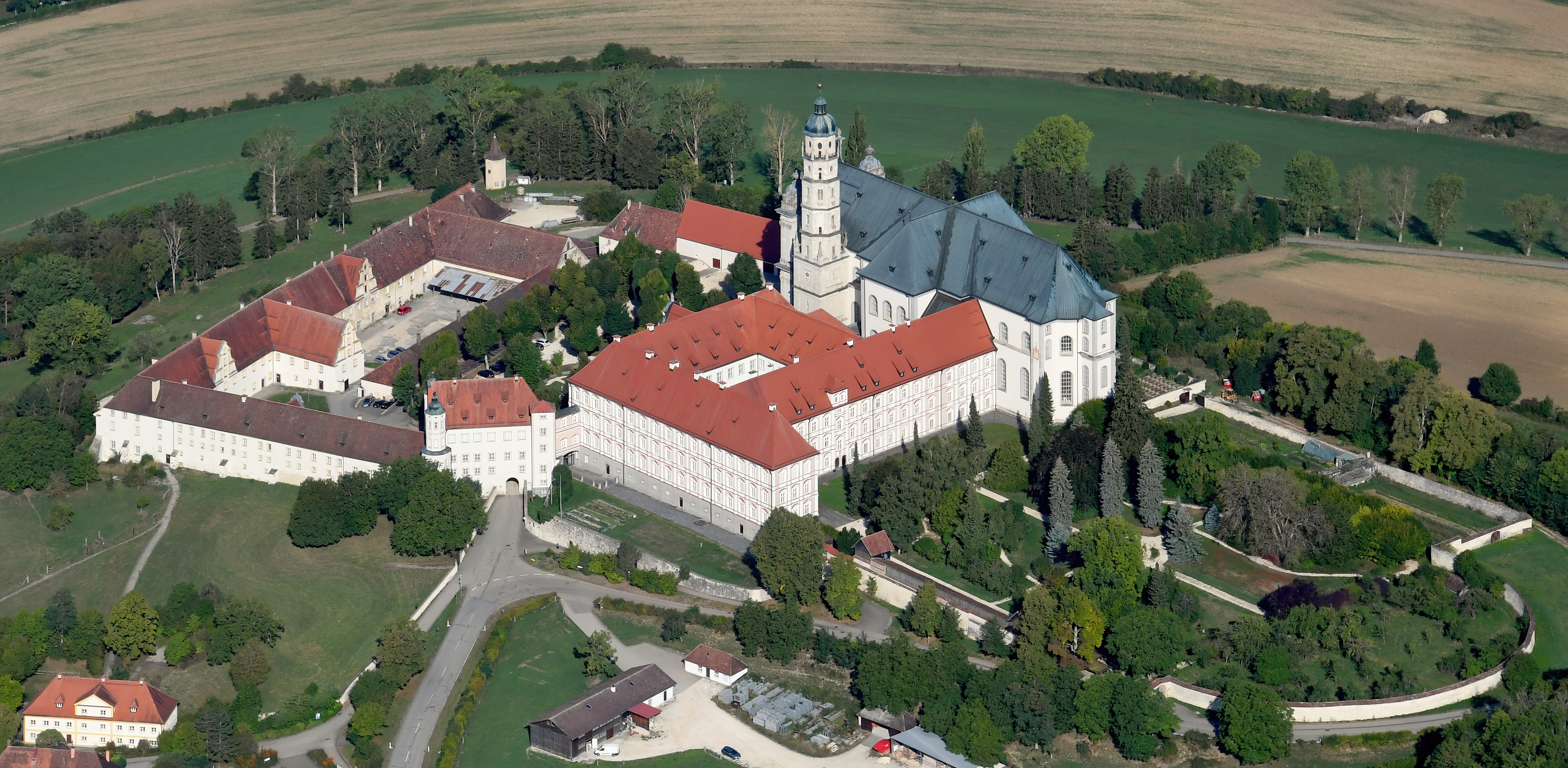
Das Kloster Neresheim auf der östlichen Schwäbischen Alb als Luftbild

Viele Abteien und Klöster der Schwäbischen Alb sind eher in den Flusstälern (Ach, Blau, Brenz, Donau, Egau, Erms, Fils, Lauchert, Urspring) zu finden und weisen eine zum Teil über tausendjährige Tradition auf. Fast alle wesentlichen Ordensgemeinschaften aus unterschiedlichen spirituellen Traditionen waren für Mönchs- und Nonnenkonvente ab dem Mittelalter auf der Alb vertreten. Zu den historischen Klosteranlagen und Orden der Schwäbischen Alb gehören:
- das 1125 gegründete Kloster Anhausen an der Brenz war bis zur Reformation ein Benediktinerkloster
- das 1932 errichtete Kapuzinerkloster Ave Marie neben der historischen Wallfahrtskirche Ave Maria im Tal der jungen Fils bei Deggingen
- das um 1080 als Augustiner-Chorherrenstift gegründete Kloster in Beuron an der Donau ist inzwischen die Erzabtei Beuron der Benediktiner
- das 1085 geweihte Kloster Blaubeuren an der Blau war bis zur Reformation den Benediktinern zugehörig
- das 1386 gegründet Kloster Christgarten bei Ederheim war bis zur Reformation den Kartäusern zugeordnet
- das 1120 gegründete Kloster Elchingen überm Donautal war bis zur Säkularisation eine ehemalige Benediktiner-Abtei bei Oberelchingen
- das 1227 gestiftete Kloster Heiligkreuztal war eine Abtei der Zisterzienserinnen, welche nach der Säkularisation als Försterei in Nutzung kam
- das 774 gegründete Kloster Herbrechtingen liegt an der Brenz bei Herbrechtingen und war Augustiner-Chorherren übereignet
- das 1303 gestiftete Kloster Königsbronn am Brenztopf in Königsbronn war bis zur Reformation ein Zisterzienserkloster
- das im 13. Jahrhundert als Dominikanerinnenkloster gegründete und 1802 enteignete Kloster Mariaberg im Tal der Lauchert bei Gammertingen
- das 1338 als Franziskanerinnenkloster errichtete Kloster Margrethausen in Margrethausen
- das im 10. Jahrhundert gegründete Benediktinerkloster Kloster Mönchsdeggingen bei Mönchsdeggingen
- das 1095 gestiftete Kloster Neresheim überm Tal der Egau ist ein Benediktinerkloster bei Neresheim
- das 1258 gestiftete Reichsstift Söflingen im Blautal bei Söflingen war ein Klarissen-Nonnenkloster
- das 1261 ersterwähnte Kloster Stetten am Reichenbach bei Hechingen war im Anfang ein Augustinerinnenkloster
- das 1477 eingerichtete Stift Urach in Bad Urach im Ermstal für die Brüder vom gemeinsamen Leben
- das 1127 errichtete Kloster Urspring im Tal der Urspring bei Schelklingen war bis zur Säkularisation ein Benediktinerinnen-Priorat
- das Kloster Wiesensteig war vom 9. bis ins 12. Jahrhundert zunächst ein Benediktinerkloster in Wiesensteig im Filstal; es wurde anschließend in ein Kollegiatstift umgewandelt, das bis zur Säkularisation 1803 bestand
- das 1089 errichtete Kloster Zwiefalten liegt an der Zwiefalter Ach und war bis zur Säkularisation eine Benediktinerabtei

#### Historische Kirchen und Kapellen (Auswahl)

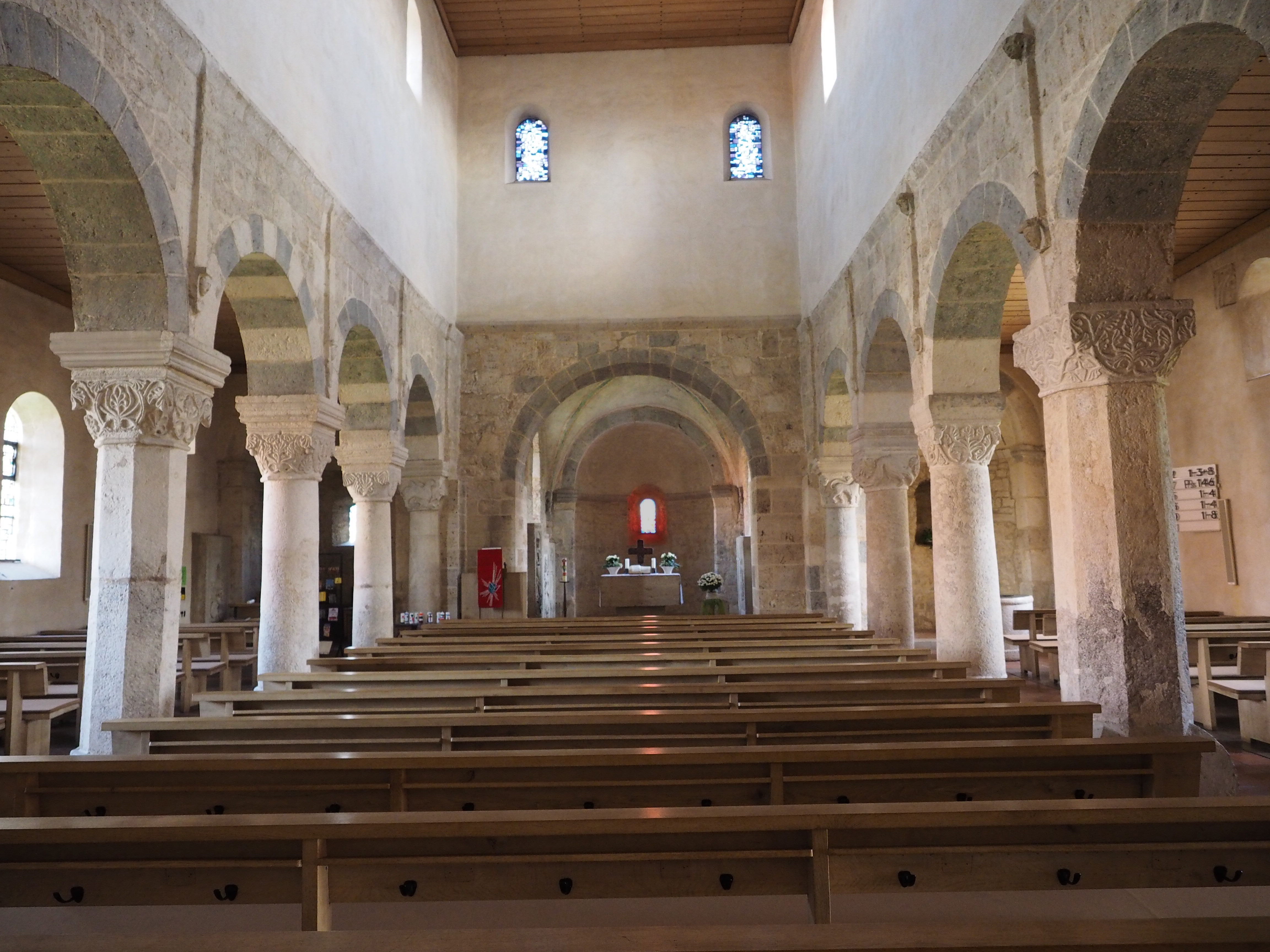
Die romanische Galluskirche in Brenz an der Brenz ist als Kulturdenkmal ausgezeichnet und gehört zu den ältesten Kirchen in Süddeutschland

- um 700: St.-Michaels-Kirche in Burgfelden
- 770: Johanneskirche in Seeburg
- 804: St. Martin in Münsingen, ab dem 13. Jahrhundert schrittweise umgewandelt in die heutige Gestalt
- 9. Jahrhundert: Johanneskirche in Aalen (Dorf)
- 10./11. Jahrhundert: Peterskapelle in Veringenstadt und St.-Michaels-Kirche in Burgfelden
- ab 1180: Galluskirche in Brenz an der Brenz
- ab 1238 bezeugt: St. Michael in Veringendorf
- Ersterwähnung 1255: Friedhofkirche in Balingen
- 1451: St. Martinskirche in Trochtelfingen
- ab 1475: Amanduskirche in Bad Urach
- 1714: Reiterleskapelle bei Waldstetten
- 1955: Pauluskirche in Pfeffingen, die als 2023 entwidmete, ehemalige christliche Kirche seit 2024 der Durchführung von Tierbestattungen dient.
- 2010: Käpelle, eine Dank- und Friedenskapelle, die durch bürgerschaftliches Engagement im Tal der Schlichem entstanden ist.

#### Synagogen
- Synagoge (Buttenhausen), erbaut 1796, bei den Novemberpogromen 1938 zerstört
- Synagoge Harburg in Harburg aus dem Jahre 1754
- Jüdische Gemeinde Harburg in Harburg (Schwaben)
- Synagoge (Hechingen), erbaut 1767, bei den Novemberpogromen 1938 verwüstet
- Synagoge Mönchsdeggingen in Mönchsdeggingen bis 1879
- Synagoge (Oberdorf am Ipf), ab 1809 errichtet, 1938 in Brand gesetzt
- Synagoge (Pflaumloch), errichtet ab 1844, 1906 wurde die Gemeinde aufgelöst
- Synagogen in Reutlingen, siehe Juden in Reutlingen
- Alte Synagoge (Ulm), 1873 eingeweiht, ab 1938 gewaltsam zerstört
- IRGW-Gemeindezentrum Ulm, Einweihung 2012

### Museen
Auch kleine Dörfer auf der Schwäbischen Alb besitzen interessante Heimatmuseen. Zudem sind auf der Alb Museen zu den Themen Kunst, Literatur, Geologie, Paleontologie, Naturkunde, Volkskunde, Industrie, Handwerk, Religion und Geschichte eingerichtet.

### Malerei

#### Maler mit Bezug zur Schwäbischen Alb

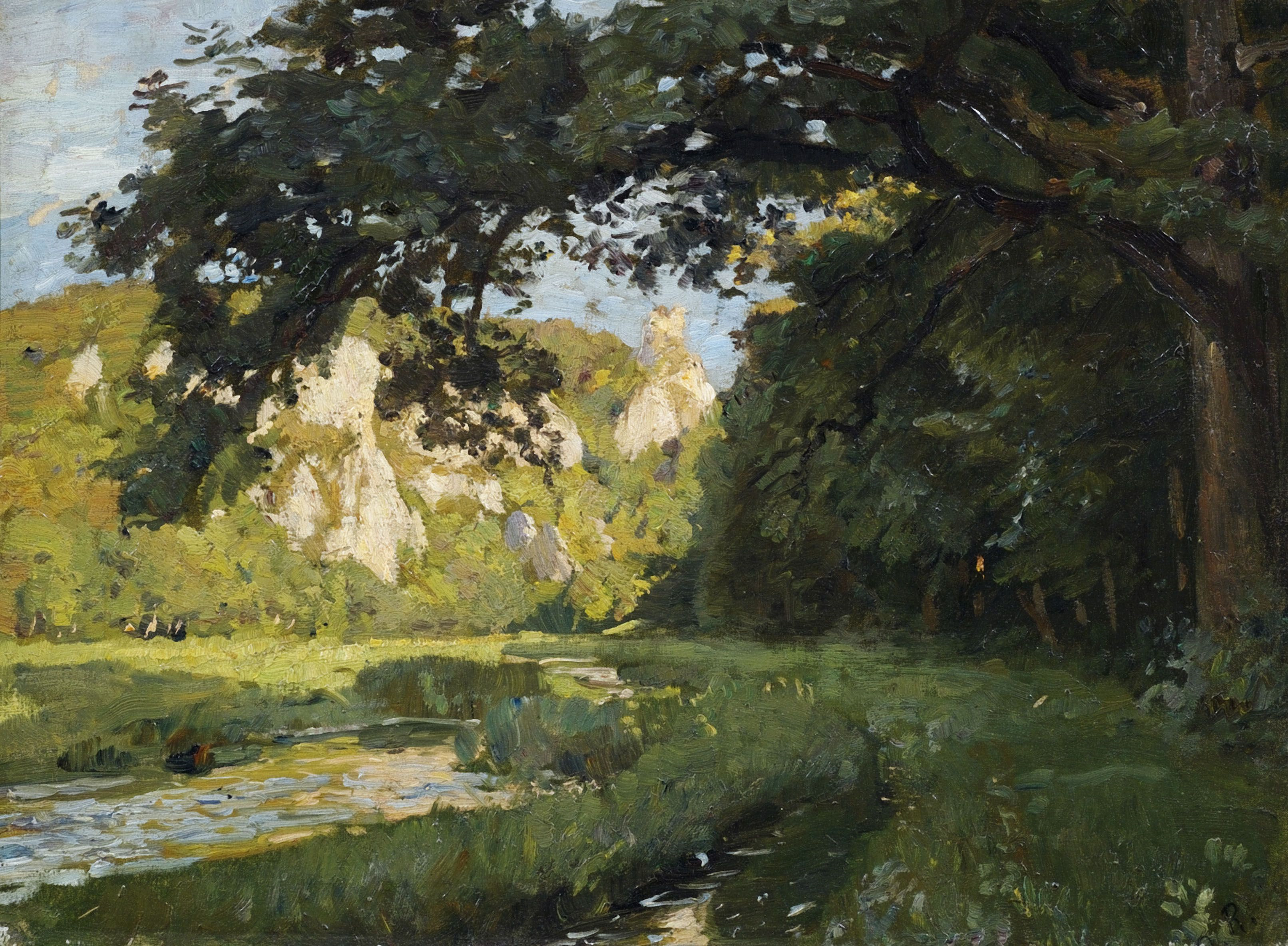
Sommerliche Landschaft wohl bei Buttenhausen, von Otto Reiniger (um 1909)

Die Schwäbische Alb stellt immer wieder ein Sujet für Maler des 19. und 20. Jahrhunderts dar. In erster Reihe stehen dabei die Werke von Friedrich Eckenfelder (1861–1938) und Christian Landenberger (1862–1927). Eckenfelder galt als großer Maler der Westalb, Landenberger ist gleichfalls auf der Westalb geboren und dort aufgewachsen. Er blieb zeitlebens mit dieser Landschaft seiner Kindheit verbunden und gehörte als Lehrer zu den prägenden Schwäbischen Impressionisten. Otto Reiniger (1863–1909) rechnet man ebenfalls zu den impressionistischen Landschaftsmalern. Er wurde sogar als „der führende Landschaftsmaler unter den schwäbischen Impressionisten“ charakterisiert. Karl Schickhardt (1866–1933) porträtierte als Dozent und Professor der Stuttgarter Kunstschule gerne die Alblandschaft. Theodor Schnitzer (1866–1939) gehört als Albmaler zur selben Generation.
Der Hamburger Wilhelm Laage (1869–1930) stellte in seiner Jugend zusammen mit den Malern der expressionistischen Künstlergruppe Brücke aus, wechselte dann nach Reutlingen und widmete sich auch künstlerisch dem dortigen Hausberg, der Achalm. Dieser markante Zeugenberg zog auch HAP Grieshaber (1909–1981) an, der ihn mit Holzschnitten immer wieder zeigte. Erwin Starker (1872–1938) beeindruckte seine Zeit als einer, der zahlreiche Albstimmungen und Alblandschaften als Impressionist mit Ölfarbe eingefangen hat. Walter Strich-Chapell (1877–1960) war vorwiegend auf der Westalb unterwegs und fing die Stimmungen dieser Landschaft als Künstler ein. 1954 sagte er: „Mich zog es immer wieder hinauf auf die Alb, vor allem auf die raue Alb, in die Gegend von Meßstetten, Ebingen. Hier war ich immer wieder zu finden, denn ich suchte von Anfang an die ursprüngliche Natur in ihren Stimmungen im Wechsel der Jahres- und Tageszeiten darzustellen, die Natur, unberührt vom Menschen und von den Veränderungen, die durch seiner Hände Werk ihr aufgedrückt wurden.“
Paul Hildenbrand (1904–1971), der von seinen Zeitgenossen ebenfalls als der „Maler der Schwäbischen Alb“ genannt wurde, schuf vorwiegend naturalistische und impressionistische Ölgemälde. Vom Albvorland aus schuf Gustav Nill (1903–1944) seine Albbilder. Karl Demetz (1909–1986) baute sich in Apfelstetten ein Atelier, das ihm einen freien Blick auf die Reutlinger Alb bot und immer wieder neue Albimpressionen für ihn freilegte.
Die Spätimpressionistin Alice Haarburger (1891–1942) schuf vor ihrer Ermordung Albbilder, die im Reutlinger Heimatmuseum eine Würdigung finden.

#### Galerien und Kunstmuseen mit Bezug zur Schwäbischen Alb

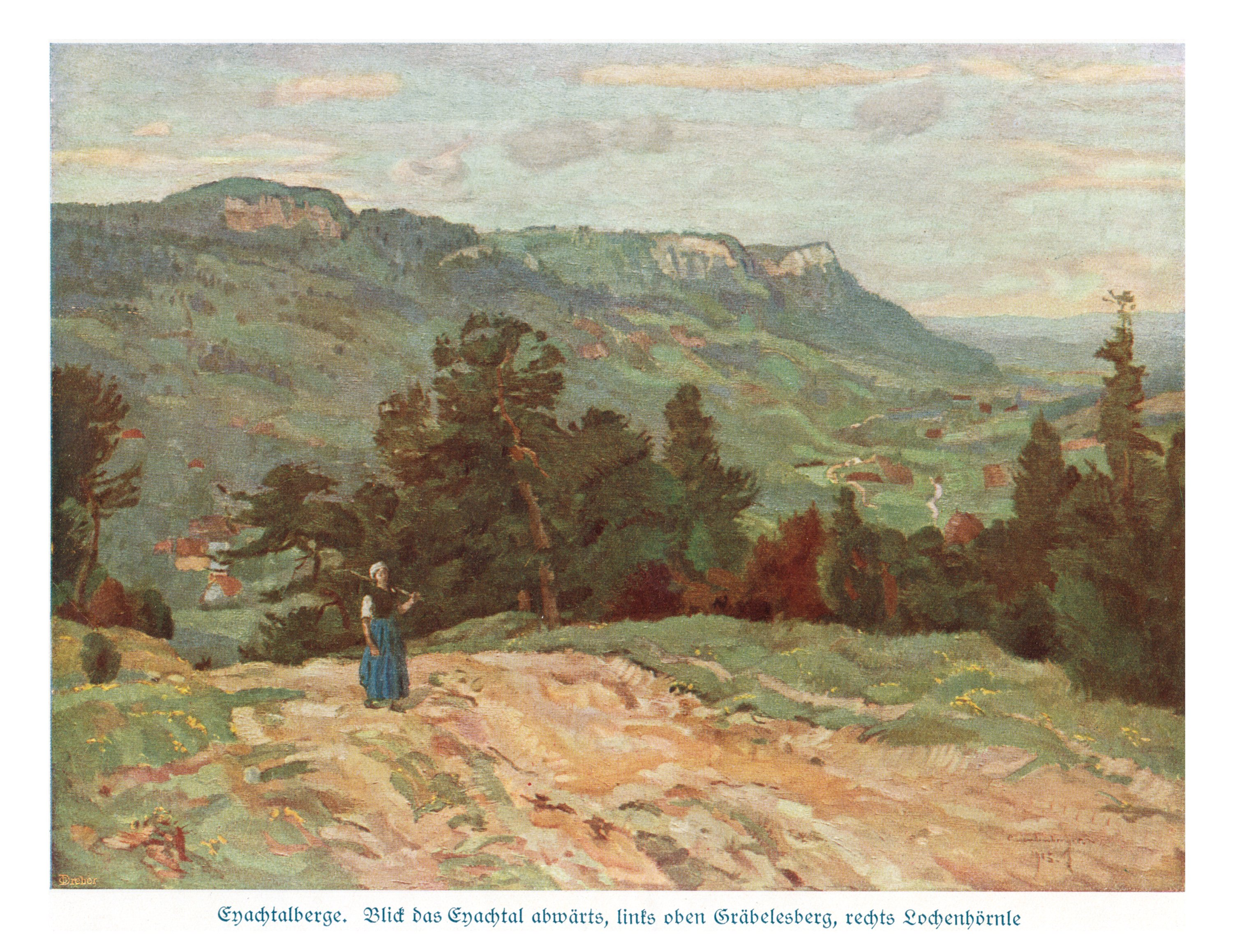
Das Lochenhörnle von Christian Landenberger (um 1914)

Das Kunstmuseum Albstadt beherbergt sowohl eine Sammlung zum Landschaftsbild der Schwäbischen Alb, als auch eine große Werksammlung zu Christian Landenberger. Weitere Albmaler sind unter anderem mit Wilhelm Laage vertreten.
Seit September 2016 findet sich in Münsingen im Alten Lager das Albmaler-Museum, das dauerhaft eine Vielzahl von Malern zeigt, die sich in ihren Werken mit der Schwäbischen Alb auseinandersetzten.

### Dichter und Literaten
Der Dichter Eduard Mörike (1804–1875) unternahm gerne ausführliche Wanderungen über die Schwäbische Alb, bei denen er nach Versteinerungen suchte. Mit Sammelleidenschaft und Begeisterung brachte er wie ein Paläontologe viele Fossilien mit. Zu Hause verglich er sie mit anderen Funden und studierte die Fachliteratur seiner Zeit. Diese Beschäftigung auf der Alb beschrieb er in dem Gedicht Der Petrefaktensammler (veröffentlicht 1847). Ein weiteres Werk mit Albbezug aus seiner Hand ist Die Historie von der schönen Lau (1853), die am Blautopf von Blaubeuren verortet ist. Das Mörikehaus Ochsenwang auf der Alb ist als Literaturmuseum seit 1981 dem Andenken des Dichters gewidmet.
Obwohl David Friedrich Weinland (1829–1915) als Direktor des Frankfurter Zoologischen Gartens ein Naturwissenschaftler war, ist sein Name als Jugendschriftsteller der Alb unvergessen. Sein 1878 veröffentlichter Roman Rulaman spielt in den Albtälern um Bad Urach und führt in die Frühzeit dieser Landschaft. Weinland fand mit dem Werk weltweite Bekanntheit und Anerkennung. Das Buch wurde in mehrere Sprachen übersetzt und machte so einem weiten Kreis an Lesern die Alb bekannt.
Als wichtiger Albdichter gilt Matthias Koch (1860–1936), der unter dem Titel Kohlraisle 1913 erstmals seine Gedichte von der Balinger Alb veröffentlichte. Auch Hans Reyhing (1882–1961) ist thematisch als Heimatdichter immer wieder auf der Alb zu finden. Seine Geschichten von der Rauhen Alb (1917), sein Roman Der Hülenbauer (1922), seine Schäferlies, das Festspielstück zum Uracher Schäferlauf (1923), aber auch Albheimat – Ein Buch von der Münsinger Alb (1926) sind zu nennen. Die Hans-Reyhing-Stube in Hohenstein-Bernloch erinnert an ihn. Helmut Pfisterer (1931–2010) dichtete im Dialekt: Äcker uf am alde Meer. Schwäbische Albgedichte (2008).
Als Schöpfer von vier Albkrimis machte sich Frank Faber (1966–2013) einen Namen. Zwischen 2008 und 2012 erschienen Schäfers Tod, Mord am Heidengraben, Wacholderbrand und Baurabrot. Im gleichen Genre ist Reiner Plaumann (* 1963) mit seinem Werk „Strafstoß: ein Alb-Krimi“ unterwegs.

### Dialekt
Das viel zitierte Älblerisch als eigenen Dialektraum der Schwäbischen Alb gibt es sprachwissenschaftlich gesehen nicht. Es ist eine Erfindung der schwäbischen Jux- und Spaßliteratur. Der bei weitem größte Bereich der Schwäbischen Alb (Reutlinger, Uracher, Münsinger, Laichinger, Nürtinger, Kirchheimer, Göppinger Alb) gehört zum Mittelschwäbischen. Der deutlich kleinere Bereich der Südwestalb (Balingen, Albstadt und der Osten des Großen Heubergs) gehört zum Südwestschwäbischen. Auf der Baaralb, Hegaualb und im Westen des Großen Heubergs sind Übergangsdialekte zwischen dem schwäbischen und bodenseealemannischen Dialektraum anzutreffen (siehe Baar-Schwäbisch (östliche Baar)). Der Unterschied zu den tiefer gelegenen Gebieten der Dialekträume liegt nur in der etwas weniger fortgeschrittenen Verneuhochdeutschung.

### Brauchtum

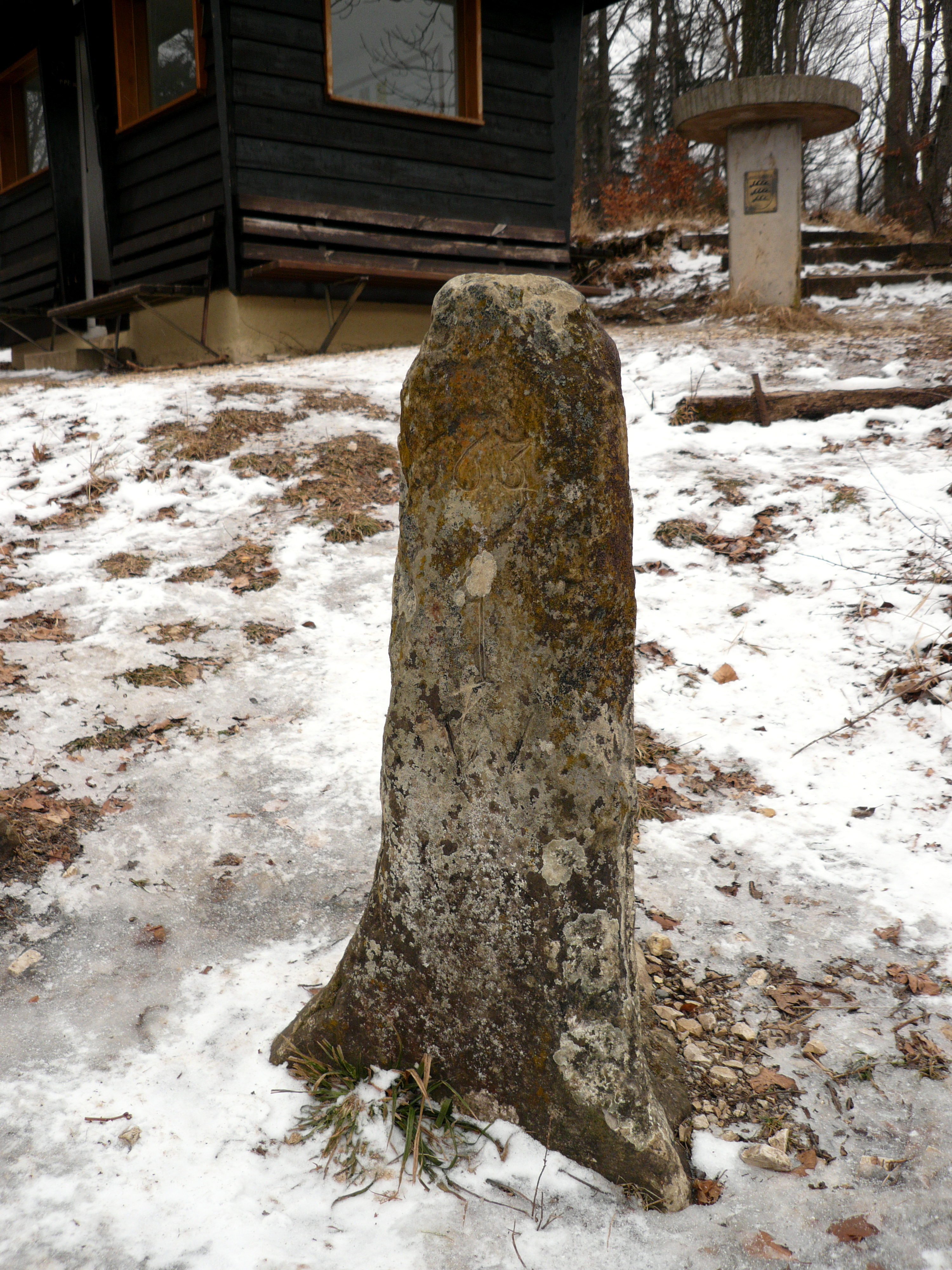
Der Dreifürstenstein als Dreiländereck, Anlass für ein Historienspiele, das Mitglieder des Schwäbischen Albvereins in 860 Metern Höhe immer wieder zur Aufführung bringen

In der Region Reutlingen wird um die Mutscheln, einem traditionellen sternförmigen Hefeteig-Gebäck, am Mutscheltag gewürfelt, was als Mutscheln bezeichnet wird.
Um den 21. Juni veranstaltet der Schwäbische Albverein Dotternhausen eine Sonnwendfeier auf dem Plettenberg mit einem großen Feuer, das bei guter Sicht auch im Tal von weither sichtbar ist.
Seit 2006 veranstaltet die Gemeinde Denkingen alle drei Jahre den landesweit größten und wohl einmaligen Albabtrieb, durchaus in gewisser Parallelität zum Almabtrieb, wie er alpenländische Tradition ist. Hierbei wird die Schafherde von der Sommerweide auf dem Klippeneck durch den Ort auf die Herbstweide im Albvorland getrieben. Begleitet wird die Herde von einem Festumzug aus Trachtengruppen und Musikkapellen. Im Jahr 2018 lockte der Denkinger Albabtrieb mehr als 30.000 Besucher an.
Am Dreifürstenstein, einem ehemaligen Dreiländereck am Albtrauf auf 860 m Höhe, wird gelegentlich eine Sage nachgespielt: die drei Fürsten von Fürstenberg, Hohenzollern und Württemberg trafen sich einmal am Dreifürstenstein, um gemeinsam zu beraten. Dabei war über dem dreieckigen Grenzstein ein runder Tisch angebracht. Jeder der drei Fürsten, die am Tisch saßen, verblieb somit auf seinem Territorium. Dieser Tisch soll aus Sandstein gefertigt gewesen sein und wird in einer Beurener Ortschronik aus dem Jahr 1867 erwähnt. Bei besonderen Anlässen auf dem Dreifürstenstein, wie zum Beispiel bei Festen des Schwäbischen Albvereins, wird das Treffen der Fürsten nachgespielt.
Das Trachtenmuseum Baumann’sche Mühle in Pfullingen stellt die Trachtensammlung des Schwäbischen Albvereins aus, die unter anderem auch Trachten der Schwäbischen Alb zeigt. Auch das Heimatmuseum Nellingen zeigt typische Kleidungsstücke der Schwäbischen Alb aus vergangenen Zeiten.

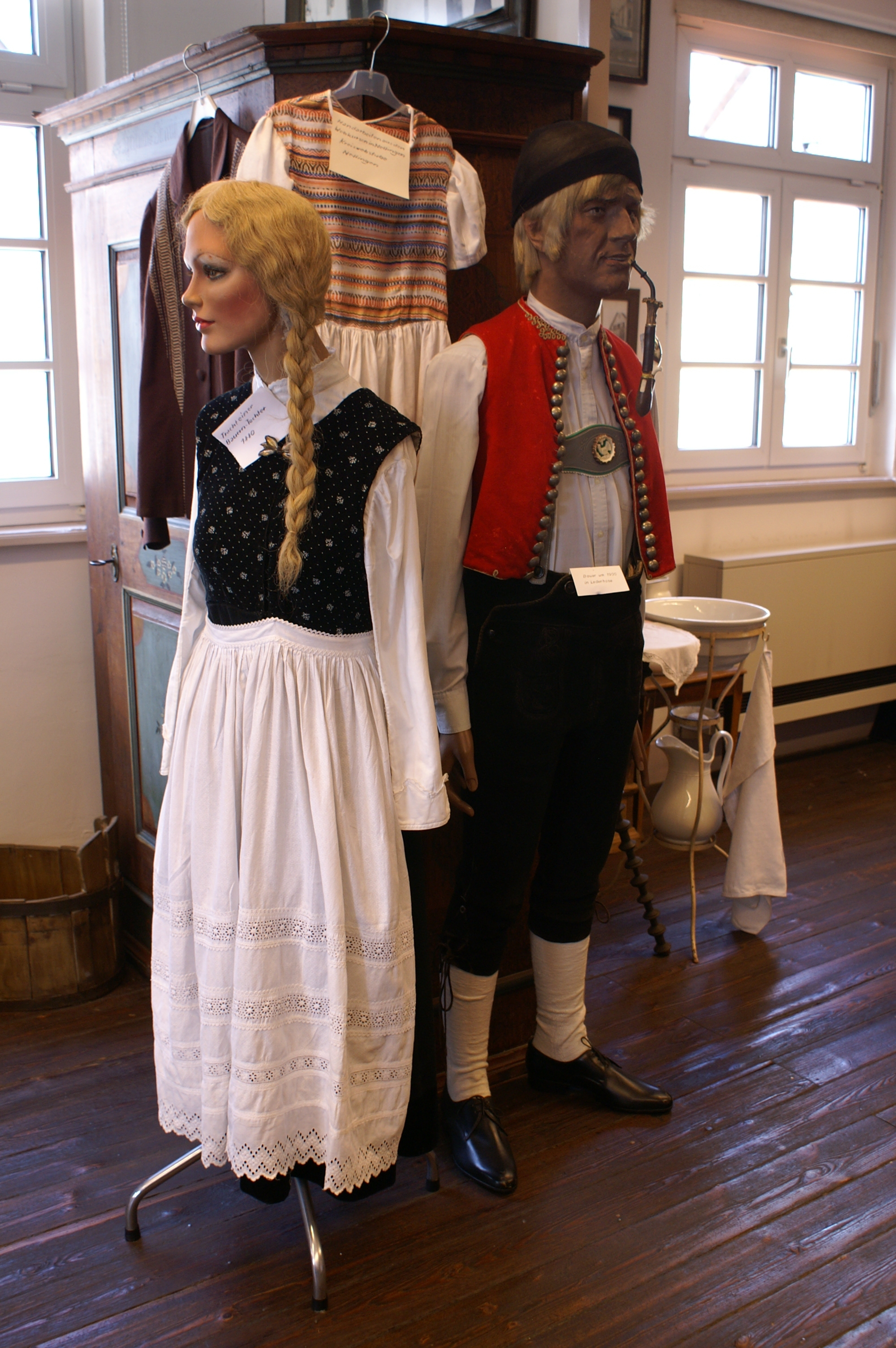
Sogenannte Älbler-Trachten im Heimatmuseum Nellingen
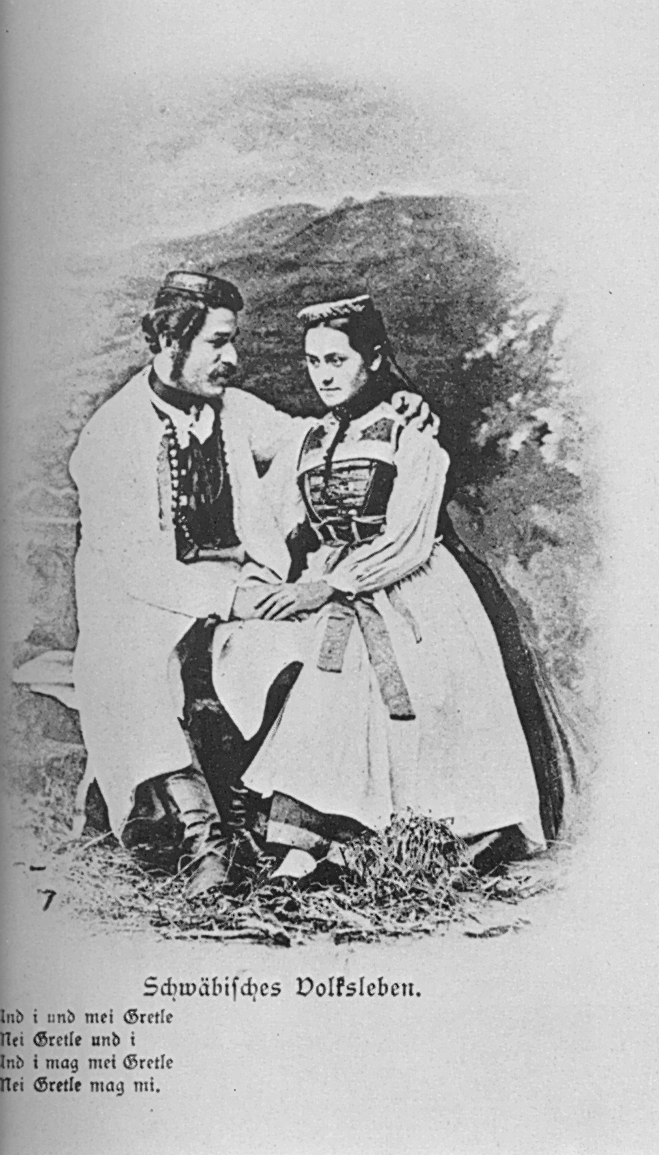
Paar in der Betzinger Tracht
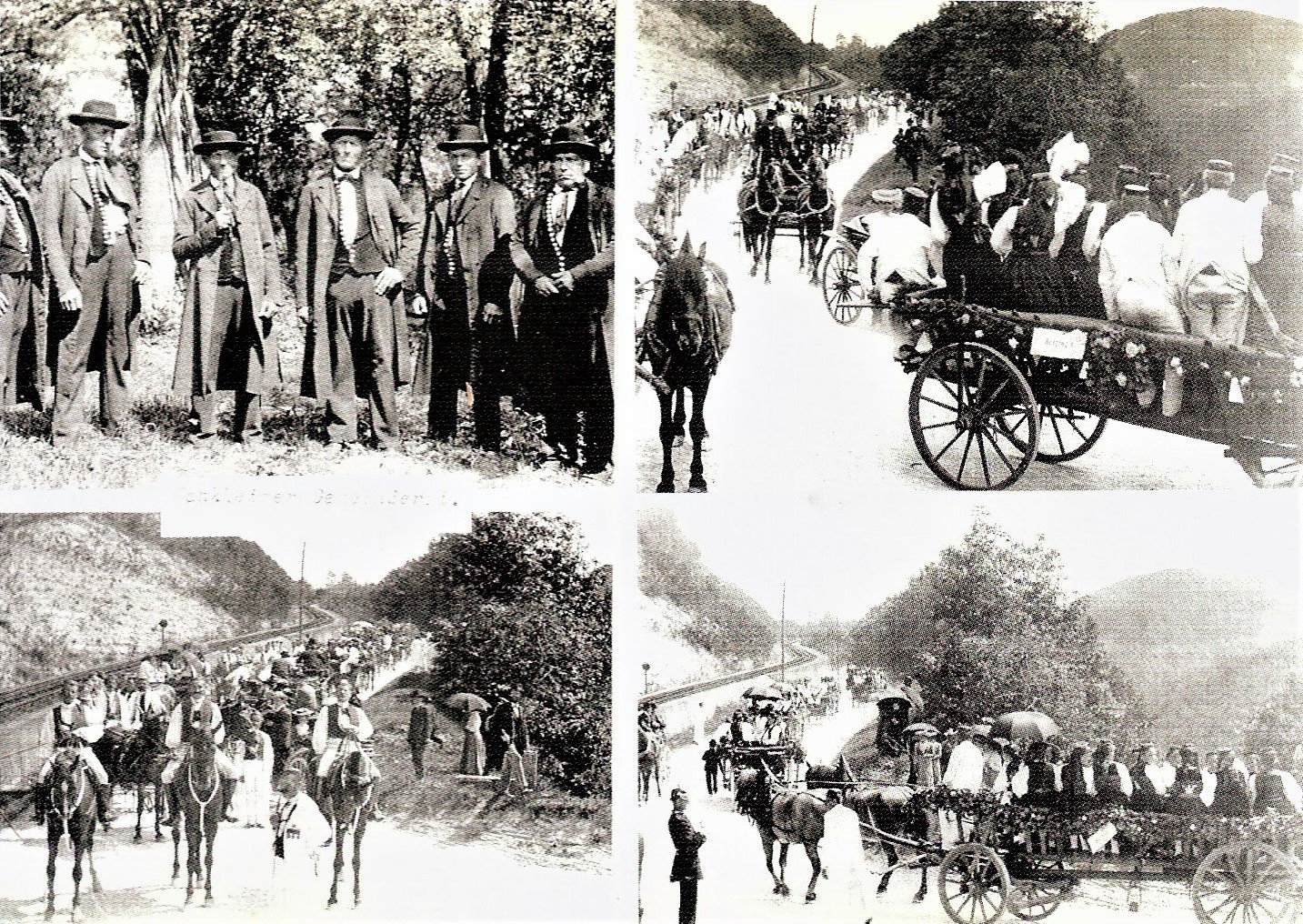
Volkstrachtenfest 1903 in Honau
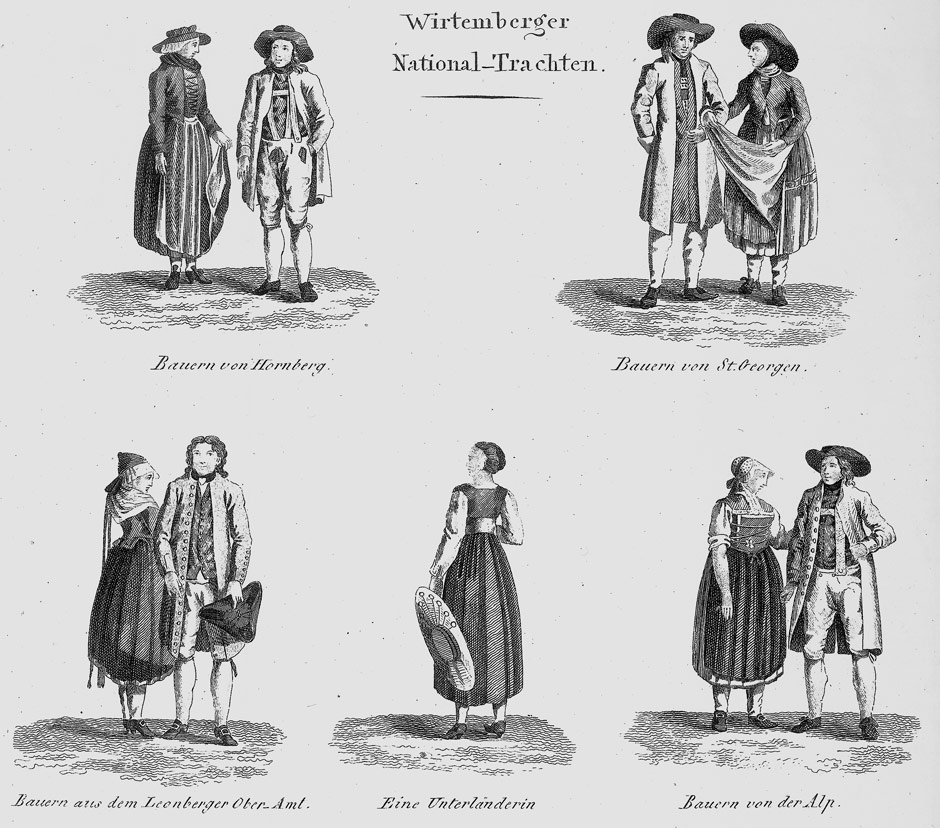
Württemberger Nationaltrachten von 1813: Paar in Bauerntracht „von der Alp“ rechts unten

### Speisen und Getränke
Auf der Schwäbischen Alb ist im Prinzip auch die landläufige Schwäbische Küche etabliert. Allerdings gibt es einige spezifische Speisen, die sich in besonderer Weise mit der Alb verbinden:
Der Schwarze Brei, auch Musbrei, Habermus, Brennt's Mus (gebranntes Mus) genannt, ist eine für die Schwäbische Alb typische traditionelle Speise, deren Hauptbestandteil Musmehl ist. Die Ulmer Butterbirne ist eine alte Birnensorte, die erstmals an der Steige zwischen Ulm und Albeck gefunden wurde. Sie eignet sich insbesondere zum Dörren und Schnapsbrennen.

#### Linsen
Die Schwäbische Alb und angrenzende Gebiete waren bis in die 1950er Jahre ein besonderer Schwerpunkt im deutschen Linsenanbau. Die speziellen Sorten werden heute als Alb-Leisa angebaut, im Handel vertrieben und in der lokalen Gastronomie als Regionalprodukt angeboten. „Leisa“ ist das schwäbische Wort für Linsen. Die Alb-Leisa sind inzwischen in die Arche des Geschmacks bei Slow Food aufgenommen.

#### Regionales Bier
Auf der Schwäbischen Alb haben sich einige Kleinbrauereien gehalten, die ihr Erzeugnis als regionales Bier vermarkten. Dabei stammt das für die Bierproduktion notwendige Getreide in der Regel von der Alb. Mit der „Pflege regionaler Bierkultur“ ist gelegentlich die ökologische Produktion, aber auch die Partnerschaft mit ökologischen Produktionsgemeinschaften verbunden:
- Berg Brauerei Ulrich Zimmermann in Berg – Zutaten aus ökologischer Landwirtschaft
- Härtsfelder Familienbrauerei Hald in Dunstelkingen – Pflege einer ökologischen Bioland-Partnerschaft
- Pflugbrauerei Hörvelsingen in Hörvelsingen
- Hirsch-Brauerei Honer in Wurmlingen – regionale Zutaten in der Brauerei
- Hirschbrauerei Schilling in Römerstein – höchgelegene Brauerei der Schwäbischen Alb
- Privatbrauerei Schlumberger in Nattheim
- Zwiefalter Klosterbräu in Zwiefalten

#### Froschkuttelnessen
Das Froschkuttelnessen in Riedlingen, eine besondere Art der Zubereitung von Sauren Kutteln, findet jährlich am Fastnachtsdienstag statt. Froschkutteln, in Streifen geschnittene Stücke aus dem gereinigten und gebrühten Pansen (Vormagen) der Rinder, enthalten zusätzlich auch andere Innereien wie Leber, Niere und Herz.

#### Albschnecken
Als Albschnecken werden Weinbergschnecken bezeichnet, die nach den Richtlinien der IG Albschneck auf der Schwäbischen Alb aufgezogen und zum Verzehr vermarktet werden.
Die Weinbergschnecke (Helix pomatia) ist auf der Alb weit verbreitet. Sie ist sehr eiweiß- und mineralstoffreich und gleichzeitig cholesterinarm. Als Fastenspeise war sie vor allem in katholischen Regionen bekannt. Dabei wurde sie als so genannte Deckelschnecke geerntet. Deckelschnecken sind Schnecken in Winterruhe, die ihre Hausöffnung mit einem Kalkdeckel verschließen, um so geschützt zu überwintern. Zur Vorbereitung dieser Lebensphase werden Magen- und Darmtrakt entleert und etwas Fettgewebe angelegt, das für den nussigen Geschmack verantwortlich ist. Dies zeichnet die Weinbergschnecken im kalkhaltigen Mittelgebirge der Schwäbischen Alb mit seinem speziellen Klima und seinen besonderen Nahrungspflanzen aus und charakterisiert sie als Albschnecke. Weiler im Großen Lautertal war im 18. und 19. Jahrhundert eine Hochburg für Schneckengeschäfte. In Indelhausen wirbt noch ein letzter Gastwirt mit „eigenen“ Schnecken. Slow Food hat die Albschnecke im Februar 2005 in seine Arche des Geschmacks aufgenommen.

#### Albgemacht
Albgemacht ist die Regionalmarke des Biosphärengebiets Schwäbische Alb und ermöglicht damit verschiedenen Erzeugern aus dem Gebiet ihre Produkte unter einer gemeinsamen Dachmarke zu vertreiben, beispielsweise Milch, Lammschinken und Apfelsaft. Alle Produkte verbinden die Leistungen zum Erhalt und zur Förderung der Artenvielfalt auf den Produktionsflächen. Das UNESCO-Gremium hat das Projekt aufgrund der erfolgreichen Verbindung von Ökonomie und Ökologie besonders gelobt.

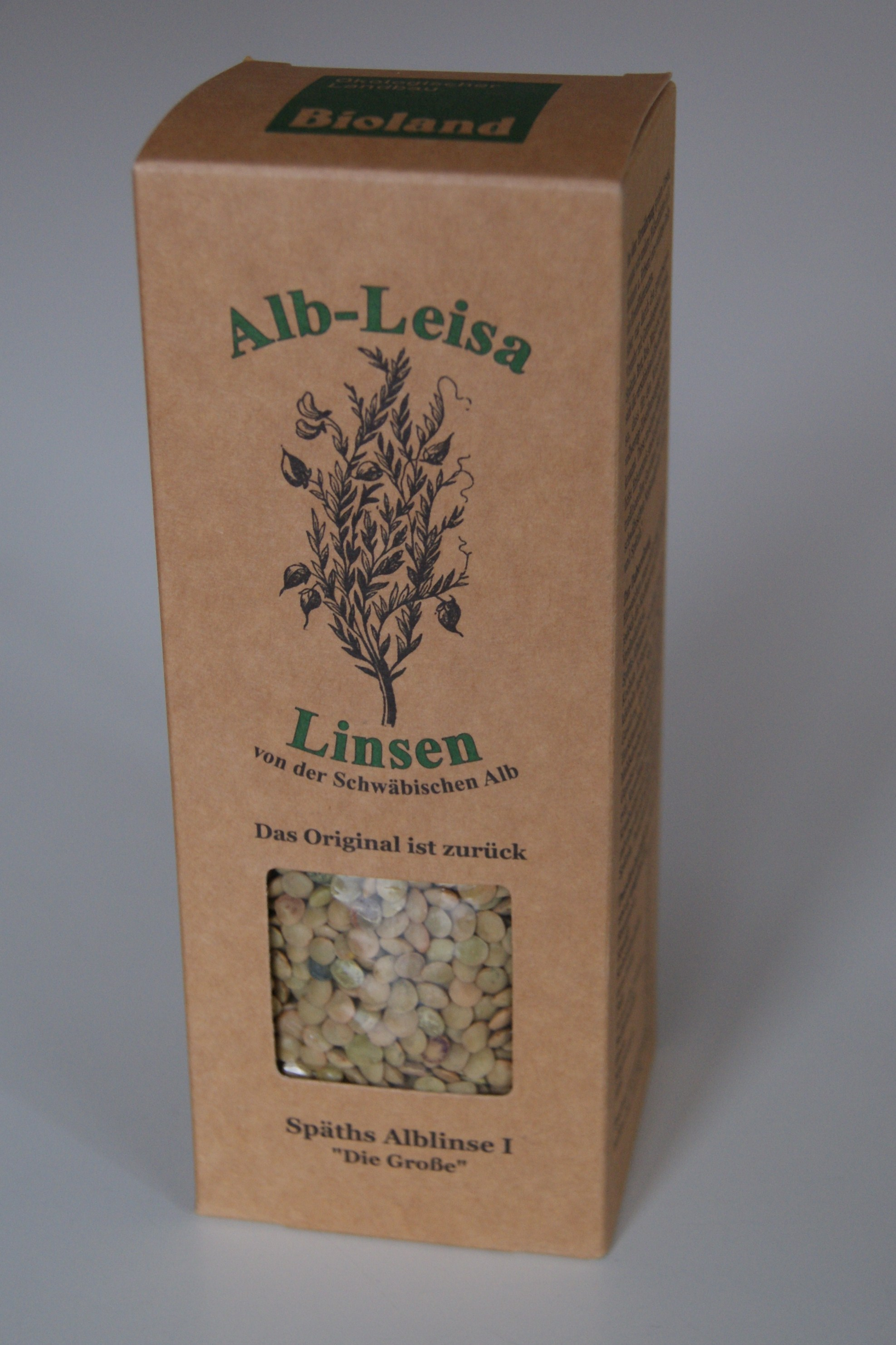
Alb-Leisa
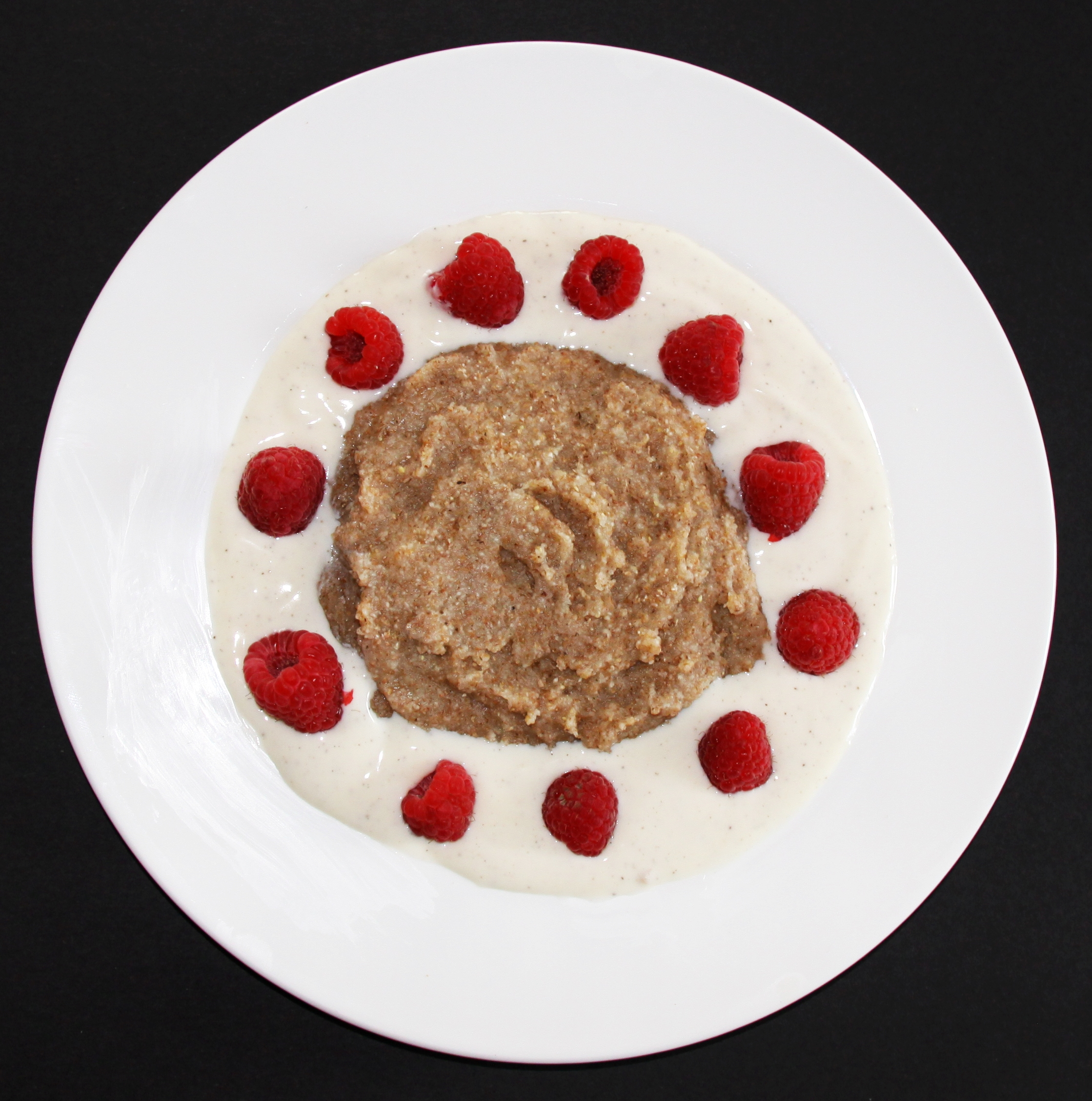
Schwarzer Brei, hier als Dessert verfeinert
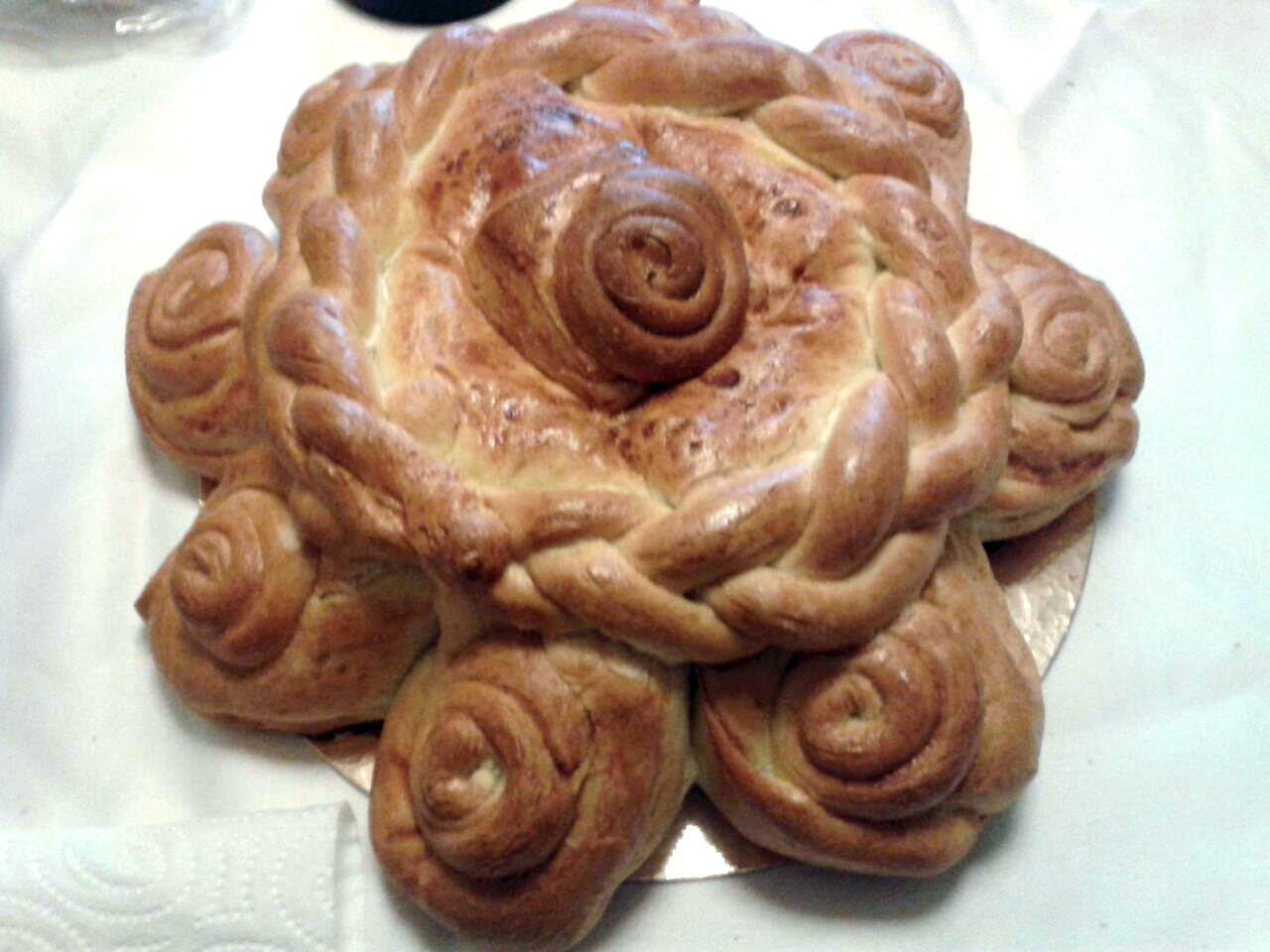
Reutlinger Mutschel, sternförmiges Gebildbrot mit acht Zipfeln
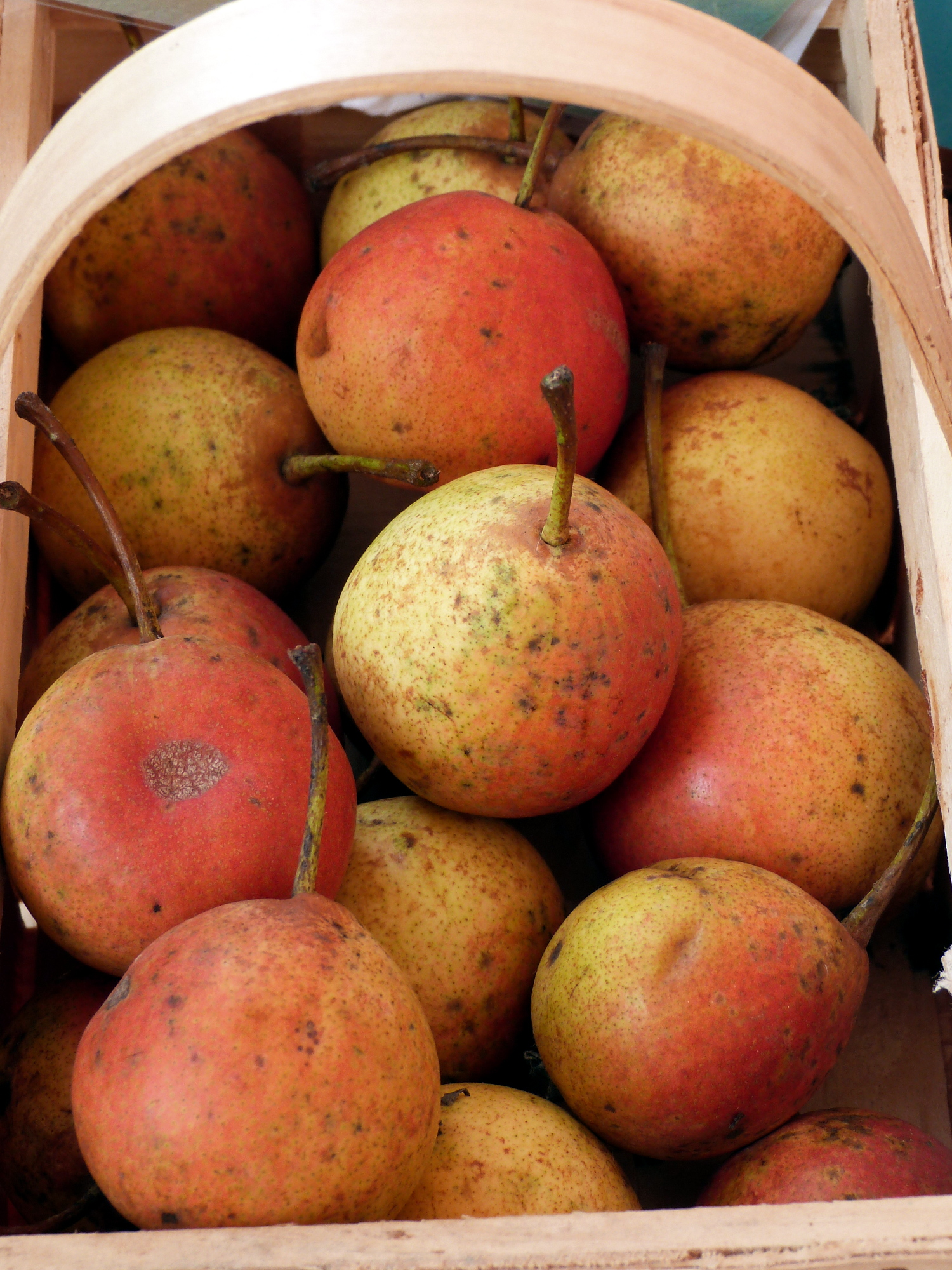
Ulmer Butterbirne

## Dokumentationsfilme und Reportagen
- youtube.com Schwäbische Alb, aus der Serie Wunder der Erde von Ernst Waldemar Bauer, ARD, 1993.
- youtube.com Sensationsfunde von der Schwäbischen Alb – Meisterwerke der Eiszeit, Dokumentation von Winfried Lachauer, SWR, 2015.
- ardmediathek.de Tiere und Pflanzen – Lebensraum Schwäbische Alb, in der Reihe Planet Schule – Natur & Umwelt des SWR Fernsehen, 2016.
- youtube.com Die Schwäbische Alb – Die Tricks des Eichelhähers, in der Reihe Abenteuer Wildnis, BR Fernsehen, 2017.
- swr.de Geschichte der Schwäbischen Alb, eineinhalbstündiger Dokumentationsfilm des SWR, 2018.
- ardmediathek.de Ein und Alles: Die Mittlere Schwäbische Alb, Filmpräsentation der Mittleren Schwäbischen Alb im Rahmen der Reihe Fahr mal hin des SWR, 2019.
- ardmediathek.de Für den Büffelhof in der Schwäbischen Alb, aus der Reihe Doku-Serie des SWR, 2019.
- ardmediathek.de Tiergeschichten von der Alb, aus der Reihe Doku & Reportage des SWR, 2021.